# Histoire du clavecin
Vous lisez un « article de qualité » labellisé en 2010.
L'histoire du clavecin est, en tant que telle, une science récente car aucun traité d'ensemble sur ce sujet n'a été rédigé avant la période moderne. Elle s'appuie sur une iconographie et des documents écrits épars et disparates et sur l'étude des instruments anciens, souvent profondément altérés au cours de leur existence et aujourd'hui conservés dans les musées et les collections privées ; si nombre d'entre eux sont signés, datés et susceptibles d'un suivi dans les archives, beaucoup d'autres sont anonymes et ouvrent encore un vaste champ d'investigation aux experts.
Instrument spécifique à la musique européenne, le clavecin apparaît au cours du XIVe siècle dans les pays bourguignons et italiens. Sous ses différentes formes (épinette, virginal, grand clavecin, clavicythérium, etc.), il connaît un développement technique et une diffusion géographique rapides dans les pays d'Europe occidentale, gagnant la faveur des princes, des nobles puis de la bourgeoisie par ses possibilités musicales étendues et par son caractère d'objet de luxe et de prestige.
Il devient un des instruments les plus en vue dans le domaine de la musique profane ; les progrès de la facture suscitent ou accompagnent le développement du large répertoire qui lui est consacré dès le XVe siècle et qu'il partage tout d'abord avec l'orgue avant de trouver son indépendance et son caractère propre pendant la période baroque : il est tout à la fois concertant, soliste et vecteur principal de la basse continue.
Intimement lié à l'esthétique baroque et à la primauté du contrepoint, symbole musical de l'Ancien Régime, il est pratiquement abandonné vers la fin du XVIIIe siècle pour laisser la place au piano. Cette éclipse dure plus d'un siècle.
Il suscite à nouveau l'intérêt, de façon progressive, à partir de la fin du XIXe siècle, à la faveur de la redécouverte de la musique ancienne. De nombreuses évolutions techniques lui sont alors appliquées avant un retour marqué aux principes et méthodes de la facture traditionnelle dans la seconde moitié du XXe siècle. Il a dorénavant retrouvé une place significative dans l'interprétation d'œuvres anciennes ou contemporaines.

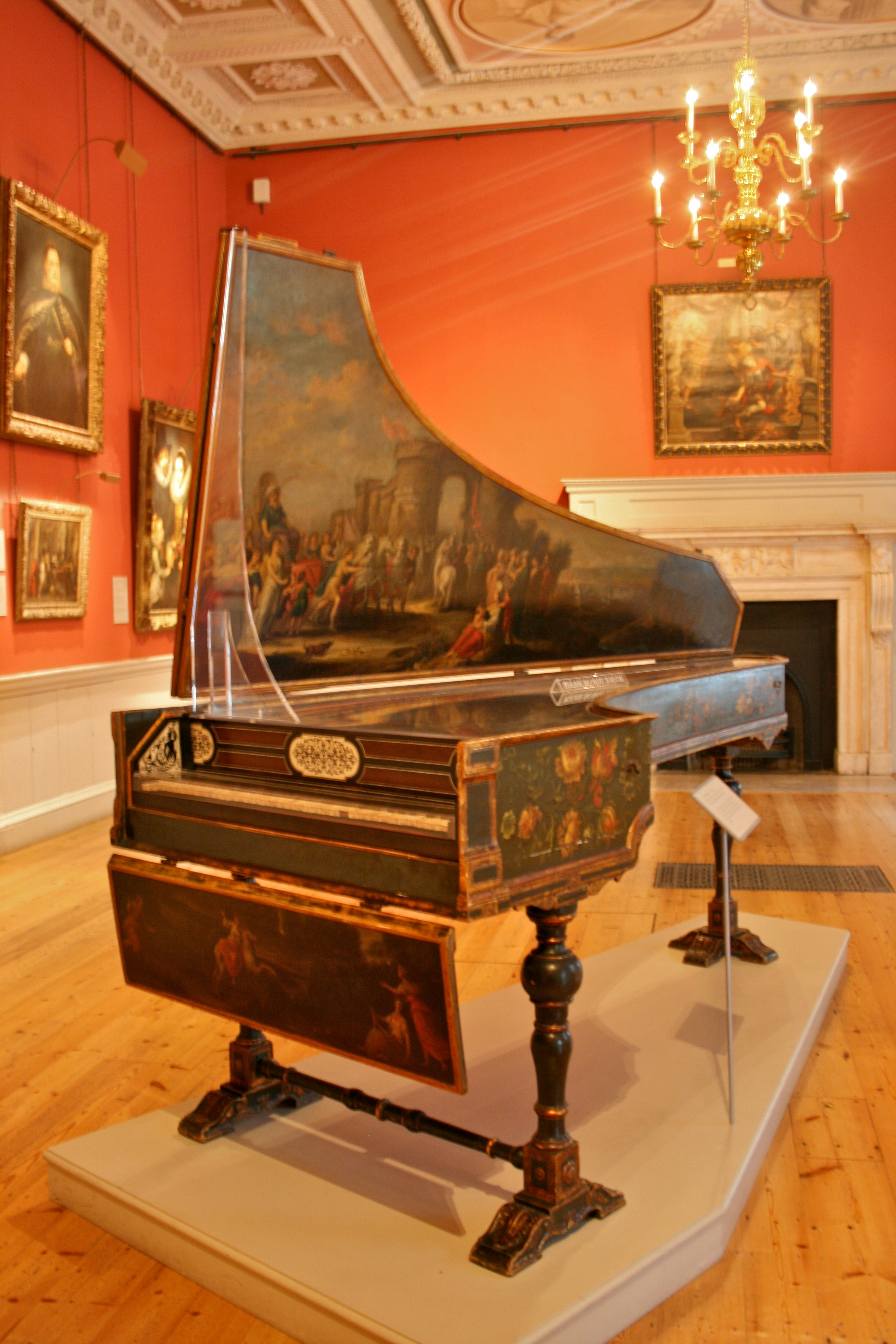
Clavecin espagnol anonyme (vers 1700) - Londres, Courtauld Gallery
Cet instrument combine des caractères italiens, allemands et flamands.

## Origines:XIVeetXVesiècles

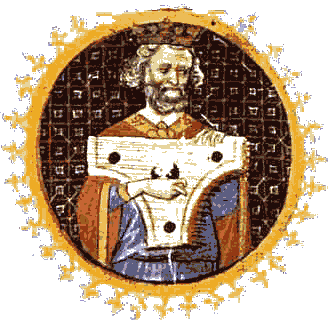
Psaltérion du XIVe siècle, tiré du livre De Arythmetica, De Musica de Boèce.

Les premiers textes mentionnant l'existence d'instruments à cordes et à clavier datent du XIVe siècle. Les descriptions techniques manquent cependant pour distinguer clairement les instruments à cordes pincées (famille du clavecin) et les instruments à cordes frappées (famille du clavicorde) qui ont dû apparaître vers la même époque. Les premiers dérivent du psaltérion dont le joueur gratte les cordes avec un plectre, les seconds du tympanon dont les cordes sont frappées à l'aide de petits et légers marteaux : cette origine est signalée dès 1511 par Sebastian Virdung dans son traité Musica getutscht.
Si Johannes de Muris évoque ce genre d'instrument dans son traité Musica speculativa daté de 1323, on sait que le roi de France Jean II le Bon, en captivité à Londres, avait reçu d'Édouard III vers 1360 un instrument nommé eschiquier, à l'évidence muni d'un clavier, mais dont on ignore le mécanisme. Cet instrument, diversement orthographié, apparaît vers 1367 dans un texte de Guillaume de Machaut intitulé La prise d'Alexandrie (eschaquier d'Engleterre), puis en 1378 chez Eustache Deschamps. Le nom reste en usage, sans plus de précision, jusqu'au début du XVIe siècle : il apparaît sous les formes, allemande, de Schachtbrett citée en 1404 par Eberhard Cersne dans Der Minne Regel, et latine de Scacarum vers 1426 par Jean Gerson dans son De canticorum originali ratione.
En 1388, dans une lettre au duc de Bourgogne Philippe le Hardi, le roi Jean Ier d'Aragon évoque « un instrument semblable à l'orgue, mais qui résonne par des cordes » (« semblant dorguens que sona ab cordes ») : il peut d'agir d'une sorte de clavecin vertical (clavicythérium).
C'est en 1397 qu'apparaît le premier document parlant explicitement du clavicembalum dont les Italiens ont fait « clavicembalo » et les Français « clavecin ». Un gentilhomme de Padoue, Lodovico Lambertacci, écrit cette lettre à son gendre (ou son fils) et y désigne un certain Hermann Poll comme l'inventeur de l'instrument — en fait, probablement, l'inventeur du mécanisme qui sert à gratter la corde (le sautereau),. Par une bizarrerie étymologique, le mot cembalum pourrait être une déformation du mot tympanon (instrument à cordes frappées, tout comme le cymbalum). Notons cependant que l'origine du clavecin restera largement ignorée des contemporains, y compris par des érudits tels que Polydore Virgile qui, aussi tardivement qu'en 1499, écrira dans son traité De Inventoribus Rerum que cette origine reste inconnue et entourée de l'ombre la plus complète.

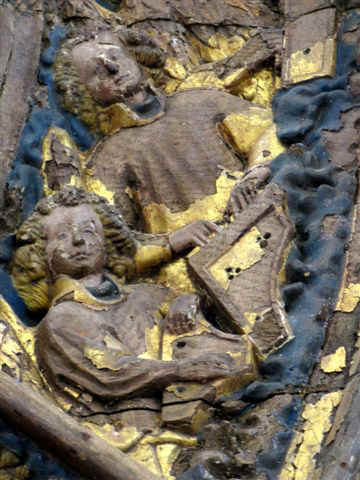
Première représentation connue d'un clavecin, sculpture d'autel provenant de la cathédrale de Minden. L'ange de gauche joue du psaltérion.

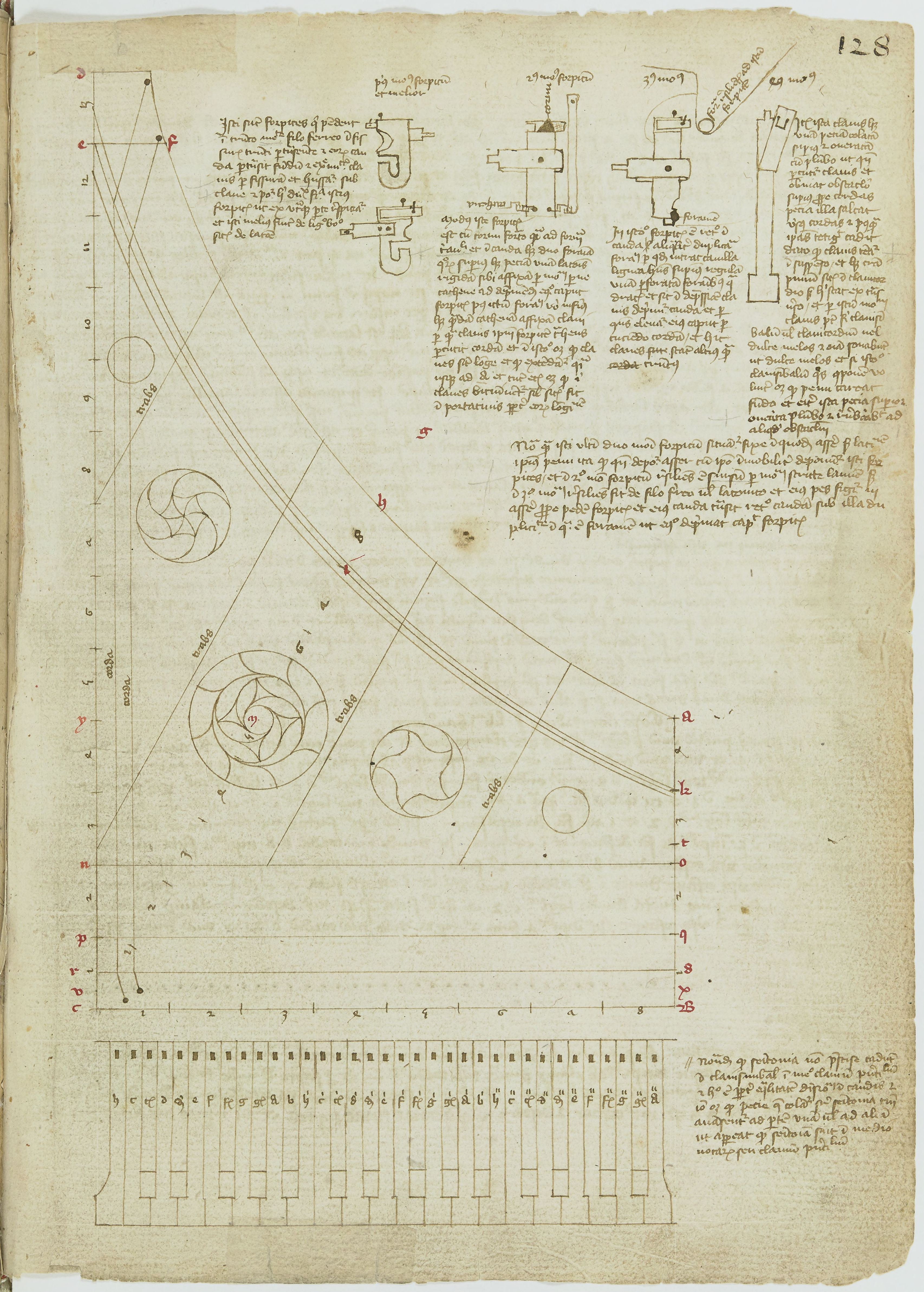
Schéma tiré du manuscrit d'Arnault de Zwolle.

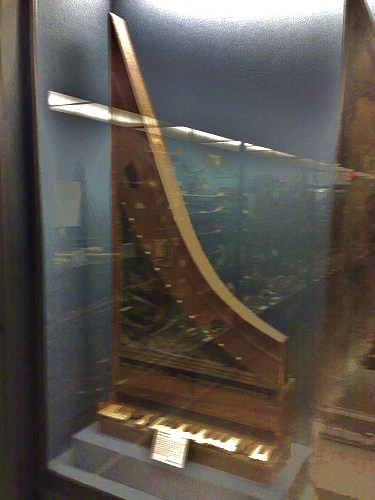
Clavicythérium anonyme
Ulm (?) vers 1480
Londres, Royal College of Music.

Le clavicembalum est ensuite mentionné dans le poème Der Minne Regel d'Eberhard Cersne, chanoine de Minden en Allemagne, de même que le clavicordium et une longue énumération d'instruments de tous types en usage à cette époque (1404).
Les documents iconographiques relatifs au clavecin primitif apparaissent un peu plus tard, dans la première moitié du XVe siècle. Le premier est une sculpture, datant de 1425, provenant précisément de la cathédrale de Minden. Un ange musicien y joue d'un petit instrument posé horizontalement, doté d'un clavier, et possédant la forme du clavecin, mais inversée (les graves vers la droite).
Le Weimarer Wunderbuch, vers 1440, montre un clavecin primitif que l'instrumentiste a posé sur une table ; le dessin est sommaire mais représente un instrument comportant une seule rosace et une éclisse courbe qui affecte la forme d'un arc de cercle.
Datant de la même époque, des schémas détaillés accompagnent pour la première fois un manuscrit en latin d'Henri Arnault de Zwolle sur les instruments de musique. On y trouve notamment le schéma d'un clavecin primitif (éclisse courbe de forme circulaire, quatre rosaces de différentes tailles), celui de son clavier de 35 notes (si-la), ceux de quatre mécanismes archaïques permettant de pincer ou frapper les cordes,. Il apparaît ainsi que le système actuel de sautereau a pu coexister avec d'autres dispositifs avant de s'imposer — en dehors du cas du clavicorde. Dès cette époque, les clavecins peuvent adopter une forme en aile d'oiseau ou une forme oblongue (alors rectangulaire) que l'on trouvera dans les épinettes et virginals. Le document d'Arnault indique que clavecins et clavicordes ont la même structure, indépendamment du mécanisme. On note la présence sur la table d'harmonie de plusieurs rosaces, caractéristique archaïque que l'on retrouvera jusqu'au XVIIe siècle. Ces instruments de petite taille se posent sur une table, pour en jouer.
Vers 1460, Paulirinus de Prague est le premier à citer le virginal (instrument de forme rectangulaire comme le clavicorde et de sonorité identique au clavecin). Il en donne une description ainsi qu'une appréciation — d'ailleurs plus élogieuse que précise — du son qu'il émet. Quant au nom lui-même, il en fournit l'explication suivante : « Virginale dictum quod uti virgo dulcorat mitibus et suavissimis vocibus » (« On l'appelle virginal car, tout comme une vierge, il charme par des sons doux et très suaves »). De fait, l'iconographie de cette époque et du siècle suivant montre la plupart du temps des femmes et des jeunes filles au clavier plutôt que des hommes.
L'origine du mot « épinette », attesté de façon plus tardive, est disputée et reste incertaine : une hypothèse la rattache à l'épine dont aurait été fait le plectre de cet instrument – version exposée par Jules César Scaliger en 1561 dans son ouvrage Poetices, livre I –, une autre la fait dériver du nom d'un certain Giovanni Spinetti, facteur vénitien actif vers 1500 – c'est celle du musicographe Adriano Banchieri (1609) ; aucune n'est convaincante.

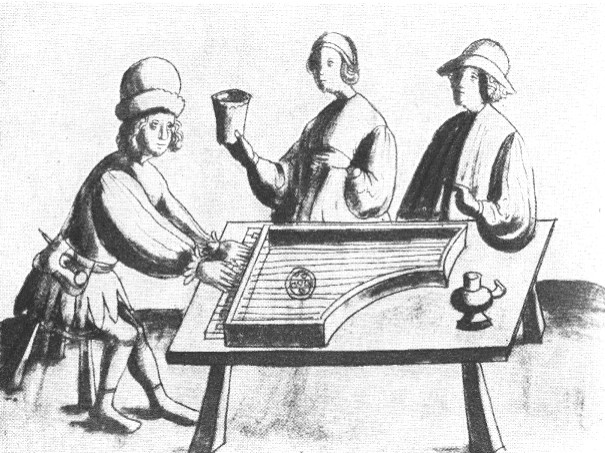
Gravure du Weimarer Wunderbuch vers 1440

En Italie, où des facteurs sont probablement actifs vers 1420, la première mention écrite d'un instrument date de 1461 (lettre d'un facteur réclamant au duc Borso d'Este le prix du clavecin qu'il a construit pour lui). Les documents iconographiques ne manquent pas, mais il ne reste aucun instrument italien de cette époque.
En fait, le plus ancien instrument à clavier et cordes pincées qui ait survécu date d'environ 1470/1480 : c'est un clavecin vertical (clavicythérium) probablement construit à Ulm et aujourd'hui conservé au Royal College of Music de Londres, mais qui a perdu son mécanisme. Cet instrument sans piètement possède des particularités telles (position verticale, table d'harmonie partielle) qu'on considère qu'il n'est probablement pas représentatif de la « norme » pouvant exister à cette époque.

## XVIesiècle

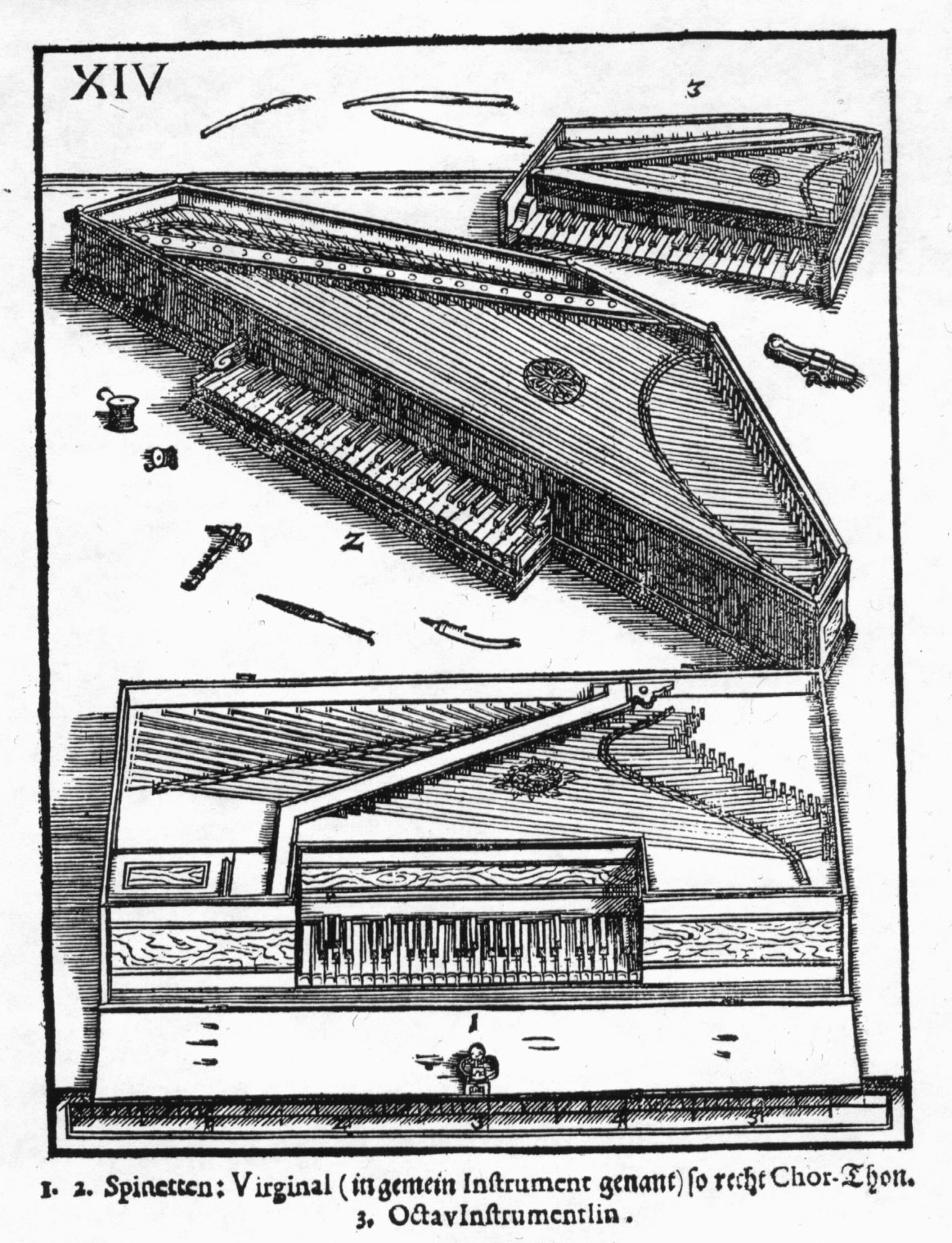
Différentes formes d'épinettes et virginal.

La diffusion du clavecin sous ses différentes formes est rapide dans toute l'Europe occidentale (à vrai dire, beaucoup plus sous la forme de virginal ou d'épinette que sous celle de grand clavecin). La production est presque un monopole des facteurs italiens, mais la fin du siècle voit l'émergence d'une concurrence redoutable à Anvers.

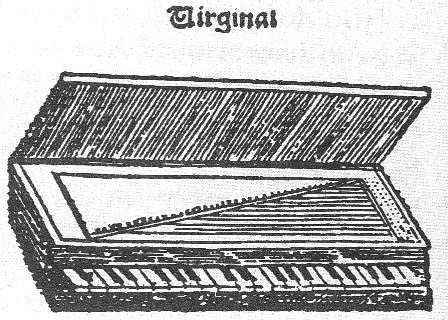
Gravure de virginal tirée de Musica getutscht

C'est en 1511 qu'est imprimé à Bâle le premier ouvrage sur les instruments de musique, Musica getutscht de l'ecclésiastique allemand Sebastian Virdung, dans lequel sont décrits trois instruments qu'il appelle virginal, clavicimbalum (ces deux instruments sont rectangulaires, avec les cordes disposées transversalement) et claviciterium, ainsi d'ailleurs qu'un clavicordium. Les gravures jointes, bien que grossières, permettent de déterminer leur étendue qui est de 38 ou 40 notes — moins de quatre octaves. La taille réduite de ces instruments (estimée par rapport à la largeur des touches) laisse penser qu'ils sonnaient à l'octave (cf. Ottavino) ; une tendance constante pendant les décennies suivantes sera d'augmenter cette étendue. Sans changer la largeur extérieure des instruments, dans un premier temps le principe de l'« octave courte » permet, par l'adjonction d'une seule touche vers les graves, de gagner une quarte descendante, du fa au do inférieur ; le ré et le mi prennent alors la place des notes chromatiques fa et sol, inutilisées dans la basse de cette époque. Pour les réintroduire, plus tard, seront mises au point les « feintes brisées », touches chromatiques divisées en deux parties dans le sens de la longueur.
Au cours de ce siècle, les instruments les plus importants voient aussi augmenter leur nombre de registres ; les dates d'apparition en sont, selon Curt Sachs : deux registres en 1514, principal et octave en 1538, trois registres en 1576, quatre en 1583, accroissant à proportion le volume sonore ou permettant de varier le timbre.

### XVIesiècle- Italie

Clavecins
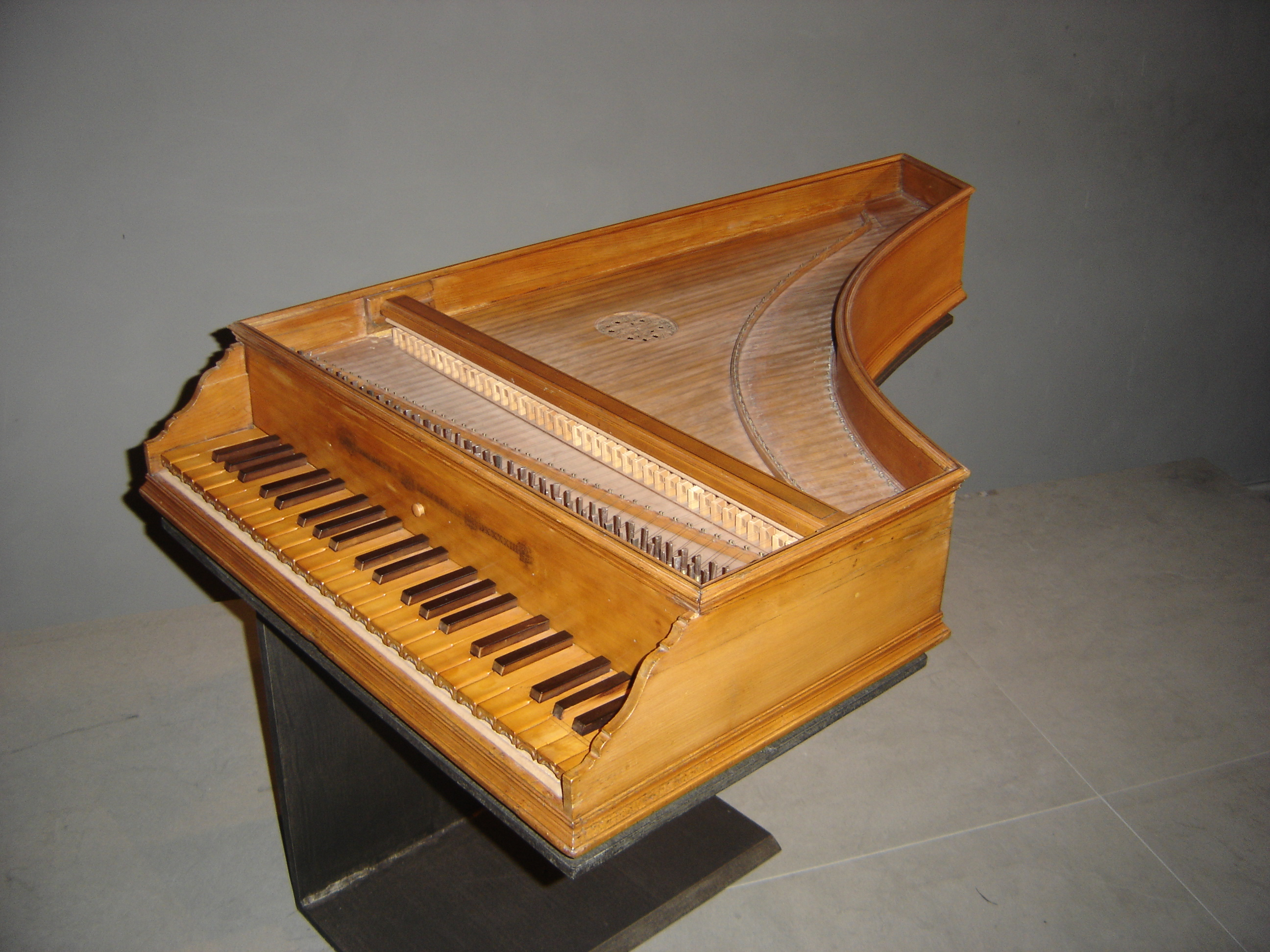
clavecin à l'octave Dominicus Pisaurensis Venise 1543 Paris, Musée de la musique
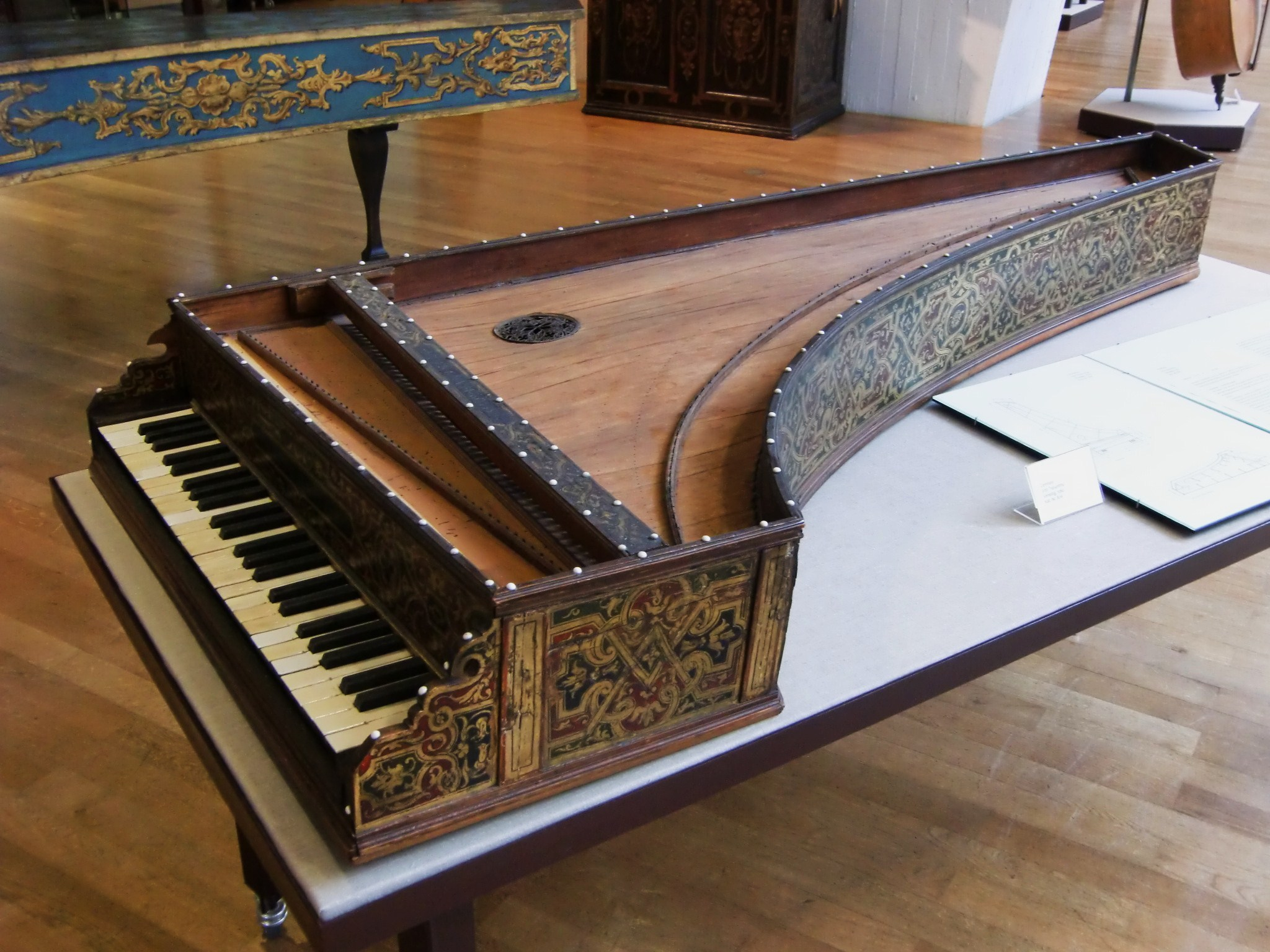
Vito Trasuntino Venise 1560 Berlin, Musikinstrumentenmuseum
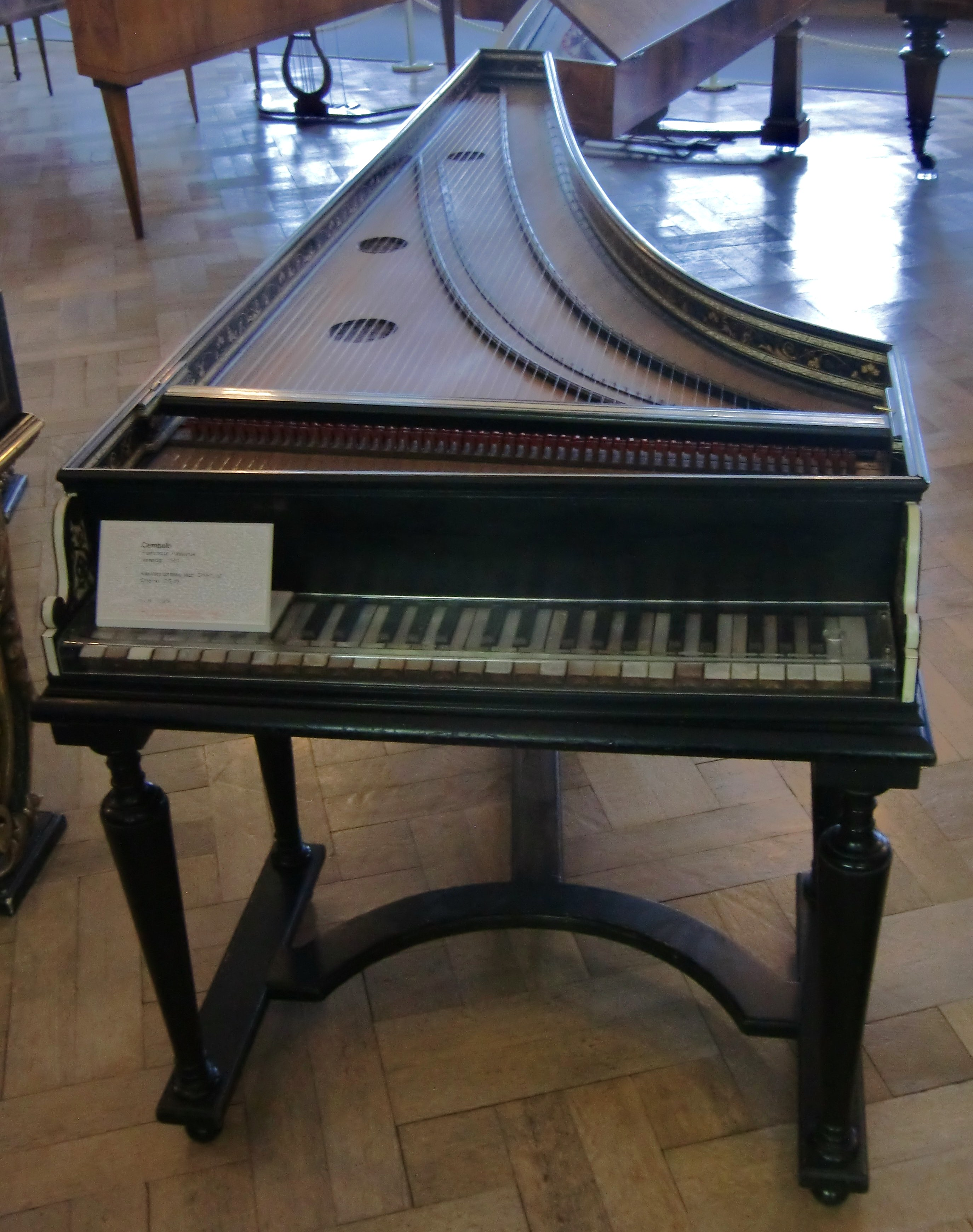
Franciscus Patavinus Venise 1561 Munich, Deutsches Museum
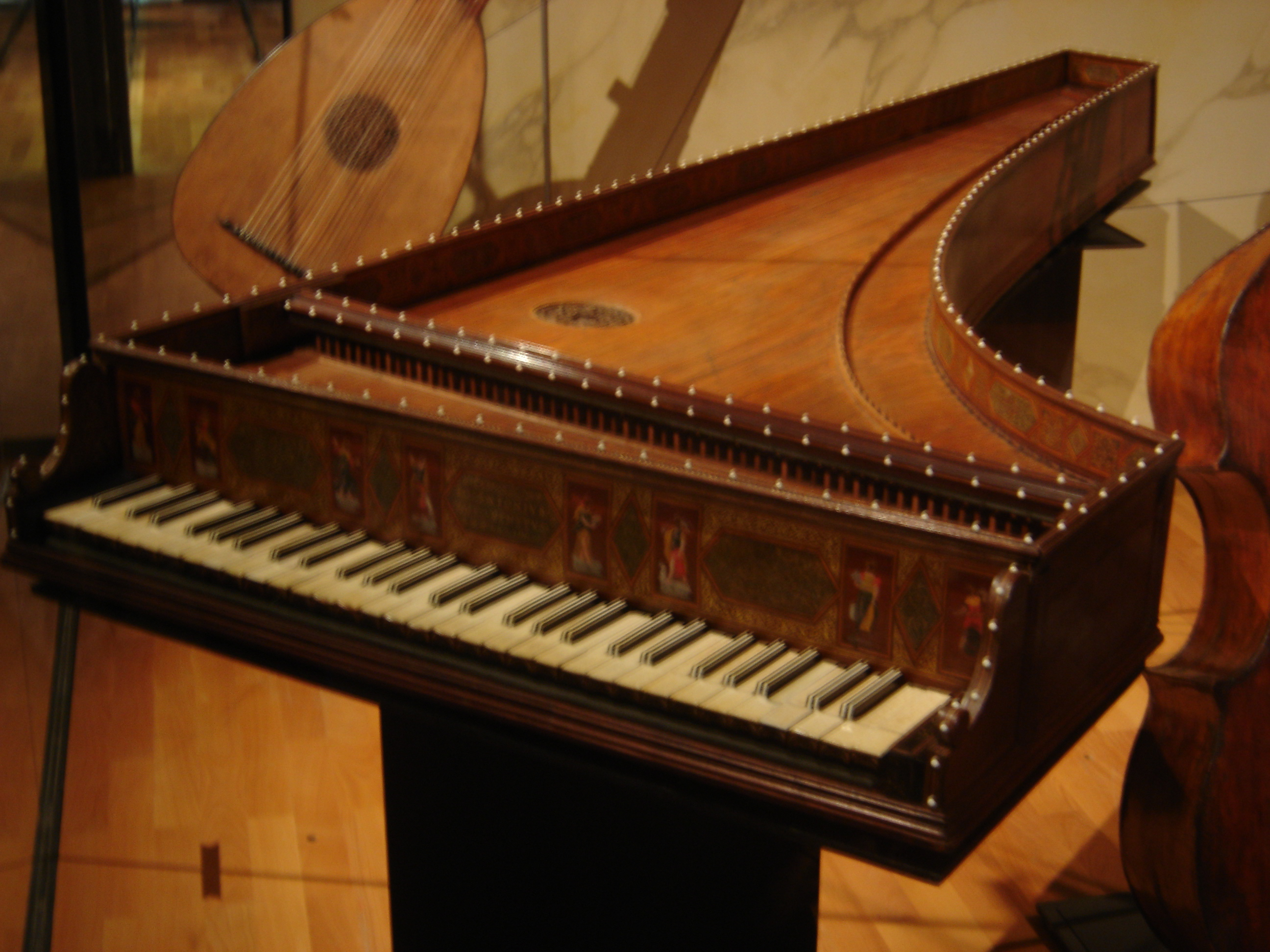
Giovanni Antonio Baffo Venise 1579 Paris, Musée de la musique

La production de clavecins la plus importante se trouve en Italie et c'est de cette région que proviennent en majorité les instruments du XVIe siècle parvenus jusqu'à nous, et les plus anciens : le clavecin de 1515/1516 par Vincentius Livigimeno (Académie musicale Chigiana de Sienne), le clavecin de 1521 par Jérôme de Bologne (Hieronymus Bononiensis) (Victoria and Albert Museum), l’épinette de 1523 par Francesco de Portalupi (Musée de la musique à Paris), les clavecins de 1531 par Alessandro Trasuntino (Royal College of Music de Londres),, de 1533 par Dominicus Pisaurensis (Museum für Musikinstrumente der Universität Leipzig), etc. Les cités où s'exerce la facture sont nombreuses et réparties dans toute la péninsule : Venise — centre le plus important (Baffo, Bertolotti, Celestini, Patavinus, Pisaurensis, Trasuntino, etc.), Milan (Rossi, etc.), Brescia (Antegnati, etc.), Rome (Bononiensis, etc.), Naples (Fabri), etc.

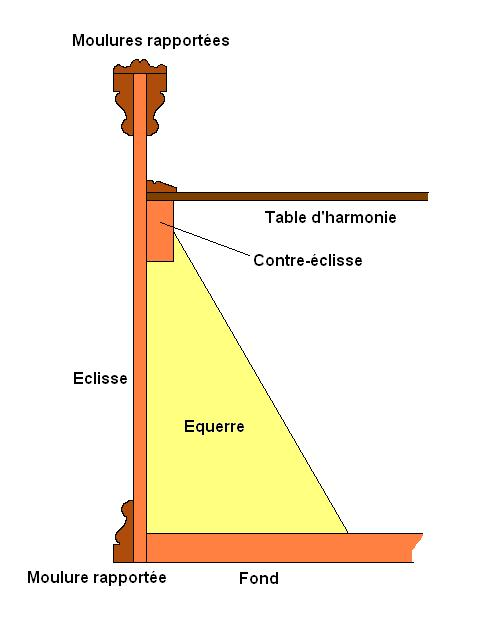
Structure de la caisse de clavecin italien'

Dès cette époque, les instruments italiens sont très typés, et leurs caractéristiques les font différer assez profondément des instruments construits plus au Nord de l'Europe, d'ailleurs plus tardivement. La construction est très légère quoique robuste ; les éclisses minces (de 3 à 6 mm) renforcées par des moulures à la fois décoratives et structurelles sont montées autour d'un fond épais auquel elles sont assujetties par des équerres et parfois par des barres de renfort obliques partant également du fond (schéma ci-contre). Autres caractéristiques récurrentes : cordes en bronze au module court, éclisse courbe très incurvée, pointe presque carrée, chevalet angulé, clavier (toujours unique : toutes époques confondues, les instruments italiens possédant deux, voire trois claviers, sont le résultat de modifications ou falsifications postérieures) en saillie projetant au-dehors de la caisse, son net et incisif très adapté au continuo. La disposition la plus commune semble être avec un jeu de 8' et un jeu de 4'. L'étendue apparente la plus fréquente est de quatre octaves de mi à fa (49 notes) — en fait de do à fa par l'utilisation d'octave courte.
Les épinettes sont généralement polygonales : l'élimination des coins arrière (inutilisés pour l'accroche des cordes) de la caisse originellement quadrangulaire permet de réduire le poids et d'offrir une forme plus élégante. L'étendue est la même que celle des clavecins.
Les parois étant minces donc fragiles, les instruments sont habituellement munis d'un coffre extérieur de même forme qui leur sert de protection ; celui-ci est richement décoré et il n'est pas nécessaire d'en sortir l'instrument (lui-même alors presque sans décoration) pour en jouer.
Dès cette époque, les clavecins sont des instruments de prestige, fort coûteux, objets d'une décoration fastueuse : quelques facteurs, surtout vénitiens et milanais, se distinguent particulièrement par la décoration somptueuse de leurs instruments, tels ce virginal heptagonal de 1577 par Annibale dei Rossi, exposé au Victoria and Albert Museum de Londres, qui est décoré d'incrustations d'ivoire et de centaines de pierres précieuses. L'Italie fournit à cette époque ses instruments dans toute l'Europe occidentale.

Épinettes polygonales
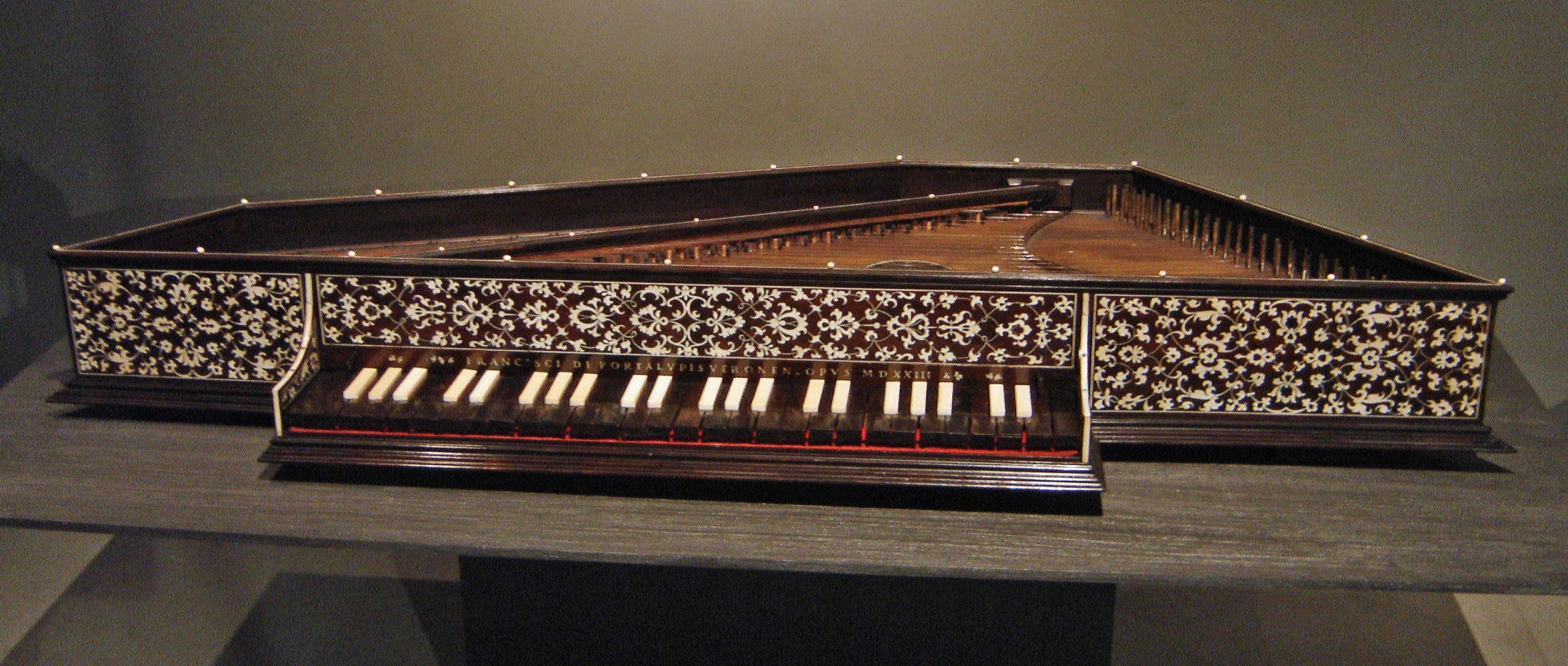
Francesco Portaluppi Vérone 1523 Paris, Musée de la musique
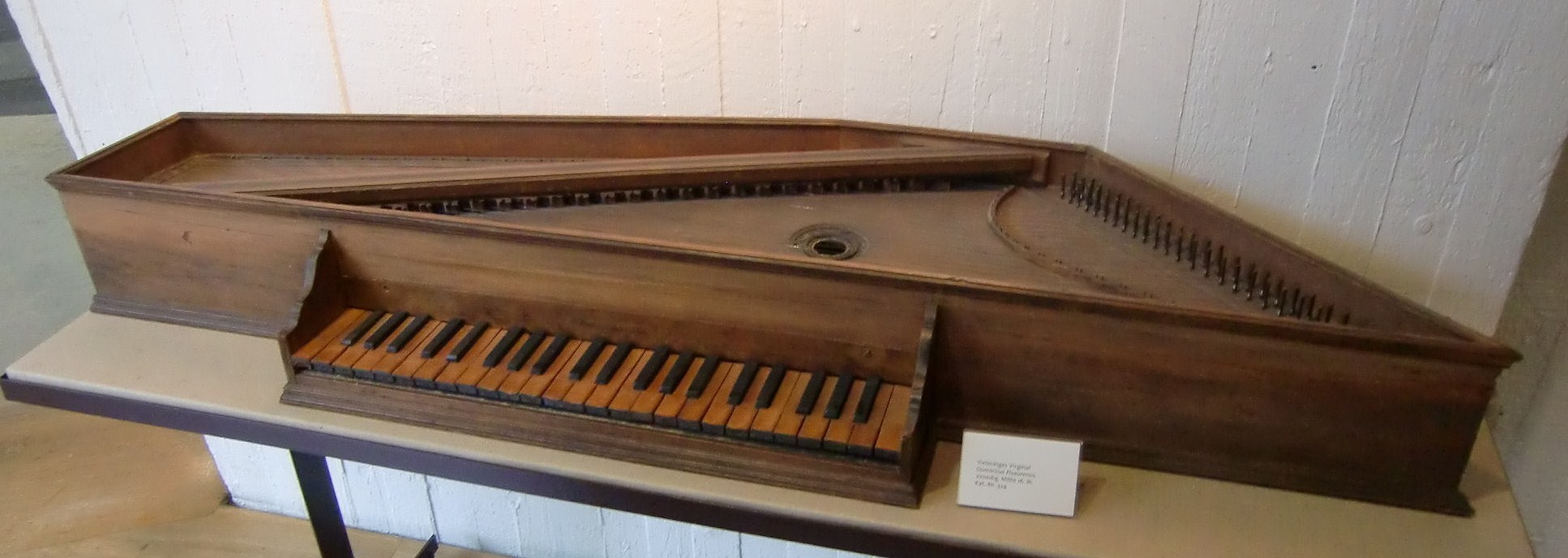
Dominicus Pisaurensis Venise, vers 1550 ? Berlin, Musikinstrumentenmuseum
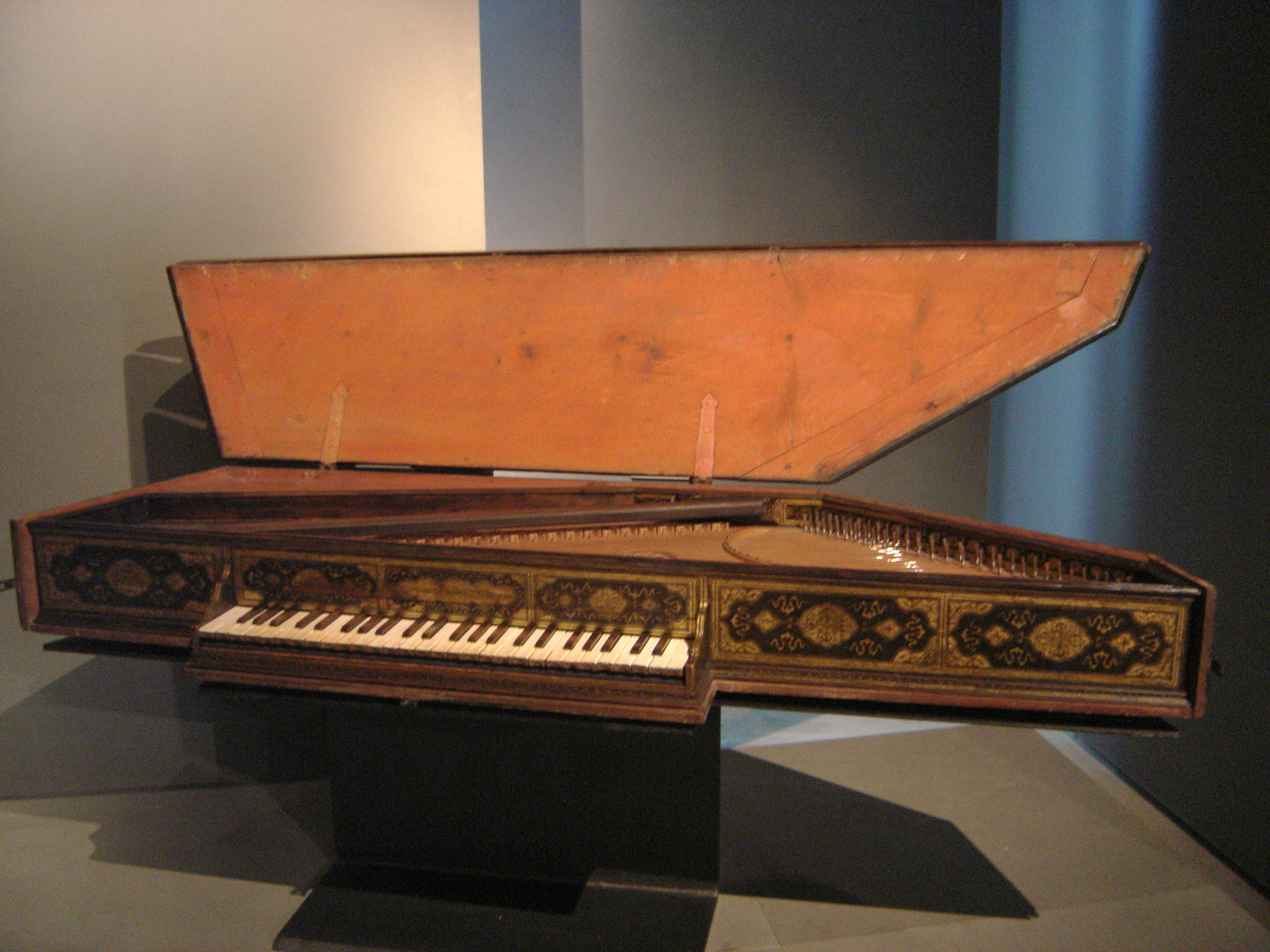
Benedetto Floriani Venise 1572 Paris, Musée de la musique
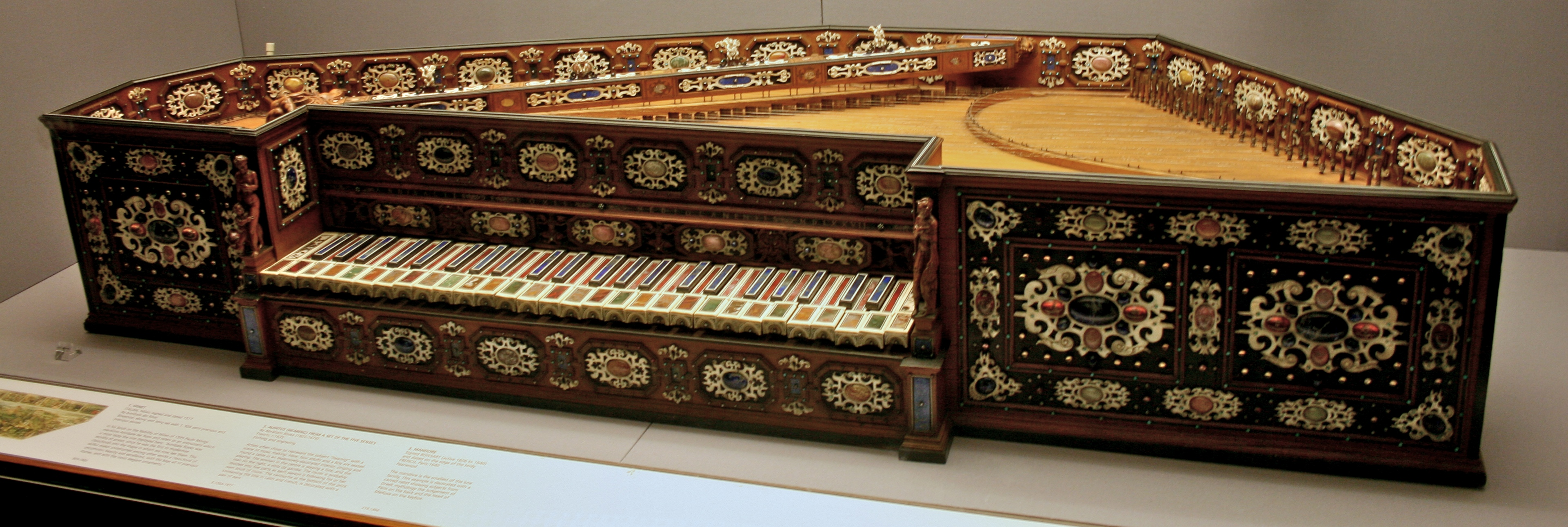
Annibale dei Rossi Milan, 1577 Londres, Victoria and Albert Museum

- Clavecins
- clavecin à l'octave
Dominicus Pisaurensis
Venise 1543
Paris, Musée de la musique
- Vito Trasuntino
Venise 1560
Berlin, Musikinstrumentenmuseum
- Franciscus Patavinus
Venise 1561
Munich, Deutsches Museum
- Giovanni Antonio Baffo
Venise 1579
Paris, Musée de la musique

### XVIesiècle- Allemagne

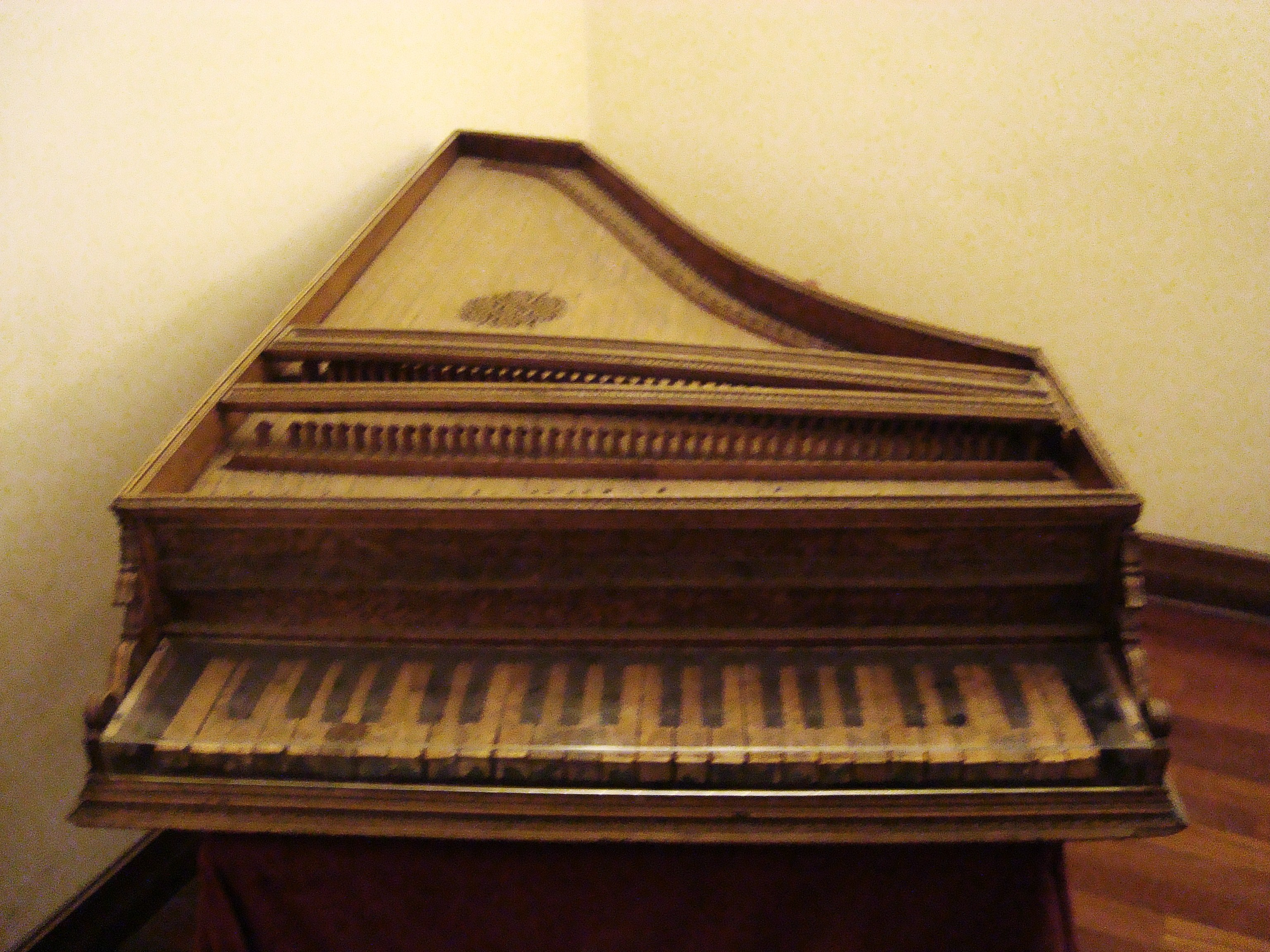
Clavecin de Hans Müller
(Leipzig, 1537)
Rome, Musée national des instruments de musique de Rome.

Au nord des Alpes, les instruments encore existants sont plus tardifs qu'en Italie : le premier en date est un « grand clavecin » construit en 1537 par un certain Hans Müller de Leipzig (son nom est connu par l'inscription sur l'instrument, mais on ne sait rien d'autre de ce facteur).
Ses caractéristiques sont proches de celles des italiens dont il a l'aspect général, mais quelques-unes l'apparentent aux futurs produits flamands, français et anglais. Il possédait probablement un coffre extérieur dont on n'a pas trace. Il est plutôt court — moins de 1,80 mètre —, possède deux jeux de cordes à l'unisson et trois rangs de sautereaux dont un pour le nasal avec deux chapiteaux s'écartant en éventail, une étendue de 44 notes chromatiques avec clavier transpositeur à l'origine.
Ce clavecin est le seul instrument construit au XVIe siècle en pays germanique qui nous soit parvenu et il faut attendre presque un siècle pour le suivant. Paradoxalement, beaucoup d'écrits concernant les instruments de la famille du clavecin sont rédigés par des Allemands — à commencer par Virdung —, alors que leur production restera toujours assez réduite, les facteurs consacrant une part beaucoup plus importante de leur activité au clavicorde et à l'orgue.

### XVIesiècle- Flandre

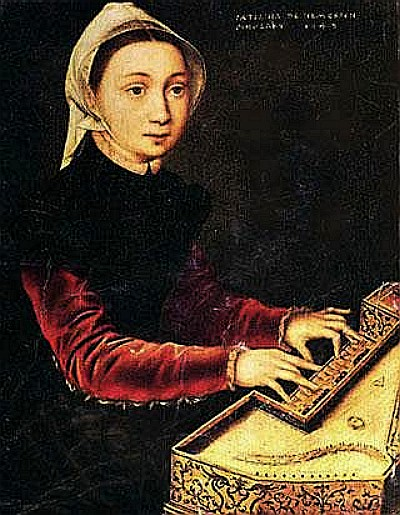
Jeune fille jouant du virginal, Catharina van Hemessen, 1548. La forme du virginal est précisément identique à celle des instruments de Ioes Karest.

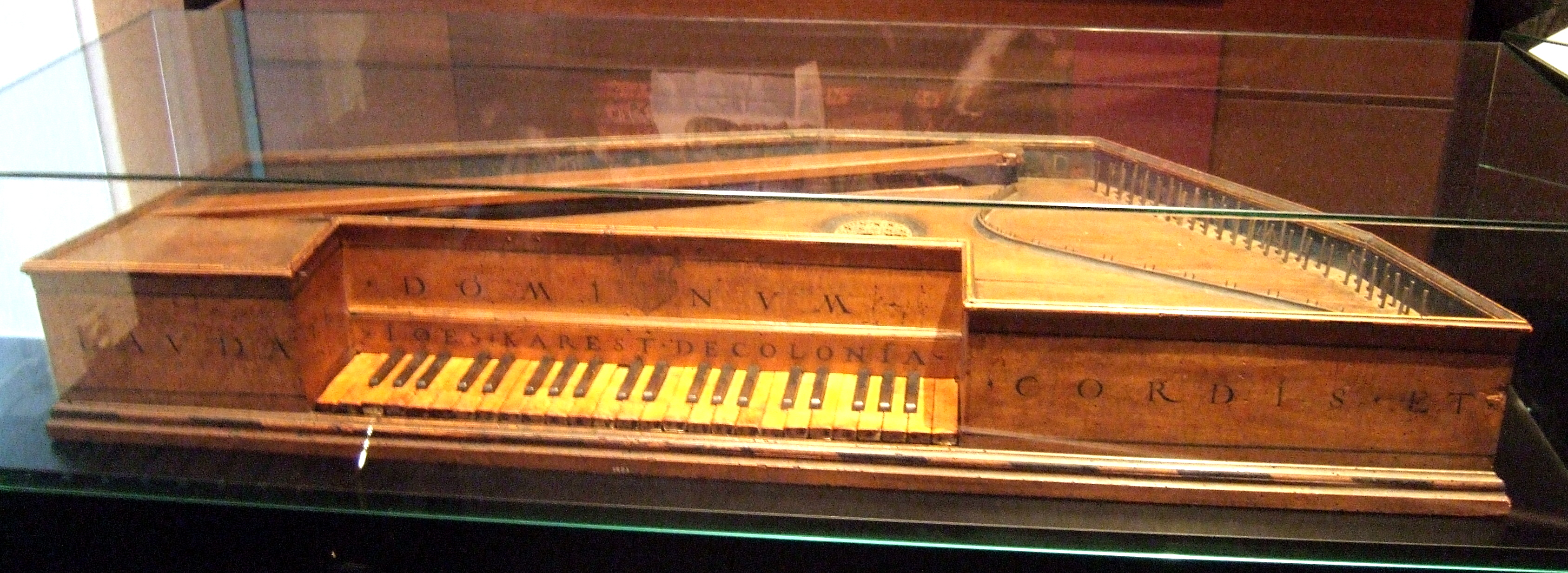
Virginal de Ioes Karest (1548)
Bruxelles, Musée des Instruments de Musique.

Au début du XVIe siècle, l'activité des artisans d'Anvers est régie par les guildes. Déjà actifs au début du siècle, les facteurs de clavecins n'ont pourtant pas leur propre guilde avant 1558 : pour pouvoir décorer les caisses de leurs instruments, ils sont obligés d'être admis en tant que peintres dans la Guilde de Saint-Luc. En 1557, une dizaine d'entre eux demandent au doyen de cette guilde de les reconnaître membres en tant que facteurs d'instruments et non comme peintres, ce qui leur est accordé. Après cette régularisation de leur position, la profession gagne en prospérité et en prestige et Anvers devient un centre de facture important, propre à concurrencer les centres italiens d'autant qu'Anvers est alors une cité commerçante très florissante.
Parmi ces dix facteurs « fondateurs » figure Ioes Karest, facteur originaire de Cologne ; on lui doit deux virginals de forme polygonale, datant respectivement de 1548 et 1550, qui sont les plus anciens instruments construits au nord des Alpes après le clavecin de Müller.
Ces instruments présentent des caractéristiques intermédiaires entre la tradition italienne (avec des parois minces comme le clavecin de Müller) et la future tradition flamande (avec notamment le clavier rentrant dans le volume de la caisse).
Vers la fin du siècle, la facture flamande (de fait, précisément, anversoise) acquiert ses caractéristiques essentielles. Quelques instruments des décennies 1560 à 1580 subsistent, avant que la famille des Ruckers ne commence à dominer la production : virginals rectangulaires et grands clavecins.

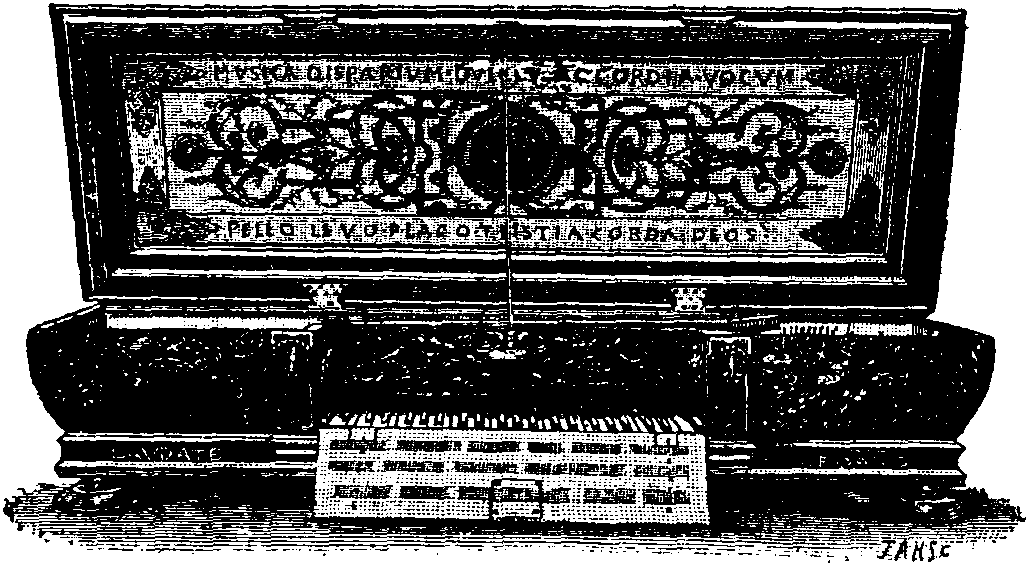
Virginal dit « du Duc de Clèves » (1568)
Londres, Victoria & Albert Museum, photo ici.

Le virginal (anonyme) dit « du Duc de Clèves » date de 1568 ; il est construit pour le duc Guillaume le Riche et se distingue plus par son aspect extérieur, particulièrement opulent, que par sa structure interne. Sa caisse, en noyer, est en forme de sarcophage, avec parois arrondies, riche décoration sculptée à l'extérieur et peinte à l'intérieur. Son clavier de 45 notes avec octave courte do/mi-do est centré, disposition assez rare parmi les instruments conservés.

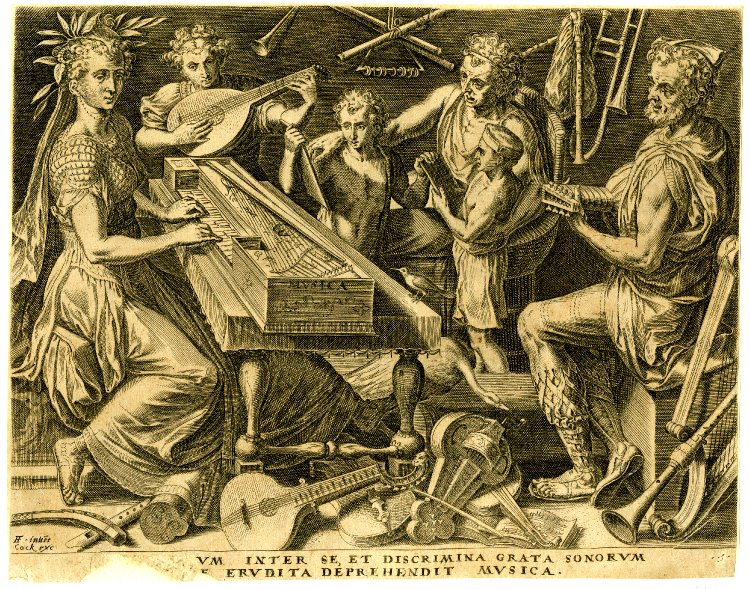
Gravure de Cornelis Cort (1565) : Allégorie de la Musique avec un virginal rectangulaire de type flamand.

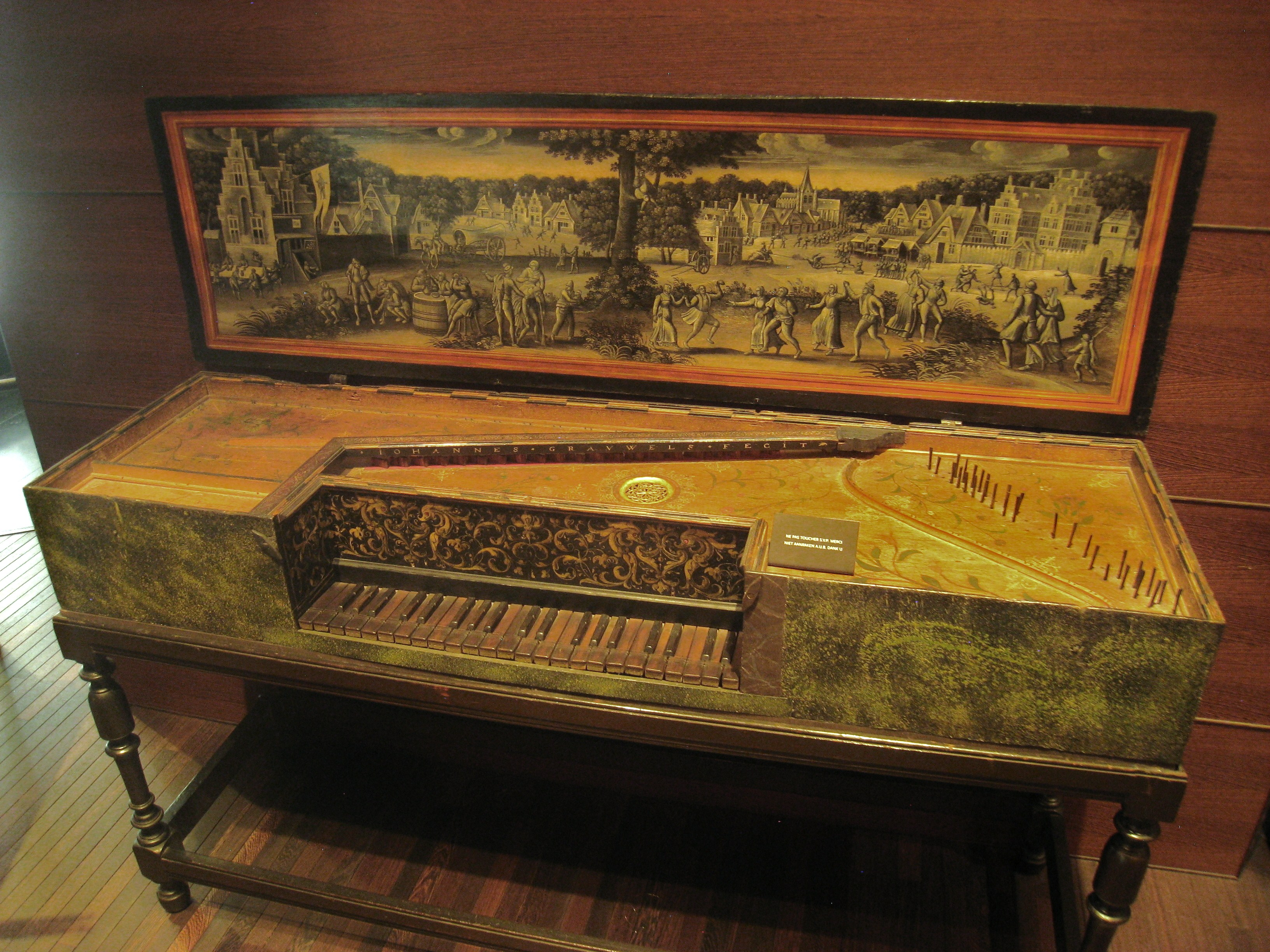
Virginal de Johannes Grouwels (vers 1580)
Bruxelles, Musée des Instruments de Musique.

Les autres virginals ont été construits par Hans Bos (vers 1578), Johannes Grouwels et Marten Van de Biest (vers 1580), et traduisent une tradition flamande stabilisée. Celui de Bos est le premier à présenter la décoration caractéristique de l'école flamande, à base d'arabesques et motifs de dauphins sur papier imprimé ; celui de Grouwels a un clavier centré, comme le Duc de Clèves ; celui de Van der Biest a la disposition dite « Moeder en kind » (Mère et enfant) : ensemble composé de deux virginals — le plus petit (l'enfant, virginal à l'octave) peut se ranger dans le plus grand (la mère) ou se superposer à celui-ci de manière à coupler leurs deux claviers. À cet effet, le fond de l'enfant est encoché sous l'arrière des touches. On ôte le chapiteau de la mère, on pose l'enfant à la place et les sautereaux de la mère viennent alors en butée contre l'arrière des touches de l'enfant : celles-ci sont soulevées lorsque les touches correspondantes de la mère sont actionnées.
Il existe encore aujourd'hui trois grands clavecins flamands antérieurs à Hans Ruckers : un clavecin de 1584 par Hans Moermans (un clavier, deux registres de 8 et 4 pieds) et deux anonymes à peu près de la même époque possédant deux claviers non alignés, l'un d'entre eux doté d’un jeu de 16 pieds. Ce sont les tout premiers connus avec cette disposition.
Au commencement, le second clavier est ajouté uniquement pour la transposition d'une quarte (de do à fa) : ses touches sont décalées d'autant par rapport à celle du clavier principal et en nombre inférieur ; elles se partagent les mêmes cordes. Les deux claviers ne sont donc pas joués ensemble ; ils ont une sonorité distincte du fait de points de pincement différents.

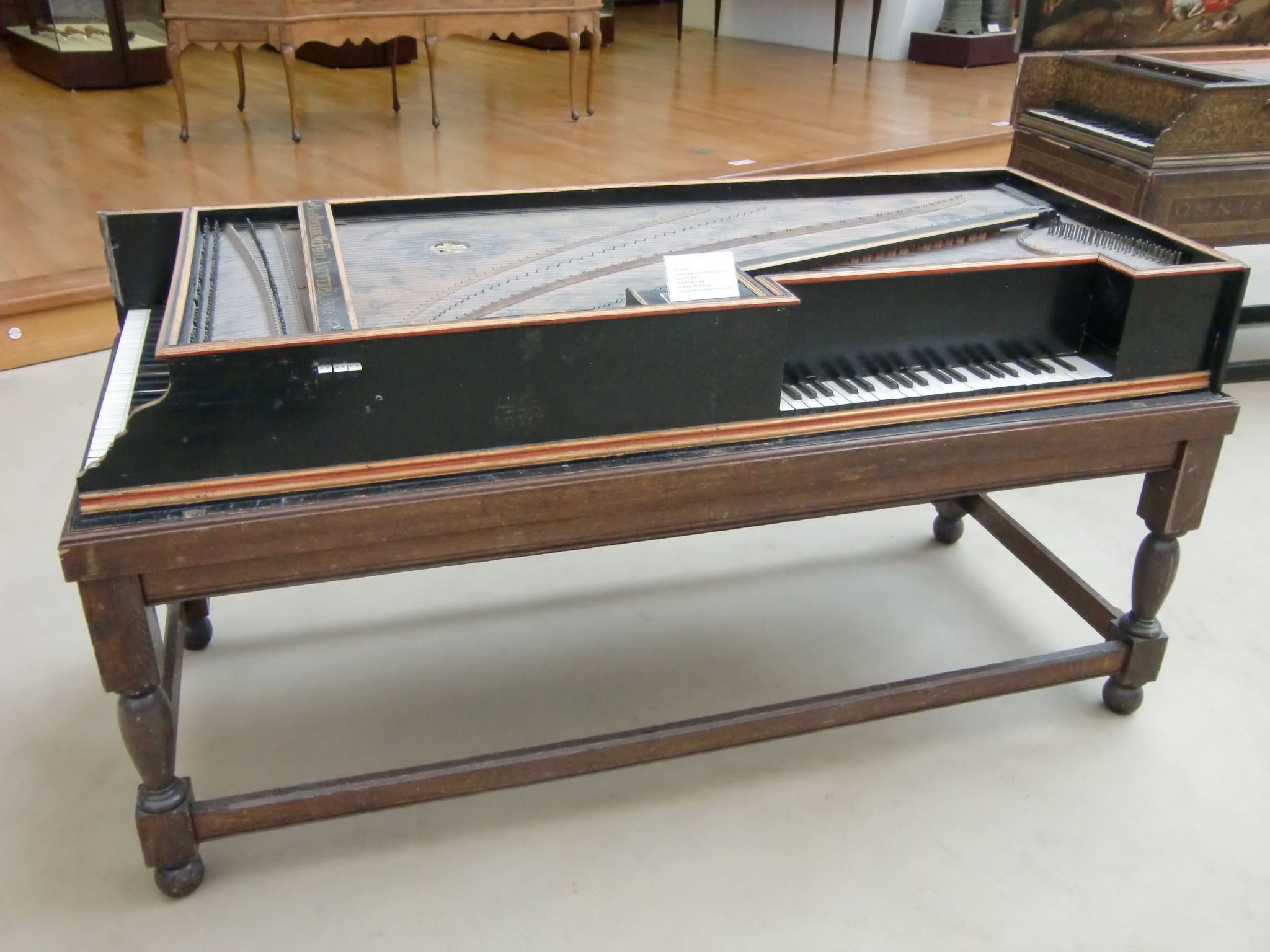
Combiné clavecin-virginal par Hans Ruckers (1594)
Berlin, Musikinstrumenten-Museum.

Hans Ruckers, né à Malines vers 1555 et établi à Anvers avant 1575, est admis en 1579, en tant que facteur d'instruments, dans la Guilde de Saint-Luc. Il est à l'origine d'une des plus célèbres et influentes famille de facteurs, y compris au niveau européen. Les clavecins Ruckers imposeront bientôt leurs caractéristiques, déjà apparues avant lui (entre 1550 et 1568), à la facture flamande et au-delà : forme plus ramassée que les italiens, caisse en bois plus tendre et aux parois plus épaisses, construction plus massive, progressivité plus importante des diamètres des cordes permettant une mesure plus longue, décoration plus rustique, sonorité profonde et colorée. Hans Ruckers meurt en 1598 ; tout laisse à penser qu'il n'a pu construire qu'un nombre limité d'instruments. Il reste de sa production quatre virginals (datés de 1581, 1583 et 1591) et un grand clavecin de 1594, combinant clavecin et virginal dans la même caisse. Celui de 1581 et l'un des deux instruments de 1591 sont des « Moeder en kind ».

Les Ruckers construisent une gamme complète de virginals
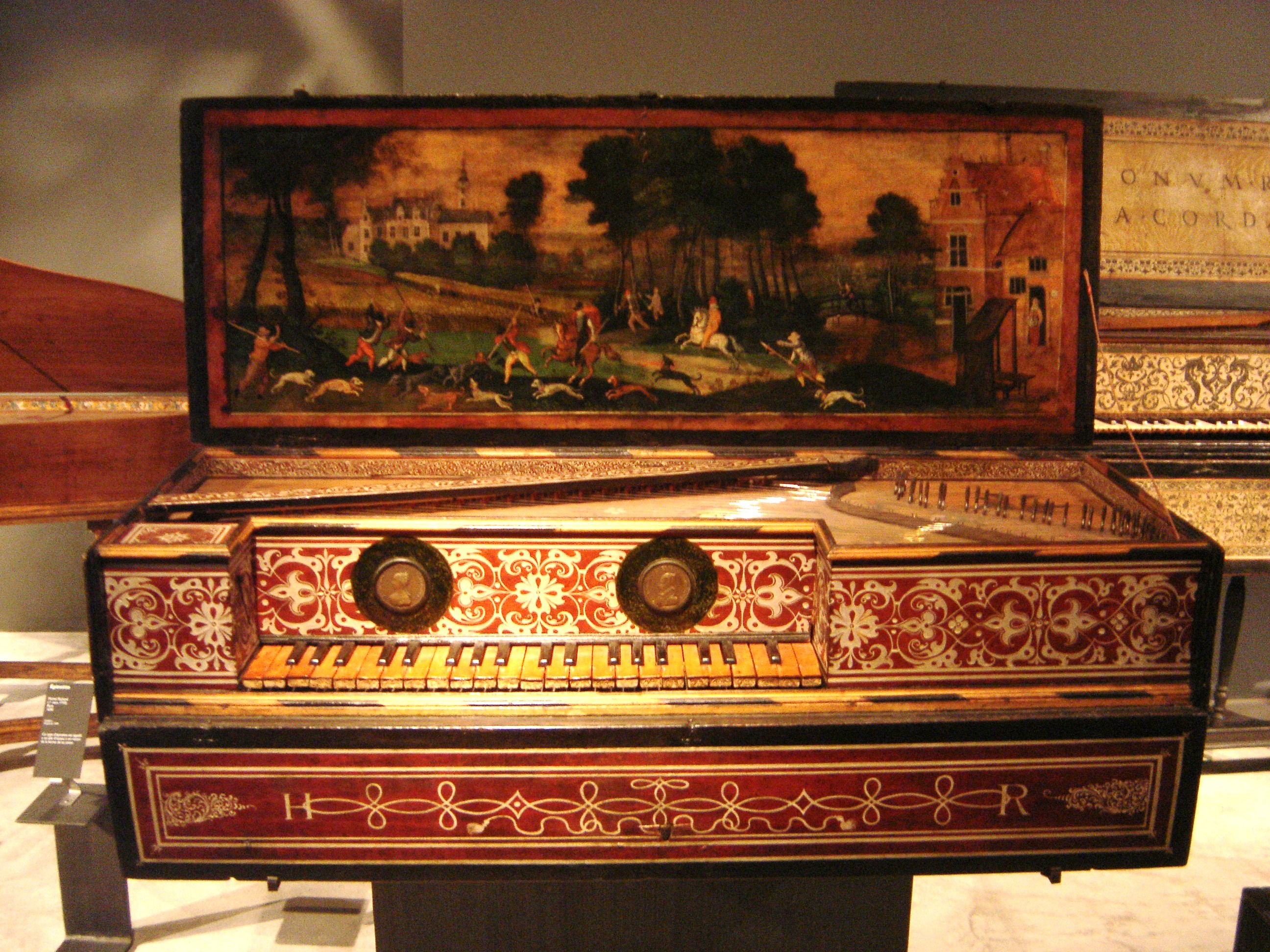
Hans Ruckers 1583 Virginal à la quinte Paris, Musée de la musique
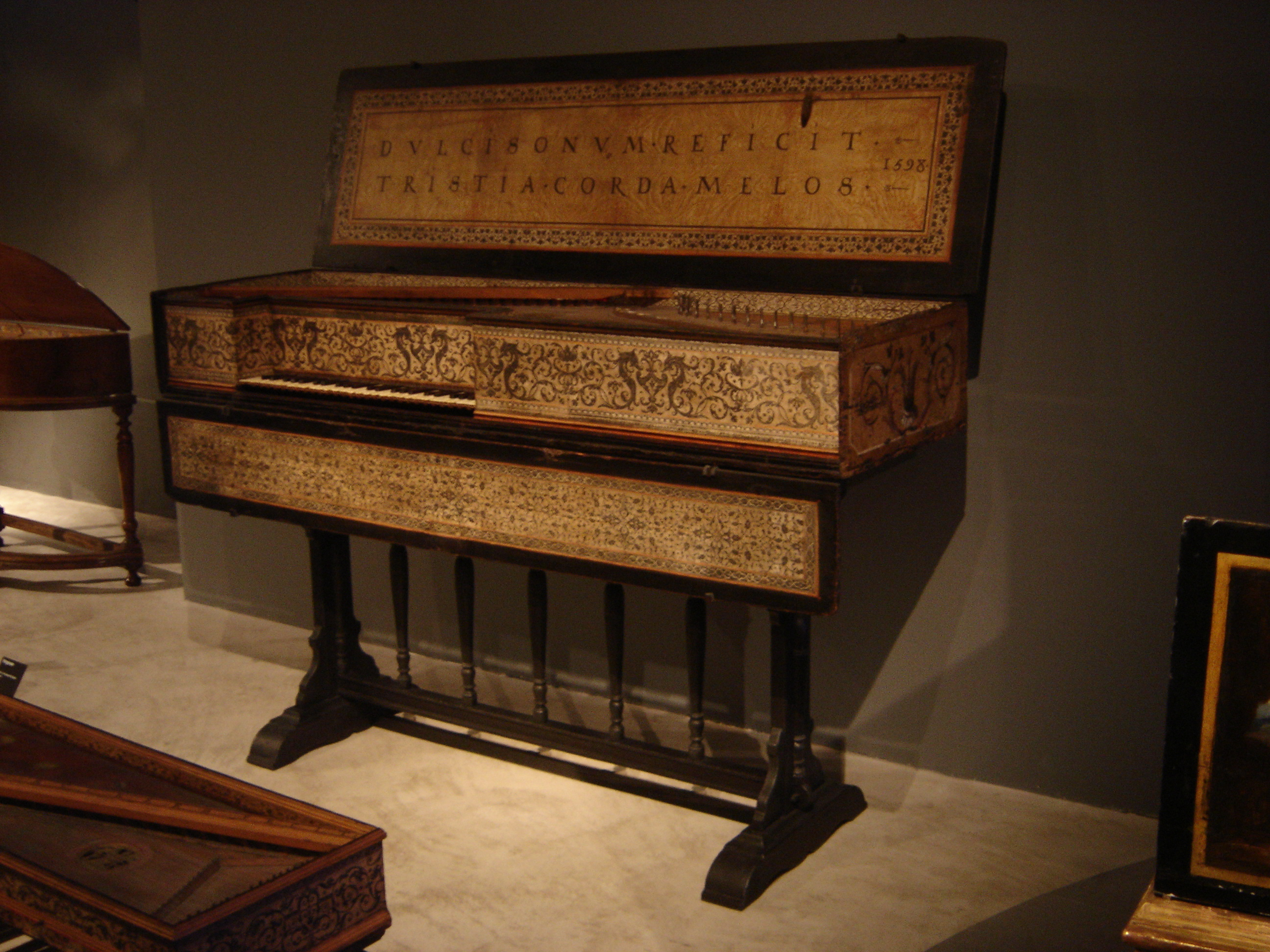
Hans & Ioannes Ruckers 1598 Grand virginal Paris, Musée de la musique
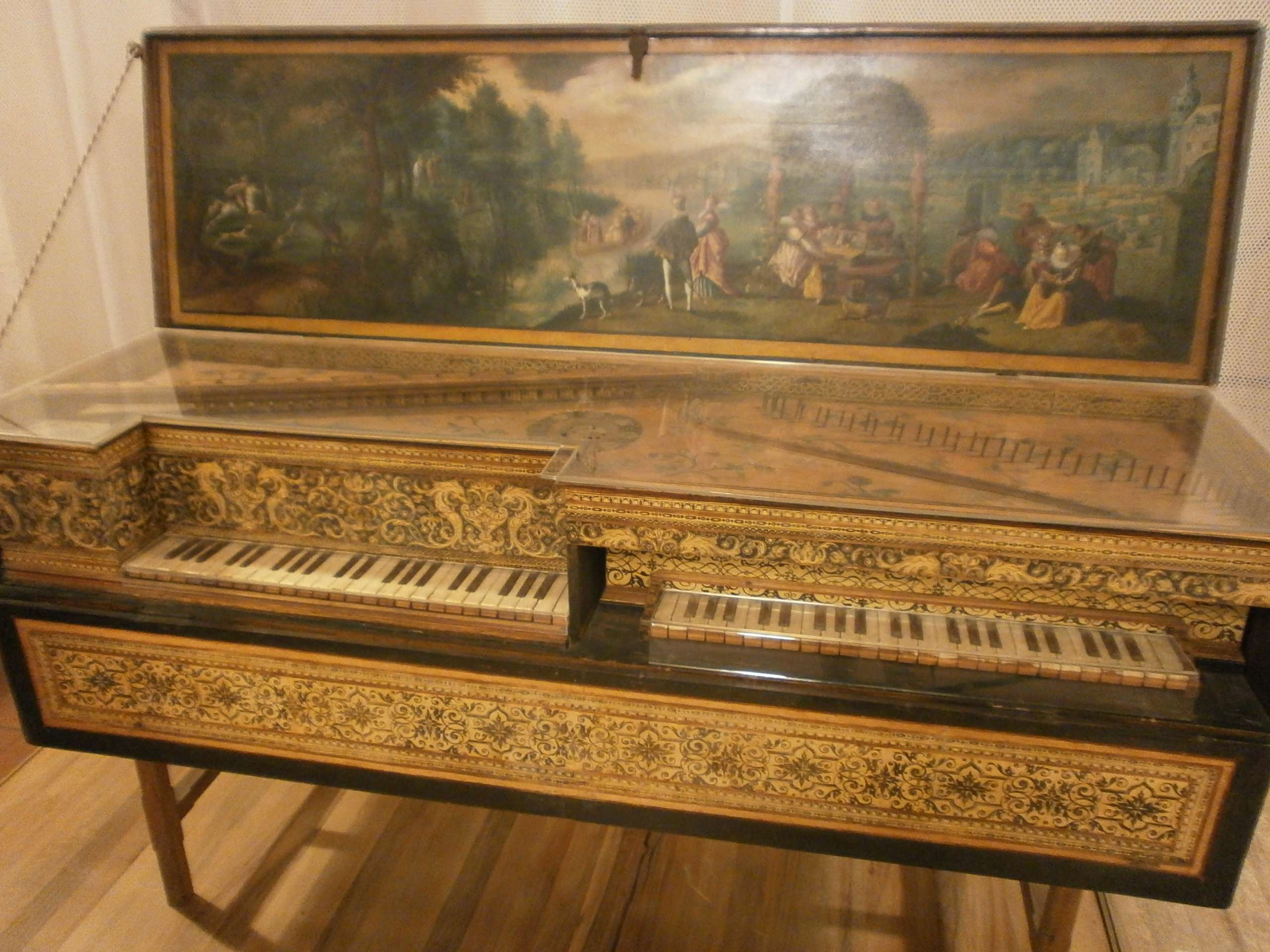
Ioannes Ruckers vers 1600 Double virginal « Moeder en kind » Milan, Museo strumenti musicali
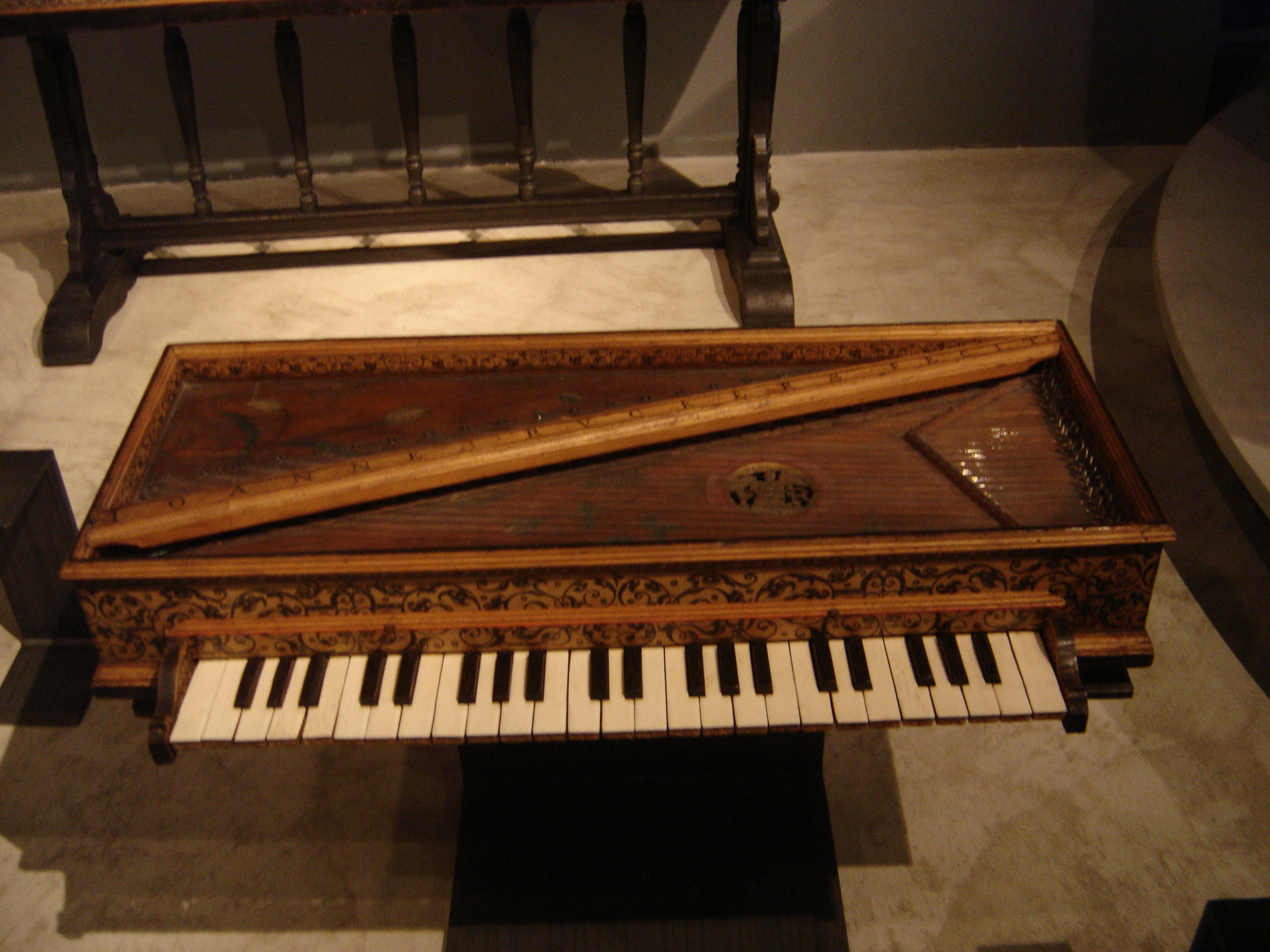
Ioannes Ruckers 1618 Virginal à l'octave Paris, Musée de la musique
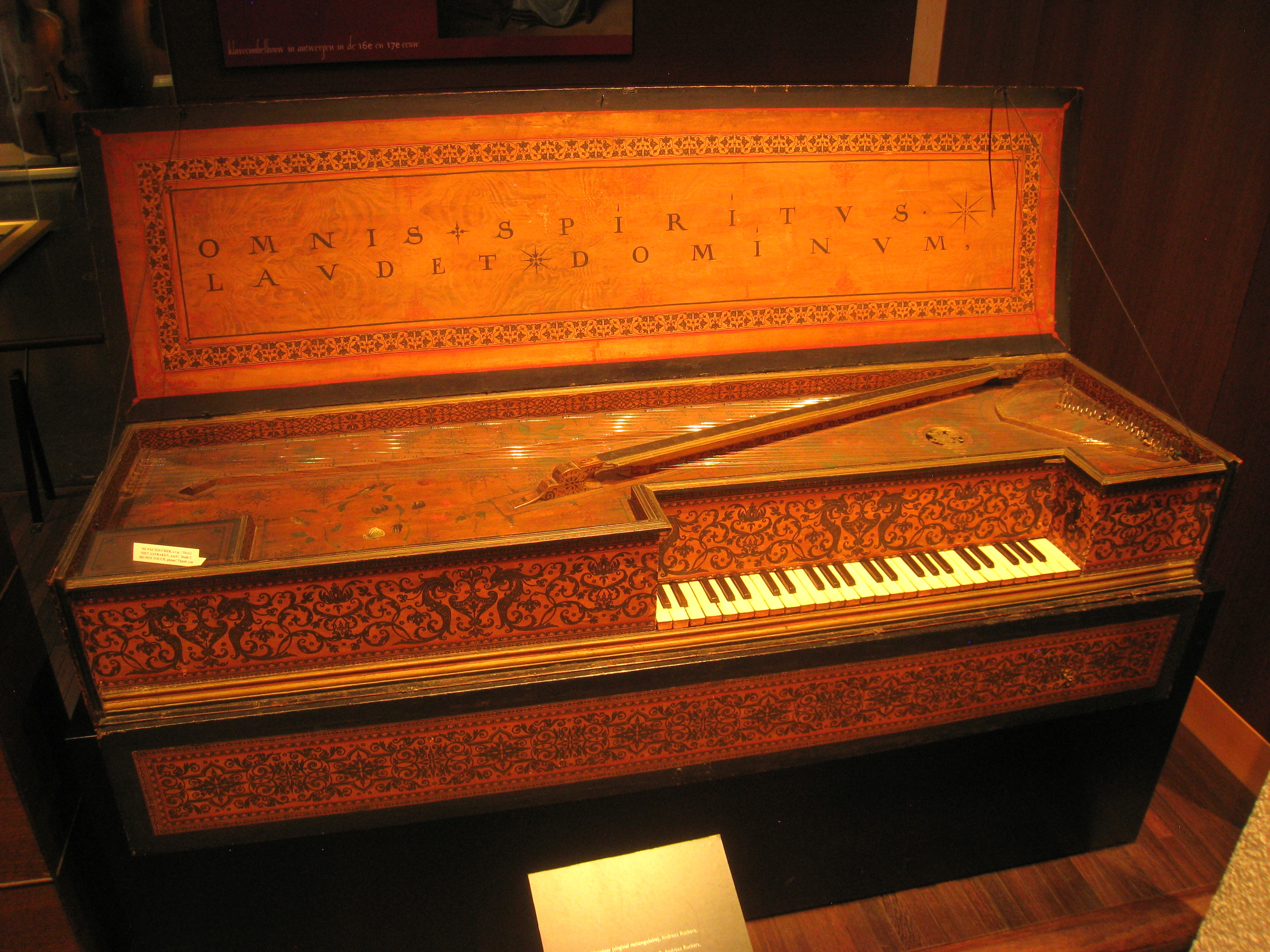
Andreas Ruckers 1628 Virginal (muselaar) Bruxelles, Musée des Instruments de Musique

### XVIesiècle- France et Angleterre
La France et l'Angleterre sont importatrices d'instruments italiens du fait d'une production locale encore insuffisante. Celle-ci est assurée par des « faiseurs d'instruments » qui ne sont pas encore spécialisés et peuvent aussi être luthiers ou facteurs d'orgues.
De nombreux facteurs sont actifs en France au XVIe siècle, mais il ne reste aucun de leurs instruments ; il en est de même des archives des communautés d'artisans.

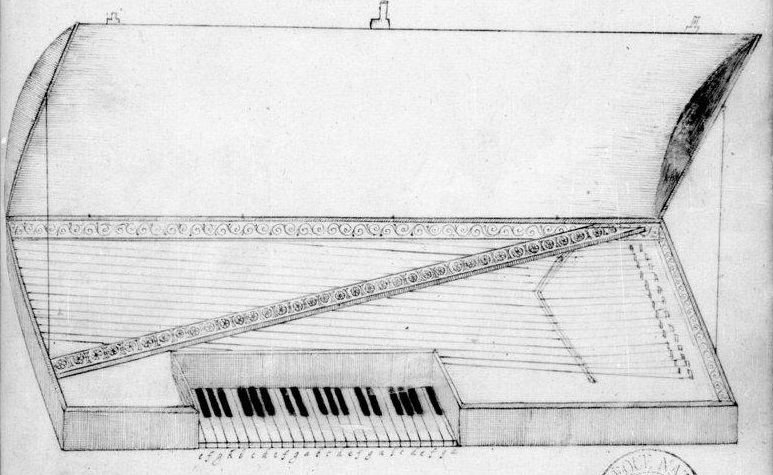
Dessin d'une épinette par Jacques Cellier.

Les instruments étaient peut-être uniquement de type virginal ou épinette. Un dessin de Jacques Cellier (entre 1583 et 1587) montre une épinette rectangulaire avec clavier rentrant, de moins de 4 octaves, possédant un couvercle bombé. Dans son Harmonie universelle datée de 1636, le père Mersenne indique en effet (Livre troisiesme des instrumens à chordes, proposition XXI) :

« Il semble que ceux de l'autre siècle [c'est-à-dire du XVIe siècle] n'ont point eu de clavecins, ni d'épinettes à deux ou plusieurs jeux, comme nous en avons maintenant, qui ont quatre jeux, et quatre rangs de cordes, et que l'on nomme Eudisharmoste, dont le plus grand répond au 12 pieds de l'orgue, le second est à l'octave, le 3 à la douzième, et le 4 à la quinzième en haut, soit qu'ils n'aient qu'un clavier, ou qu'ils en aient deux ou trois. »

Les grands clavecins sont donc très rares, sinon totalement inexistants : la première mention d'un « clavessin » date de 1600, dans l'inventaire après décès de l'organiste Pierre Chabanceau de La Barre.

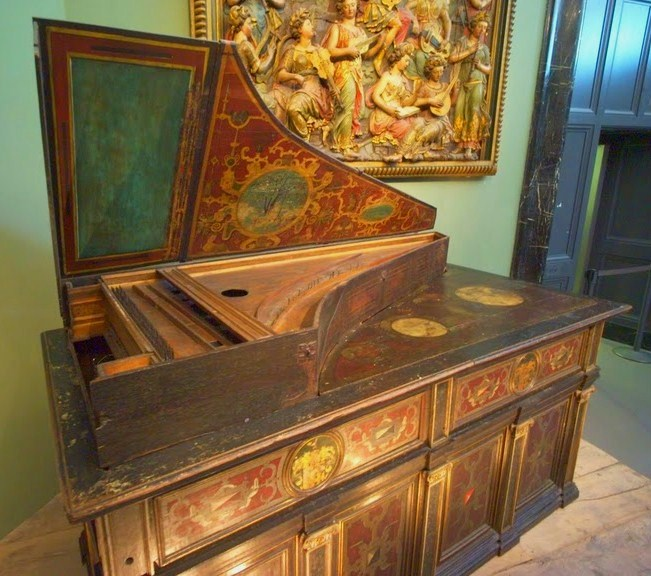
Claviorganum de Lodewijk Theeuwes (Londres, 1579)
Londres, Victoria & Albert Museum.

Par ailleurs, le mot « épinette » a, dans la France de cette époque, une signification générale qui peut prêter à confusion, de même que le mot « virginal » en Angleterre, comme l'atteste Michael Praetorius dans son Syntagma musicum en 1619 : « Wiewohl die große viereckete, so wohl als die kleinen, ohn Unterscheid Spinetten in Italia genennet werden. In Engelland werden alle solche Instrumenta, sie sein klein oder groß, Virginal genennet. In Frankreich Espinette. In den Niederlanden Clavicymbel und auch Virginal. In Deutschland Instrument in Specie, vel peculiariter sic dictum. (sic) » (« Aussi bien les grands instruments rectangulaires que les petits sont appelés Spinetta en Italie. En Angleterre tous les instruments analogues, qu'ils soient grands ou petits, sont appelés Virginal. En France, Espinette. Aux Pays-Bas, Clavicymbel et aussi Virginal. En Allemagne, Instrument in Specie, vel peculiariter sit dictum »).
Les textes anciens indiquent que les caisses étaient souvent recouvertes de basane ou d'étoffes telles que soie ou satin ; la boîte à clavier, comme à Anvers, pouvait être garnie de papier imprimé.
En Angleterre, malgré la présence attestée de plusieurs facteurs, le seul instrument remontant au XVIe siècle est un claviorganum de 1579 réalisé par Lodewijk Theeuwes, un facteur d'origine anversoise : il y est admis en 1561 à la Guilde de Saint-Luc. Cet instrument ne peut donc être significatif de la production anglaise qui comme en France devait consister uniquement en petits instruments de type virginal ou épinette.
Ils étaient appréciés en haut lieu, comme le montre l'importance de la collection d'instruments rassemblée par Henry VIII, et l'on sait que sa fille, la reine Élisabeth Ire, jouait très bien du virginal ; cette prédilection de celle qu'on surnomma la « Reine Vierge » est d'ailleurs la source d'une croyance tenace – et erronée – quant à l'origine du mot « virginal ».

## XVIIesiècle
Au XVIIe siècle, la production européenne reste dominée par les facteurs italiens et par la dynastie anversoise des Ruckers, largement exportateurs.
Les caractéristiques des instruments italiens marquent peu de progrès par rapport à la période précédente, le trait le plus notable étant une certaine standardisation de la disposition 2 × 8'.
Quant aux Ruckers, leur mode de production presque « en série » et la qualité de leurs instruments vont progressivement les imposer comme modèle aux autres centres de production du nord de l'Europe. Ils adoptent pour les plus grands clavecins le second clavier, d'abord seulement transpositeur, qui sera appelé à un très grand développement au XVIIIe siècle.
La production commence à connaître un timide essor en France, en Angleterre et en Allemagne.

### XVIIesiècle- Italie
Au XVIIe siècle, le clavecin italien subit quelques évolutions par rapport à ce qu'il était au siècle précédent ; assez peu visibles, elles conservent à l'instrument son caractère et sa sonorité particulière.
Le nombre d'instruments construits, destinés au marché local comme à l'exportation, est toujours important ; mais à la différence de ce qui se passe en Flandre à la même époque, où les Ruckers monopolisent pour ainsi dire la production et imposent de fait un standard, les facteurs italiens sont très nombreux et répartis dans de très nombreuses villes : ils présentent donc beaucoup plus de variété dans un aspect d'ensemble qui reste cependant très typé et fort différent de la concurrence nordique. Beaucoup d'instruments sont conservés aujourd'hui, dont une bonne part reste anonyme.

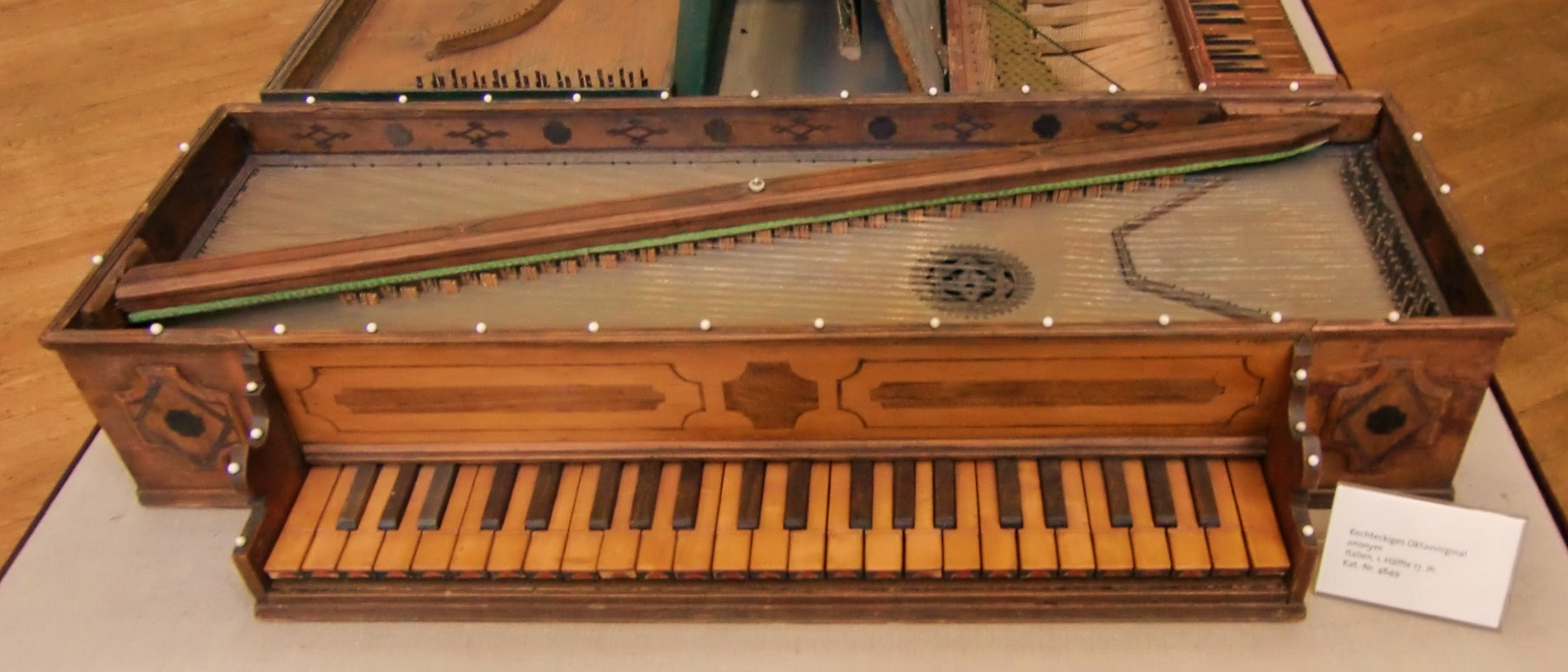
Épinette rectangulaire anonyme
1re moitié du XVII
Berlin, Musikinstrumentenmuseum.

À côté de l'épinette polygonale, toujours produite en grand nombre, on voit réapparaître l'épinette rectangulaire qui était passée de mode ; les deux types continueront à coexister jusqu'au XVIIIe siècle.

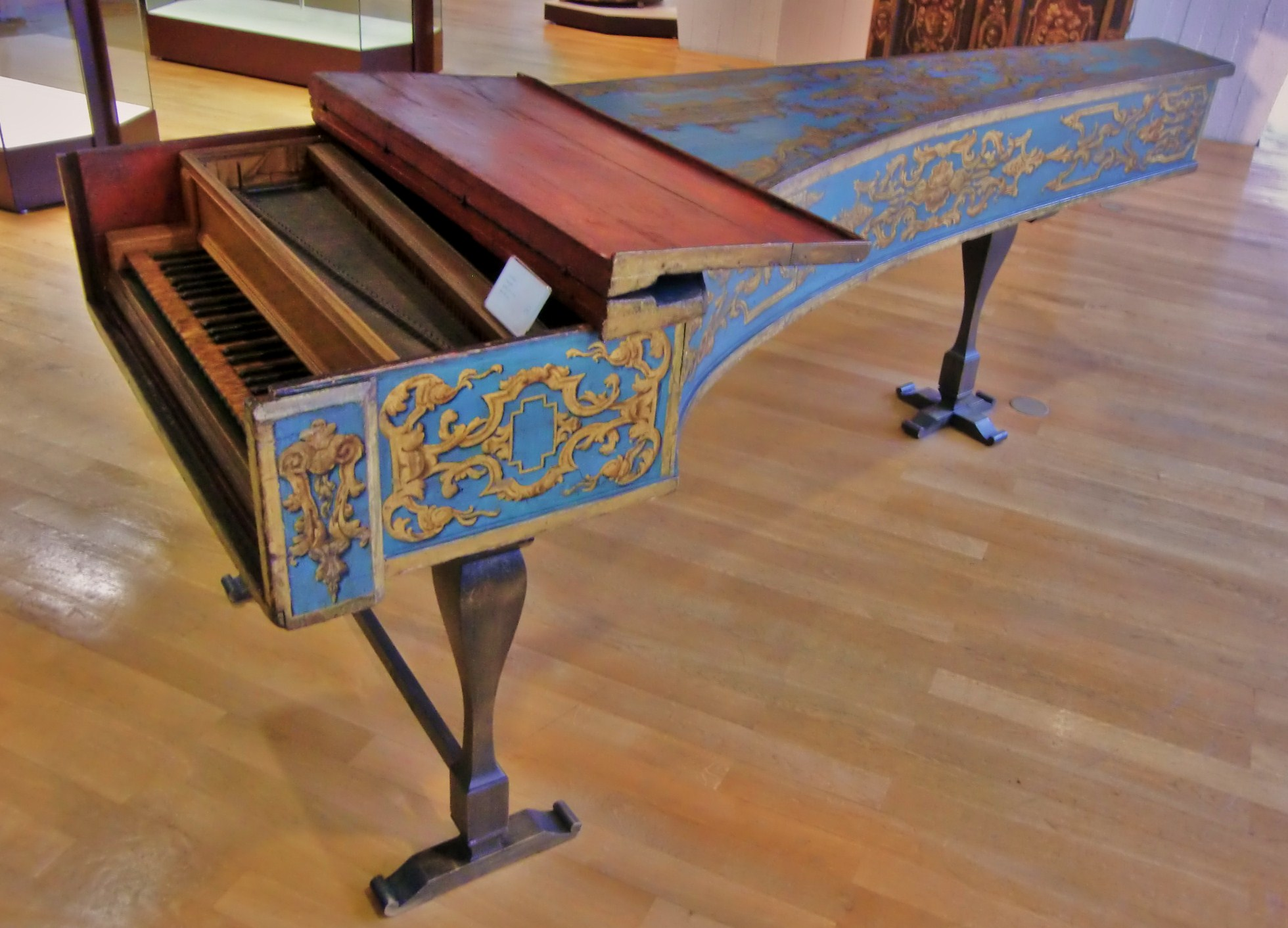
Clavecin anonyme, fin XVIIe
Berlin, Musikinstrumentenmuseum.

Si la structure interne et les principes de construction restent à peu près les mêmes, on voit apparaître à côté des instruments aux parois minces avec coffre extérieur, des instruments aux parois plus épaisses, rendant la caisse extérieure inutile ; celle-ci est pourtant simulée de telle sorte qu'à première vue ce changement ne soit pas visible. Les clavecins commencent à être dotés systématiquement d'un piètement le plus souvent constitué de trois pieds en colonne à base élargie.
Autre changement assez général, le remplacement de la disposition 1 × 8', 1 × 4' par la disposition 2 × 8', mieux adaptée au continuo qui se développe à cette époque sous l'influence, par exemple, de Claudio Monteverdi. L'ancienne disposition ne disparaît pas complètement mais nombre d'instruments anciens sont transformés pour être mis au goût du jour, faussant parfois les conclusions des experts quant à l'invariabilité, en général, de la disposition à l'italienne pendant toute la période 1500 à 1800. Quelques instruments sont à 3 × 8'. Les registres ne sont plus conçus pour être mobiles (sauf aux fins d'accordage). Le clavier unique reste la règle ; sauf très rare exception de deux claviers, les instruments qui en possèdent plusieurs sont le résultat de transformations ou falsifications postérieures, en particulier par Leopoldo Franciolini au XIXe siècle. L'étendue des instruments se stabilise plus ou moins de do/mi à do : quatre octaves avec octave courte dans les basses, montant parfois jusqu'au fa, probablement pour des raisons de transposition. Les instruments étant moins exclusivement réservés à la haute noblesse et à la monarchie, la décoration devient généralement, sauf exceptions notoires, un peu plus simple.
Les centres de production se déplacent quelque peu ; Venise perd de son importance relative au profit de Rome (Boni, Zenti, Giusti, Ridolfi, Todini…) à côté de Naples (Fabri, Guarracino), Florence (Poggio, Pratensis, Pasquino, Mondini, de Quoco, Bolcioni, Pertici…), Bologne (Faby) ; de nombreux noms de facteurs sont connus, pas toujours associés à des instruments encore existants ou à des indications biographiques précises, mais il faut souligner le nombre très important d'instruments anonymes, dont certains parviennent parfois à être attribués par les experts. En outre, les falsifications opérées au XIXe siècle brouillent beaucoup de pistes, certains noms apparaissant comme pure invention et des instruments étant faussement attribués de façon volontaire.

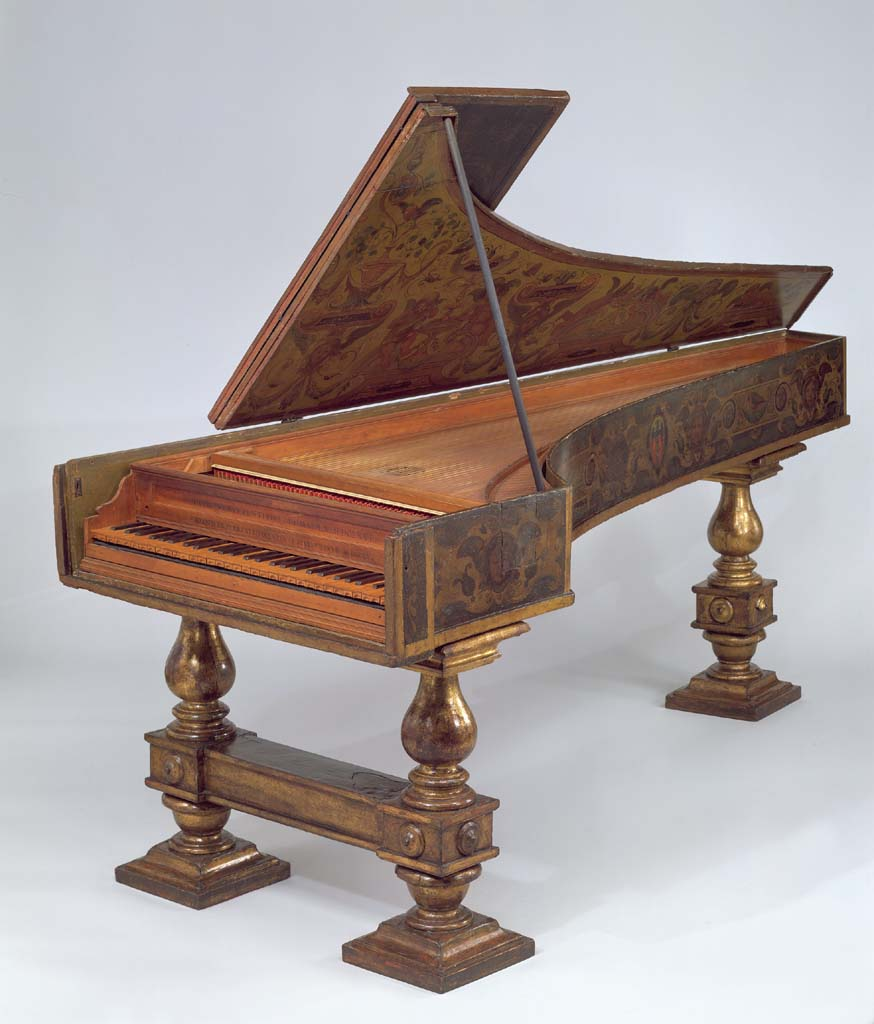
Clavecin de Girolamo Zenti (1666)
New York, Metropolitan Museum of Art.

Parmi les très nombreux noms connus, quelques facteurs se distinguent en particulier :
- Giovanni Battista Boni (actif à Rome de 1619 à 1641 environ) est connu pour avoir travaillé pour la famille Barberini — celle du pape Urbain VIII et de ses trois neveux — dont deux cardinaux ; les quelques instruments qui subsistent présentent tous des caractéristiques différentes[K 23] ;
- Girolamo Zenti (vers 1609 – vers 1666), peut-être le plus connu et le plus voyageur des facteurs italiens du siècle, remplace Battista Boni à la mort de celui-ci auprès des Barberini. Né à Viterbe, il travaille tout d'abord à Rome avant de partir travailler successivement à Stockholm en 1653, à Rome en 1660, à Paris en 1662, à Londres puis Rome en 1664, enfin à Paris en 1666 où il meurt. Il est possible qu'il ait aussi travaillé à Florence pour le Grand Duc de Toscane Ferdinand III. Cependant, il ne reste aucun des instruments qu'il a pu construire à Stockholm, Paris et Londres. À côté de quelques autres portant sa marque, il est surtout connu pour un instrument à faux coffre extérieur de 1631, la première épinette courbe dont il est peut-être l'inventeur et qui connaîtra un grand succès dans plusieurs pays, en France, en Allemagne et, plus que tout, en Angleterre[K 24] ;

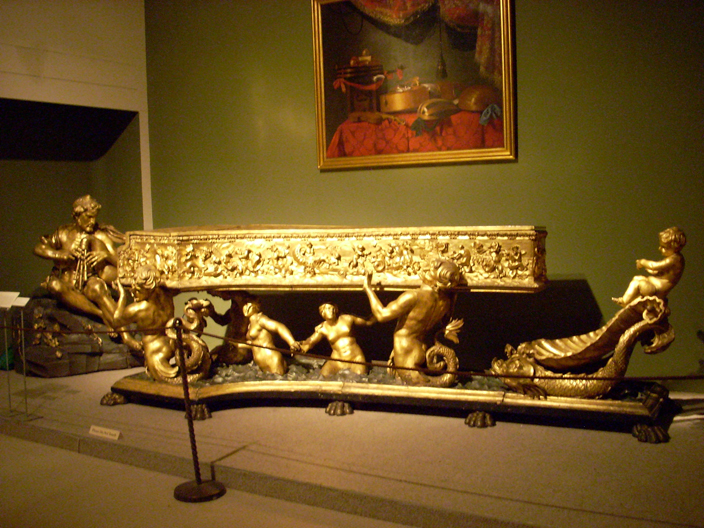
Clavecin de Michele Todini
New York, Metropolitan Museum of Art.

- Michele Todini (1616–1690) est peut-être le facteur, et en tous les cas le propriétaire d'un clavecin à la décoration la plus extraordinaire qui soit[K 25], aujourd'hui exposé au Metropolitan Museum of Art de New York. Il est « la synthèse de l'instrument et de la sculpture, une œuvre d'art dans sa totalité[RU 1] », que Todini a nommé lui-même la Macchina di Polifemo e Galatea. Entièrement doré, son éclisse courbe est décorée d'un bas-relief représentant une scène de la mythologie grecque ; le piétement est constitué d'un incroyable groupe de statues dorées paraissant émerger de l'océan : trois tritons portent l'instrument, encouragés par deux naïades et suivis par des dauphins portant un bébé (putto) dans une conque marine – « Les bras du putto tendus semblent tenir des rênes qui existaient peut-être à l'origine[RU 1] » ; le socle, peint en vert pour figurer la mer, repose sur des pieds de lion[K 25] (griffes baroques[RU 1]) ; le clavecin est flanqué de deux grandes statues : à gauche, le cyclope Polyphème assis, une cornemuse à la main, fait la cour à la nymphe Galatée, à droite, laissant déduire, par son attitude qu'elle « tenait un luth à l'origine[RU 2]. » Des fils reliaient le cyclope au clavecin et ainsi l'interprète pouvait actionner des soufflets installés sous la statue[RU 2] pour faire sonner la cornemuse ;Clavecin de Pietro Faby (1677)
Paris, Musée de la musique.

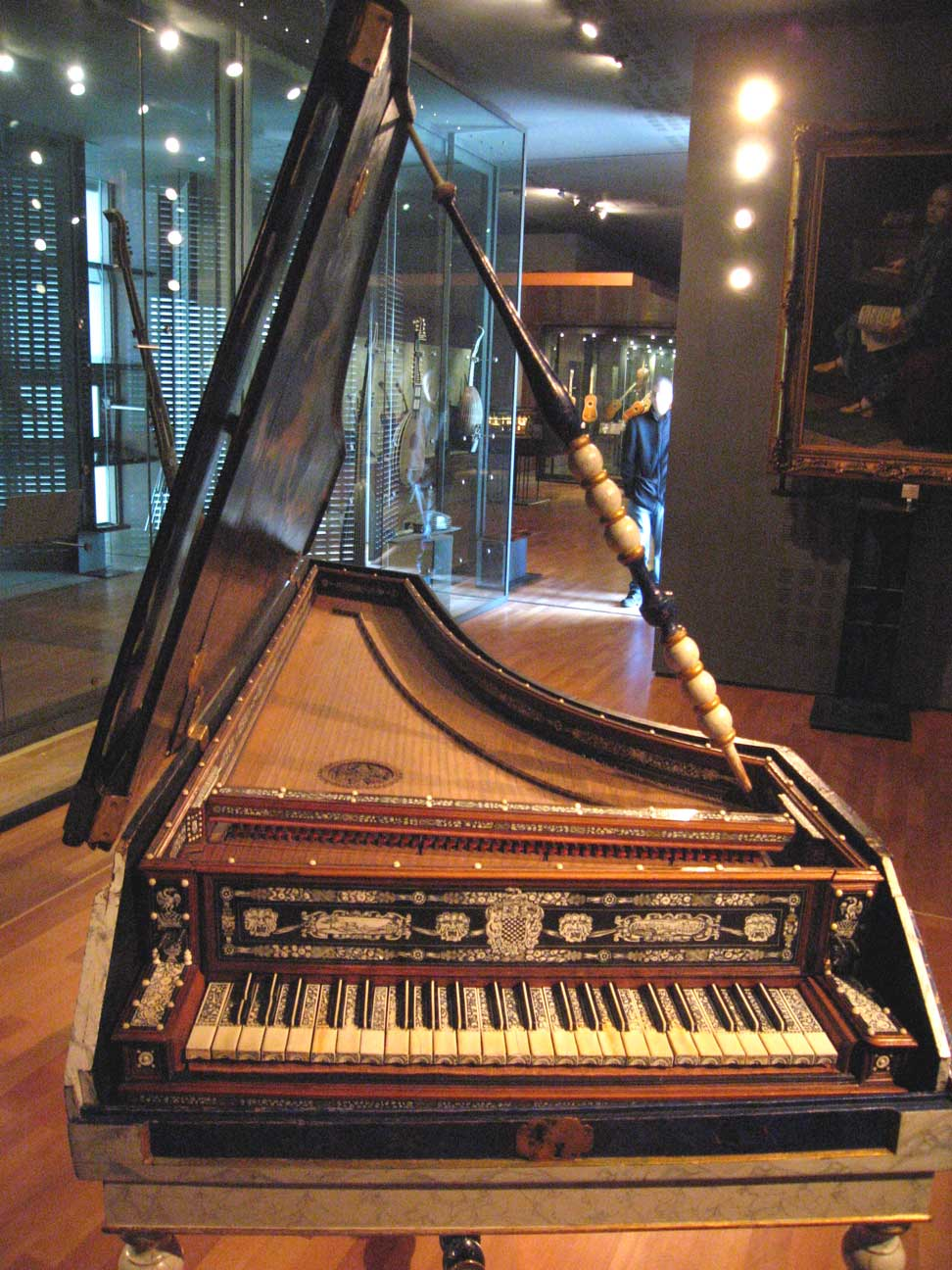
Clavecin de Pietro Faby (1677)
Paris, Musée de la musique.

- Giuseppe Mondini (1631–1718), prêtre et facteur de clavecins, est en relation avec les Médicis et le cardinal Ottoboni. Il serait peut-être, avant le Français Jean Marius, l'inventeur d'un clavecin pliant[K 26] ;
- Onofrio Guarracino (1628 – après 1698) est le principal représentant de l'école napolitaine, dont les principes de facture s'éloignent de ceux de l'Italie du Nord en particulier dans ses virginals de forme rectangulaire dont le sommier est disposé à l'arrière des sautereaux et non latéralement[K 27] ;
- Pietro Faby (1639 – 1703 ?) aurait travaillé en France ; il laisse en particulier un clavecin de 1677 exposé à Paris (Musée de la musique) de disposition habituelle mais dont l'aspect général et la décoration s'écartent résolument de la pratique italienne courante[K 28].

Au XVIIe et au début du XVIIIe siècle, sont construits des instruments conçus pour tenter de pallier les problèmes d'enharmonie et de transposition posés, dans le tempérament mésotonique, par les claviers à douze touches par octave ; ainsi apparaissent des modèles à 13 ou 14 touches (avec ré{\displaystyle \sharp } et/ou la{\displaystyle \flat }, le cimbalo cromatico à 19 touches, l'archicembalo à 31 ou 36 touches (cf. Tempérament par division multiple). Ces essais, relativement nombreux, sont ensuite abandonnés et presque tous les instruments sont plus tard modifiés pour en revenir au clavier habituel. Un seul exemplaire datant de la Renaissance, de clavier possédant 31 notes dans une octave, nous est parvenu : il s'agit du Clavemusicum Omnitonum Modulis Diatonicis Cromaticis et Enearmonicis, construit par Vito Trasuntino de Venise en 1606, permettant de jouer le diatonique, le chromatique et l'enharmonique. L'instrument est aujourd'hui exposé au Musée international et bibliothèque de la musique de Bologne.

### XVIIesiècle- Flandre

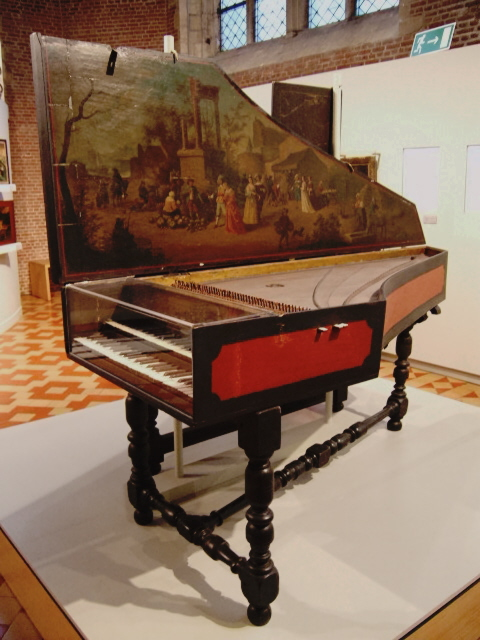
Clavecin de Joris Britsen (1680)
Anvers, Vleeshuis Museum.

L'histoire du clavecin flamand au XVIIe siècle est pour ainsi dire une chronique de la dynastie des Ruckers et Couchet dont près de cent instruments sont conservés ; ceux qui sont signés d'autres noms (Hans Moermans le Jeune, Simon Hagaerts, Gommar van Eversbroeck et Joris Britsen) ne sont qu'au nombre de cinq ; ils leur sont d'ailleurs comparables en tous points.
Hans Ruckers a onze enfants. Deux de ses fils reprennent l'affaire à sa mort en 1598 : Ioannes (1578-1642) et Andreas (1579 - vers 1652). Les deux frères travaillent tout d'abord ensemble. En 1604, leur mère meurt. En 1608, Ioannes rachète à Andreas sa part de l'héritage, et ce dernier crée son propre atelier.
La génération suivante est représentée par le fils d'Andreas, également prénommé Andreas (1607-vers 1654), et Ioannes Couchet (1615-1655), petit-fils de Hans par sa mère Catherina. Celui-ci fait son apprentissage chez son oncle Ioannes et reprend l'affaire après sa mort. Il aura lui-même quatre fils facteurs d’instruments, Ioannes II (né en 1644), Petrus Ioannes (né en 1648), Ioseph Ioannes (1652-1706) et Abraham Ioannes (né en 1655).
Ainsi, pendant tout le XVIIe siècle, cette famille monopolise la facture anversoise. Grant O'Brien estime que 35 à 40 instruments sortent chaque année de chacun des ateliers de Ioannes et d'Andreas, et que leur production totale pendant leurs 45 années d'activité doit se situer entre 3 000 et 3 600, tous types confondus. Ce chiffre, inégalé à leur époque, ne sera — peut-être — dépassé que 150 ans plus tard à Londres par Jacob Kirkman. Les clavecins portant leur marque prestigieuse seront conservés avec beaucoup de soins par leurs propriétaires, ce qui explique le nombre important qui existe encore aujourd'hui, au travers des modifications et ravalements opérés plus tard.
Une production si importante suppose un grand nombre d'employés ; les Ruckers eux-mêmes se limitent probablement à les encadrer et à contrôler les instruments terminés avant la livraison au client. Il est même probable qu'ils sous-traitent certains éléments, en particulier les sautereaux.

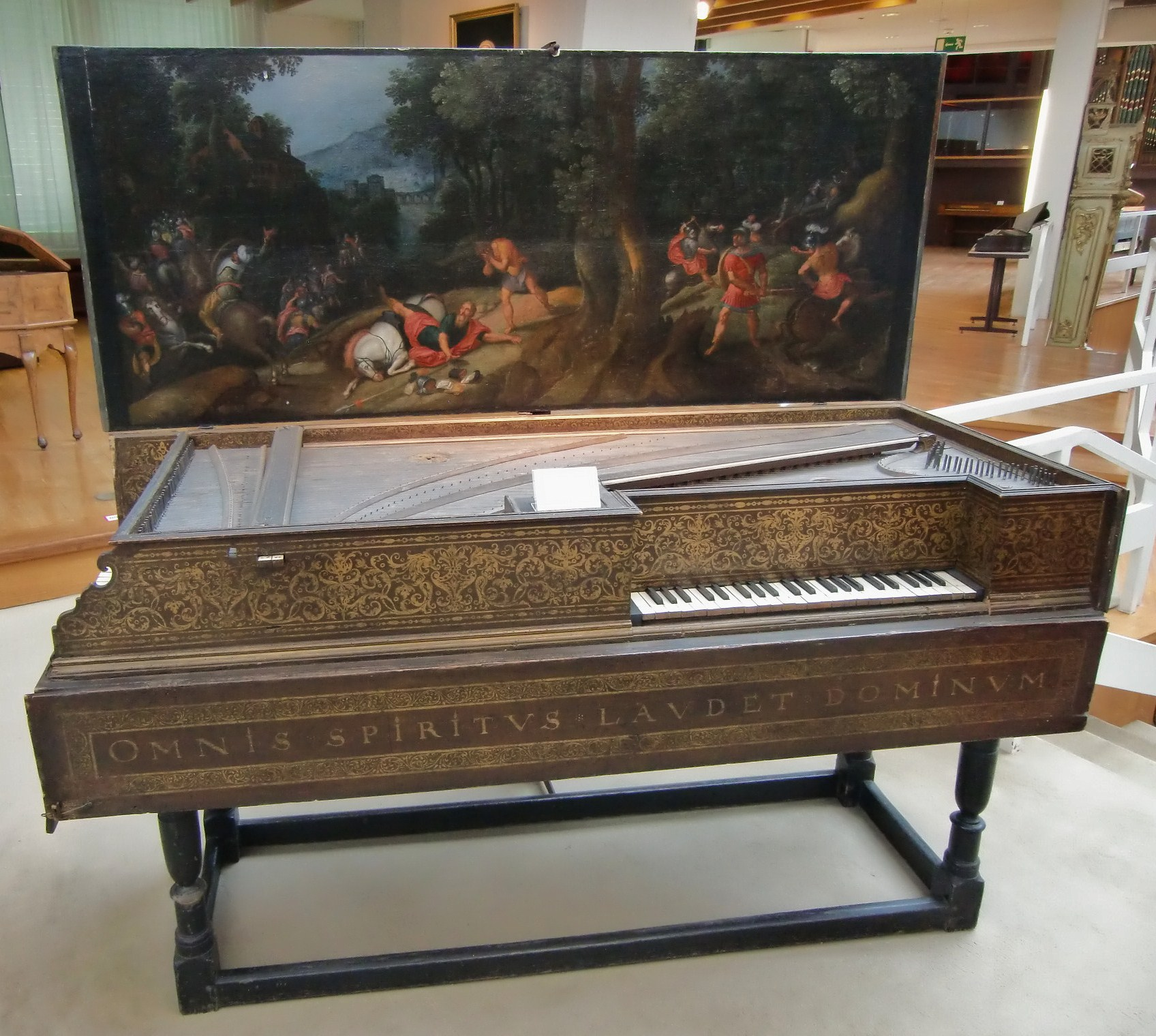
Combiné Clavecin/Virginal de Ioannes Ruckers
Berlin, Musikinstrumentenmuseum.

Les Ruckers/Couchet créent ou tout au moins imposent le type du clavecin flamand, très différent du clavecin italien dans sa conception comme dans sa sonorité. Ils produisent toute une gamme d'instruments, distincts en taille parmi les quatre grands types : virginal, clavecin à un ou deux claviers, instrument combinant un clavecin et un virginal dans la même caisse de forme rectangulaire.
Les virginals sont déclinés en six longueurs distinctes, exprimées en pieds flamands (voet) : respectivement 6, 5, 4½, 4, 3 et 2½ voeten. Parmi les plus longs, le clavier peut être placé sur la gauche, au centre ou plus à droite (muselaar) : le point de pincement éloigné du sillet donne une sonorité pleine et profonde très caractéristique. C'est ainsi une gamme de neuf modèles qui est proposée : six du type « virginal-épinette », trois du type « virginal-muselaar » ; il en subsiste aujourd'hui de tous ces types à l'exception du « virginal-épinette » de 5 voeten. Les instruments de trois voeten font souvent partie de la combinaison dite mère et enfant, la mère étant un instrument de six voeten.
Le clavecin à clavier unique « standard » est un instrument de six voeten (longueur environ 181 cm, largeur environ 71 cm) avec une étendue do/mi à do (octave courte) et une disposition 1 × 8' + 1 × 4' ; une variante moins fréquente, sans doute destinée au marché anglais selon Grant O'Brien, possède un clavier entièrement chromatique.
Les clavecins doubles sont plus grands (longueur environ 224 cm, largeur environ 79 cm), mais possèdent la même étendue ; les claviers ne sont pas alignés mais, transpositeurs, décalés d'une quarte ; le clavier supérieur a une étendue do/mi à do (45 notes, octave courte) ; le clavier inférieur a une étendue nominale de do/mi à fa sonnant sol/si à do (50 notes, octave courte). Les claviers se partagent les mêmes jeux de cordes et ne sont donc pas conçus pour jouer ensemble ni être couplés ; il y a quatre jeux de sautereaux, chaque clavier possédant ses propres jeux de 8' et 4'. Le clavecin double peut aussi avoir des claviers chromatiques, plus larges de 5 cm.

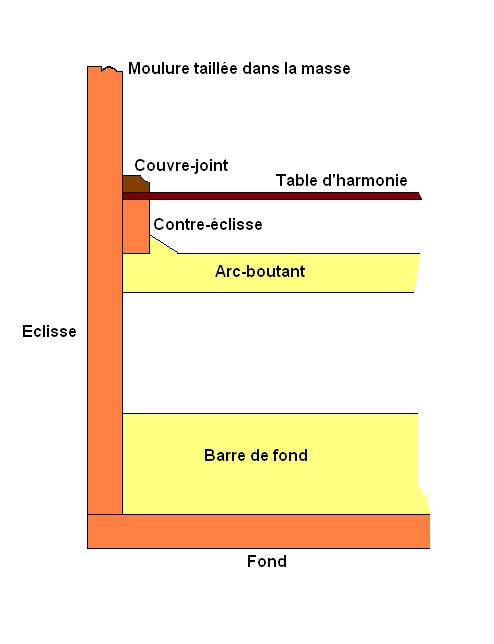
Structure de la caisse d'un clavecin flamand.

La construction du clavecin flamand est très différente de celle des italiens. Les parois, toujours en tilleul, sont plus épaisses (14 à 16 mm) et le fond est rapporté en dernier sur une caisse déjà constituée par l'assemblage du sommier, des éclisses et des renforts internes : barres de fond et arcs-boutants, probablement même après l'installation de la table d'harmonie. Le barrage de celle-ci comprend une grande barre placée en diagonale, limitant un triangle qui contient la rosace et quatre petites barres perpendiculaires à l'échine, situées de part et d'autre de la rosace. Entre deux barres de fond est ménagé l'espace d'un petit tiroir ouvrant vers l'échine, tiroir destiné à ranger les petits outillages et fournitures nécessaires à l'entretien. La caisse a une forme relativement compacte, avec une éclisse courbe dont la concavité est continue. Le couvercle est en deux parties articulées, la partie antérieure pouvant ne découvrir que les claviers, le sommier et le chapiteau.
Le module des cordes est d'environ 35-36 cm, avec un diamètre progressivement augmenté vers les basses. En fer à l'aigu, elles sont en bronze puis en cuivre vers les graves. Les registres traversent la joue, ce qui permet de les manœuvrer ou de les ôter si nécessaire : leur extrémité est munie d'un gland en cuir ou d'un cordonnet. Sillets et chevalets sont en hêtre.

Le XVIIe siècle est la grande époque des clavecins Ruckers
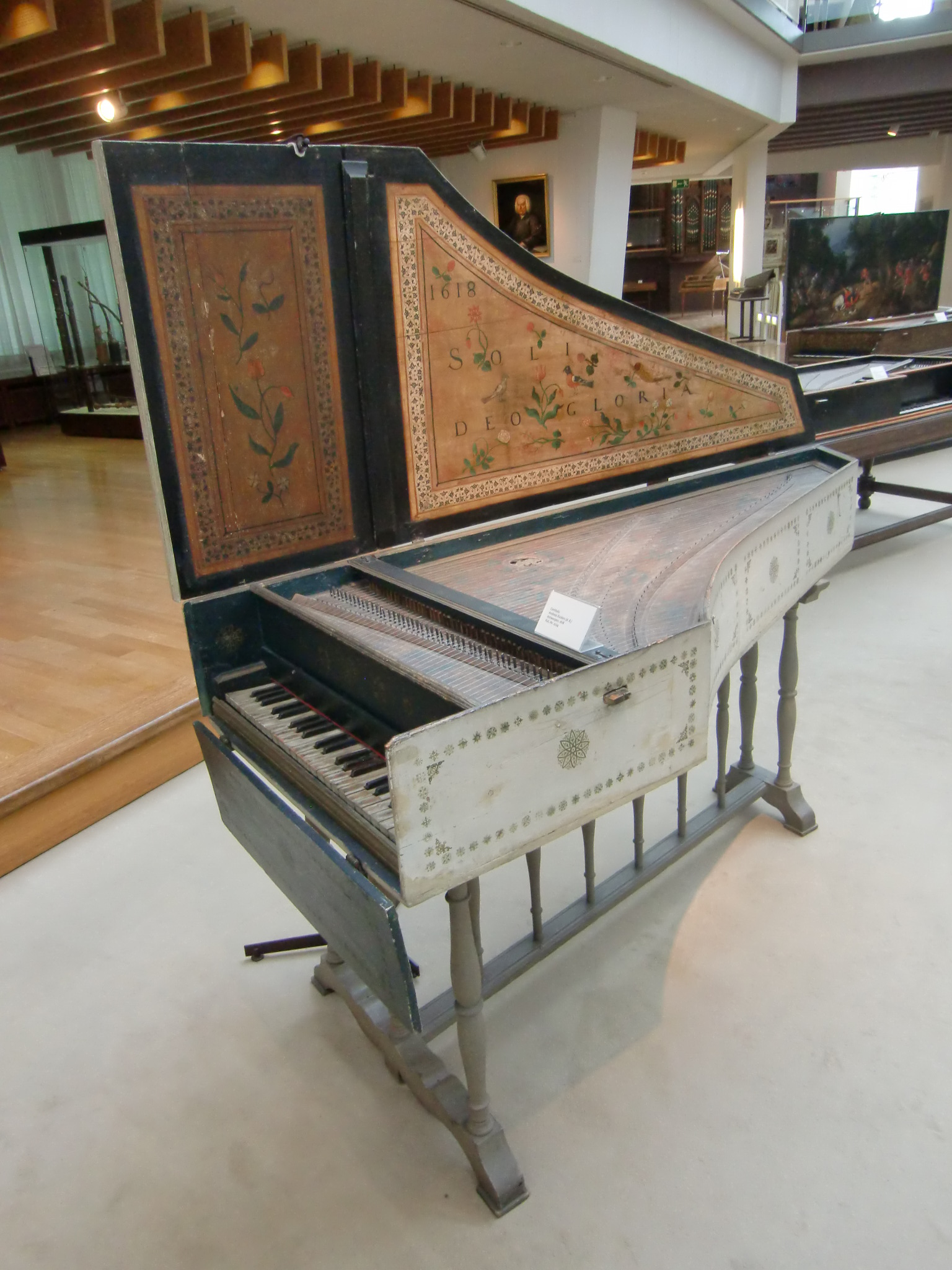
Andreas Ruckers 1618 Berlin, Musikinstrumentenmuseum
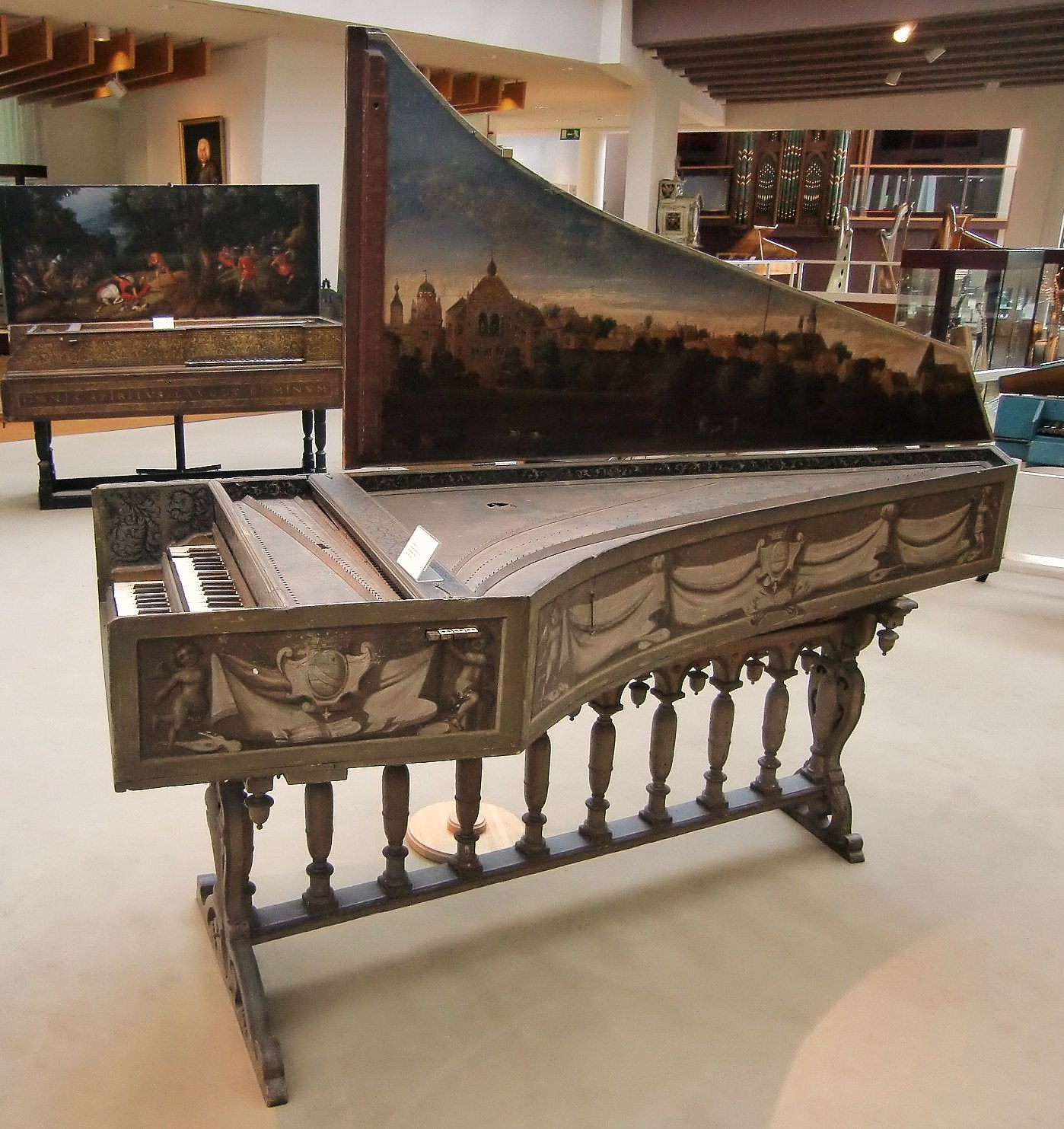
Andreas Ruckers 1620 Berlin, Musikinstrumentenmuseum
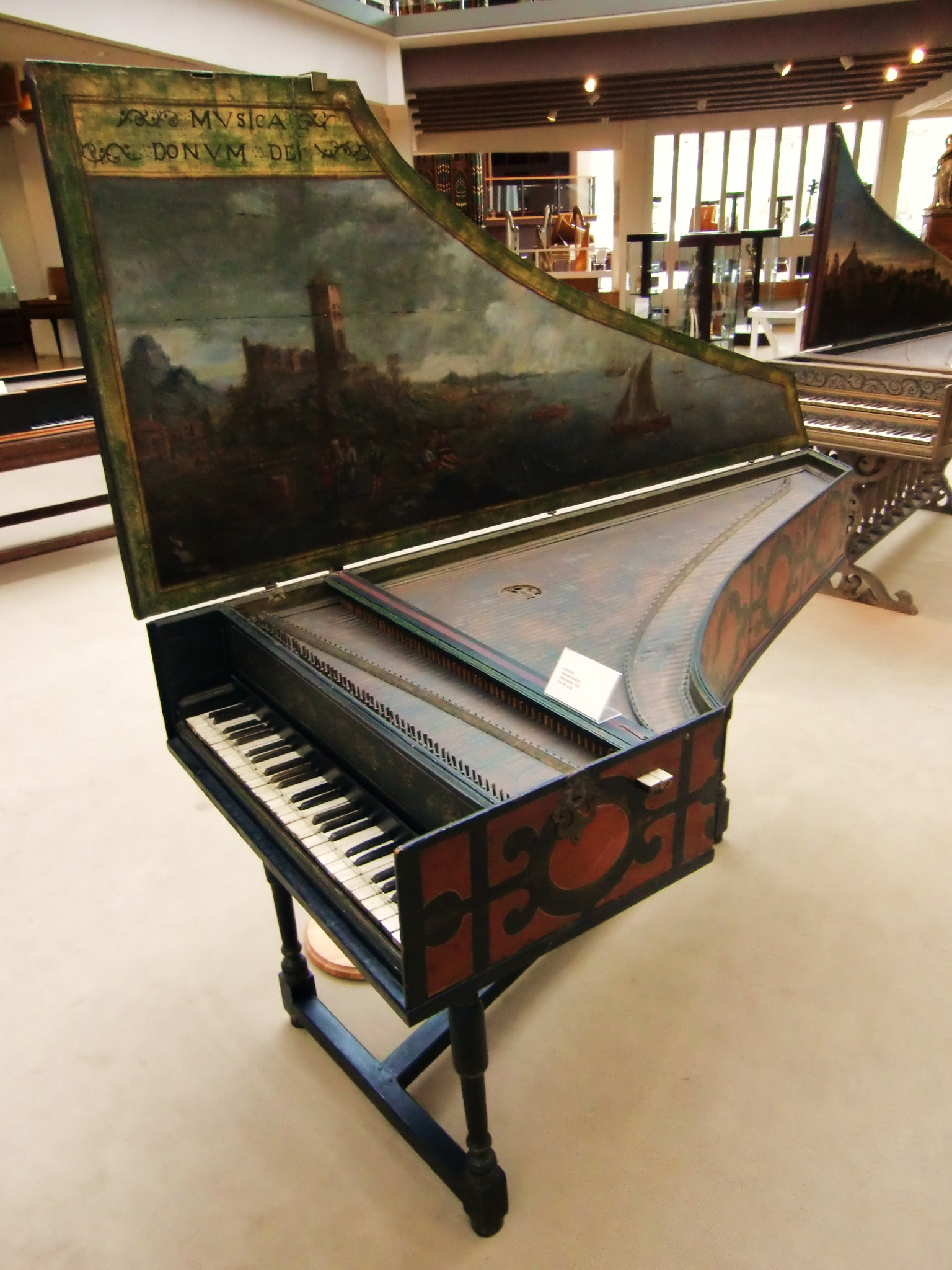
Ioannes Ruckers 1627 Berlin, Musikinstrumentenmuseum
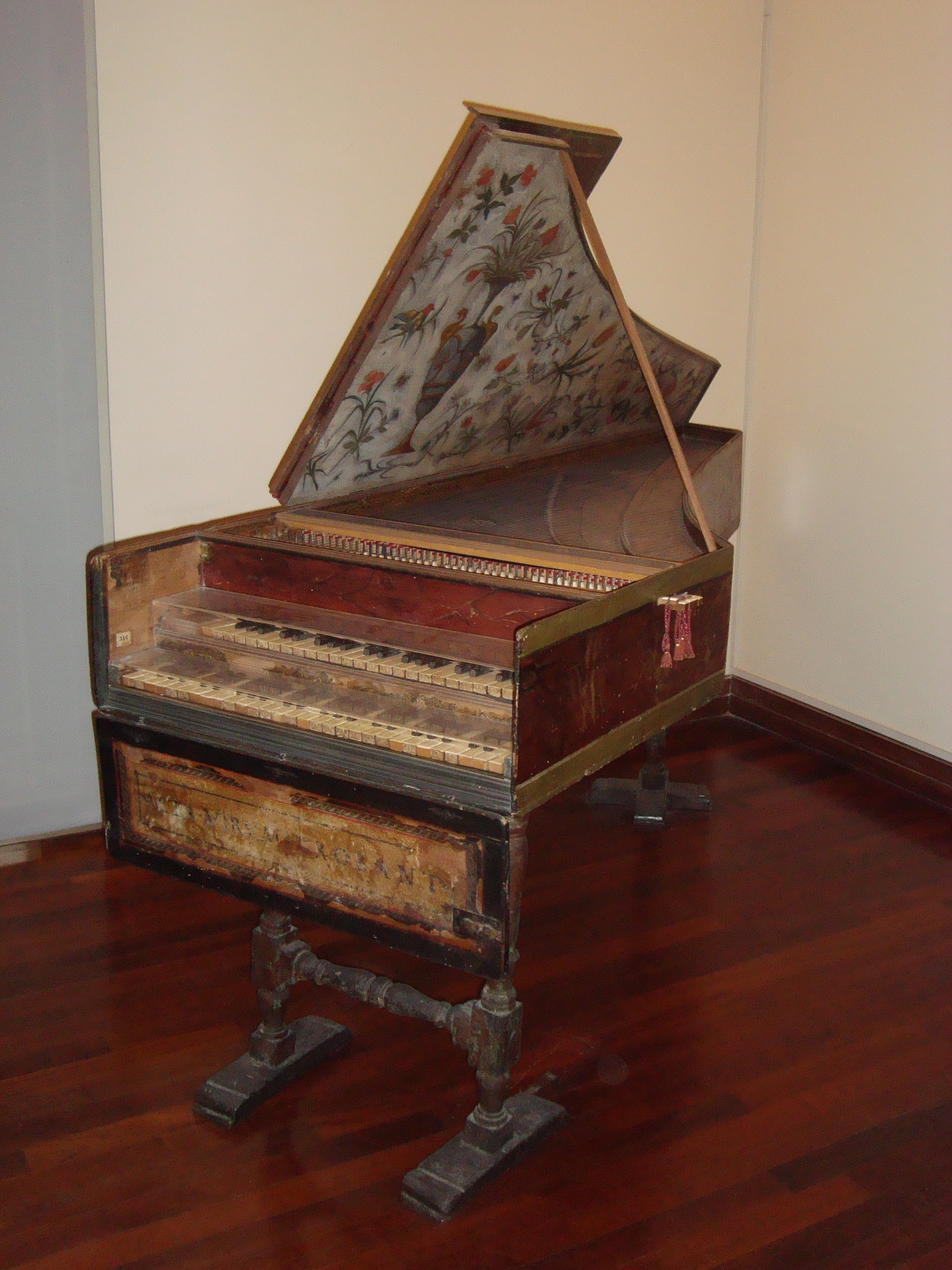
Ioannes Ruckers 1637 Rome, Museo Nazionale degli Strumenti Musicali

La décoration flamande originale — souvent changée lors des modifications ultérieures — est très caractéristique. Elle est bien connue, non seulement grâce à quelques (rares) instruments conservés dans leur état d'origine, mais aussi grâce à de nombreuses scènes de genre montrant que virginals, muselaars et clavecins ornaient communément les intérieurs de la bourgeoisie aisée.

Le clavecin apparaît dans de nombreuses scènes de genre flamandes
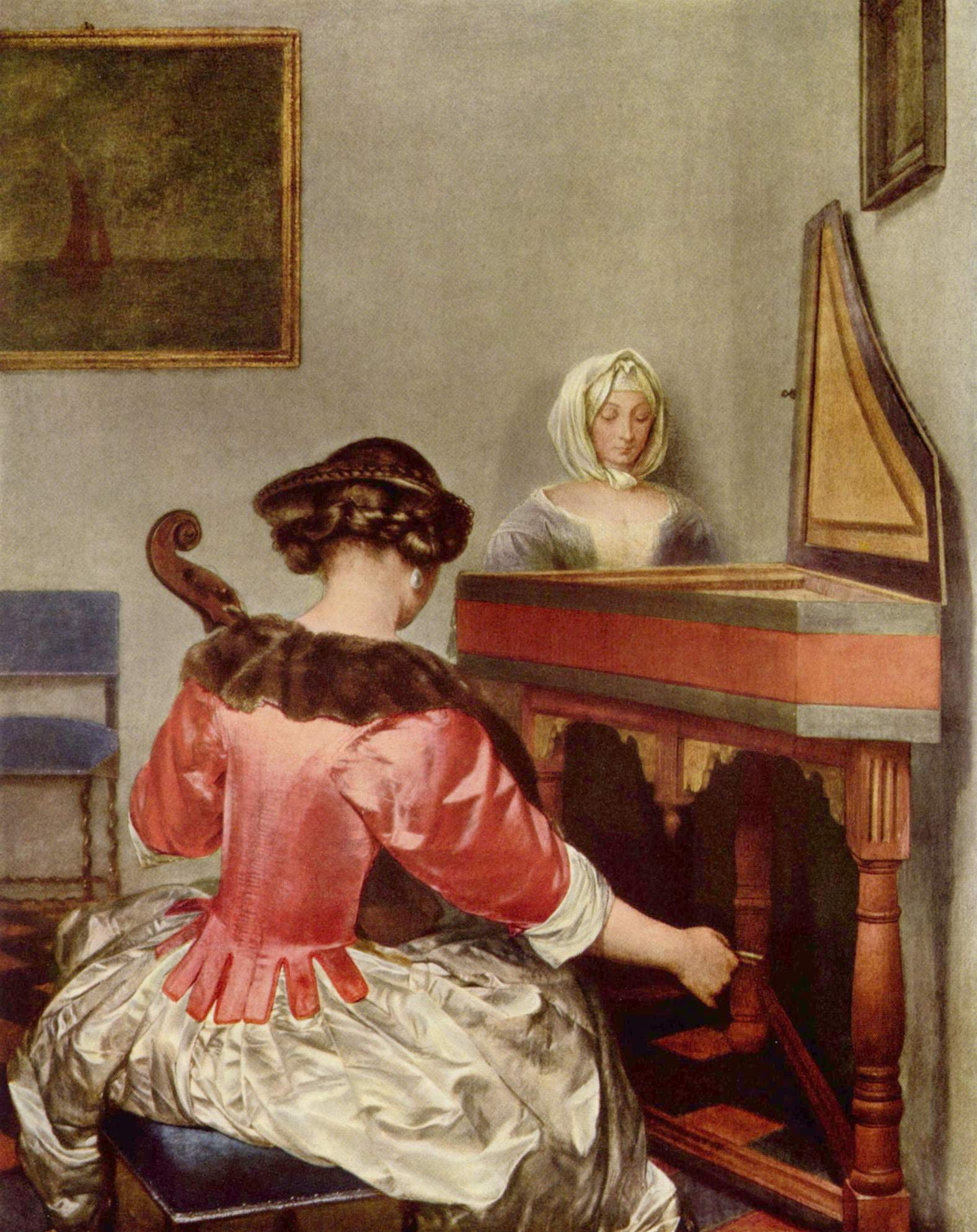
Gerard ter Borch Le concert, 1655 Berlin, Gemälde Galerie
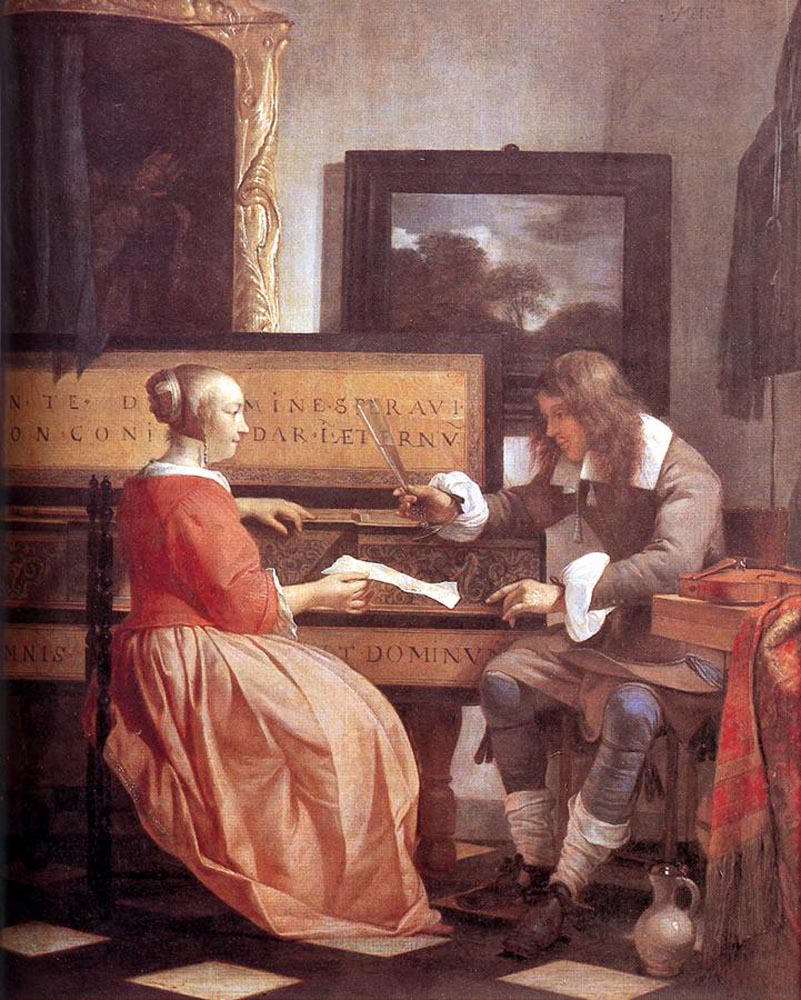
Gabriel Metsu Homme et femme assis au virginal, vers 1659 Londres, National Gallery
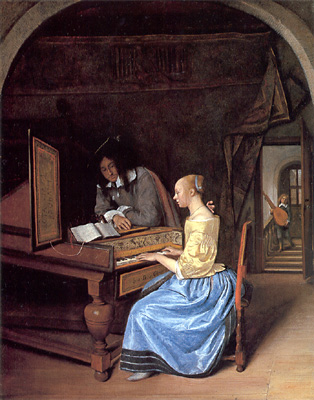
Jan Steen « Acta virum probant », 1659 Londres, National Gallery
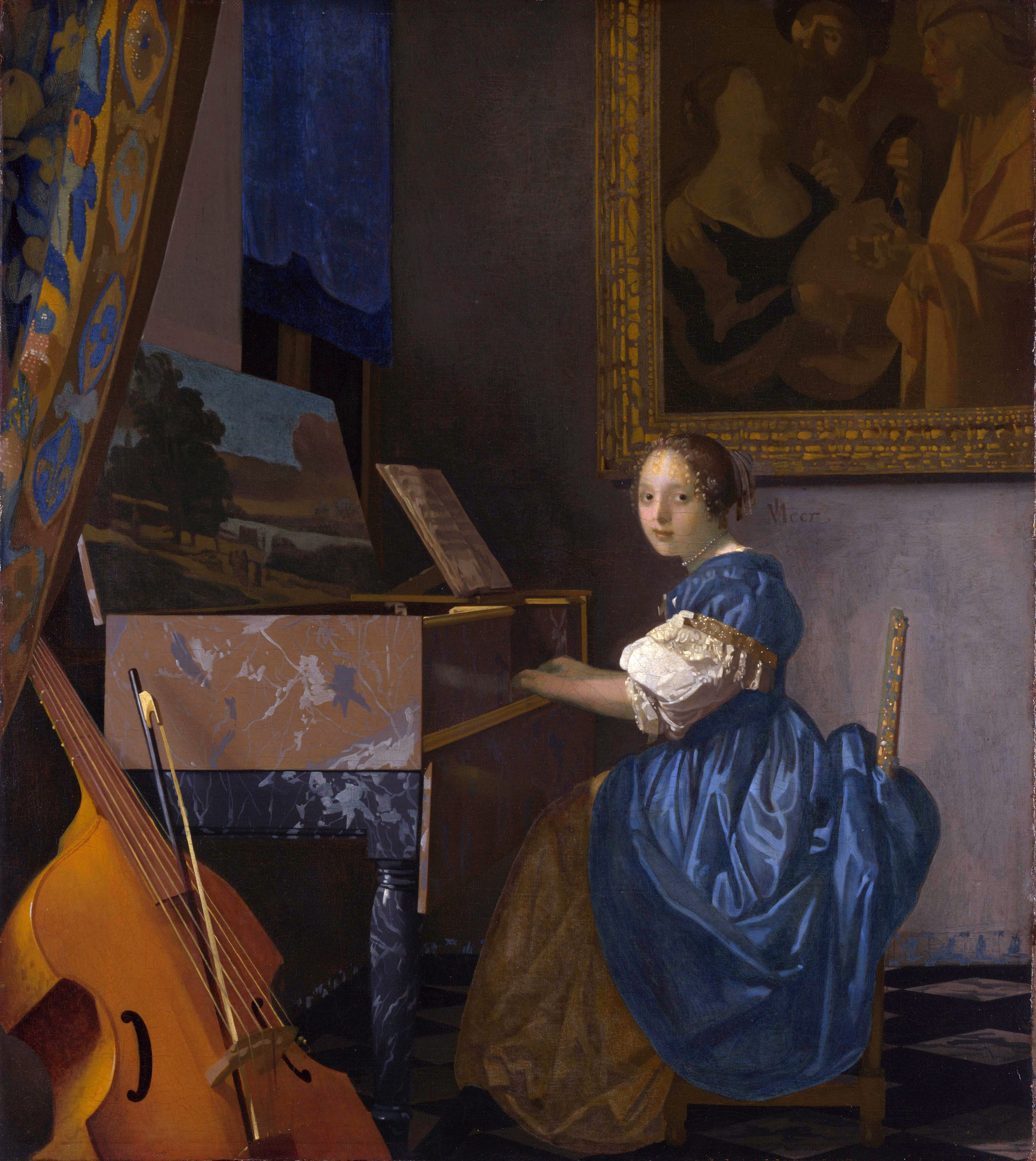
Johannes Vermeer Jeune femme au virginal, 1672 Londres, National Gallery

La table d'harmonie reçoit sur son pourtour des arabesques bleues et plus au centre un décor floral peint assez rudimentaire, comprenant aussi parfois oiseaux, insectes, fruits, légumes, etc. La date de fabrication est parfois inscrite sur une petite oriflamme.

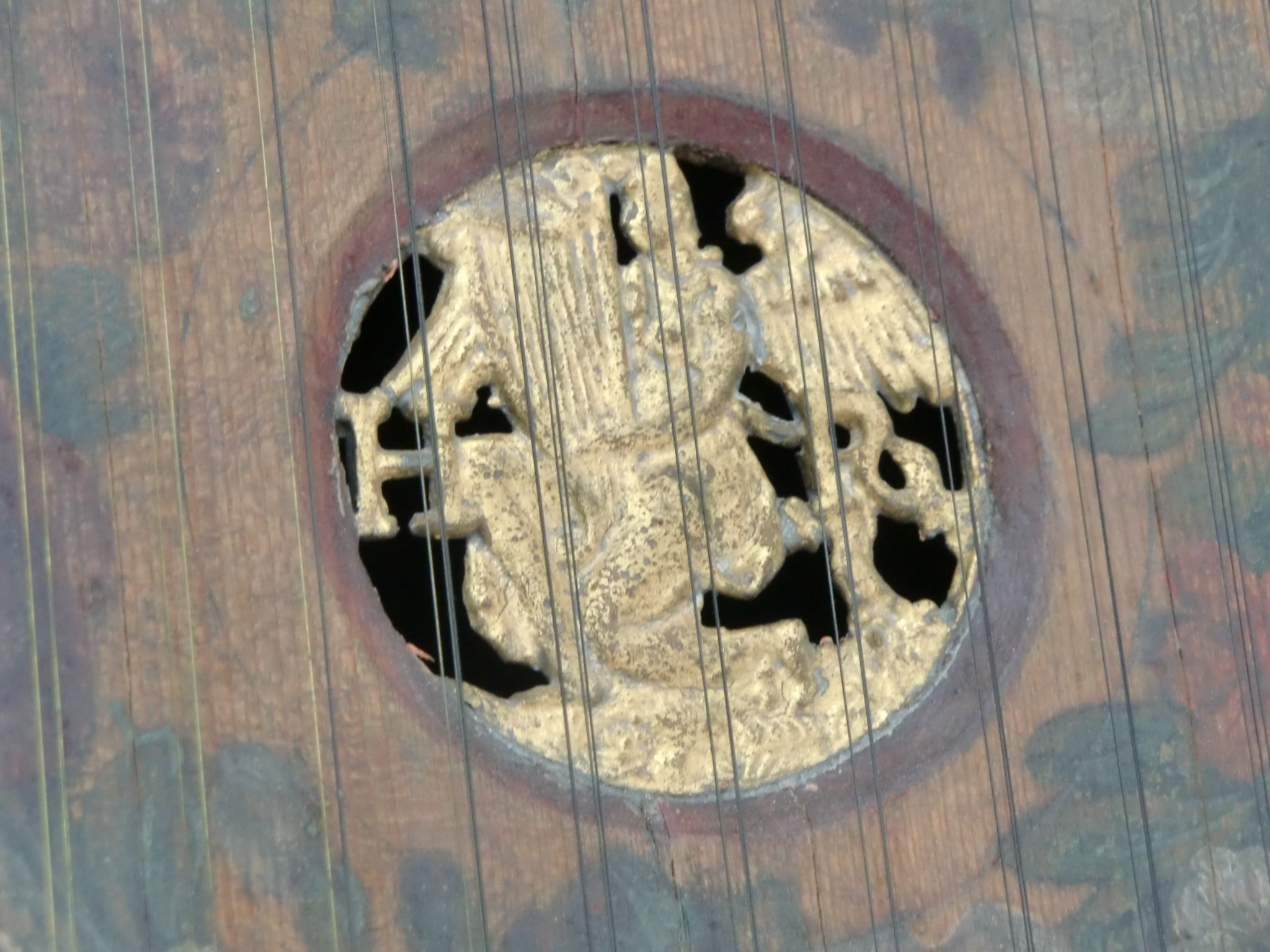
Rosace Hans Ruckers.

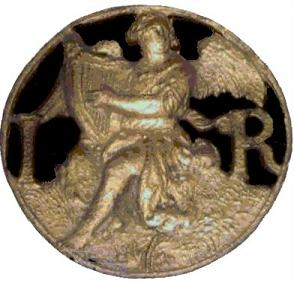
Rosace Ioannes Ruckers.

Au centre d'une couronne de fleurs, la rosace est en étain doré ; elle figure un ange musicien encadré des initiales du facteur : HR (Hans), IR (Ioannes), AR (Andreas). Chaque facteur a son propre dessin, et Ioannes les varie même en fonction du type d'instrument.
L'intérieur de la boîte à clavier et l'alentour de la table d'harmonie sont garnis de papiers imprimés en noir sur fond blanc (ou inversé) avec motifs d'arabesques comportant souvent des dauphins stylisés. L'intérieur du couvercle peut être tapissé d'un papier imitant le bois sur lequel figure en grandes lettres une maxime latine de circonstance ou moralisante, ou, pour les instruments les plus élaborés, orné de la main d'un maître peintre (tableau représentant une scène mythologique ou familière).
La caisse est peinte façon faux-marbre ou fausse ferronnerie, parfois avec des médaillons en trompe-l’œil ; en fait, peu d'instruments conservent encore cette décoration à l'aspect assez fruste, souvent remplacée plus tard par une autre plus raffinée.
Le piètement est constitué de balustres en chêne tourné, réunis en tréteaux ou sous forme de balustrade. Il peut être très haut de telle sorte que l'instrumentiste joue debout. Les claviers sont en hêtre ou en tilleul recouvert d'os (marches) ou noirci (feintes).
Les deux derniers membres de la famille Couchet, Abraham et Joseph, sont reçus dans la Guilde de Saint-Luc en 1666. Après cette date, la réputation internationale de la facture flamande semble avoir diminué considérablement pour se recentrer sur le marché local, le flambeau des Ruckers étant repris par les facteurs parisiens.

### XVIIesiècle- Style international
Pour expliquer certaines similitudes structurelles entre les instruments construits au XVIIe siècle en France, en Angleterre et en Allemagne, certains experts font appel à la théorie d'un style international primitif concrétisé par le clavecin de Müller (1537), dont les types italiens et flamands représenteraient des variantes opposées et extrêmes. Ce style se définit par des caractéristiques essentielles intermédiaires : parois d'épaisseur moyenne entre les parois très minces des italiens et celles, beaucoup plus épaisses, des flamands ; module de cordes intermédiaire entre italien (court, cordes en bronze) et flamand (long, cordes en fer), se situant environ entre 28 et 36 cm. Ce style international ne résulterait donc pas d'une moyenne opérée entre les deux types dominants, mais serait un style archaïque dont ces derniers seraient issus à la suite d'une évolution divergente.

### XVIIesiècle- France

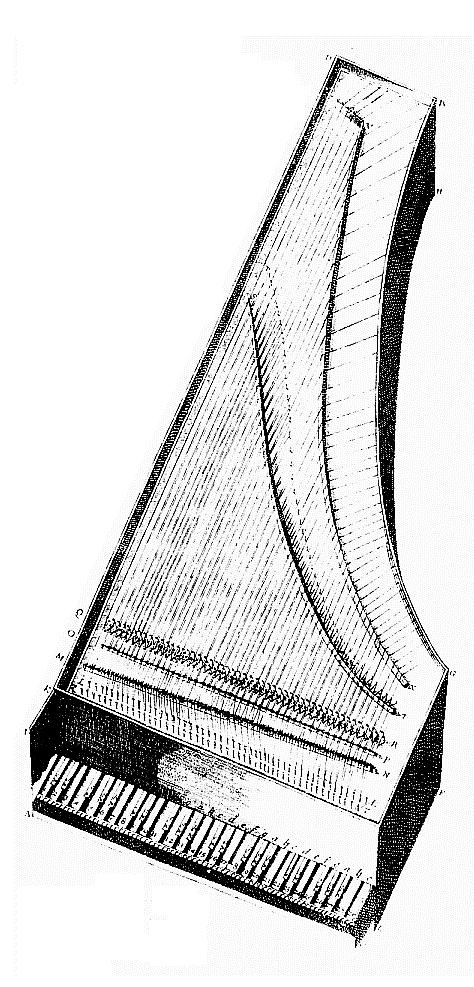
Gravure de clavecin - Harmonie universelle de Marin Mersenne (1636)

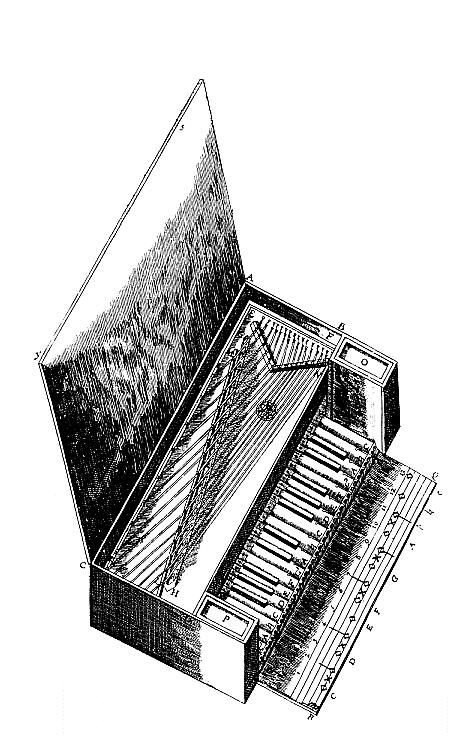
Gravure de virginal à l'octave - Harmonie universelle de Marin Mersenne (1636)

Le principal centre de facture en France était Paris, où l'activité des artisans s'exerçait dans le cadre d'une guilde (Communauté des maîtres faiseurs d'instruments de musique de la ville et faubourgs de Paris) établie par Henri IV en 1599, système qui devait perdurer jusqu'à la Révolution française. Protecteur des situations acquises, ce système avait aussi comme effet pratique d'empêcher une vraie concurrence commerciale, les ateliers ne pouvant employer en plus de l'artisan qu'un compagnon et un apprenti, et devant employer les mêmes moyens et matériaux. De ce fait, aucun atelier ne pouvait acquérir de position dominante. Le roi pouvait cependant avoir à son service des artisans — y compris étrangers — échappant à l'autorité de la guilde. Parmi les premières dynasties de facteurs du XVIIe siècle, la plus importante est celle des Denis, d'autres noms importants étant ceux de Jacquet, Dufour, Dumont, Richard, Rastoin, Vaudry, etc. Quelques facteurs travaillent aussi en province, en particulier à Lyon (Donzelague, Desruisseaux) et à Toulouse (Vincent Tibaut).
Les faiseurs d'instruments étaient avant tout luthiers, et leur production d'instruments à claviers (épinettes, clavicordes ou clavecins) était très limitée. Il reste peu d'instruments de cette période, mais un document essentiel pour sa connaissance nous est parvenu, l’Harmonie Universelle, contenant la théorie et la pratique de la musique de Marin Mersenne, ouvrage encyclopédique édité en 1636 et rassemblant la somme des connaissances du temps, rédigé par Mersenne en sollicitant les conseils et informations des nombreux experts avec lesquels il correspondait. Le Livre troisiesme des Instrumens a chordes est consacré au clavecin et au clavicorde (« manicordion »). Outre un exposé théorique très complet — bien que pas toujours très clair —, il inclut de nombreux tableaux de données ainsi que des schémas et gravures d'instruments ; pour ce qui concerne la famille des clavecins :
- un virginal à l'octave de 2 octaves et demi (sol/si, octave courte à fa) avec parois minces, couvercle plat, clavier encastré et chevalet angulé. Ce dernier trait est commun avec l'ottavino de Ioannes Ruckers visible au Musée de la musique à Paris ;
- deux schémas détaillant la structure externe et interne d'un virginal ;
- un grand clavecin à clavier unique et chromatique sur 4 octaves de do à do, disposition 1 × 8' + 1 × 4'. Selon Frank Hubbard[H 10], la forme est plus flamande qu'italienne, malgré la pointe à angle presque droit et le chevalet de 8 pieds angulé. Mersenne signale l'existence d'instruments à deux et même trois claviers.

Épinettes et virginals ont été certainement beaucoup plus nombreux en France au XVIIe siècle que les grands clavecins. Il ne subsiste toutefois qu'un seul virginal, une dizaine d'épinettes et quelques dizaines de clavecins.

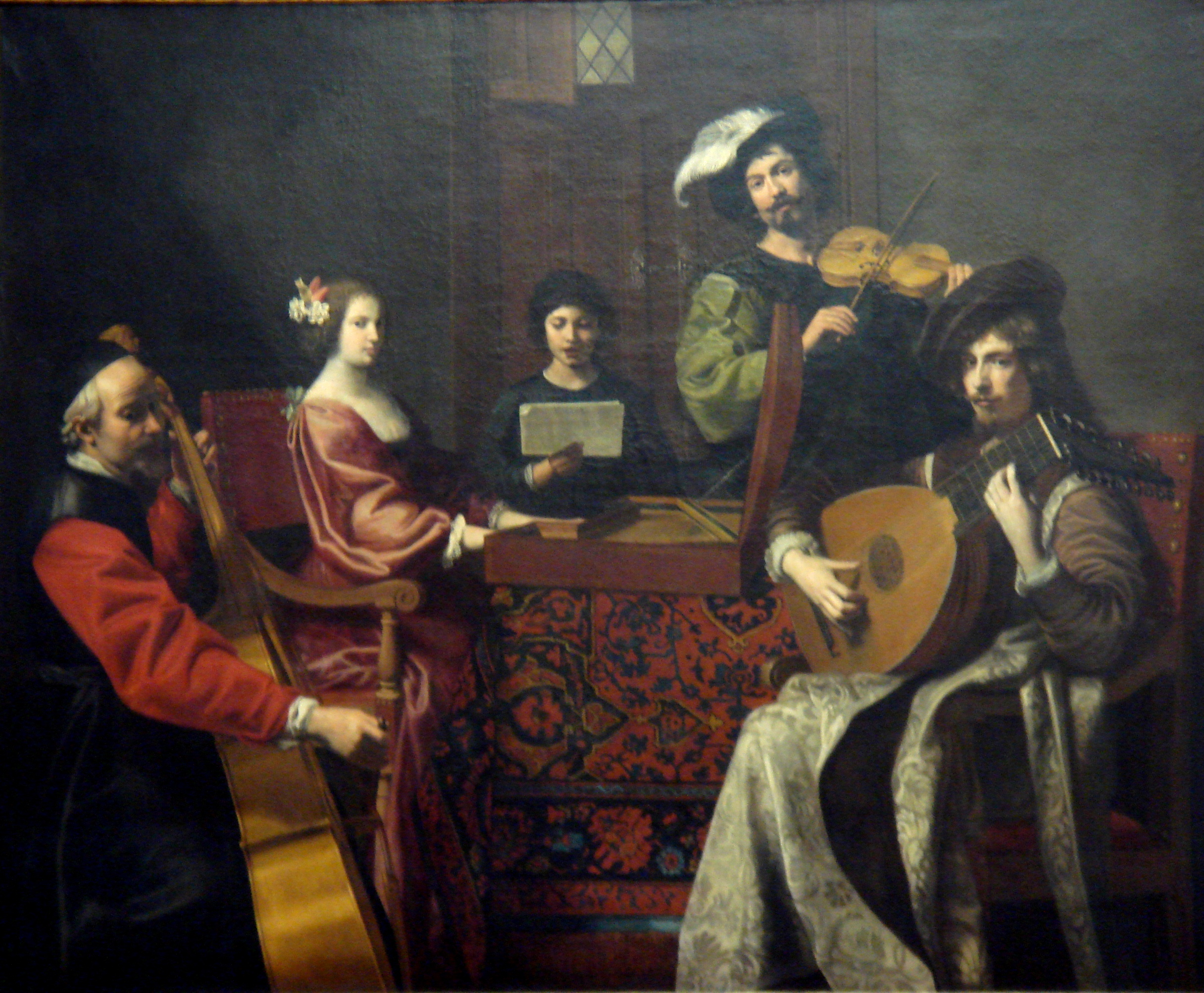
Nicolas Tournier, Le Concert
Paris, musée du Louvre

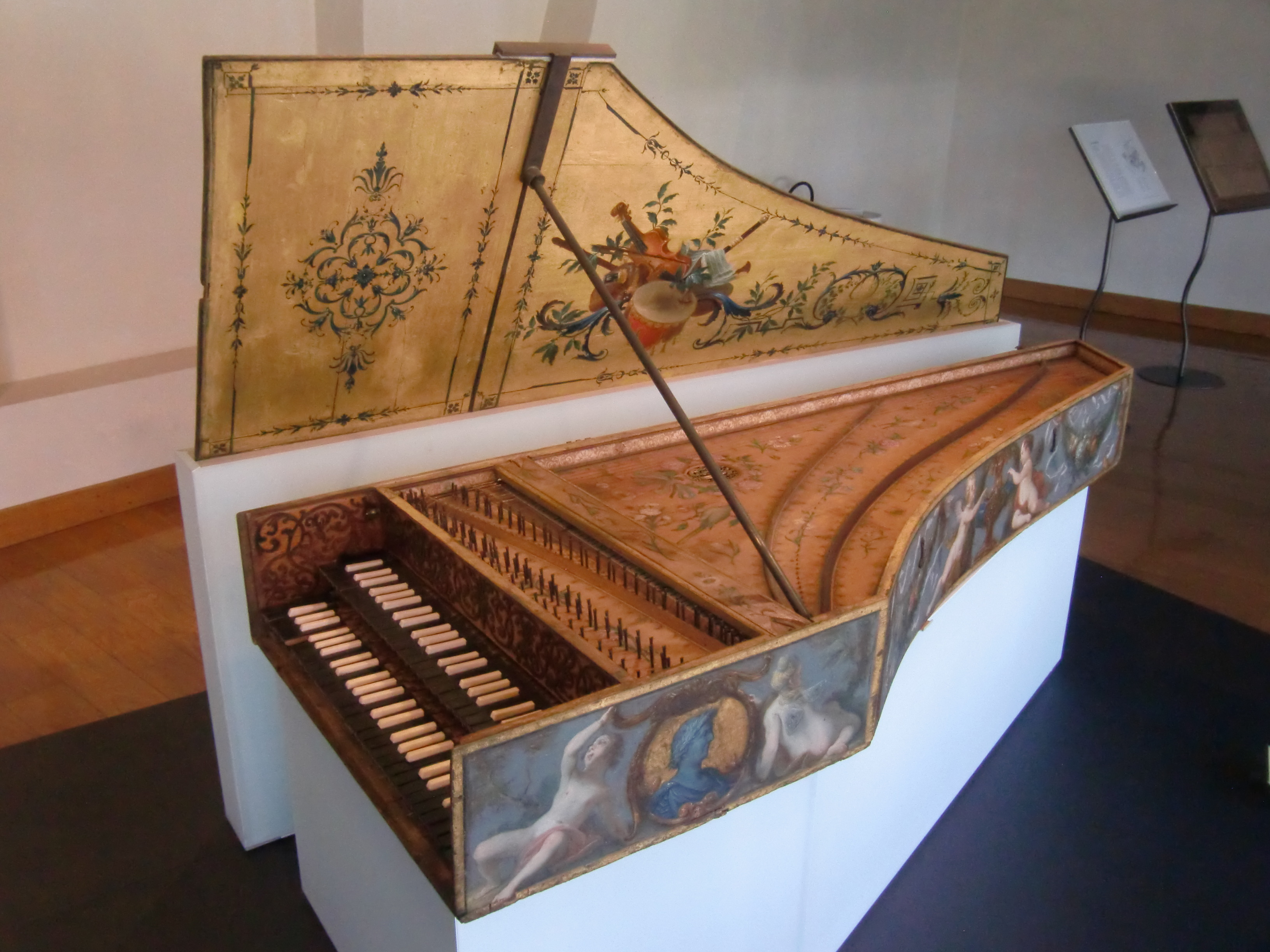
Clavecin de Jean Denis - Paris 1648 (Musée de l'Hospice Saint Roch, Issoudun)

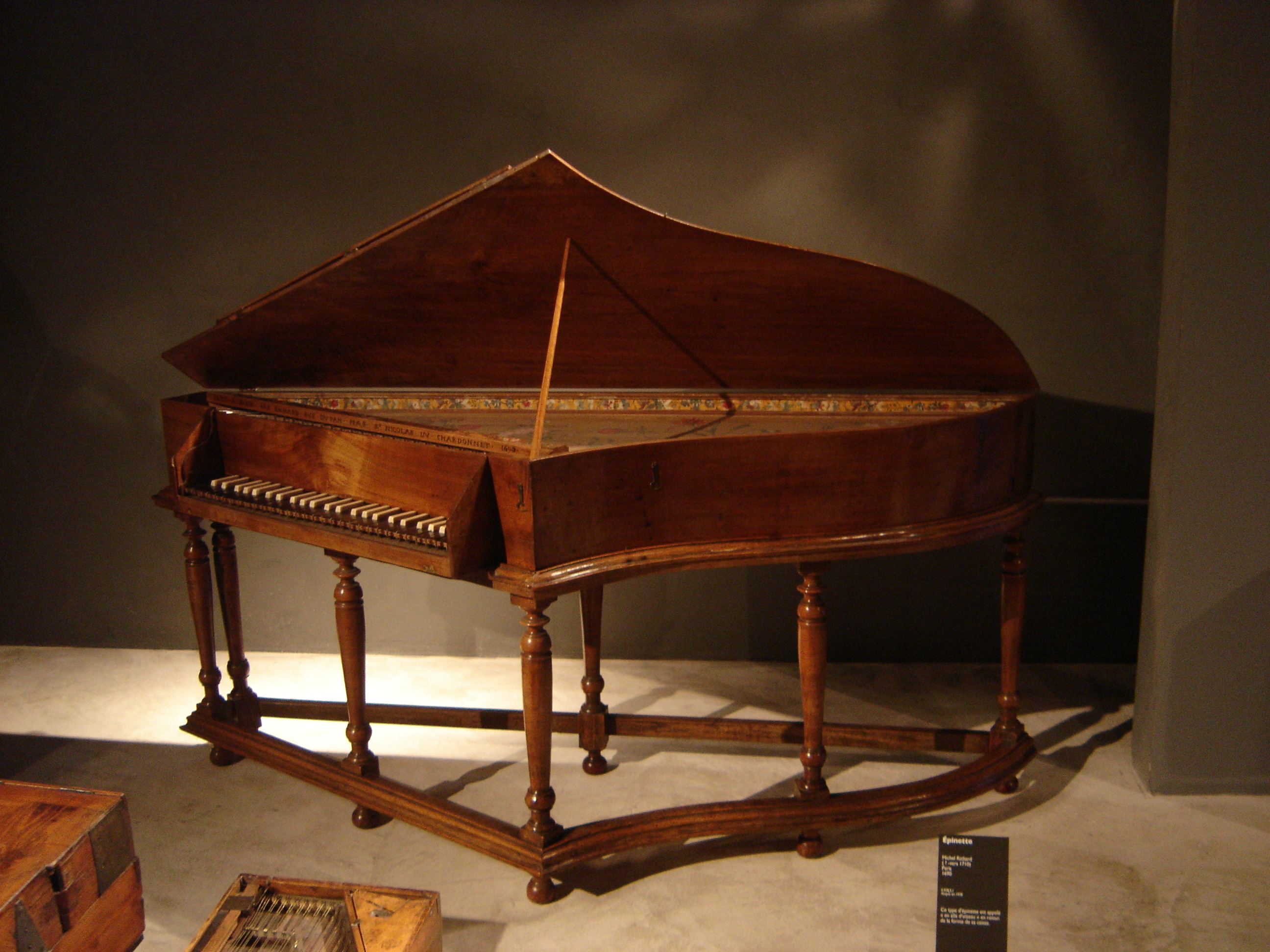
Épinette par Michel Richard (1680)
Paris, Musée de la musique

Le virginal français est peu différent de celui des autres pays et notamment de l'Angleterre. Il est connu grâce à, outre Mersenne, de très rares documents iconographiques, tel le tableau de Nicolas Tournier (Le Concert, vers 1630-1635) qui montre en particulier sa forme rectangulaire, son clavier rentrant et son couvercle bombé.
Les épinettes courbes ont peut-être été introduites en France par Girolamo Zenti, facteur italien voyageur qui travailla à Paris dans les années 1660 et y mourut. Elles possèdent beaucoup des caractéristiques italiennes, à commencer par le clavier proéminent et, non visible, le registre monobloc : l'instrument de Michel Richard en est un bon exemple.

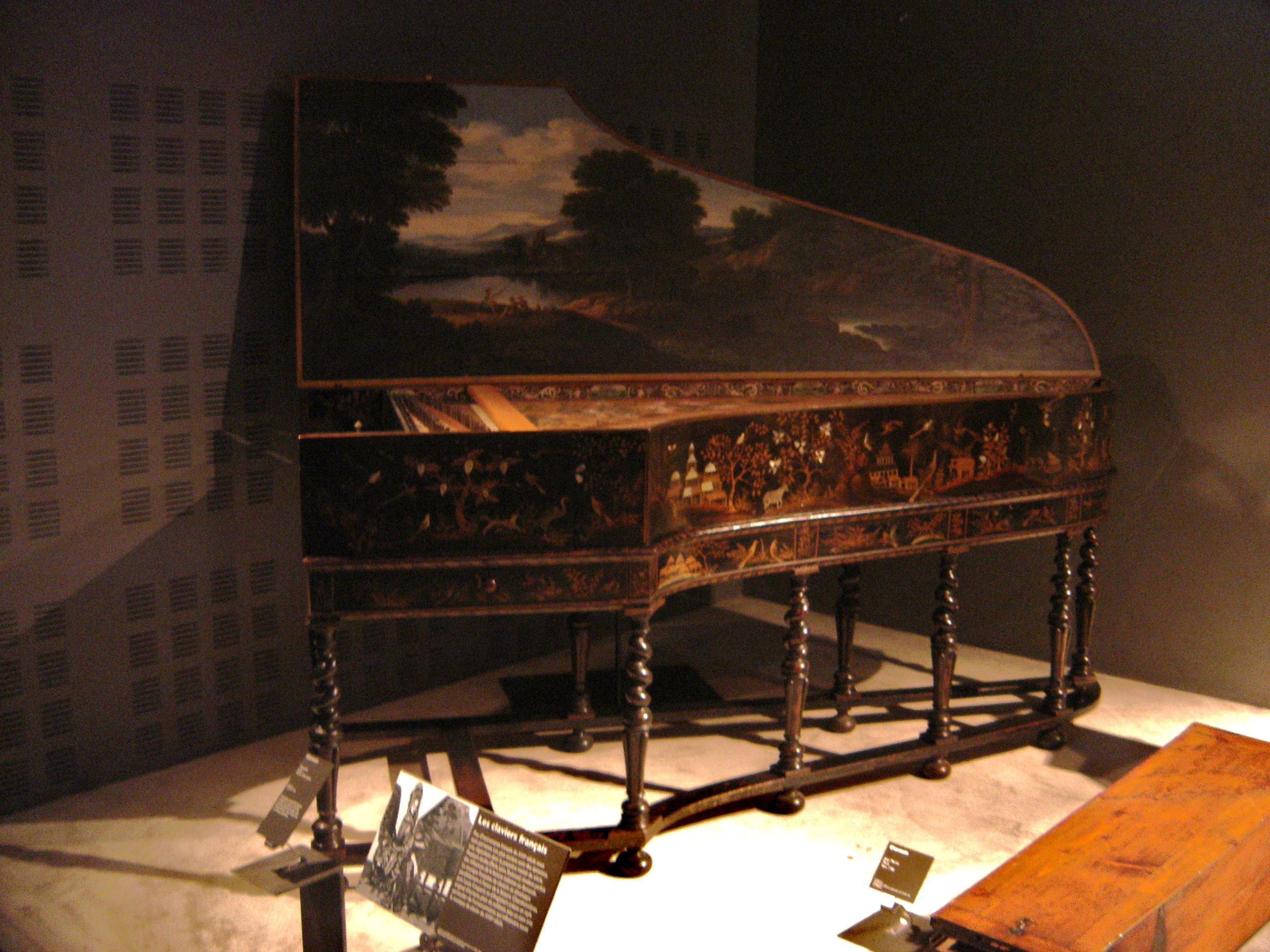
Clavecin anonyme, Lyon (?), XVIIe siècle
Paris, musée de la Musique.

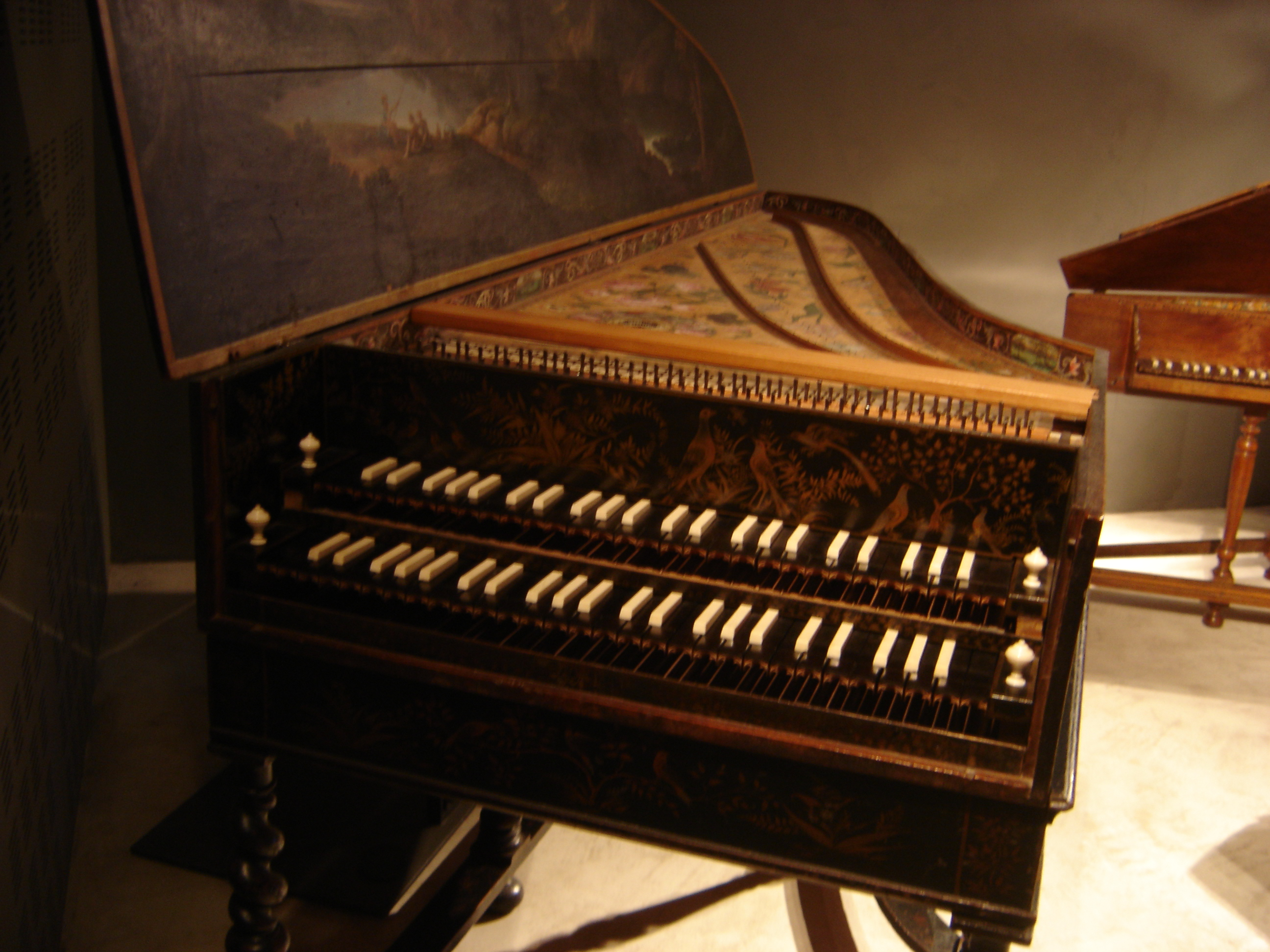
Instrument ci-contre, vue de détail.

Quant aux grands clavecins, ils ne ressemblent que d'assez loin au dessin de l'Harmonie Universelle. Dans leur très grande majorité, ils possèdent deux claviers, et ceux-ci, à la différence des Ruckers, sont alignés et possèdent des jeux de cordes séparés. Le plus ancien de tous (1648, exposé au musée de l'Hospice Saint-Roch à Issoudun) est l'œuvre de Jean II Denis, également auteur en 1643 d'un Traité de l'accord de l'espinette.
Le clavecin français du XVIIe siècle, jusque vers les années 1680, est du type « international », intermédiaire entre flamands et italiens. La caisse aux parois d'épaisseur moyenne est généralement en noyer, le bois laissé au naturel souvent avec des motifs de marqueterie — elle est parfois peinte (chinoiserie ou autre), mais ce n'est pas la règle. Des moulures peuvent être rapportées, comme en Italie, plutôt que taillées dans la masse à la manière d'Anvers. La structure interne et le module des cordes diffèrent aussi des flamands. La pointe peut être angulée ou arrondie (éclisse courbe en forme de « S », disposition fort rare) ; la barre de nom est arasée au niveau du sommier, laissant les chevilles d'accord visibles pour le musicien.

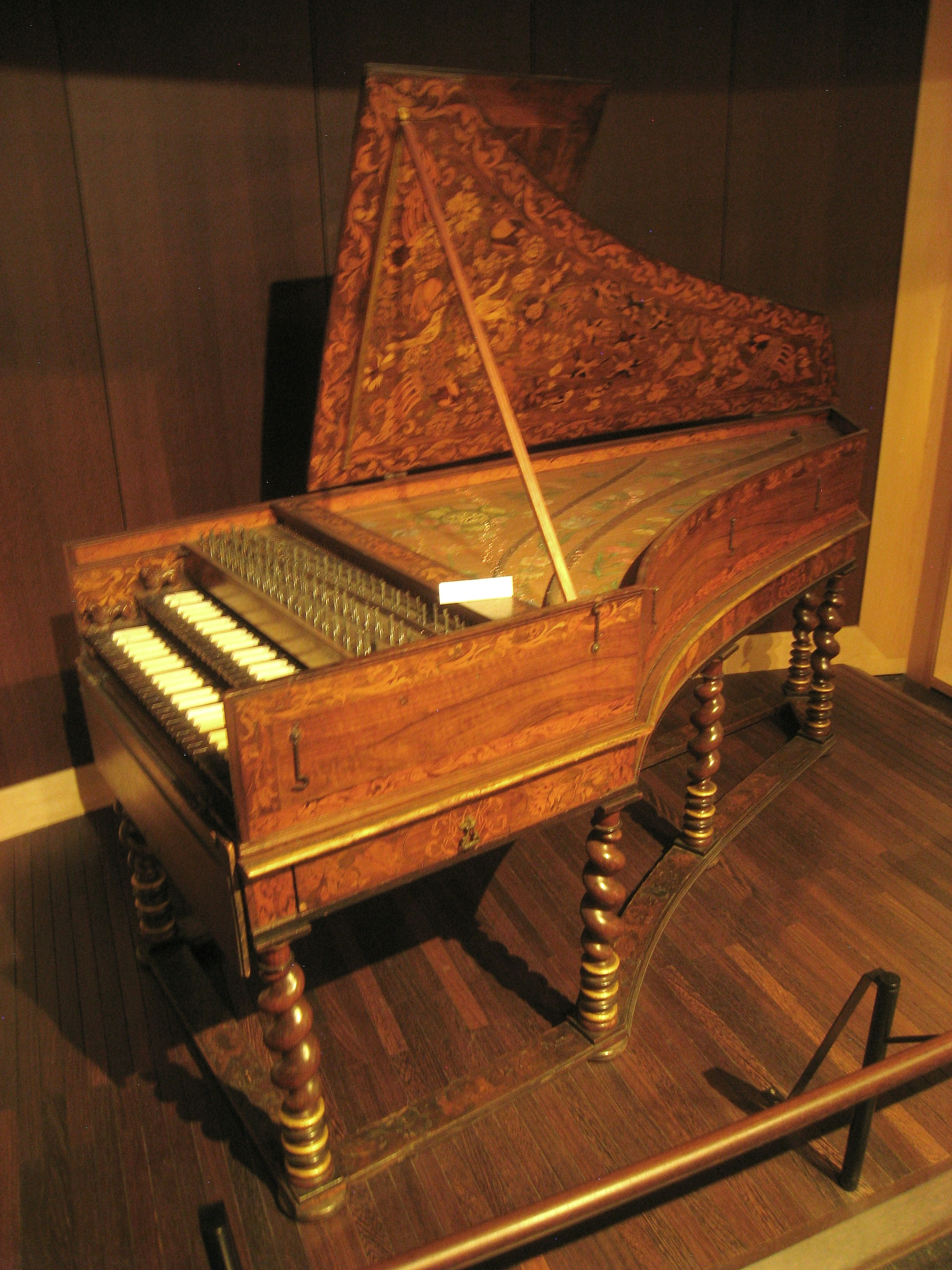
Clavecin de Vincent Tibaut, Toulouse 1679
Bruxelles, Musée des Instruments de Musique

La table d'harmonie est décorée, comme à Anvers, de motifs floraux stylisés.
Les piètements comprennent de cinq à neuf pieds torsadés reliés en bas par une ceinture d'entretoises assurant la solidité.
Les claviers (presque toujours deux) ont communément l'étendue sol/si octave courte à do. Ils sont souvent encadrés de deux blocs d'extrémité richement sculptés. Les marches sont plaquées d'ébène et les feintes sont en ivoire ou en os massif. L'avant des touches est sculpté non en arcade, mais en forme de trèfle.
Les Français semblent être à l'origine de l'accouplement à tiroir, sans que la date de cette invention ni son auteur ne soient connus.
Quelques instruments symbolisent cet instrument français antérieur à la mode du ravalement des clavecins flamands qui allait dominer le XVIIIe siècle, tels ceux de Gilbert Desruisseaux (1678/1679, Musée de la Musique à Paris, Image ici), de Jean-Antoine Vaudry (1681, Victoria and Albert Museum de Londres, Image ici) ou du Toulousain Vincent Tibaut (trois instruments datés de 1679, 1681 et 1691).

### XVIIesiècle- Allemagne
Entre 1614 et 1619 paraissent à Wittenberg et Wolfenbüttel les trois tomes du traité du compositeur Michael Praetorius intitulé Syntagma musicum.
Cet ouvrage encyclopédique essentiel traitant de tous les aspects de la musique au début du XVIIe siècle comporte en annexe du second livre, De Organographia, des gravures très précises des instruments de musique en usage à l'époque. Les dessins sont assortis d'une échelle permettant de connaître exactement leurs dimensions, que l'on peut ainsi comparer aux rares instruments encore existants ; ainsi d'un virginal anonyme d'Allemagne méridionale, datant environ de 1600 et fort semblable à celui de la gravure de Praetorius.

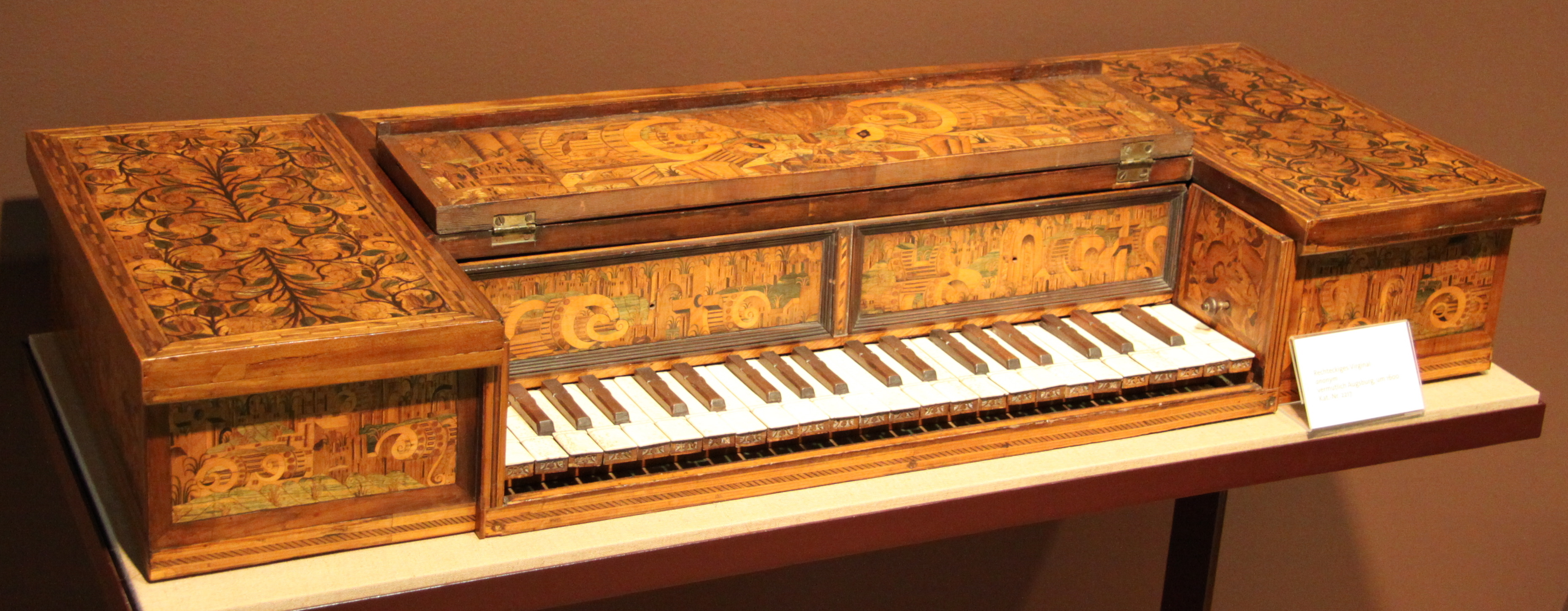
Virginal anonyme
vers 1600
Berlin, Musikinstrumenten Museum

Trois planches remarquables présentent les différents instruments de la famille du clavecin : épinette polygonale, virginal, ottavino, clavicythérium, grand clavecin.

Gravures extraites de Syntagma Musicum
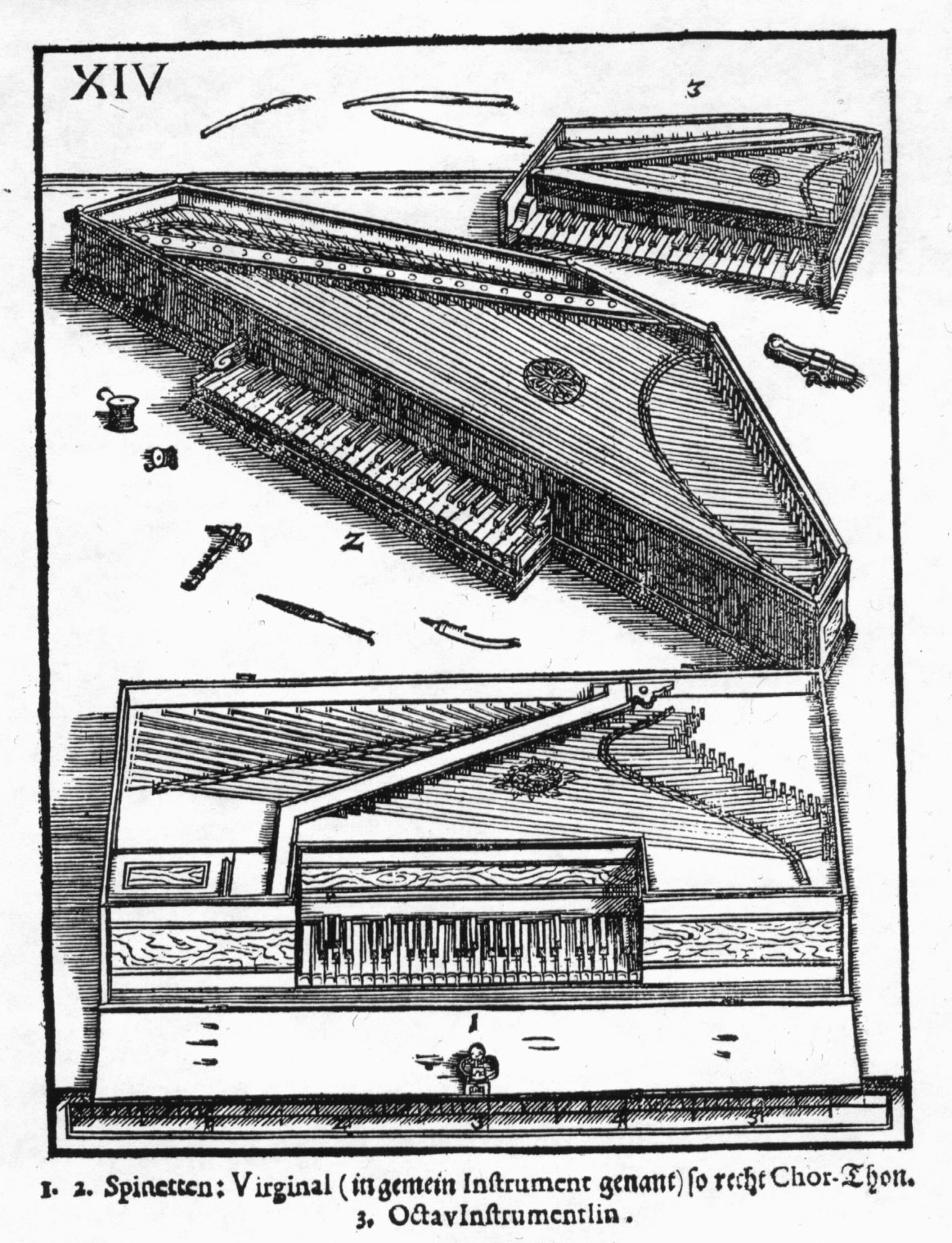
De haut en bas : ottavino, épinette polygonale et virginal
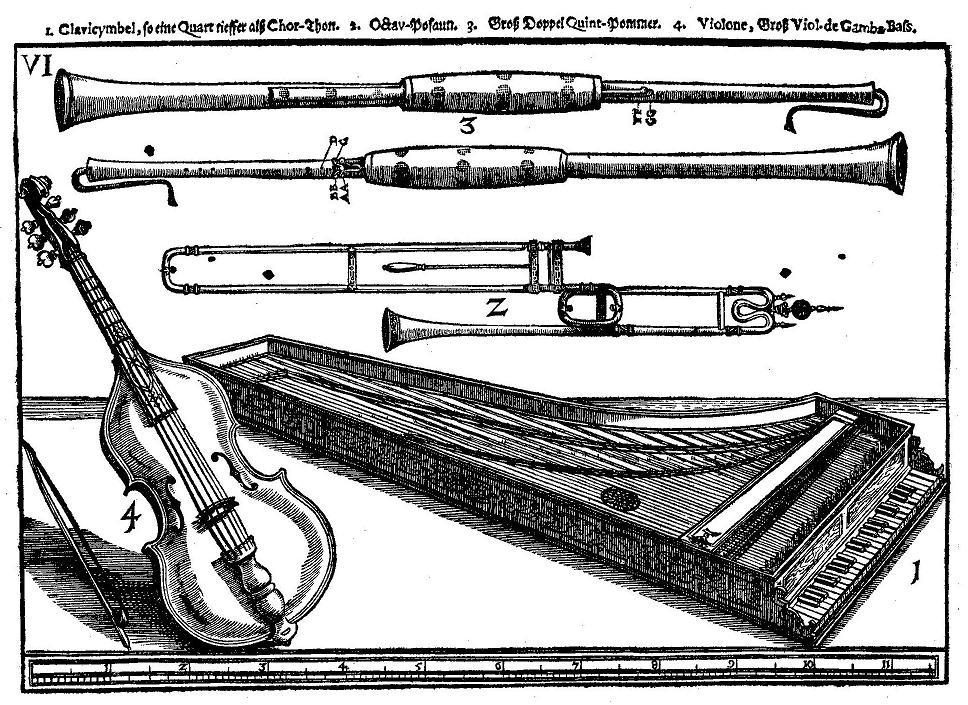
Grand clavecin parmi d'autres instruments
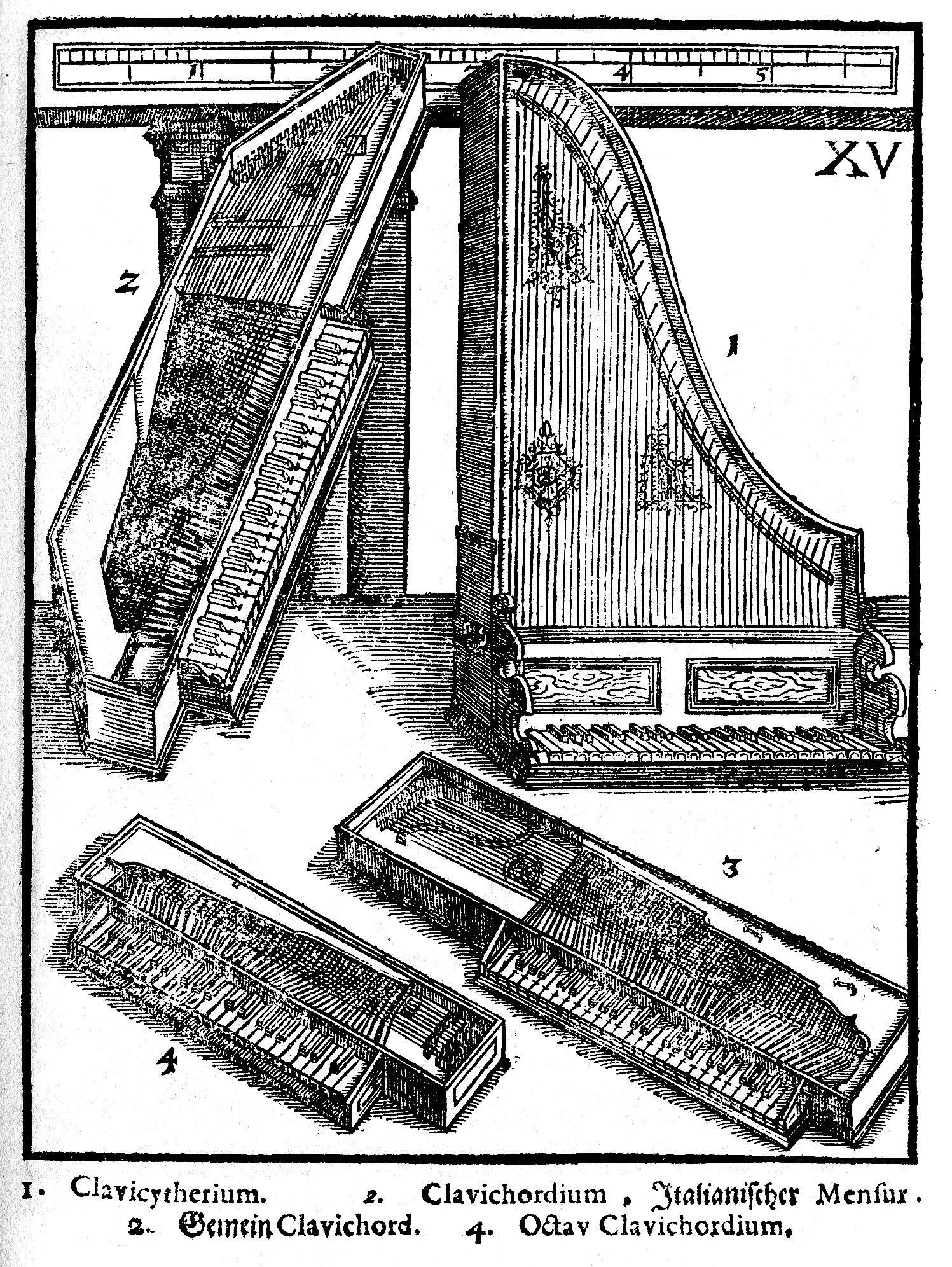
Un clavicythérium et trois clavicordes

Ces représentations suppléent pour partie au manque presque complet d'instruments allemands de cette époque, manque qui rend hasardeuse toute tentative de définir les principales caractéristiques communes aux instruments allemands du XVIIe siècle, d'autant que les instruments représentés semblent en majorité de facture étrangère. On remarque que la plupart de ceux qui subsistent viennent d'Allemagne méridionale et datent de la première moitié du siècle ; autant dire qu'on ne sait presque rien de la facture des régions du Nord et de ce qui s'est fait vers la fin du siècle.
Il semble toutefois que peuvent être dégagés quelques traits spécifiques :
- la structure est comparable à celle des instruments français et se rattache au modèle « international » par ses parois d'épaisseur moyenne et le type des renforts internes[K 34] ;
- les Allemands ont construit aussi bien des épinettes polygonales à l'italienne que des virginals rectangulaires, éventuellement à l'octave, le clavier pouvant être proéminent ou encaissé[K 35] ;
- la décoration est généralement assez simple et se concentre ordinairement sur la boîte à clavier, avec des exceptions notables, telles le clavecin de 1619 par Johann Mayer dont la décoration se signale par son luxe et son élégance, ou le clavecin anonyme de Budapest remarqué par sa queue doublement angulée et sa rosace, la plus extraordinairement complexe que l'on connaisse[K 36] ou encore le somptueux et très richement décoré clavicythérium de 1675 par Martinus Kaiser[SG 1], appartenant d'ailleurs à l'empereur Léopold Ier, musicien accompli ;
- plus qu'ailleurs en Europe, les facteurs de grands clavecins tentent de varier les sonorités des différents jeux en écartant sensiblement les points de pincement : les registres sont alors non parallèles entre eux, mais s'écartent progressivement vers les graves, aboutissant à un chapiteau de forme trapézoïdale (cela est visible sur le clavecin décrit par Praetorius), voire à plusieurs chapiteaux disposés en éventail[K 37].

Une spécialité des facteurs actifs à Augsbourg (famille Biderman, Anton Meidting) est la production d'épinettes miniatures très ouvragées et décorées, parfois pourvues d'un mécanisme automatique à la façon des boîtes à musique ou pouvant servir aussi de boîte à couture, de table de jeu, etc.

### XVIIesiècle- Grande-Bretagne

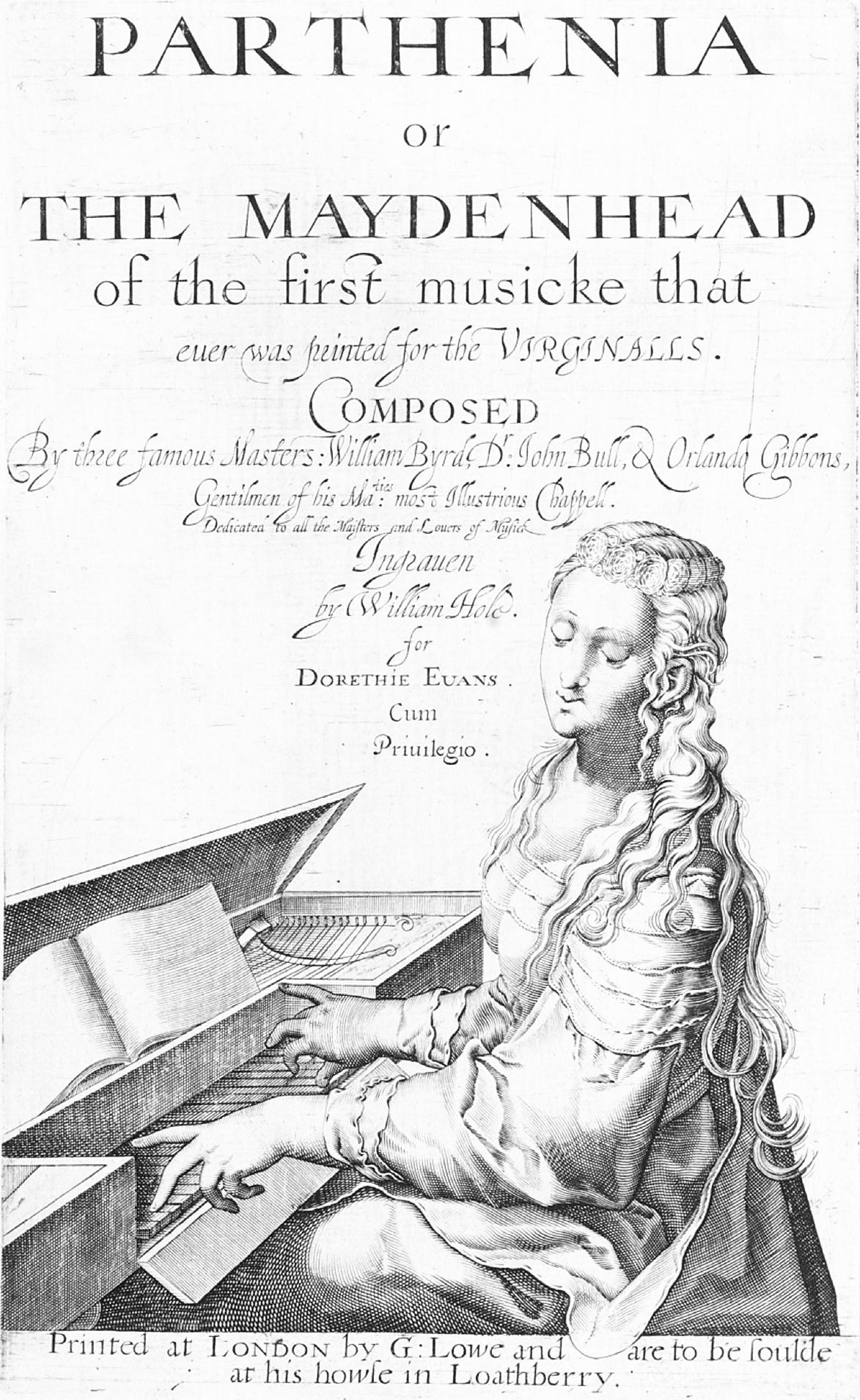
Le virginal figuré en page de titre du recueil Parthenia (1612/1613) est antérieur mais très semblable aux exemplaires anglais encore existants

De nombreux virginals et épinettes étaient importés d'Anvers ou d'Italie en Angleterre jusqu'au XVIIe siècle, au cours duquel le nombre de facteurs identifiés s'accroît pour atteindre un nombre d'environ 45. Il reste de leur production pendant ce siècle moins de vingt virginals, une quarantaine d'épinettes courbes (bentside spinet) et seulement trois ou quatre grands clavecins, nombre très réduit qui s'explique peut-être par les soubresauts politiques et surtout par le grand incendie de Londres en 1666. Au cours de cette période, la facture anglaise semble évoluer progressivement de l'influence italienne à l'influence flamande.
La plus importante famille de facteurs est celle des Haward dont on connaît peu de détails. Le plus connu de ses membres est Charles Haward (actif vers 1660-1687) qui laisse un grand clavecin et neuf épinettes.
Parmi les autres noms importants de ce siècle, on note celui des White (Thomas I, son fils Thomas II, ses petits-fils Thomas III et James : sept virginals entre 1638 et 1684) et de Gabriel Townsend (vers 1604 - vers 1662, élève de Thomas White I : un virginal de 1641 construit pour l'ex-reine de Bohème Élisabeth Stuart).
Parmi les apprentis de Townsend figurent John Player (vers 1634 - 1705/1708 : un virginal et dix épinettes) et Stephen Keene (vers 1640 - vers 1719 : deux virginals et pas moins de 29 épinettes, dont trois signées avec ses apprentis).

#### Virginals
La page de titre du recueil Parthenia or the maydenhead of the first musicke that ever was printed for the virginalls (sélection de pièces de William Byrd, John Bull et Orlando Gibbons), édité en 1612/1613, s'orne d'une gravure de jeune femme au virginal. L'instrument figuré ressemble beaucoup à ceux construits à la même époque en France, notamment par sa forme, ses parois assez peu épaisses et son couvercle bombé. Mais on ne peut pas affirmer qu'il s'agisse de facture anglaise, d'autant que sa décoration apparente semble très simplifiée par rapport à celle des virginals anglais du XVIIe siècle conservés aujourd'hui (au nombre de dix-neuf,). Ceux-ci sont tous signés et seraient, à l'exception de deux d'entre eux, datés d'entre 1638 et 1684. Ils forment un ensemble remarquablement homogène en structure, construction et décoration. Leur apparition groupée dans cette courte période et leur surprenante similitude étonnent les experts depuis Frank Hubbard qui remarque : « Like a marching plattoon of soldiers they burst into view in 1641 » (« Comme un bataillon de soldats en marche, ils firent une apparition subite en 1641 »).

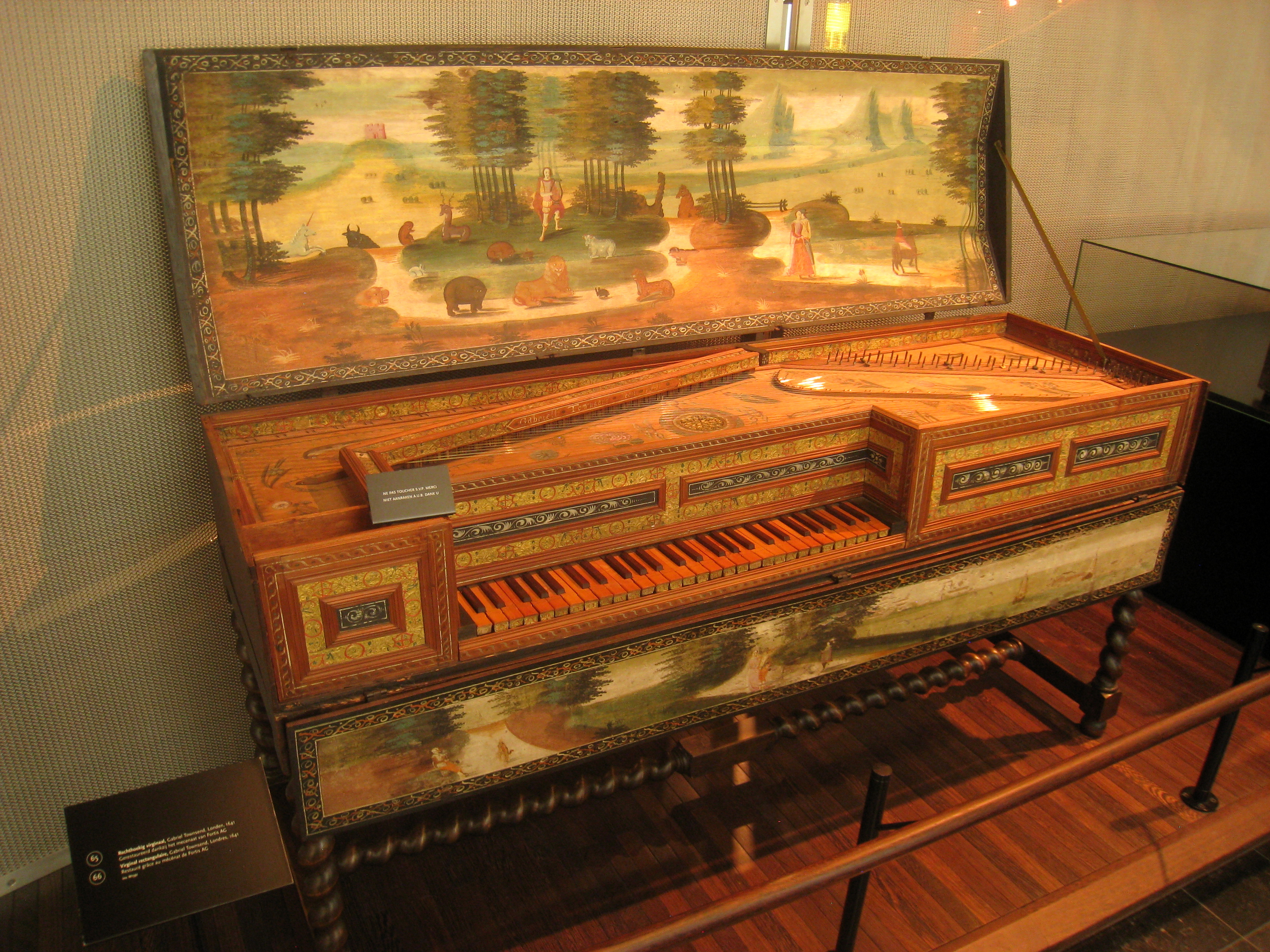
Virginal de Gabriel Townsend, Londres 1641
Bruxelles, Musée des Instruments de Musique.

Le virginal anglais du XVIIe siècle est rectangulaire et mesure environ 1,70 mètre à 1,80 mètre en longueur et 60 cm en largeur. Les parois sont en chêne, d'épaisseur modérée sauf l'échine, plus épaisse mais en bois plus tendre supportant un couvercle bombé. La boîte à clavier est rentrante dans la caisse. Le module des cordes est plutôt court (autour de 28 cm) ; le chapiteau est coudé, avec une partie antérieure qui se raccorde perpendiculairement à la barre de nom. Le clavier est décalé vers la gauche ; généralement entièrement chromatique, son étendue va de quatre octaves (do à do) à près de cinq (sol/si à fa). Une corde supplémentaire, en deçà des basses, est munie d'une encoche dans le registre, sans sautereau. Elle peut être accordée selon les besoins, et un sautereau inutilisé par ailleurs peut lui être momentanément affecté.
La décoration est très recherchée : des moulures rapportées ou taillées dans la masse structurent le décor la caisse en y délimitant des panneaux rectangulaires, octogonaux… La partie frontale, la boîte à clavier et l'alentour de la table d'harmonie sont ornées de papier gaufré et doré ; l'intérieur du couvercle et celui du portillon reçoivent une décoration peinte figurant un parc à l'anglaise (St James's Park). La table d'harmonie est peinte à la façon flamande (avec fleurs et oiseaux) ; les rosaces (de une à quatre) sont en bois ou parchemin doré, avec motifs géométriques, entourées de couronnes florales peintes très travaillées. Le nom du facteur et la date, parfois le lieu, sont inscrits à l'avant du chapiteau.

#### Épinettes
Très différente est l'épinette courbe (bentside spinet) dont les facteurs anglais se font une spécialité à partir des années 1660 : son succès excède largement celui qu'elle reçoit dans tous les autres pays, comme en témoigne le nombre important d'instruments encore existants. Son origine semble liée au séjour à la cour royale d'Angleterre, en 1664, du facteur italien Girolamo Zenti.
La caisse de l’épinette anglaise a des parois d'épaisseur moyenne, en chêne ou, plus souvent, en noyer ou bois plus tendre plaqué de noyer. Des filets en bois contrastant peuvent être ajoutés. Le bois est laissé naturel, la seule décoration consistant souvent en un panneau ovale de marqueterie figurant oiseaux et fleurs au-dessus du clavier. La table d'harmonie n'a ni décoration ni rosace. Le piètement, d'aspect léger et gracieux, est élégamment tourné dans le même bois. L'ensemble s'insère au mieux dans le style de l'ameublement anglais de cette époque, renonçant à la décoration exubérante des virginals contemporains. Comme dans le modèle venu d'Italie, le registre (unique) est épais et monobloc, le module des cordes est court. L'étendue est généralement de sol/si à do ou ré voire fa.
Quelques facteurs se sont spécialisés dans la construction des épinettes, par exemple Charles Haward, Stephen Keene ou John Player, laissant d'assez nombreux instruments conservés jusqu'à nos jours.

#### Clavecins
Les grands clavecins sont au nombre de deux ou trois. Il serait donc difficile d'en délimiter les traits généraux, s'il n'était pas communément admis que les instruments du début du XVIIIe siècle, largement plus nombreux, poursuivent en toute continuité la facture du siècle précédent.
Le plus ancien date de 1622 ; il est l'œuvre de John Hasard (ou Haward ?) ; très incomplet, il n'en reste que la caisse et le beau piètement en chêne, sans le clavier, le mécanisme, le couvercle, la table d'harmonie ni même le barrage interne complet,.
Le plus récent (1683) est de Charles Haward ; sa facture est du type dit « intermédiaire » ou « international » ; muni d’un seul clavier, il est disposé 2 × 8’ avec (à l’origine) un jeu de nasal. Le module des cordes est court (26 cm). L’étendue est large, de fa-sol à ré. Quelques points particuliers le distinguent : queue arrondie, quatre rosaces géométriques, chevalet coudé et rangs de sautereaux en léger oblique.
Le troisième instrument, non daté, fait par un certain Jesses Cassus, est d’origine conjecturale. On estime qu’il peut être de facture anglaise principalement sur la base de sa décoration.
Enfin existe un clavecin anonyme daté de 1623, à deux claviers de cinq octaves fa à fa mais controversé : la date semble plus que douteuse, l'étendue est étonnamment large et la décoration peinte de la caisse étrangère à la tradition anglaise.
Le siècle voit une invention sans lendemain immédiat, mais reprise des dizaines d’années plus tard : les pédales permettant les changements de registres mises au point par John Hasard, comme rapporté en 1676 par Thomas Mace (dans son Musick's Monument).

## XVIIIesiècle
La facture est à son apogée au XVIIIe siècle dans presque tous les pays — l'Italie faisant exception. Dans ce dernier pays, on parlerait plutôt de stagnation sinon de déclin, sauf rare exception (par exemple Cristofori). La conception et la construction atteignent une complexité et une perfection technique inégalées, portées par des grands facteurs tels les Blanchet et Taskin à Paris, les Hass, Mietke ou Silbermann en Allemagne, les Dulcken en Flandre, les Shudi et Kirckman à Londres, dans la lignée des Ruckers dont les instruments mis au goût du jour (« ravalés ») jouissent d'une faveur extraordinaire.
Dans le Nord de l'Europe, les meilleurs instruments (qu'ils soient neufs ou issus du ravalement) sont dotés de deux claviers alignés, leur étendue est portée généralement à cinq octaves (fa à fa), leur disposition se standardise plus ou moins vers 2 × 8', 1 × 4', les mécanismes de contrôle de la registration se perfectionnent sans cesse : exemple des genouillères en France, des pédales et machine stops en Angleterre.
Les facteurs les plus inventifs dotent l'instrument de nouvelles possibilités expressives pour tenter d'adapter le clavecin à l'évolution rapide de la musique, par exemple le jeu de peau de buffle (Taskin, 1769) et sa contrepartie italienne, le cembalo angelico (Rome, 1775), le Venetian swell (Shudi)… Mais les caractéristiques du clavecin sont trop inadaptées au nouveau goût pour que ces innovations empêchent son déclin irrémédiable au profit du piano-forte inventé vers 1709 par le plus célèbre et le plus doué des facteurs italiens, Bartolomeo Cristofori. Les facteurs les plus inventifs (Ferrini, Stein, Merlin…) tenteront bien de combiner les deux mécanismes (cordes pincées et cordes frappées) dans le même instrument – au prix de trésors d'ingéniosité et de complexité –, mais en vain. Vers la fin du siècle, le nouveau venu prend le relais, pour plus d'un siècle, dans la faveur des musiciens - d'ailleurs, les facteurs accompagnent le mouvement et se reconvertissent en adoptant et perfectionnant chacun à leur manière le nouveau mécanisme à cordes frappées.

### XVIIIesiècle- Italie

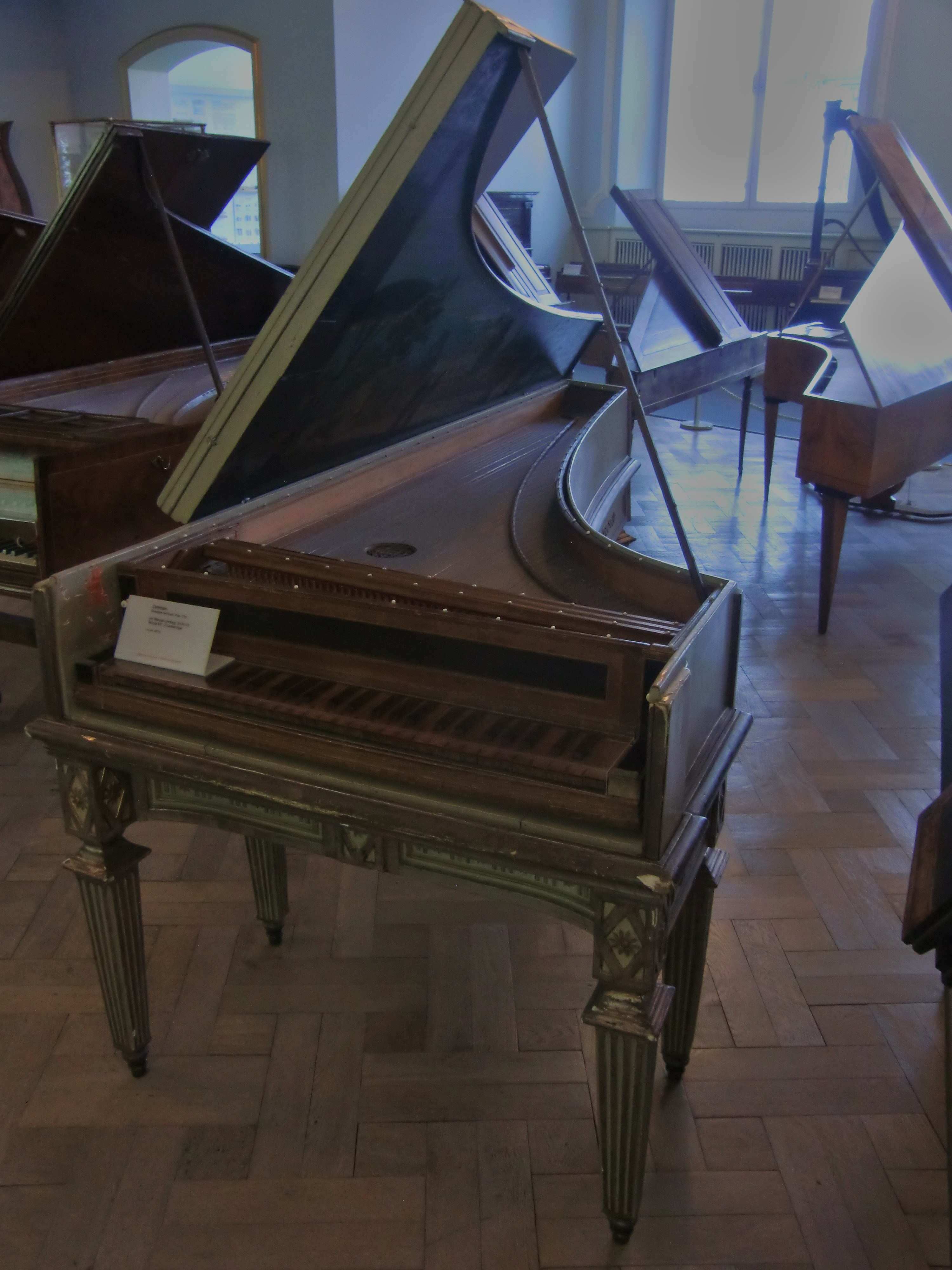
Clavecin de Giuseppe Solfanelli
(Pise, 1729)
Munich, Deutsches Museum.

Le XVIIIe siècle est en général une période de déclin pour le clavecin en Italie. Le nombre de facteurs actifs est de moins de la moitié de celui du siècle précédent. Le nombre d'instruments construits décroît énormément, et il en subsiste moins de cent en 2010, toutes catégories confondues. Probablement les facteurs passent-ils un temps appréciable à maintenir et adapter les instruments anciens.

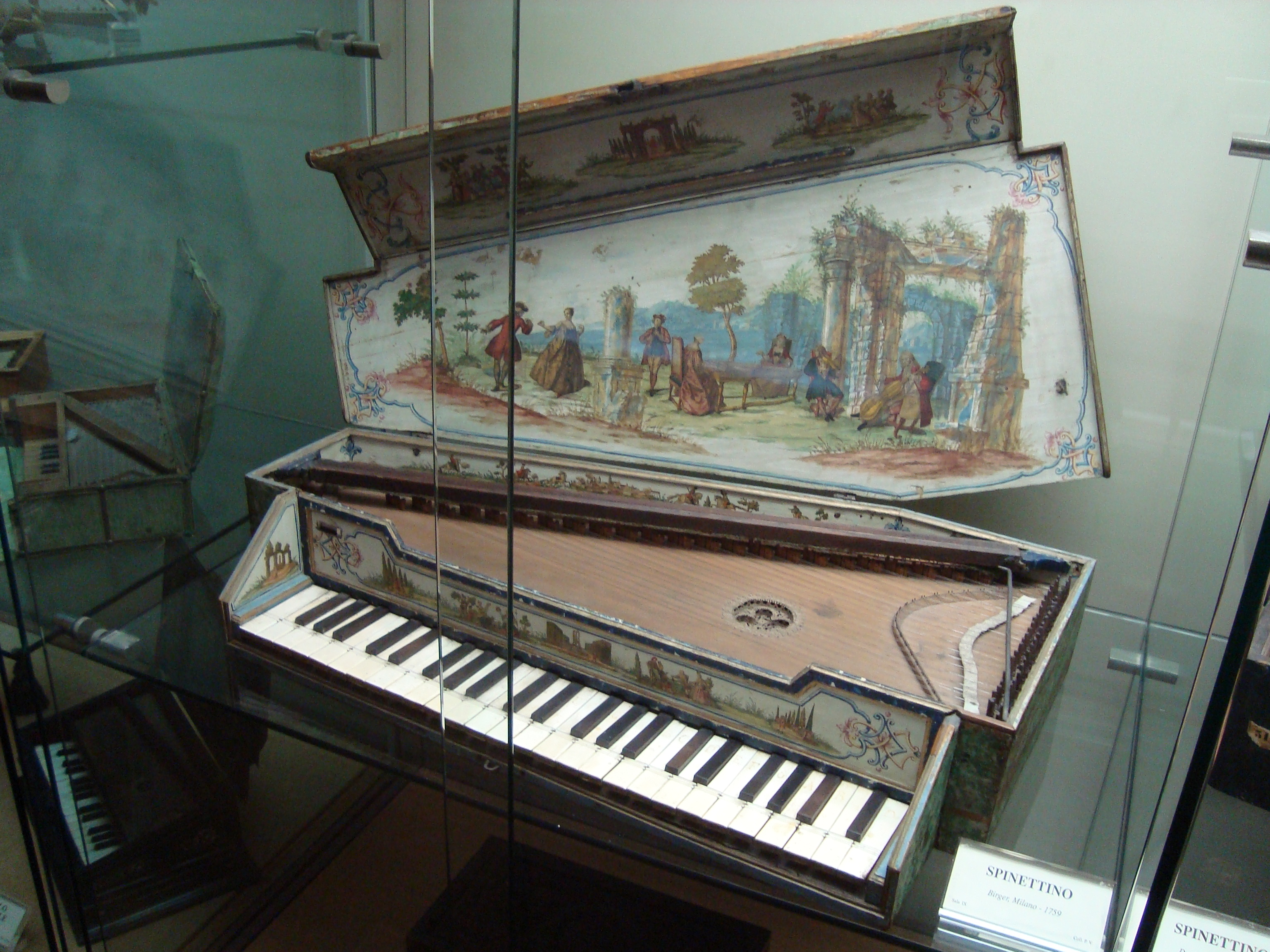
Épinette de G.D.Birger (1759)
Rome, Museo Nazionale degli Strumenti Musicali.

Les principes généraux de la facture italienne, qui ne fait aucun progrès, restent pratiquement inchangés et la majorité des clavecins restent à clavier unique, avec une disposition 2 × 8', dans les deux versions avec ou sans coffre extérieur. Les Italiens ne prêtent pas attention aux possibilités de variation des timbres et leurs instruments ne peuvent plus prétendre égaler les productions française, anglaise ou allemande. Alors que virginals et épinettes sont considérés comme dépassés dans les autres pays, les facteurs italiens continuent d'en construire jusque tard dans le siècle (exemple de l'épinette à la quinte de Giovanni Domenico Birger datant de 1759).

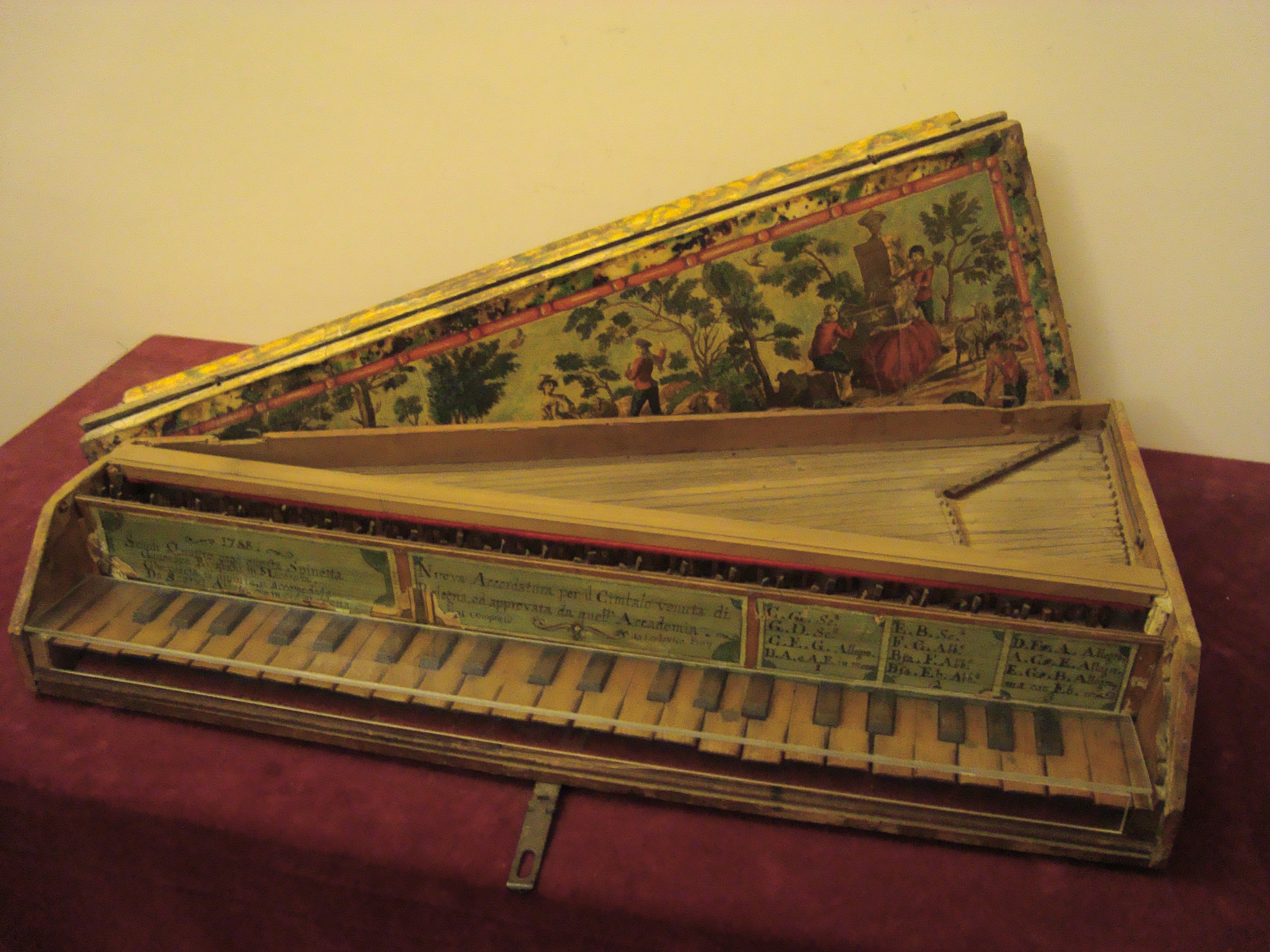
Épinette triangulaire de 1778.

Charles Burney perçoit bien tout cet état de fait, qui écrit en 1771 :

« Throughout Italy they have generally little octave spinets to accompagny singing, in private houses, sometimes in a triangular form, but more frequently in the shape of our old virginals ; of which the keys are so noisy, and the tone so feeble, that more wood is heard than wire.
(Partout en Italie, ils ont en général des petites épinettes à l'octave pour accompagner le chant dans les demeures privées, parfois de forme triangulaire mais plus fréquemment dans la forme de nos anciens virginals ; leurs touches sont si bruyantes et leur sonorité si faible qu'on entend plus le bois que la corde.) »

avant de constater que les clavecins anglais sont ici considérés comme des phénomènes par leur sonorité.
Sauf exceptions notables, la décoration perd aussi en somptuosité et en beauté ; ce n'est plus un instrument d'apparat. Dans toute la péninsule, le clavecin est d'ailleurs peu à peu délaissé des musiciens, beaucoup plus attirés par le violon et la composition d'opéras où le clavecin continue à jouer son rôle plus utilitaire d'instrument du continuo et d'accompagnement.
La situation peut varier parmi les grandes villes d'Italie.

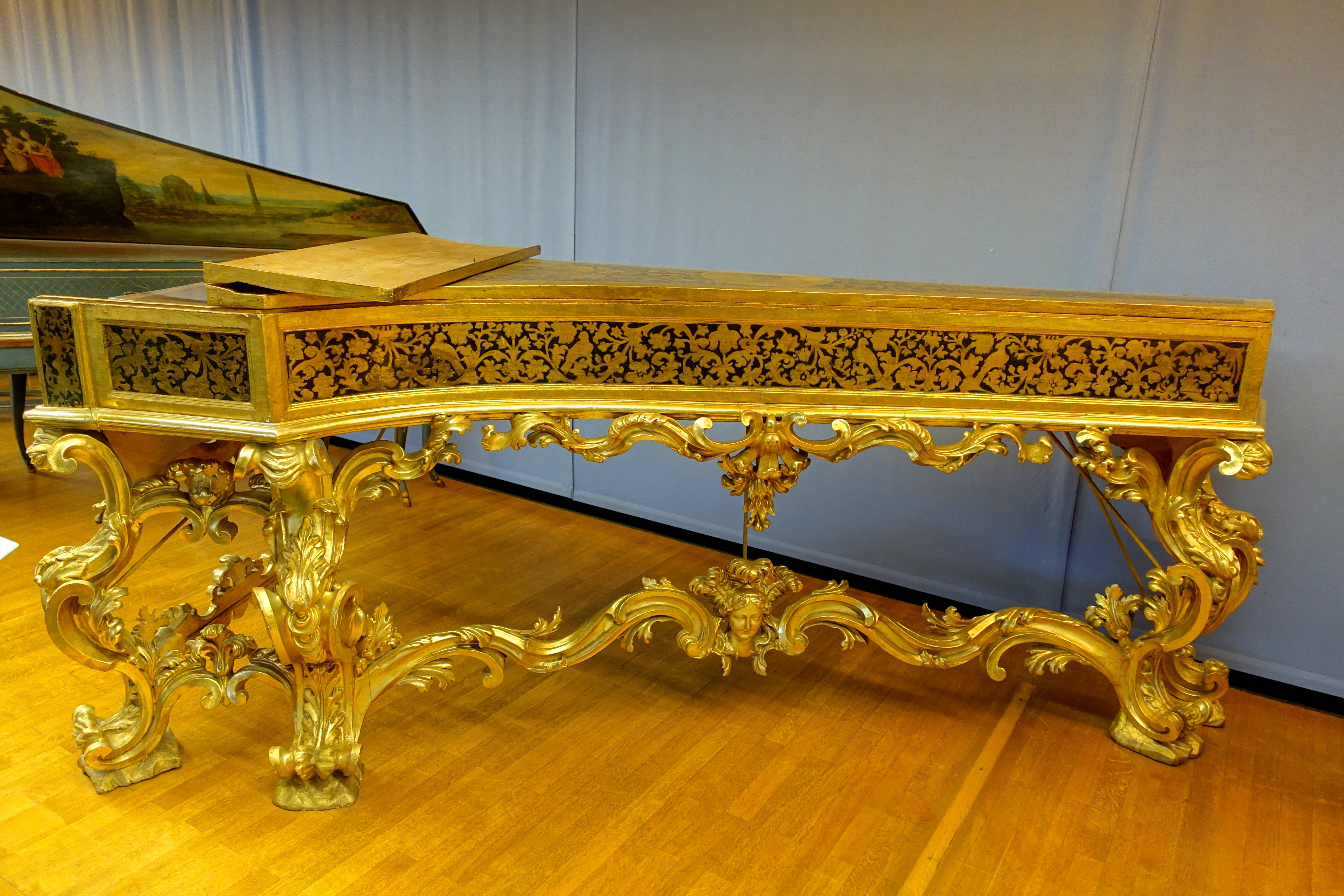
Clavecin de Carlo Grimaldi (1697)
Nuremberg, Germanisches Nationalmuseum.

À Messine, au tout début du siècle, travaille Carlo Grimaldi, également facteur d'orgues et luthier. Il reste trois de ses instruments dont un clavecin (daté de 1697) qui a reçu une décoration dorée d'un raffinement extrême dont l'effet visuel est encore surpassé par celui de son extravagant piètement baroque, lui-même entièrement doré. Un des deux autres est un clavecin pliant rappelant ceux du Français Jean Marius.
À Rome, les facteurs de la famille des Cremisi (soit cinq membres sur quatre générations), celle des Palazzi (grand-père, père et fils) ne laissent pas un seul instrument conservé de nos jours.
C'est dans cette ville qu'aurait été inventé en 1775 le « cembalo angelico » dont les plectres sont constitués de cuir dur gainé de cuir souple produisant une sonorité douce, comme « angélique ».
Quelques-uns de factures bolonaise et milanaise nous sont parvenus. De Milan est conservé un célèbre clavecin (1753, un clavier) dû à Antonio Scotti, inconnu par ailleurs, qui aurait été donné à Mozart lors de son passage dans cette ville en 1770 ; sa décoration est très élaborée avec des motifs de marqueterie en petits losanges contrastés d'érable et de noyer sur toute la surface extérieure, rehaussements divers d'ivoire et d'ébène, nacre sur le clavier.

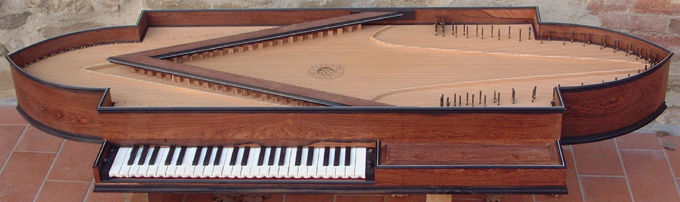
Copie moderne de l'épinette ovale de Cristofori par Toni Chinnery.

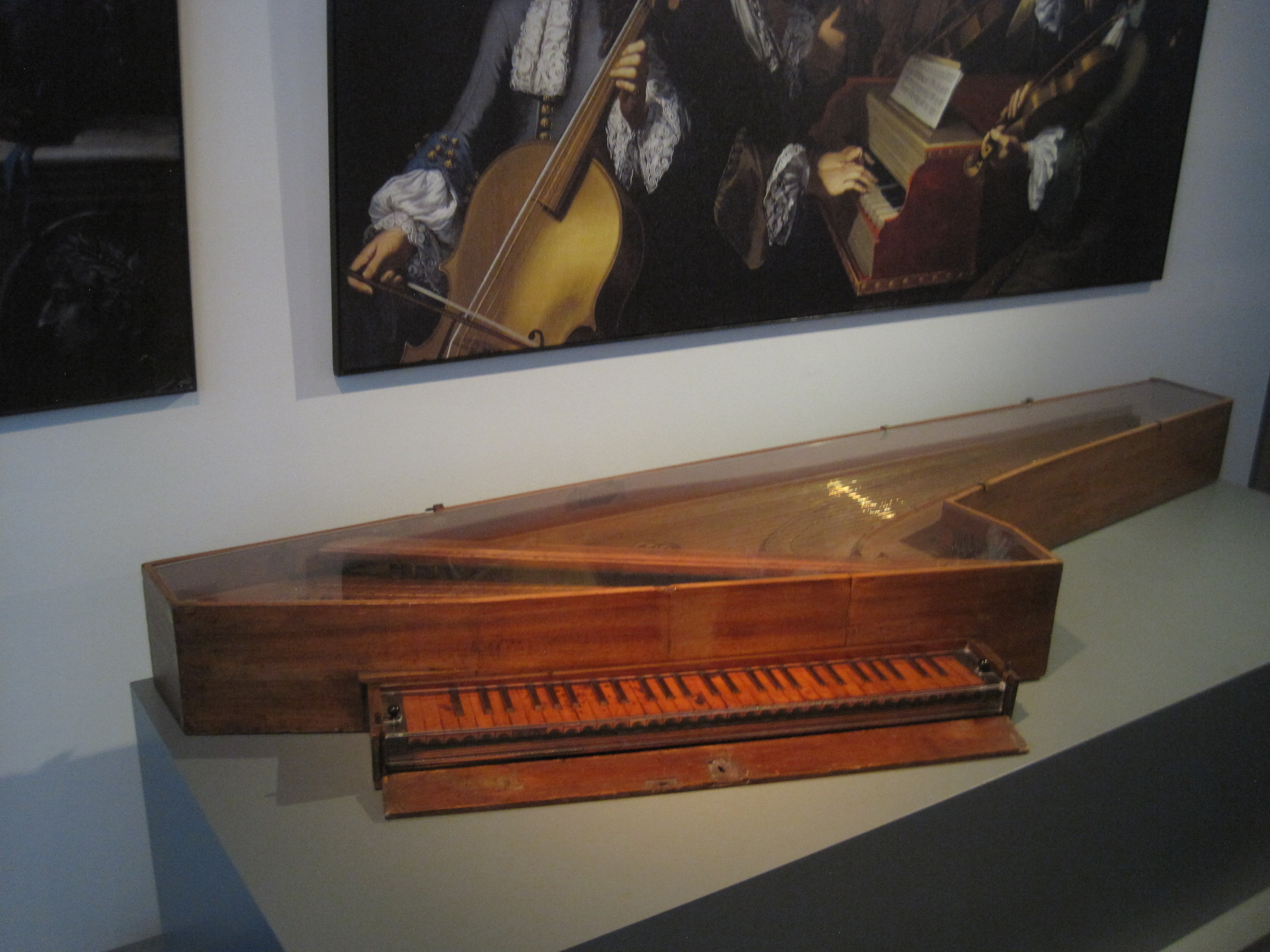
Le spinettone de Cristofori (1693)
Leipzig, Museum für Musikinstrumente der Universität Leipzig.

Florence fait exception, où exercent des artisans d'une inventivité incomparable, particulièrement Bartolomeo Cristofori, le plus célèbre de tous les facteurs italiens de clavecin qui y travaille depuis la fin du XVIIe siècle. Paradoxalement, c'est lui qui met au point l'instrument qui va bientôt progressivement faire disparaître le clavecin : le piano-forte. Né à Padoue mais travaillant à Florence au service du grand-prince de Toscane, Cristofori aurait construit environ 200 instruments à cordes et clavier de sept types différents, dont une trentaine de pianos-forte. Il en reste aujourd'hui huit, dont cinq sont à cordes pincées et démontrent sa maîtrise technique et les recherches continuelles qu'il a menées au cours de sa carrière.
Particulièrement remarquable et de conception ingénieuse est l'épinette ovale (voir photo d'une copie récente ci-contre) dont la forme et la structure posent des difficultés de conception considérables. Un autre instrument à signaler est le spinettone de teatro, grand clavecin dont la forme inusuelle, extrapolée de l'épinette courbe, permet de le loger aisément dans l'espace réduit d'une fosse d'orchestre.

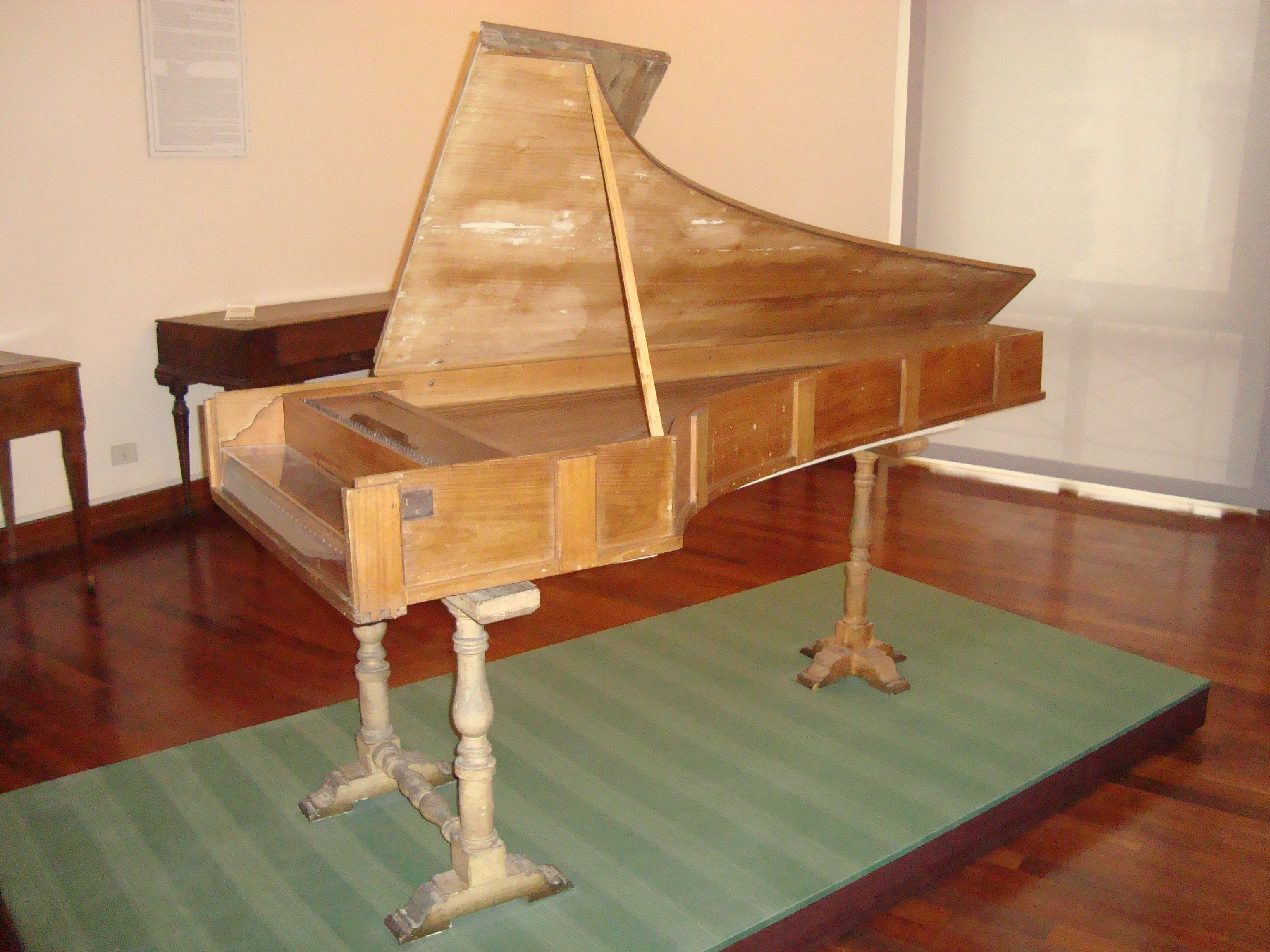
Piano-forte de Bartolomeo Cristofori, 1722
Rome, Museo Nazionale degli Strumenti Musicali
Seul son mécanisme distingue le piano-forte du clavecin.

Cristofori invente le mécanisme du piano-forte pour doter le clavecin de capacités expressives supplémentaires en variant l'intensité des sons émis : le mécanisme de cet instrument à cordes frappées est logé dans une caisse de clavecin et représente une évolution considérable par rapport au clavicorde. Un rapport sur cette invention et les circonstances qui l'ont entourée a été rédigé en 1709 par Scipione Maffei à la suite de ce qui est la première interview consacrée à un tel sujet, parue dans son Giornale dei letterati d'Italia.
Ayant travaillé avec Cristofori en tant qu'assistant ou apprenti, Giovanni Ferrini (actif entre 1699 et 1758) est un autre facteur inventif dont subsistent deux instruments : un spinettone de teatro de 1731 comparable à celui de Cristofori et un combiné « clavecin-piano » à deux claviers de 1746 considéré comme un tour de force technique.
Les derniers grand clavecins italiens auraient été construits par le florentin Vincenzio Sodi (peut-être élève de Ferrini), utilisant le dispositif du cembalo angelico sur deux instruments de 1778 et 1799.
Vers la fin du siècle et comme ailleurs en Europe, les facteurs se tournent progressivement vers la facture de pianos-forte.

### XVIIIesiècle- Flandre
Après la fin de l'activité des derniers membres de la famille Couchet, Anvers perd beaucoup de son importance dans le domaine économique en général, et du clavecin en particulier : diminution importante du nombre de facteurs dont, en outre, quelques-uns vont s'installer dans d'autres cités des Pays-Bas, en particulier à Amsterdam.
Une famille de facteurs se distingue pourtant, les Dulcken. Le plus connu est le père, Johann Daniel (1706-1757), d'origine allemande, qui s'installe d'abord à Maestricht puis en 1738 à Anvers. Ses fils, Johann Lodewijk (1733/1734 - après 1793) et Johannes (1742-1775), ne restent pas à Anvers : on trouve le premier successivement à Amsterdam, Middelburg, peut-être Paris, et le second à Bruxelles et Scheveningen. Quant au petit-fils, Johann Lodewijk (1761 - après 1835), il s'établit à Munich auprès de la cour électorale de Bavière.

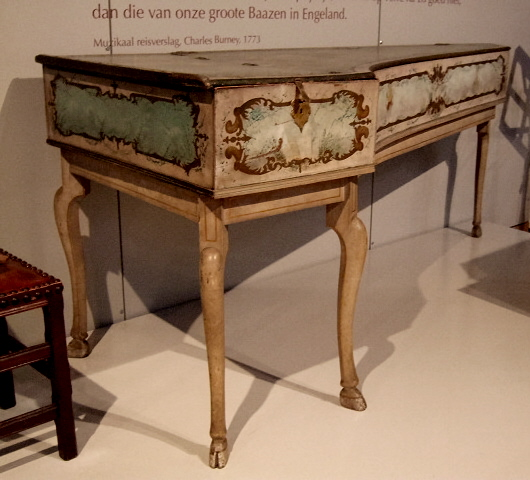
Johann Daniel Dulcken (Anvers, 1747)
Anvers, Vleeshuis Museum

Johann Daniel Dulcken laisse dix grands clavecins, cinq à un clavier et cinq à deux claviers, datés environ de 1740 à 1755. Ces instruments de grande taille (nettement plus longs que les clavecins parisiens contemporains auxquels ils sont assez comparables) présentent en général la disposition classique 2 × 8', 1 × 4' avec « dogleg », une étendue de cinq octaves fa à fa pour les doubles, souvent plus courte pour les simples. Sur certains instruments, le dogleg peut être dégagé du clavier supérieur, système assez rare. Un autre clavecin possède des sautereaux à deux plectres agissant en sens opposé, le premier en plume de corbeau, le second en cuir durci ; le changement se fait par genouillères (cette particularité n'est peut-être pas d'origine : la modification serait le fait de Johann Peter Bull). Les clavecins les plus anciens possèdent une double éclisse courbe, permettant de décharger la table d'harmonie d'une partie de la tension des cordes. La table d'harmonie est barrée et décorée comme chez les Ruckers ; la présentation des claviers ne suit pas de règle : marches en ébène et feintes plaquées d'ivoire ou d'os ou l'inverse, l'avant des touches décoré de papier gaufré. Les autres instruments des fils (quatre par Johann Lodewijk et un par Johannes) sont très analogues à ceux du père.

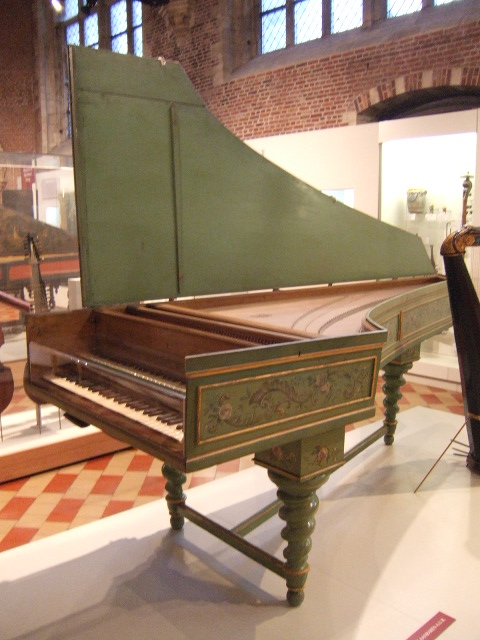
Jacob Van den Elsche (Anvers, 1763)
Anvers, Vleeshuis Museum

On ne possède plus qu'un clavecin (1763) de Jacob van den Elsche (vers 1689 - 1772), instrument imposant et remarquable en particulier par sa décoration hors normes flamandes. Le bois à l'intérieur est laissé brut, la table d'harmonie également, cependant ornée d'une rose en étain doré. Les marches sont plaquées d'ivoire et les feintes en ébène. La caisse est peinte en vert amande avec des moulures semi-cylindriques dorées structurant les éclisses en plusieurs panneaux. La disposition est de 2 × 8', 1 × 4' avec dogleg et jeu de nasal commandés par genouillères. Le piètement, peint à l'identique de la caisse, comprend trois pieds massifs, en spirale conique.

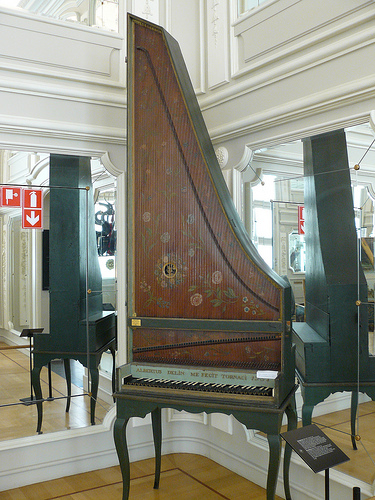
Albert Delin, 1751
Bruxelles, Musée des Instruments de Musique

Johann Peter Bull (1723-1804) est apprenti de Johann Daniel Dulcken et allemand comme lui. Il laisse quatre clavecins (1776-1789) comparables à ceux de son maître : l'un d'eux possède également des sautereaux à deux plectres opposés.
À Tournai travaille un facteur isolé et très original : Albert Delin (1712-1771). Ses dix instruments, datés d'entre 1750 et 1770, sont de types variés (un virginal hexagonal, quatre épinettes courbes, deux clavecins et trois clavicythériums) et de caractéristiques simples et plutôt archaïques pour leur époque, quoique de facture très professionnelle ; leur structure est de manière générale plus légère que celle des autres facteurs flamands. Les grands instruments (clavecins et clavicythériums) sont tous à clavier unique disposés 2 × 8' avec jeu de luth, avec étendue de sol à mi (do à mi pour les autres, virginal et épinettes). Tous les claviers sont de couleur inversée. Le trait le plus original de Delin est son intérêt pour le clavicythérium, instrument rare pour lequel il met au point un mécanisme personnel et ingénieux, très bien équilibré, rendant inutile l'emploi de ressorts pour ramener les sautereaux horizontaux en position de repos.
De Bruxelles, on peut noter les noms de Johann Heinemann, facteur supposé aveugle, et Jérôme Mahieu ; de Leyden, celui d'Abraham Leenhouwer ; de Roermond, celui de Johannes Josephus Coenen, organiste et facteur amateur qui construit en 1735 un combiné grand clavecin/virginal, comparable à ceux des Ruckers plus d'un siècle auparavant.

### XVIIIesiècle- France

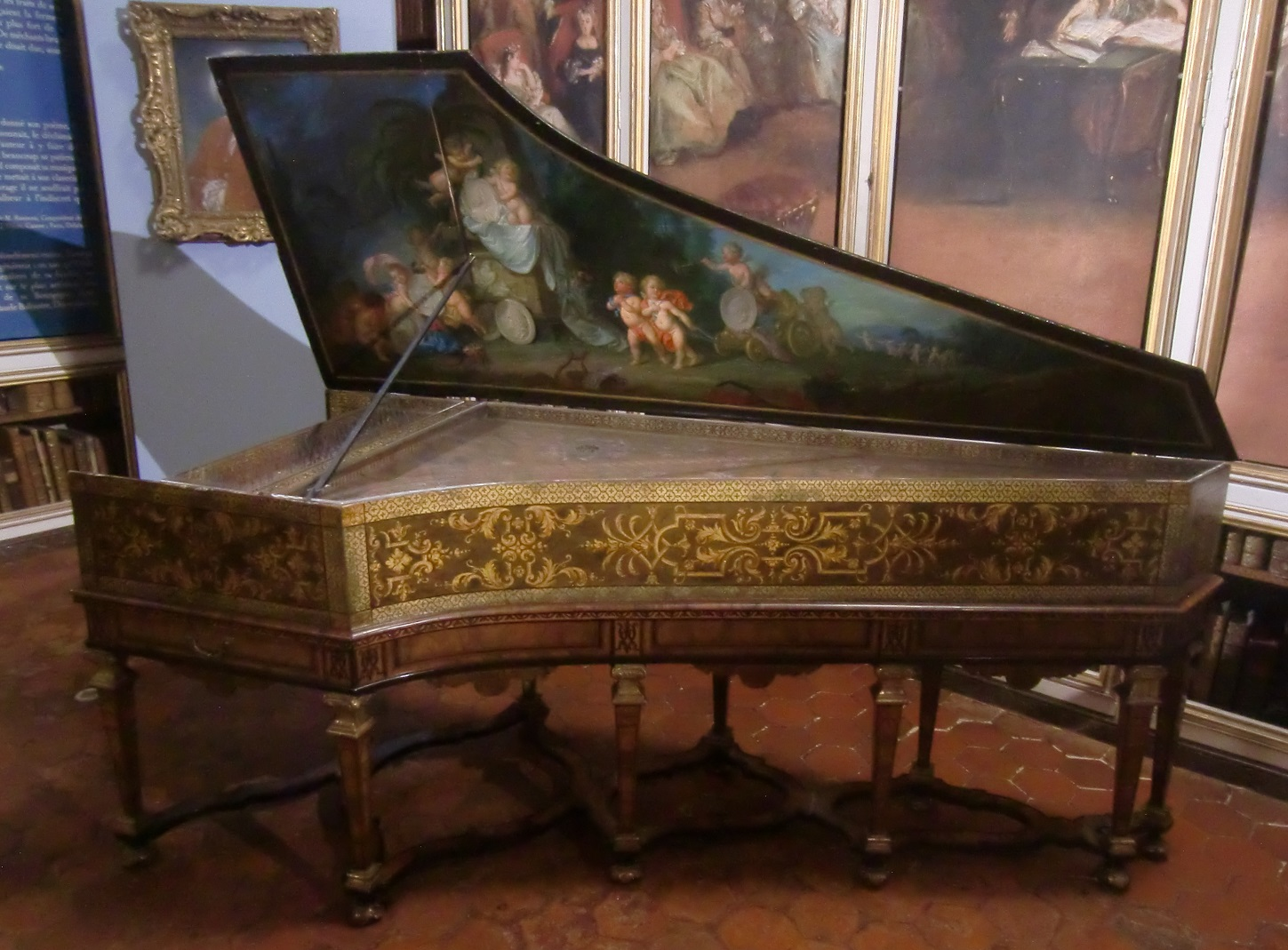
Clavecin de Pierre Donzelague, fait à Lyon (1716)
Lyon, Musée des Arts Décoratifs.

Le XVIIIe siècle est la grande période du clavecin en France et ceci autant pour la facture que pour le répertoire. Paris est le centre principal, où une centaine de facteurs sont identifiés. Les noms les plus connus sont ceux de Blanchet et Taskin, Dumont, Marius, Hemsch, Goermans (ou Germain), Vater, Goujon, Swanen, Stehlin, Bellot, Érard… L'école lyonnaise a une certaine importance (dix-huit noms) avec les Donzelague, Kroll, Collesse. Outre ces deux centres, quelques facteurs isolés travaillent à Strasbourg (Silbermann), Marseille (Bas).

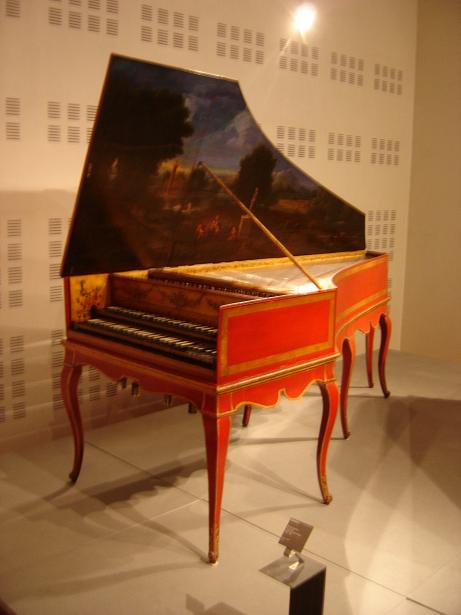
Clavecin Dumont (1697)
refait par Pascal Taskin en 1789
Paris, Musée de la musique.

À partir de la dernière décennie du XVIIe siècle et jusqu'en 1730, le style consiste en une sorte de synthèse entre le style dit « international » du XVIIe siècle (parois de moyenne épaisseur, disposition 2 × 8', 1 × 4', accouplement à tiroir) et celui des Ruckers (parois plus épaisses, structure de la caisse, barrage de la table d'harmonie, matériau des cordes, échelle et point de pincement en particulier). Représentent cette période des instruments tels que ceux de Nicolas Dumont, de Nicolas Blanchet, de Pierre Donzelague, de Pierre Bellot (Bellot le Père). Par la suite, l'influence du modèle flamand devient prépondérante, avec quelques caractères plus spécifiques à la tradition française, en particulier l'éclisse courbe incluant une assez longue partie rectiligne au lieu de la courbe continue chez les Flamands. Les grands clavecins de cette seconde période sont de deux sortes : ce sont des instruments neufs construits selon les modèles et principes des flamands, ou des instruments construits par les Ruckers ou Couchet plus ou moins profondément transformés et adaptés aux exigences du moment (mis à ravalement). Tous se distinguent par la résonance exceptionnelle de leurs basses. À côté des grands clavecins doubles qui font la réputation de l'école française du XVIIIe siècle, il se construit jusqu'aux dernières années des instruments plus simples tels qu'épinettes courbes ou trapézoïdales à l'octave.

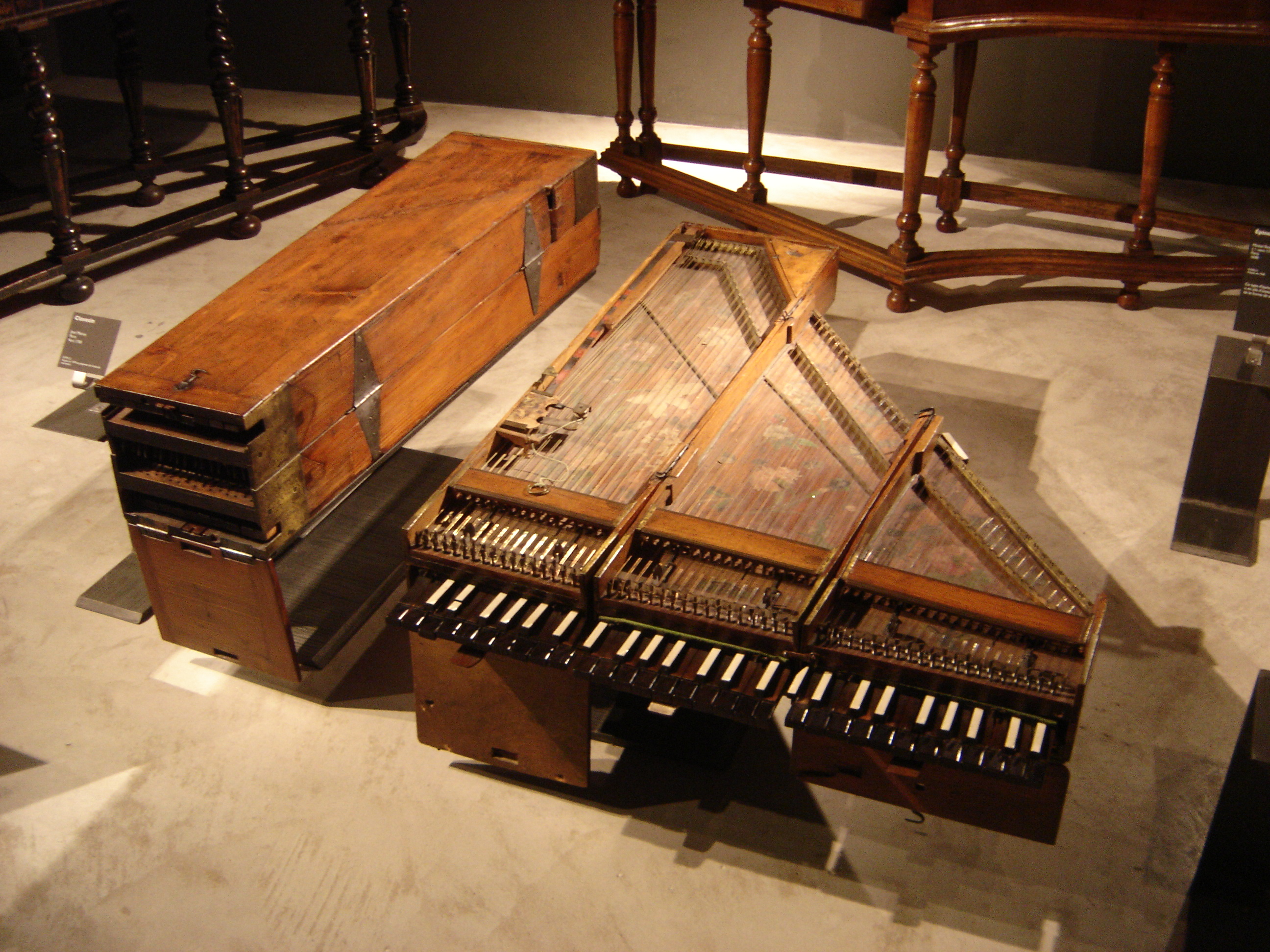
Deux « Clavecins brisés » de Jean Marius (1700)
À droite, clavecin déployé, à gauche, clavecin replié
Paris, Musée de la musique.

Actif au début du siècle entre 1700 et 1716, Jean Marius (dont on n'est pas certain qu'il soit facteur lui-même) est surtout connu par son invention du « clavecin brisé », instrument en trois parties reliées par des charnières, repliables l'une sur l'autre pour prendre la forme d'une caisse plus facilement transportable. Cet instrument fut peut-être inventé en réalité par un facteur italien du XVIIe siècle, Giuseppe Mondini, mais Marius le présente à l'Académie des Sciences et en obtient le privilège royal (c'est-à-dire le droit exclusif d'utiliser son invention) pour vingt ans. Le nombre d'exemplaires produits n'est pas connu, mais l'un appartient à Frédéric le Grand, qui l'emmène pendant ses campagnes militaires. L'instrument couvre plus de quatre octaves de sol/si (octave courte) à do, avec deux ou trois rangs de cordes. Il en reste aujourd'hui cinq exemplaires.

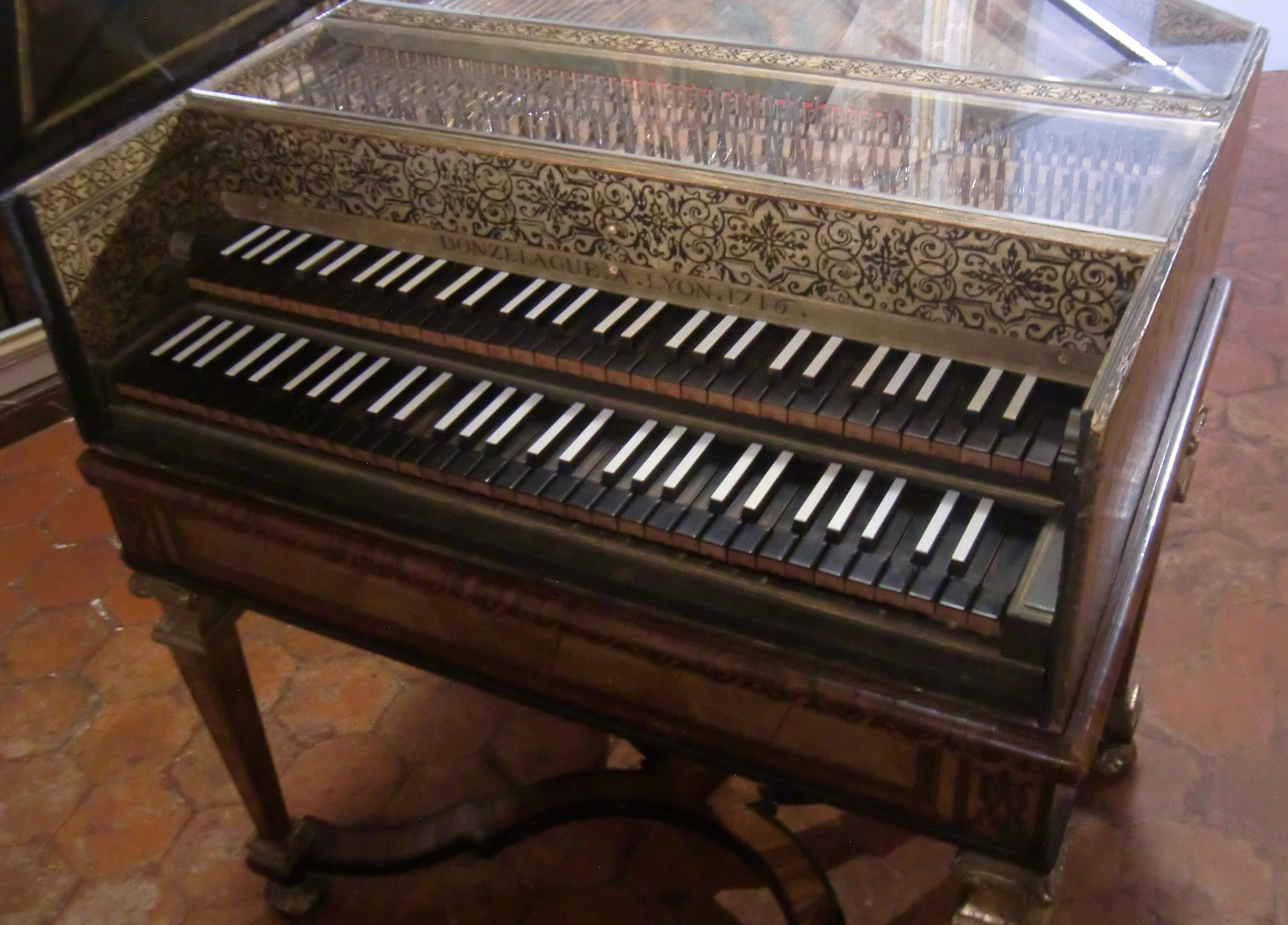
Les deux claviers du clavecin de Pierre Donzelague (1716).

Les premiers claviers de cinq octaves apparaissent dans les années 1710 (Pierre Donzelague) ; souvent partie de sol0 à mi5, l'étendue passe progressivement et de façon généralisée de fa0 à fa5. Les instruments sont plus longs que les flamands (2,30 m et même 2,50 m à Lyon, plutôt que 2,20 m). En revanche, les touches restent légèrement moins larges.
Un processus qui n'est pas particulier à la France mais qui y prend une ampleur inégalée ailleurs est celui de la modification des clavecins Ruckers, dont la qualité sonore est considérée comme exceptionnelle et insurpassable, afin de les adapter aux exigences du moment. Cette opération porte le nom de ravalement, et il en existe plusieurs variantes groupées sous les termes de « petit ravalement » (c'est-à-dire sans modification de la caisse) et de « grand ravalement » (nécessitant une modification importante de la caisse).
Le principe de base du ravalement est de conserver la table d'harmonie d'origine, considérée comme l'élément essentiel de la sonorité. Les transformations apportées à l'instrument peuvent consister à augmenter son étendue, à remplacer un clavier unique par deux claviers avec accouplement à tiroir, à aligner deux claviers auparavant décalés d'une quarte, à ajouter un rang de cordes pour transformer la disposition de 1 × 8', 1 × 4' en 2 × 8', 1 × 4', ou consister en une combinaison de ces diverses modifications.
Le petit ravalement suffit lorsque l'augmentation d'étendue du ou des claviers est suffisamment modérée pour pouvoir caser quelques touches supplémentaires dans la même largeur d'instrument : selon les cas, le clavier est modifié ou remplacé par un clavier au module français, moins large. Sinon, le grand ravalement est nécessaire ; c'est alors un travail d'expert très important, comparable à la construction d'un instrument neuf. Dans tous les cas, l'addition d'un rang de cordes supplémentaire, impliquant des contraintes beaucoup plus importantes sur la caisse, peut nécessiter de renforcer la structure interne. Le ravalement est aussi l'occasion de mettre la décoration au goût du jour. Le même instrument peut subir plusieurs ravalements successifs, principalement si sa décoration est due à de grands artistes.

Pendant tout le siècle les facteurs parisiens ravalent les plus beaux instruments flamands
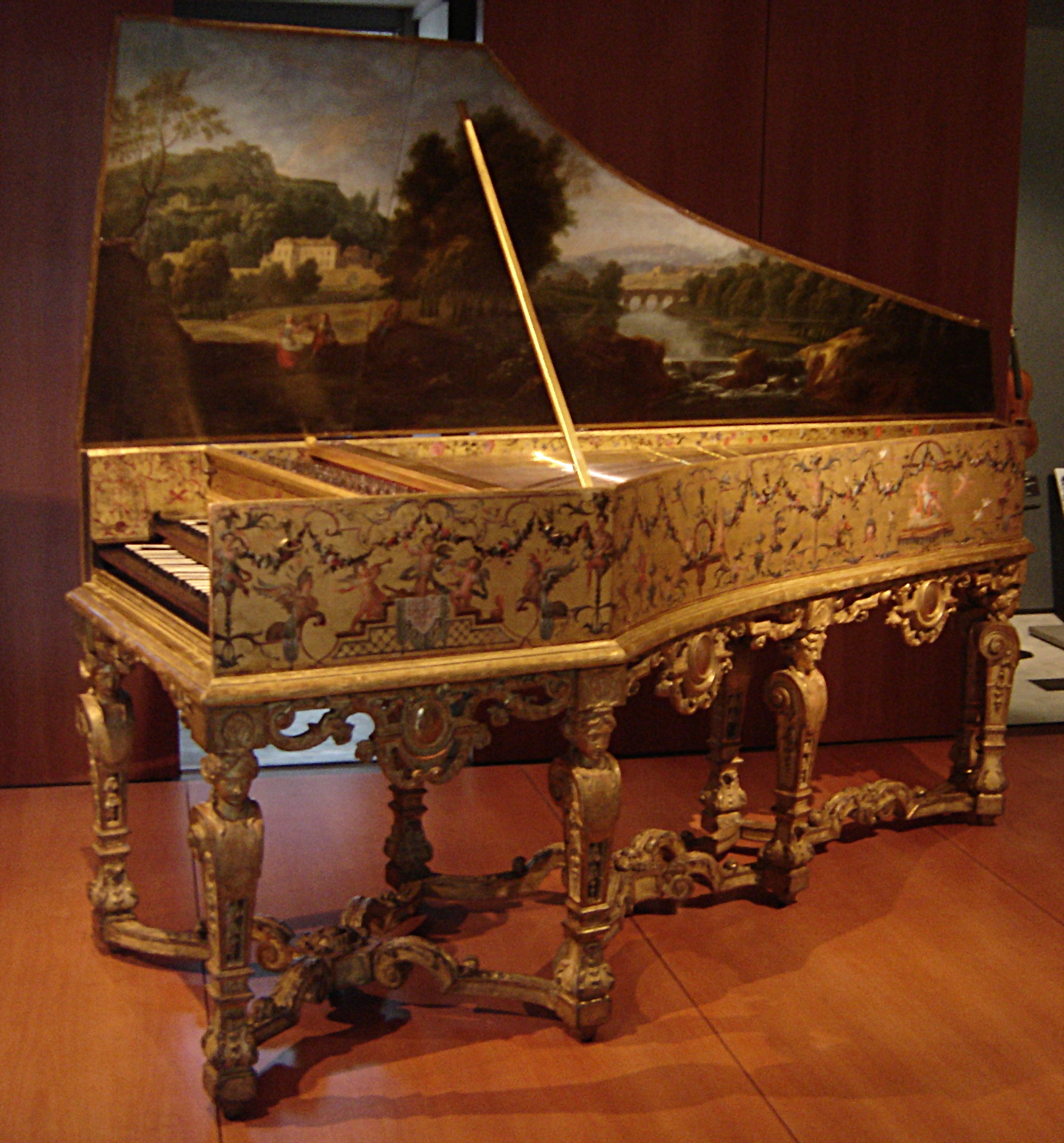
Jan Couchet (1652) ravalé en 1701 Paris, Musée de la musique
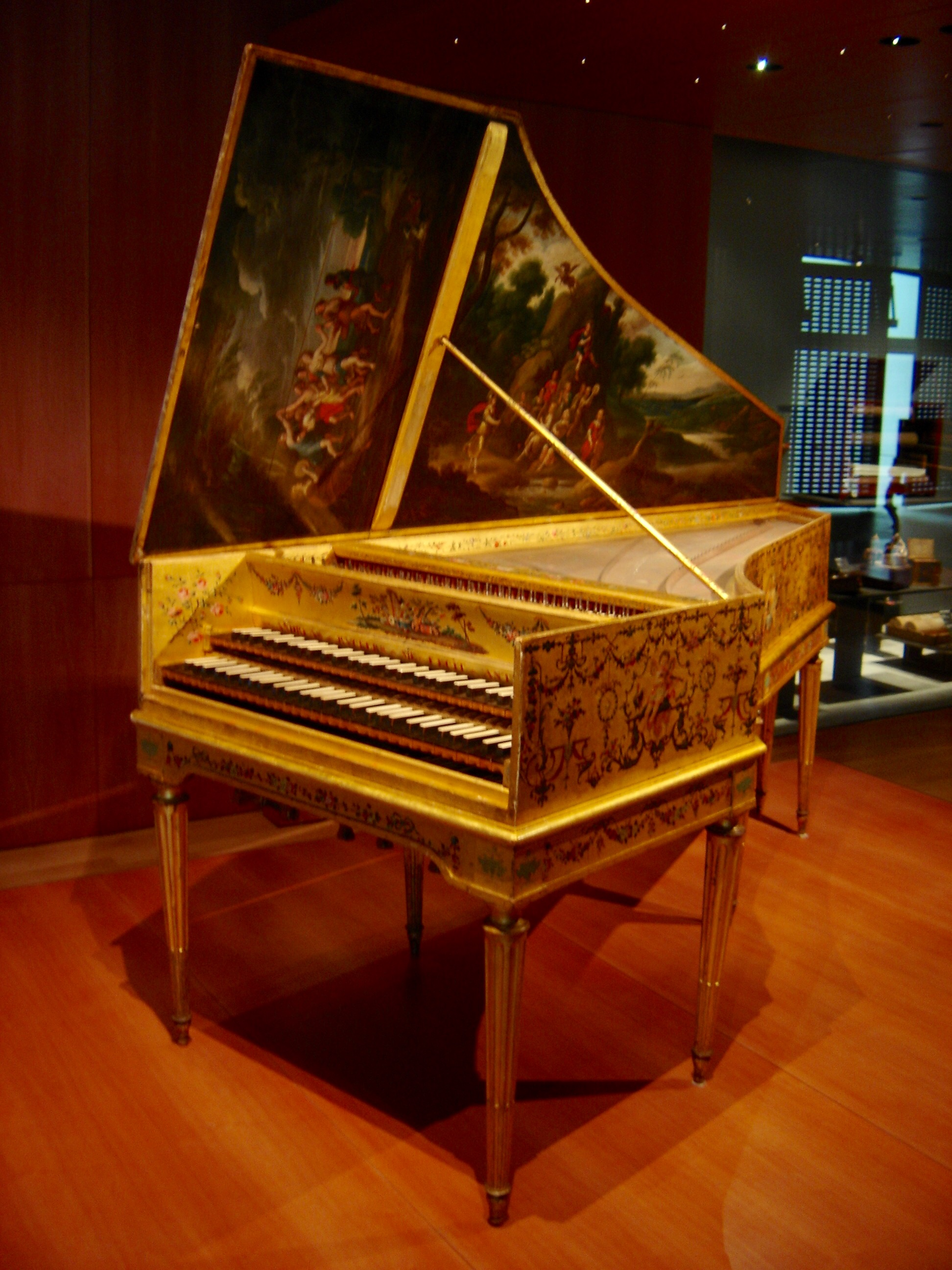
Andreas Ruckers (1646) F.E. Blanchet (vers 1720, 1756) P. Taskin (1770, 1780) Paris, Musée de la musique

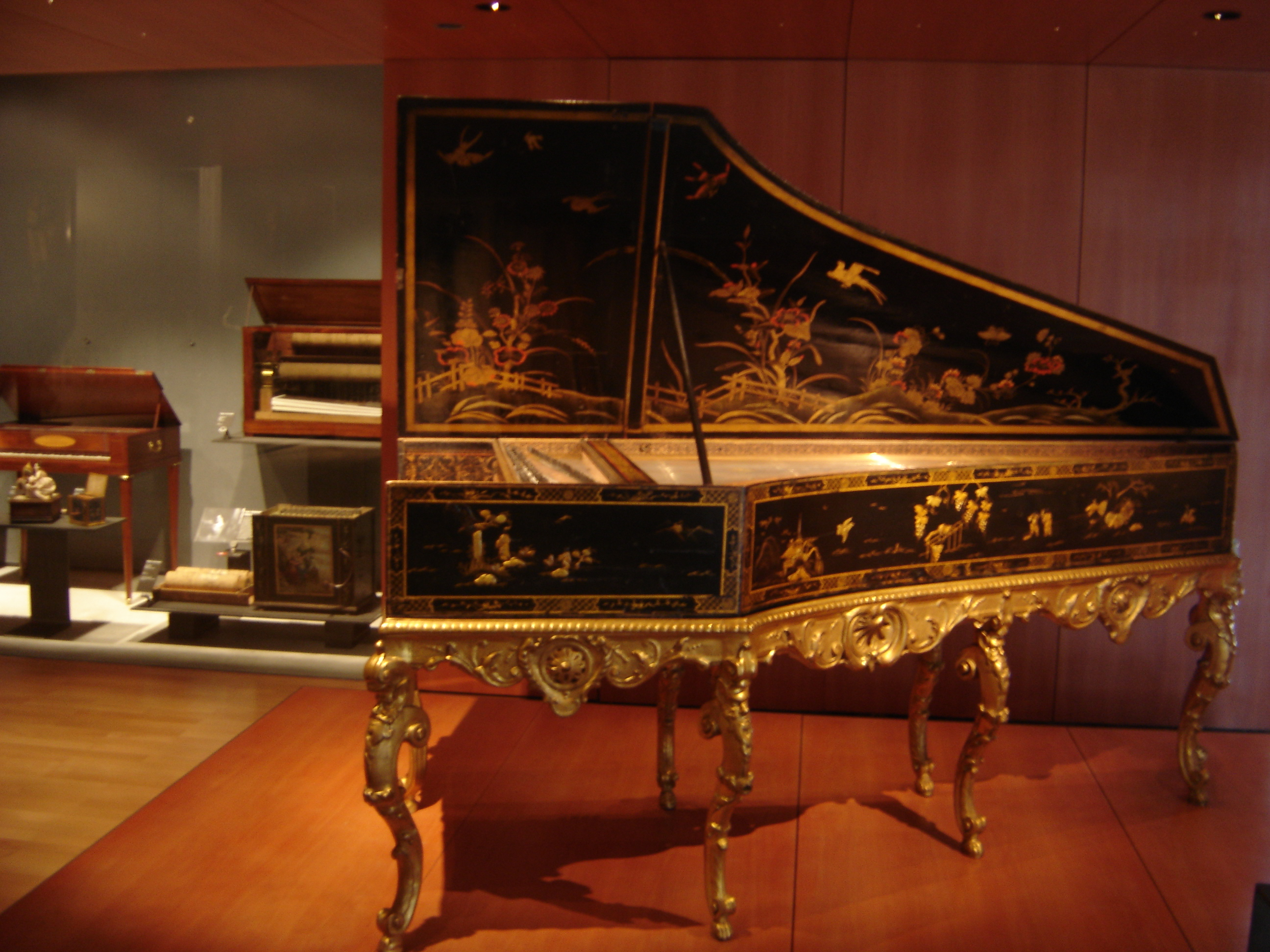
Clavecin de J.C. Goujon (1749) ravalé par J.J. Swanen en 1784, contrefait « Hans Ruckers 1590 »
Paris, Musée de la musique.

La valeur marchande d'un clavecin comportant la marque Ruckers, concrétisée par sa rosace, est beaucoup plus grande que celle d'un instrument construit par un facteur français, fût-il renommé. Les contrefaçons et falsifications sont donc très lucratives, auxquelles se livrent même les meilleurs artisans.
Le ravalement d'instruments flamands occupe une part considérable du temps des facteurs parisiens, leur laissant moins de temps pour construire des instruments totalement nouveaux ; de plus, l'organisation en guilde limite totalement les possibilités d'accroître l'importance et la production des ateliers, qui ne peuvent embaucher, outre le maître, qu'un compagnon et un ou deux apprentis : de quoi construire environ cinq grands clavecins par an.
Cette opération est la spécialité de grands facteurs parisiens, et surtout de ceux de la famille des Blanchet et Taskin.

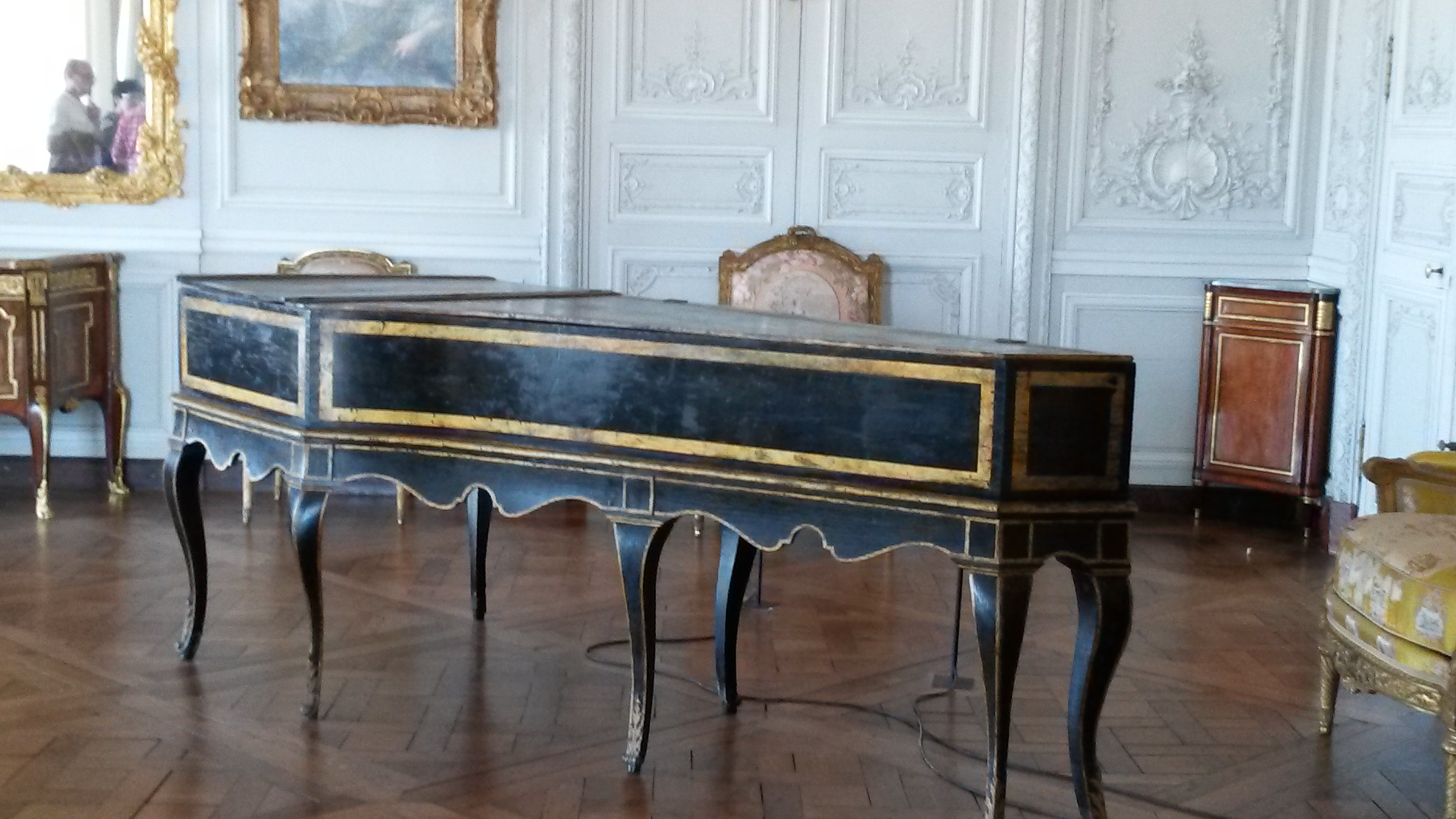
Clavecin de François-Etienne Blanchet (1746)
Château de Versailles.

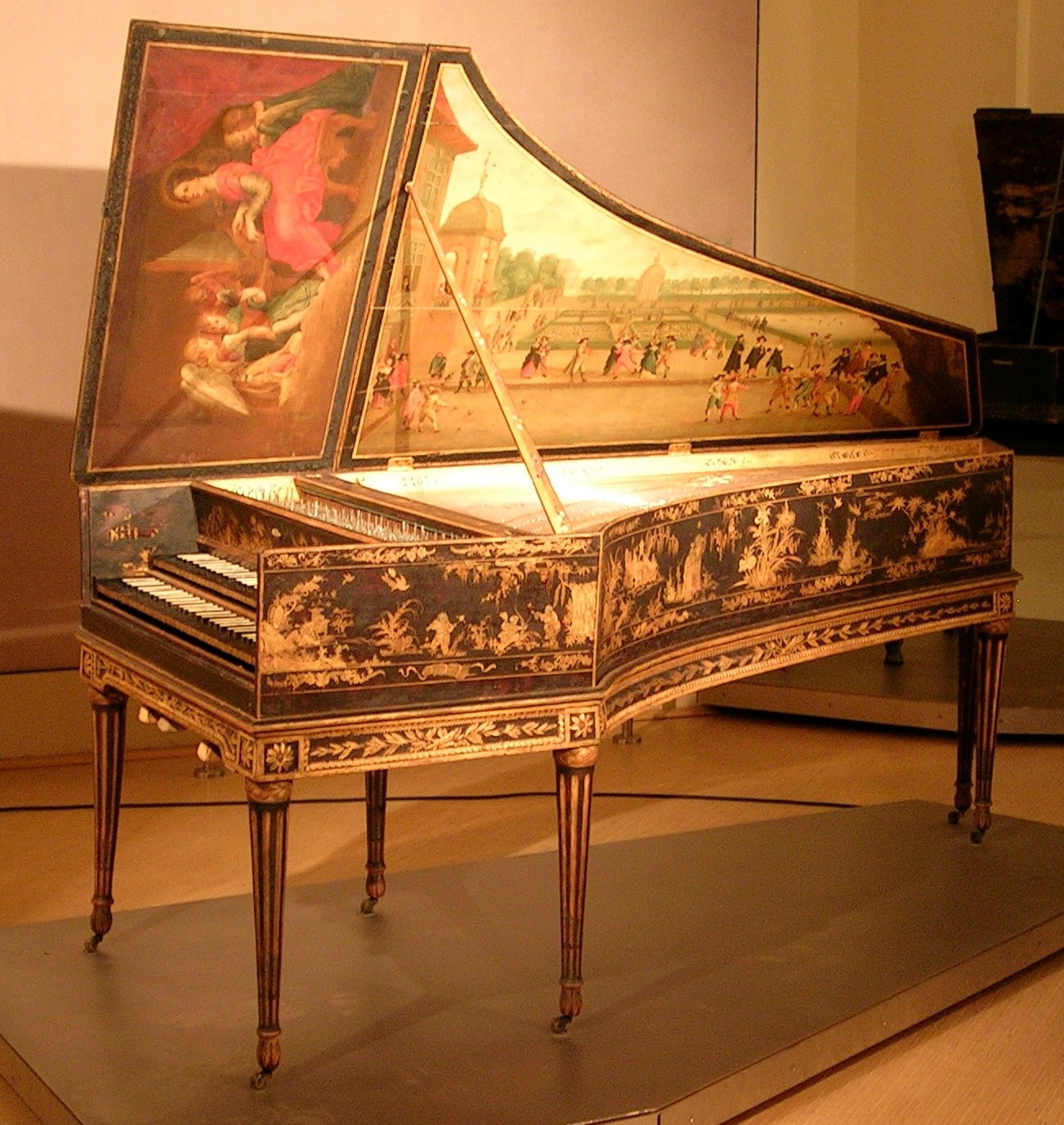
Clavecin de Pascal Taskin (1788)
Hambourg, Museum für Kunst und Gewerbe.

Cette famille constitue la dynastie la plus éminente de facteurs en France, et selon Edward L. Kottick elle ne le cède en prestige qu'à celle des Ruckers et Couchet. Le premier d'entre eux, Nicolas Blanchet (vers 1660 - 1731) est natif de Reims. Il s'établit à Paris en 1686 ; son atelier est repris tour à tour par son fils François-Étienne (vers 1700 - 1761) et par le fils de celui-ci, également prénommé François-Étienne (vers 1730 - 1766). À la mort de ce dernier, son assistant d'origine belge, Pascal Taskin (1723-1793), épouse sa veuve et reprend l'affaire, portant la production à son apogée. La famille comptera encore dans la profession le fils de François-Étienne II, Armand-François-Nicolas (1763-1818), et son petit-fils Nicolas (dates inconnues), trois neveux de Taskin, Pascal-Joseph (1750-1829), Henri-Joseph (1779-1832) et Lambert (dates inconnues), et un de ses petits-neveux, Henri-Joseph (1779-1852). Les instruments des Blanchet et surtout de Pascal Taskin sont particulièrement remarqués pour la perfection de leur mécanisme et de leurs claviers.
La supériorité de ces artisans ne peut leur assurer aucune position dominante, du fait du système des guildes alors en vigueur qui limite leur production, en termes de quantité, de façon incontournable. Toutefois la qualité des instruments est considérée comme exceptionnelle, que ce soit celle des instruments neufs ou celle des instruments « mis à ravalement », et leur vaut de cumuler les charges les plus prestigieuses : en 1752, François-Étienne I est nommé Facteur des clavessins du Roi. En 1774, Pascal Taskin, qui a récupéré cette charge, y ajoute le titre de Garde des instruments de musique de la Chambre du Roi, jusqu'alors détenu par une autre famille, les Chiquelier. Il est par ailleurs un innovateur qui apporte plusieurs perfectionnements au clavecin. On lui doit l'introduction du plectre en peau de buffle, sorte de cuir très souple produisant une sonorité douce, feutrée, très distincte de la sonorité traditionnelle, ainsi que le développement des genouillères permettant de changer la registration sans que les mains aient à quitter le clavier. Dans les années 1780, comme d'autres collègues, il commence à se reconvertir dans la facture de pianos.
Parmi les autres nombreux facteurs parisiens, les plus notoires sont des immigrés allemands : d'une part les frères Hemsch, venus de la région de Cologne, d'autre part la famille Goermans, dont le nom est francisé en « Germain ». Leurs instruments sont presque aussi prisés que ceux de Blanchet ou Taskin, et fort comparables.

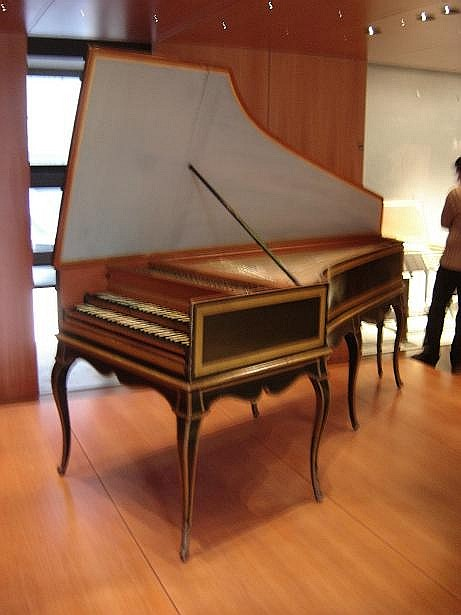
Clavecin de Henri Hemsch (1761)
Paris, Musée de la musique.

Le clavecin type a deux claviers de 61 notes avec accouplement par tiroir. Les marches sont en ébène, les feintes plaquées d'os ou d'ivoire. Il a une étendue de cinq octaves, de fa0 à fa5. Sa disposition presque invariable est 2 × 8', 1 × 4' ; le jeu de luth est assez rare, probablement parce que le style brisé propre à la musique française de l'époque s'en accommode assez mal. Les instruments plus tardifs disposent des genouillères pour les changements de registres et du jeu de buffle qui permet d'employer le 4e registre des instruments flamands, auparavant inutilisé lors des ravalements.

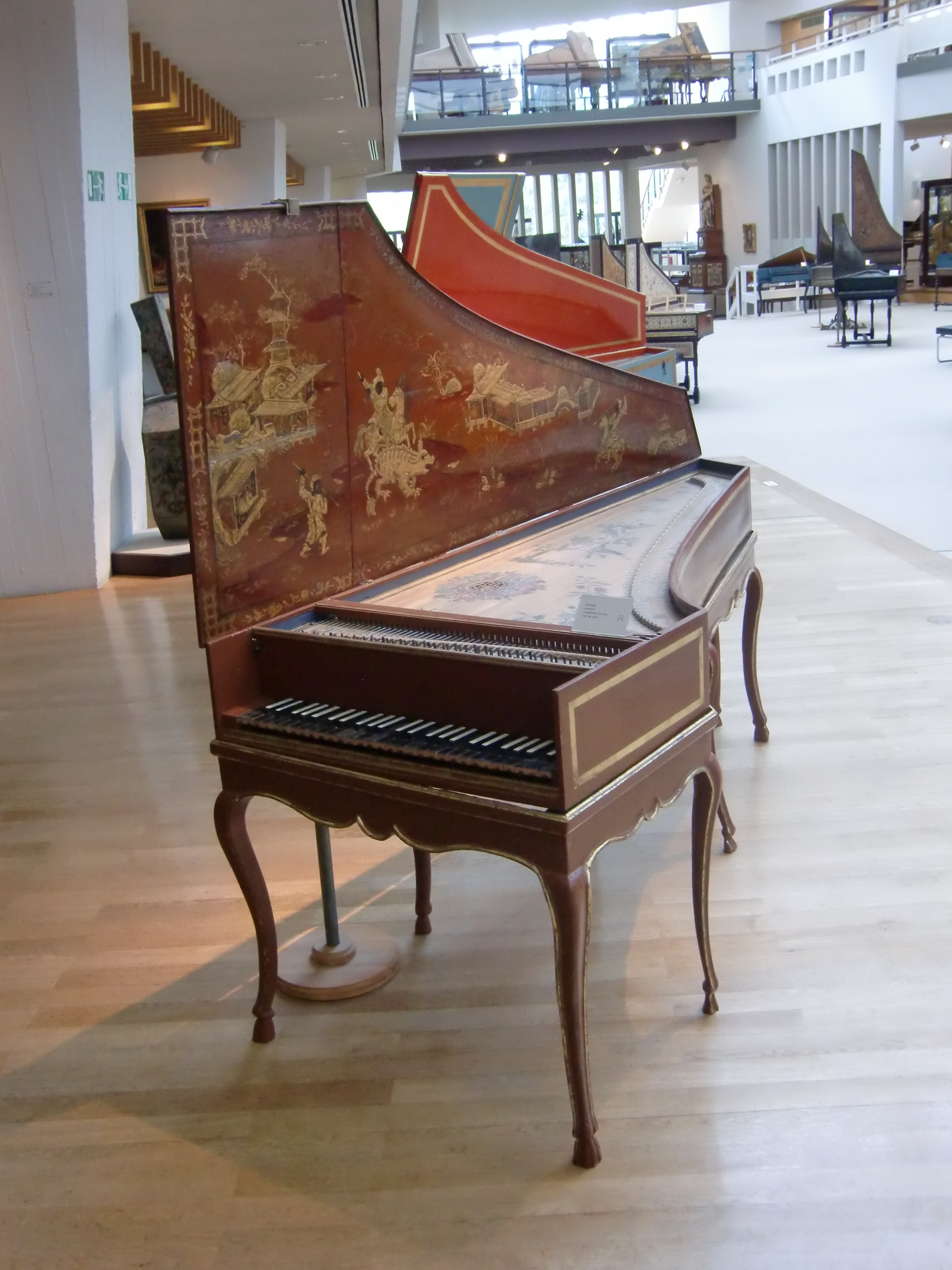
Anonyme, vers 1720
Couvercle à décor de chinoiserie
Berlin, Musikinstrumentenmuseum.

L'aspect général donne une impression de puissance, d'élégance et de raffinement. Le piètement ne comporte plus d'entretoises horizontales, mais, selon l'époque, un nombre variable (souvent sept) de pieds de style Louis XV ou Louis XVI. La décoration est variée, dépendant des moyens et des goûts du commanditaire. La table d'harmonie comporte un décor floral plus sophistiqué et moins pittoresque que les flamands, une rosace dorée portant les initiales du facteur — ou une des fameuses rosaces Ruckers, vraie ou fausse —, entourée d'une couronne de fleurs. Un motif récurrent placé près de la barre de nom est celui d'un oiseau perché sur un arbre mort, symbole de la résurrection du bois mort sous la forme d'un instrument mélodieux. L'intérieur du couvercle peut être laqué ou recevoir une peinture (paysage, scène mythologique, etc.). La caisse est souvent laquée — noir, vert, rouge, merdoie etc. — avec panneaux délimités par des bandes dorées à l'or fin. Des décors plus fastueux avec profusion d'or, chinoiseries, œuvres peintes peuvent être appliqués, par exemple pour les instruments royaux.
Les années 1751-1778 voient la publication à Paris de l'Encyclopédie ou Dictionnaire raisonné des sciences, des arts et des métiers sous la direction de Diderot et D'Alembert. L'ouvrage contient de nombreuses informations sur le clavecin et sa famille, ainsi que plusieurs planches relatives à leur facture. Cependant, nombre d'entre elles donnent des schémas fantaisistes, les facteurs interrogés par les encyclopédistes ayant probablement voulu conserver certains de leurs secrets de fabrication. C'est le cas des schémas représentant le barrage de la table d'harmonie et la structure interne de l'instrument, qui ne correspondent à aucun exemple connu de nos jours.

### XVIIIesiècle- Allemagne
En France et en Angleterre, le clavecin est sans conteste l'instrument à cordes et à clavier le plus important. La situation est différente en Allemagne où le clavicorde est probablement plus apprécié. De plus, les artisans qui les construisent sont généralement, avant tout, facteurs d'orgue ; la construction de clavecins représente alors une activité annexe. Les centres de production sont divers (principalement Hambourg, Dresde et Berlin), mais le nombre d'artisans beaucoup moins nombreux qu'à Paris ou à Londres. Il faut cependant remarquer que de nombreux artisans originaires des pays de langue allemande sont actifs pendant ce siècle dans ces deux villes et citer au moins à Paris : Christian Vater, Jean Goermans, Benoist Stehlin, les frères Hemsch, et à Londres : Burkhardt Tschudi et Jakob Kirchmann. Probablement y trouvent-ils un environnement plus favorable à leur activité. Enfin, la concentration des facteurs dans la capitale a abouti en France comme en Angleterre à l'émergence d'un style national bien typé — comme ce fut le cas à Anvers —, ce qui est loin d'être le cas dans les pays de l'Allemagne.
Parmi les écrits importants concernant la facture du clavecin et des autres instruments à clavier figure l'ouvrage de Jakob Adlung paru à Berlin en 1768, Musica mechanica organoedi.

#### Hambourg
À Hambourg, trois noms émergent sur les quinze connus : Fleischer, Hass et Zell. Malgré quelques points communs (et tout particulièrement la queue arrondie en continuité de l'éclisse courbe, marque de fabrique hambourgeoise donnant des instruments à l'aspect massif, ainsi que des touches plutôt larges), on ne peut guère parler d'école de facture car le nombre d'instruments connus est trop réduit et leurs caractéristiques trop diverses pour définir un type standard.
La famille Fleischer a pour ancêtre Hans Christoph (1638 - avant 1694), luthier et facteur d'instruments. Il a deux fils dans la profession, Johann Christoph (1676 - vers 1728) et Carl Conrad (1680-1737).

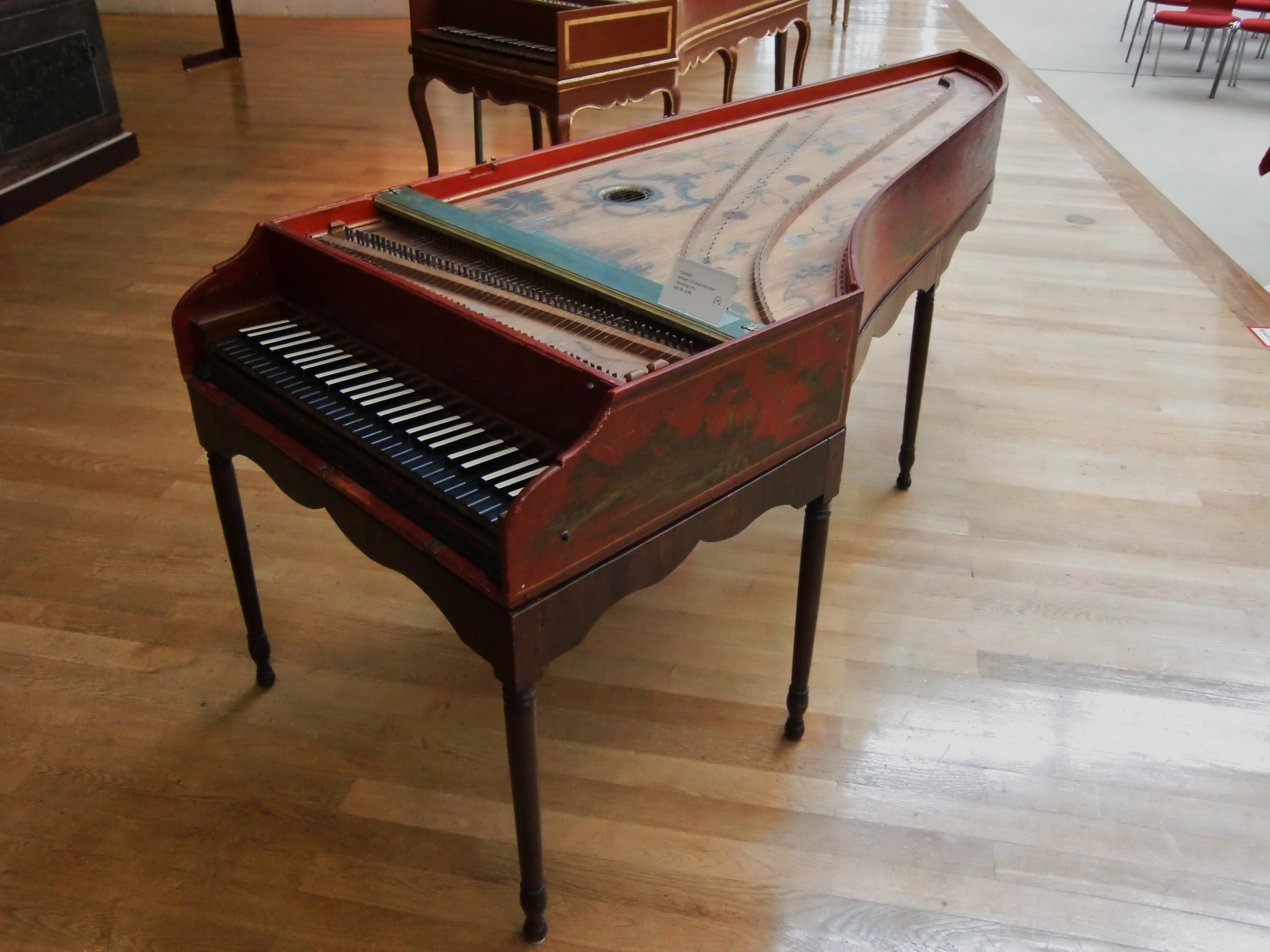
J.C. Fleischer 1710
Berlin, Musikinstrumentenmuseum.

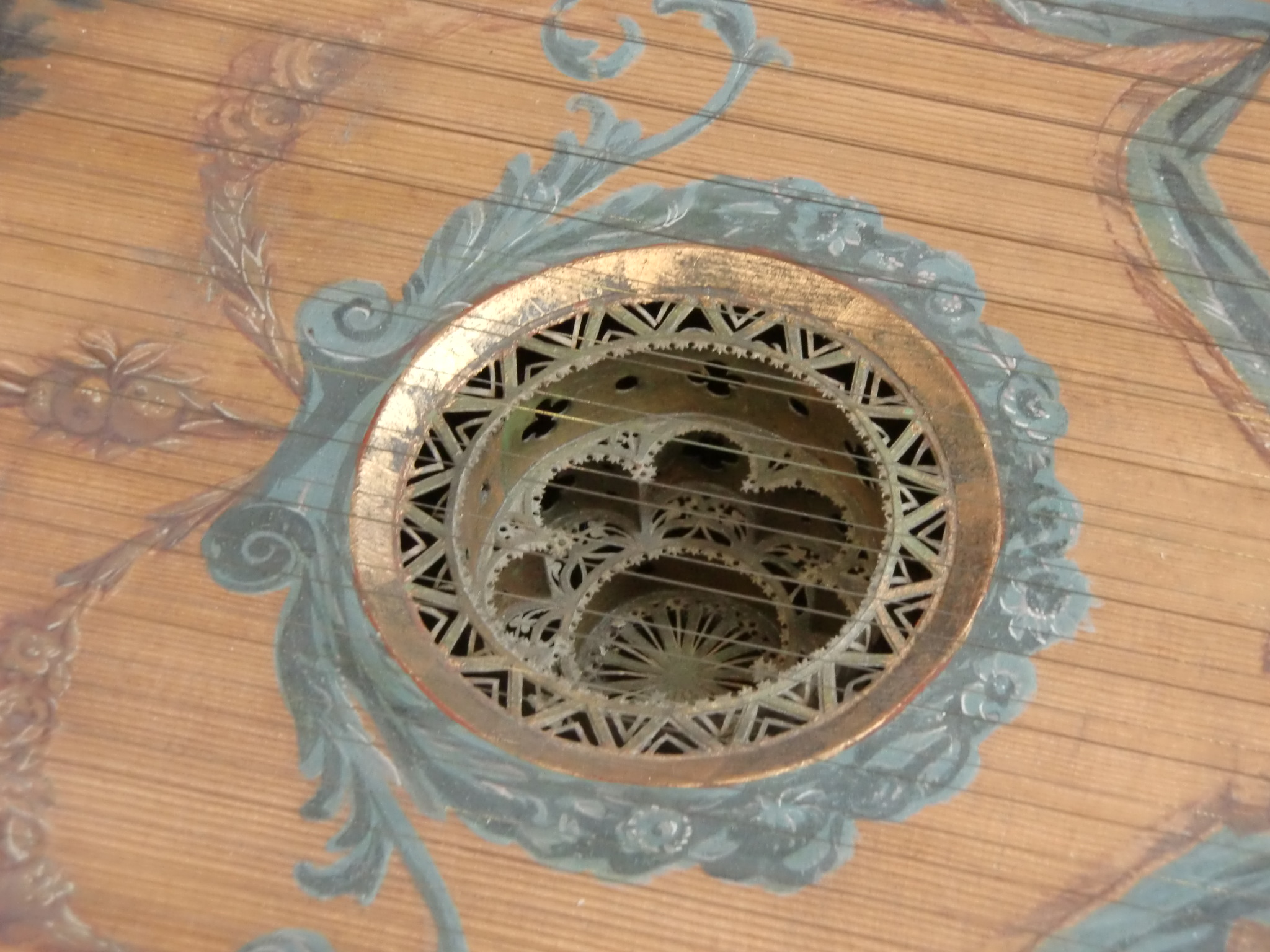
Rosace du clavecin de 1710 par J.C. Fleischer.

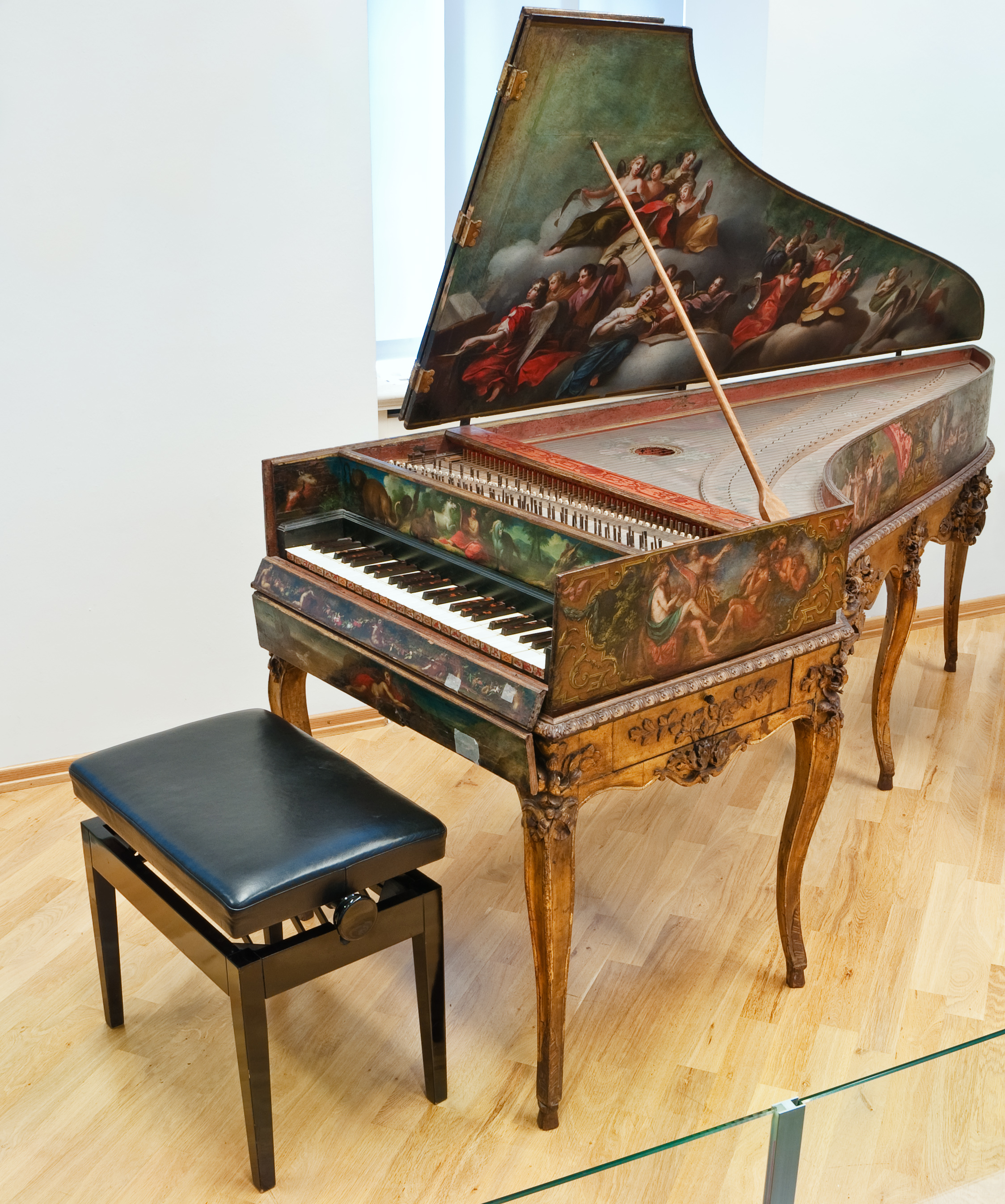
C.C. Fleischer 1716
Hambourg, Museum für hamburgische Geschichte.

De Johann Christoph sont conservés six instruments : cinq clavicordes et un seul clavecin, daté de 1710. Ce plus ancien clavecin hambourgeois connu possède un clavier, de sol-1 à do5. Disposé 2 × 8' + 1 × 4', il n'a que deux jeux de cordes (module de 34 cm), et les deux jeux de 8' se partagent les mêmes cordes : ils ne sont pas joués ensemble et ne servent qu'à varier le timbre. Le jeu de 4', dépourvu d'étouffoirs, résonne harmoniquement. L'instrument est relativement petit (223 × 83 cm) et d'apparence plutôt fine et élégante — l'avant de l'échine et de la joue a été découpé en arrondi postérieurement et il a perdu son couvercle. La caisse, au renforcement interne minimal, est ornée de chinoiseries sur fond rouge ; la table d'harmonie comporte un riche décor floral, et l'ouïe, une rosace en parchemin finement ouvragée, en forme de « gâteau de mariage inversé ».
De Carl Conrad subsistent trois clavecins, dont deux datés de 1716 et 1720. Ces instruments sont disposés 2 × 8' + 1 × 4' avec jeu de luth. Les étendues respectives restent courtes (quatre octaves de do1 à do5 pour le 1716, sol-1 à do5 pour le 1720). L'influence des Ruckers est sensible, et l'instrument de 1716 se distingue par une décoration peinte particulièrement riche concernant même l'échine (habituellement l'échine, étant adossée à un mur, n'est pas décorée).
Un détail particulier propre aux clavecins Fleischer est leur rosace composée de multiples couches de parchemin découpé avec finesse, colorées ou dorées, formant en creux ce qu'Edward L. Kottick compare à un gâteau de mariage inversé (« upside-down wedding cakes »).

Christian Zell 1728
Hambourg, Museum für Kunst und Gewerbe

Christian Zell, allié aux Fleischer, laisse trois instruments datés de 1728 (deux claviers), 1737 et 1741 (un clavier). Le premier est l'un des plus remarquables instruments du XVIIIe siècle, tant au niveau musical qu'au niveau de la décoration. Disposé 2 × 8', 1 × 4' et jeu de luth, avec une extension de fa-1 à ré5, sa structure est du type international avec pointe arrondie. Sa table d'harmonie a un barrage inspiré des Ruckers mais pas de rosace. La décoration est des plus somptueuses : caisse au décor de chinoiserie sur fond vert foncé, table d'harmonie avec décor floral et oiseaux multicolores, couvercle en trois parties articulées orné de scènes mythologiques, piètement à huit pieds sculptés et peints, reliés en bas par une ceinture d'entretoises chantournées.

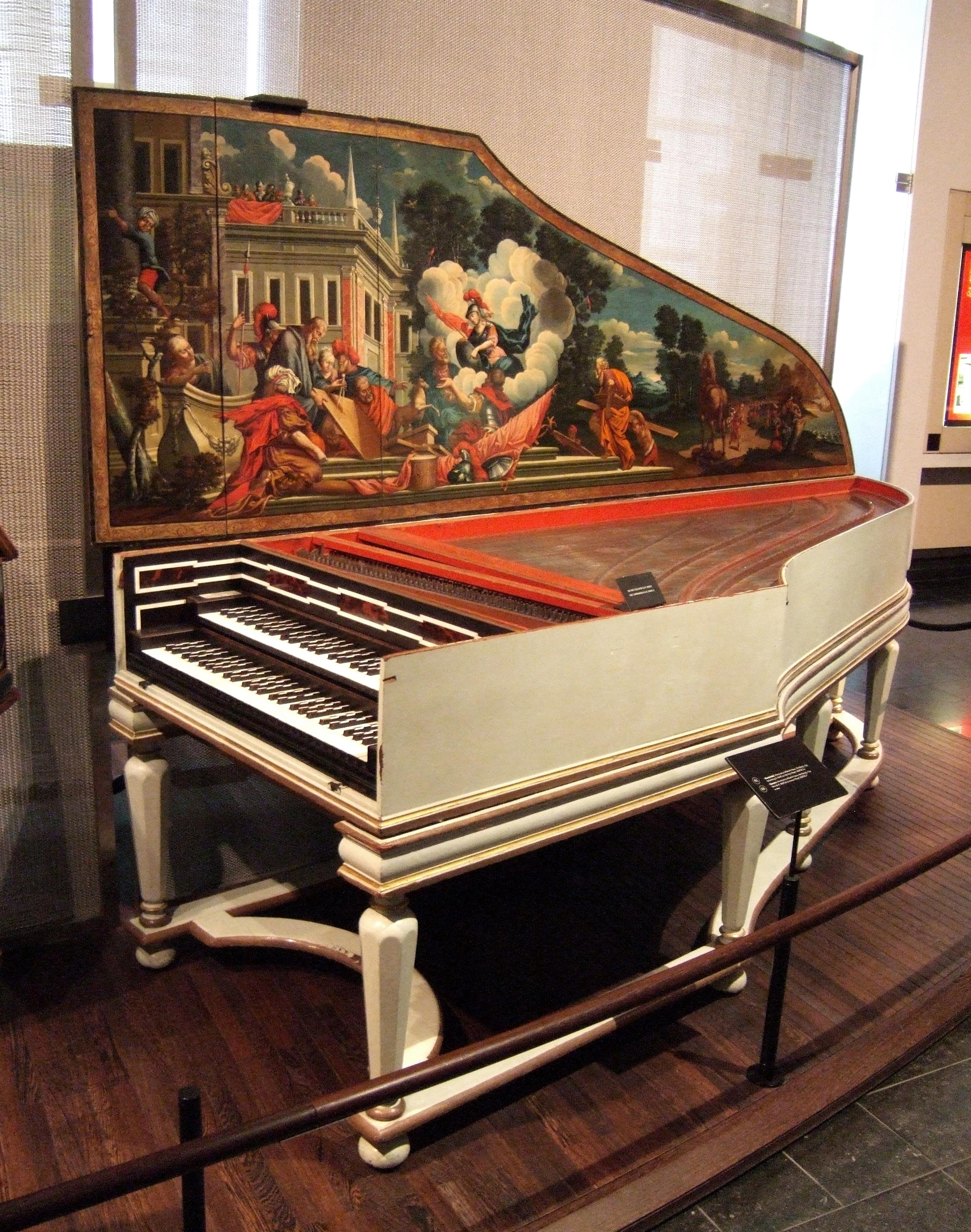
Hieronymus Albrecht Hass 1734
Bruxelles, Musée des Instruments de Musique.

La famille Hass est à l'origine des clavecins les plus complexes et les plus élaborés qui aient jamais été construits. Elle comprend le père, Hieronymus Albrecht (1689 - après 1744), et le fils, Johann Adolph (actif de 1740 à 1775). Hieronymus Albrecht laisse six instruments, datés de 1721 à 1740, et Johann Adolph, deux, datant de 1760 et 1764.
On note la complexité et la grande qualité de fabrication des produits du père et du fils, très comparables, mais aucun de ces instruments ne présente la même décoration — de la couleur unique au décor le plus sophistiqué — ou la même disposition. Tous cependant ont une structure inspirée des modèles flamands, une queue arrondie, un aspect massif.
Certaines dispositions sont sans équivalence pendant toute l'histoire du clavecin, notamment deux doubles possédant trois jeux de 8' et plusieurs présentant les rares jeux de 16' et de 2' (le jeu de 2' est alors incomplet, la longueur théorique des cordes dans l'aigu étant incompatible avec la présence, entre sillet et chevalet, des 6 rangs de sautereaux). Trois instruments sont à un seul clavier, quatre à deux claviers, un à trois claviers ; ce dernier est le seul instrument historique possédant de façon indiscutée trois claviers dans son état d'origine.
Dernier clavecin (1740) construit par Hieronymus Albrecht Hass conservé aujourd'hui (en 2010 propriété de Rafael Puyana), c'est un chef-d'œuvre technologique de près de 3 mètres de longueur qui outre ses trois claviers possède six rangs de sautereaux, deux tables d'harmonie et la disposition unique 1 × 16' + 2 × 8' + 1 × 4' + 1 × 2' + nasal + luth : « probablement le clavecin le plus élaboré construit pendant la période historique ». Son extension est de cinq octaves de fa à fa (sans le fa# bas) ; c'est le premier en date des clavecins hambourgeois à l'atteindre. Les deux claviers supérieurs présentent une disposition analogue aux instruments anglais de la même époque (8' avec dogleg et nasal au clavier du haut, 4' et 8' avec jeu de luth au clavier médian) ; le clavier inférieur peut être complètement escamoté, tiré partiellement pour jouer les jeux de 16' et de 2' ou complètement pour obtenir le plein-jeu. La richesse de la décoration est en correspondance avec la complexité structurelle : caisse peinte en chinoiserie et fausse écaille de tortue, boîte à clavier et claviers mariant l'ivoire et l'écaille, couvercle représentant une scène qui montre le facteur offrant son œuvre à une noble dame, piètement à sept pieds avec ceinture d'entretoises chantournées décoré en continuité de la caisse.

#### Berlin
Berlin compte plus de dix facteurs sur lesquels on ne dispose que de très peu d'informations. Seuls deux d'entre eux sont connus par des instruments encore existants : Michael Mietke (avant 1665 - 1726 ou 1729) et Johann Christoph Österlein (vers 1728 - après 1792).

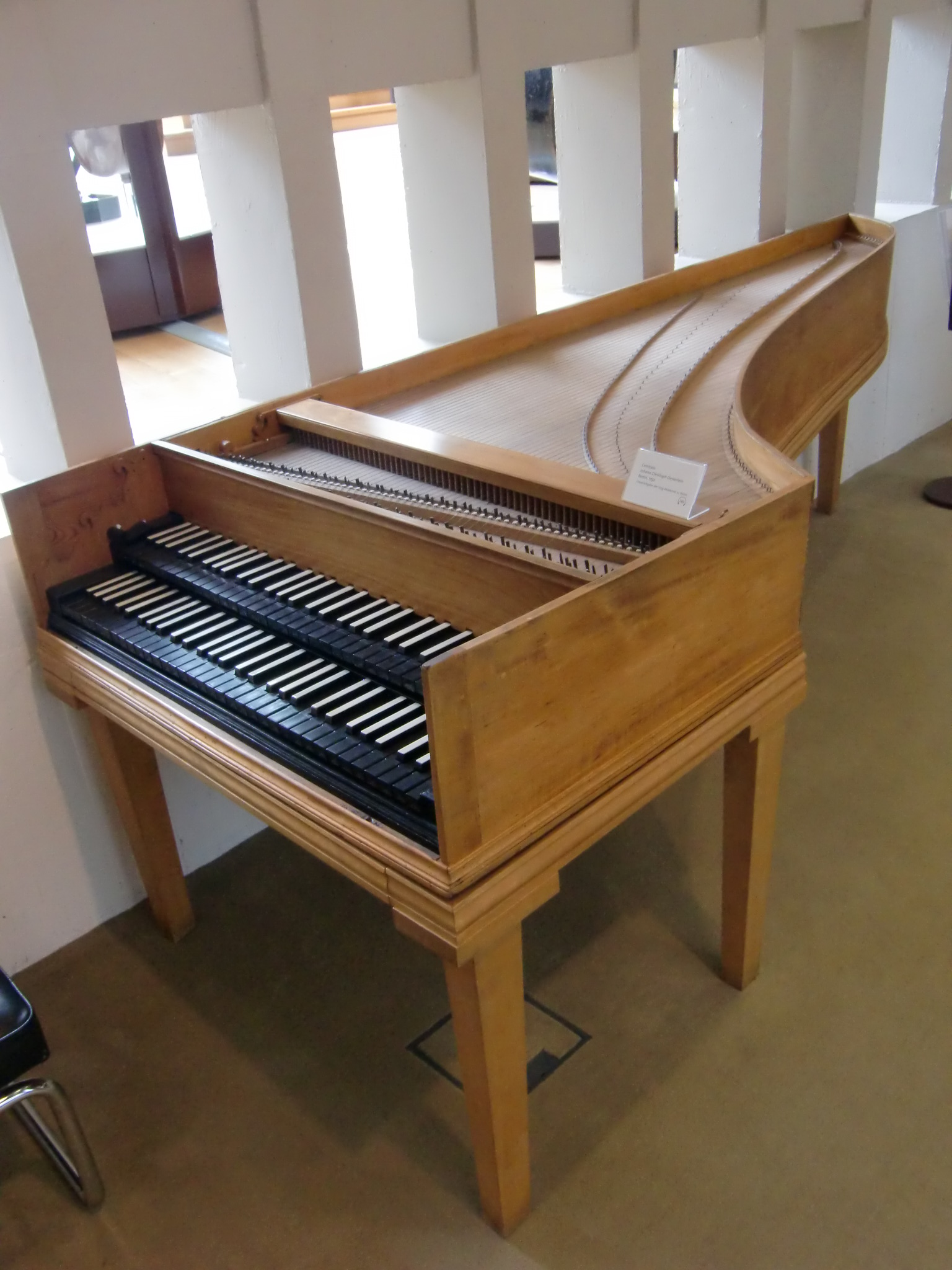
Clavecin Oesterlein
(Berlin, 1792)
Berlin, Musikinstrumentenmuseum

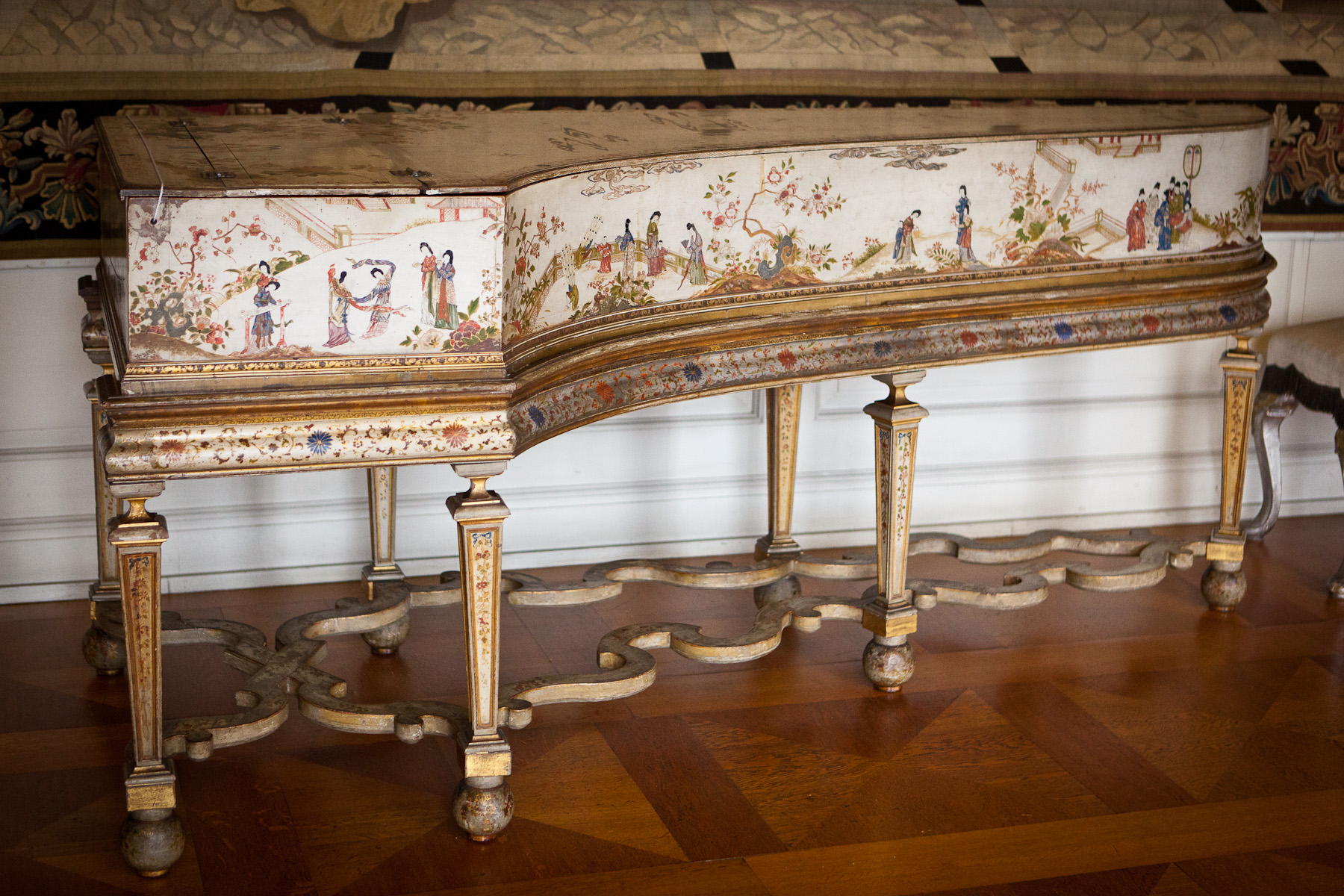
Clavecin Mietke (Berlin, 1702/1704)
Berlin, Charlottenburg

Michael Mietke est le plus connu : on conserve trois clavecins de sa facture (deux avec un clavier datés de 1702/1704 et 1710 et un à deux claviers daté de 1703/1713) de disposition classique, soit 2 × 8', soit 2 × 8' + 1 × 4'.
Ils ont une caisse en peuplier, d'épaisseur moyenne, avec une structure combinant des renforts à l'italienne (équerres) et à la flamande (barres de fond). Le piètement, avec sept ou huit pieds reliés par une ceinture d'entretoises basses sinueuses, est décoré en harmonie avec la caisse. Fait rare, la table d'harmonie n'a ni décor peint, ni rosace. Ces instruments ont à l'origine des étendues différentes : de sol à do ou de fa à do, élargies plus tard. Les marches sont plaquées d'ébène, les feintes d'ivoire et le module de l'octave est plutôt étroit, comme chez les français. Le clavecin de 1702/1704 est surtout remarqué par sa rare décoration en chinoiserie polychrome et dorée sur fond blanc évoquant la porcelaine, due au célèbre décorateur de la Cour du roi de Prusse, Gérard Dagly ; le double de 1703/1713 a un décor comparable sur fond noir, probablement l'œuvre du même artiste. Michael Mietke a une importance particulière dans l'histoire du clavecin car on sait que Johann Sebastian Bach a été mandaté par le prince Léopold d'Anhalt-Köthen pour acquérir auprès de ce facteur un instrument à deux claviers, grand et inhabituellement coûteux, dont on n'a pas retrouvé trace. Le prix élevé laisse à penser que ce pouvait être un instrument avec jeu de 16', Mietke ayant pu fabriquer de tels instruments selon certaines sources.
Johann Christoph Österlein laisse un instrument très tardif (1792) disposé 2 × 8' + 1 × 4', étendue de cinq octaves de fa à fa. La structure interne est comparable à celle des clavecins de Mietke, mais l'instrument est plus long. Non décoré, il repose sur un piètement d'aspect très simple.

#### Dresde
Dresde, capitale de la Saxe, est un centre de facture assez important où domine la famille des Gräbner, comptant neuf facteurs sur quatre générations et beaucoup plus d'un siècle depuis l'ancêtre Johann Christoph qui vécut au XVIIe siècle.
Il reste quatre clavecins de toute cette dynastie :
- 1722[note 16] par Johann Heinrich l'Aîné, fils de Johann Christoph ;
- 1739 et 1774 par Johann Heinrich le Jeune, fils du précédent ;
- 1782 par Karl August, fils du précédent.

Malgré le laps de temps important, tous partagent de nombreuses caractéristiques communes, peu fréquentes en Allemagne mais évoquant la facture italienne (structure interne notamment) ou française (claviers inversés à touches plutôt étroites, disposition 2 × 8', 1 × 4' avec jeu de luth). Les plus anciens disposent de registres éloignés les uns des autres donc à sonorités bien individualisées. Ces instruments ont une pointe anguleuse, un piètement simple, une décoration de même : ce ne sont pas des objets d'apparat. Seuls les deux plus récents atteignent l'étendue classique de cinq octaves, fa à fa.

#### Autres lieux
Quelques facteurs de talent exercent leur activité dans des cités plus isolées.

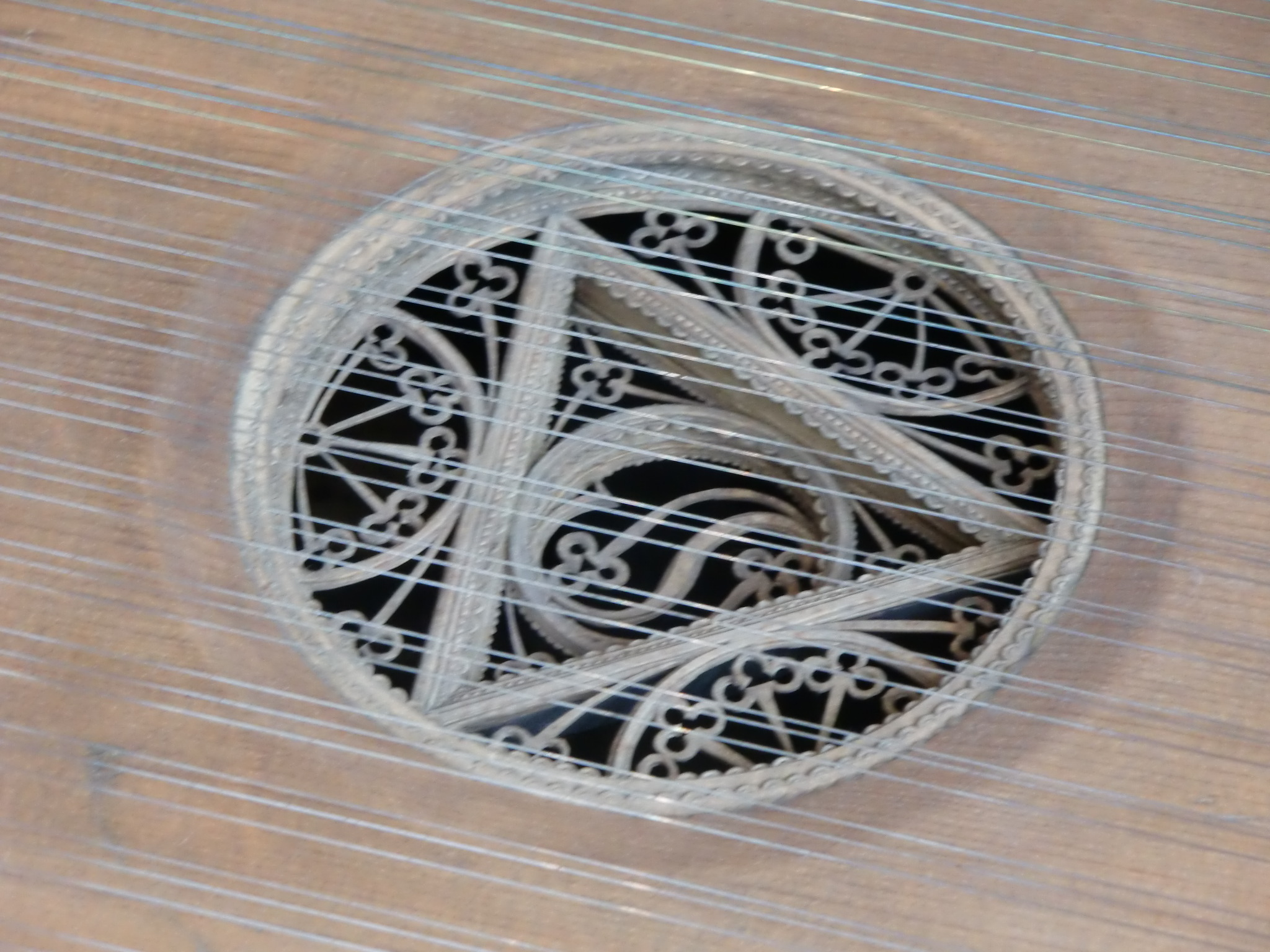
Rosace de J.G. Silbermann.

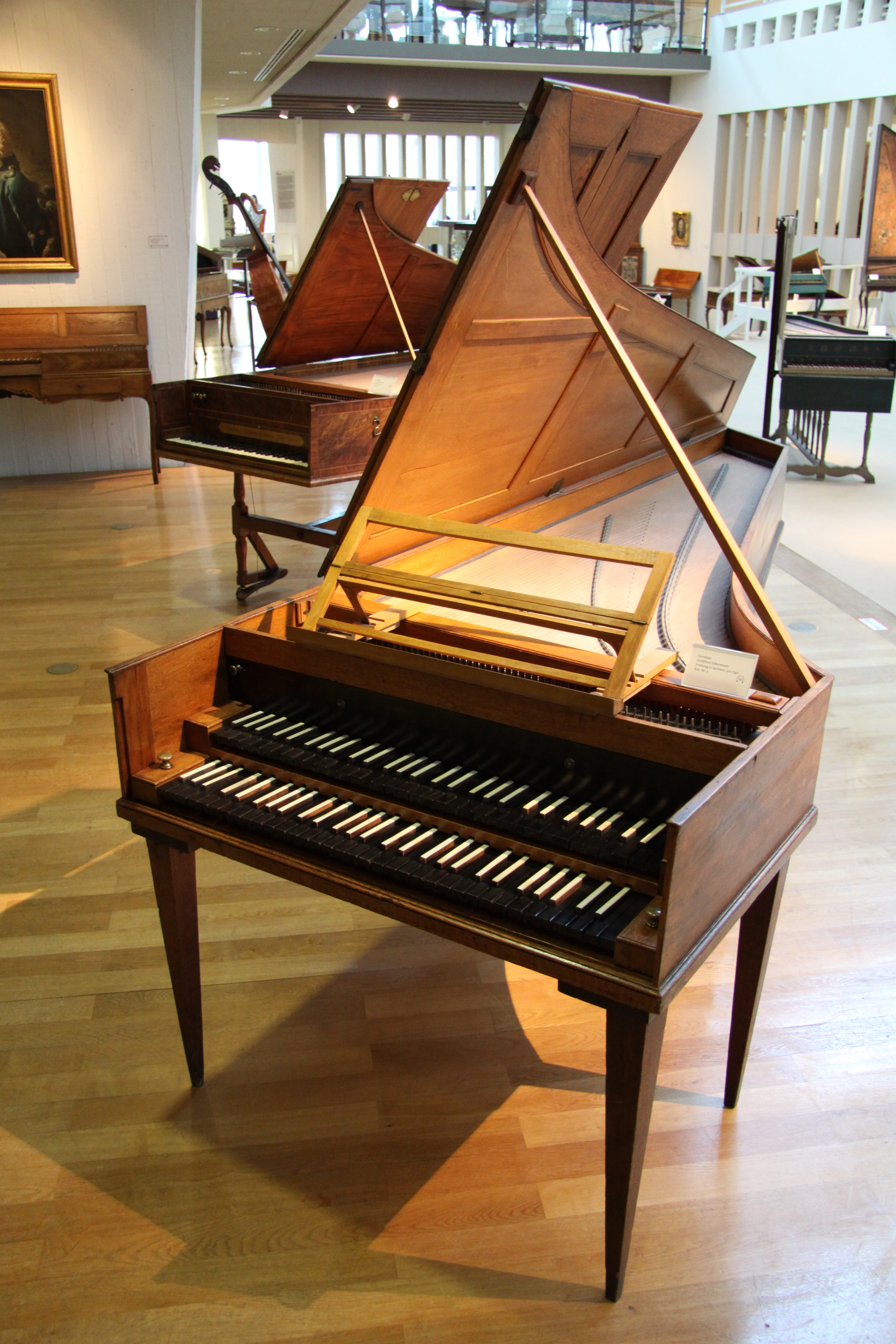
G. Silbermann (?) 1740
Berlin, Musikinstrumentenmuseum.

À Freiberg, petite ville de Saxe, travaille Gottfried Silbermann (1683-1753), un ami de Johann Sebastian Bach qui, comme les autres membres de sa famille, est également facteur d'orgues, et plus tard de pianos-forte.
Il reste un seul clavecin (1740) qui lui soit attribué de façon d'ailleurs incertaine. Ce grand instrument possède une caisse en chêne à décoration minimaliste mais ébénisterie soignée, et des caractéristiques proches de la facture française contemporaine avec une étendue de cinq octaves de fa à fa, une disposition 2 × 8', 1 × 4' avec accouplement à tiroir.
À Hanovre est établi Christian Vater (1679-1756), venu de Hambourg ; comme son père Martin, il est principalement facteur d'orgues après apprentissage accompli auprès d'Arp Schnitger ; son frère cadet Antoine (1689-1759) s'établit à Paris en 1715 et y devient un facteur de clavecins réputé.
Un seul clavecin reste de sa fabrication (1738), qui rappelle par plusieurs traits les productions françaises du siècle précédent, notamment ses parois d'épaisseur moyenne et son piètement à balustres en hélice reliés par une ceinture basse chantournée. Il a un seul clavier, une étendue sol/si-mi avec octave courte et disposition 2 × 8'. Sa queue est arrondie à la manière de Hambourg, sa caisse est peinte en noir avec de gros motifs baroques dorés, l'intérieur de son couvercle n'a jamais été peint.
Großbreitenbach, petite ville de Thuringe, est le berceau de la famille Harrass dont quatre membres — on ne connaît pas complètement leurs relations de parenté — sont facteurs de clavecins. Un de leurs clavecins (1710), aujourd'hui conservé au Château de Sondershausen, est signé.
C'est par analogie de facture qu'on attribue aujourd'hui, toutefois sans certitude, à un Harrass la construction d'un grand clavecin connu sous le nom de Bachflügel (clavecin de Bach) ; on a en effet longtemps supposé qu'il avait été fait par Gottfried Silbermann et appartenu au compositeur (cf. infra). Cet instrument a une importance historique. Sa disposition actuelle — non originale — est 1 × 16', 1 × 8' au clavier principal et 1 × 8', 1 × 4' au clavier supérieur ; on s'est fondé sur celle-ci pour construire de nombreux instruments au XXe siècle, supposément conformes aux recommandations de Bach. Les conjectures sont cependant nombreuses concernant l'usage du jeu de 16' au XVIIIe siècle, même si Jakob Adlung et d'autres sources témoignent de son existence, sinon de sa fréquence.

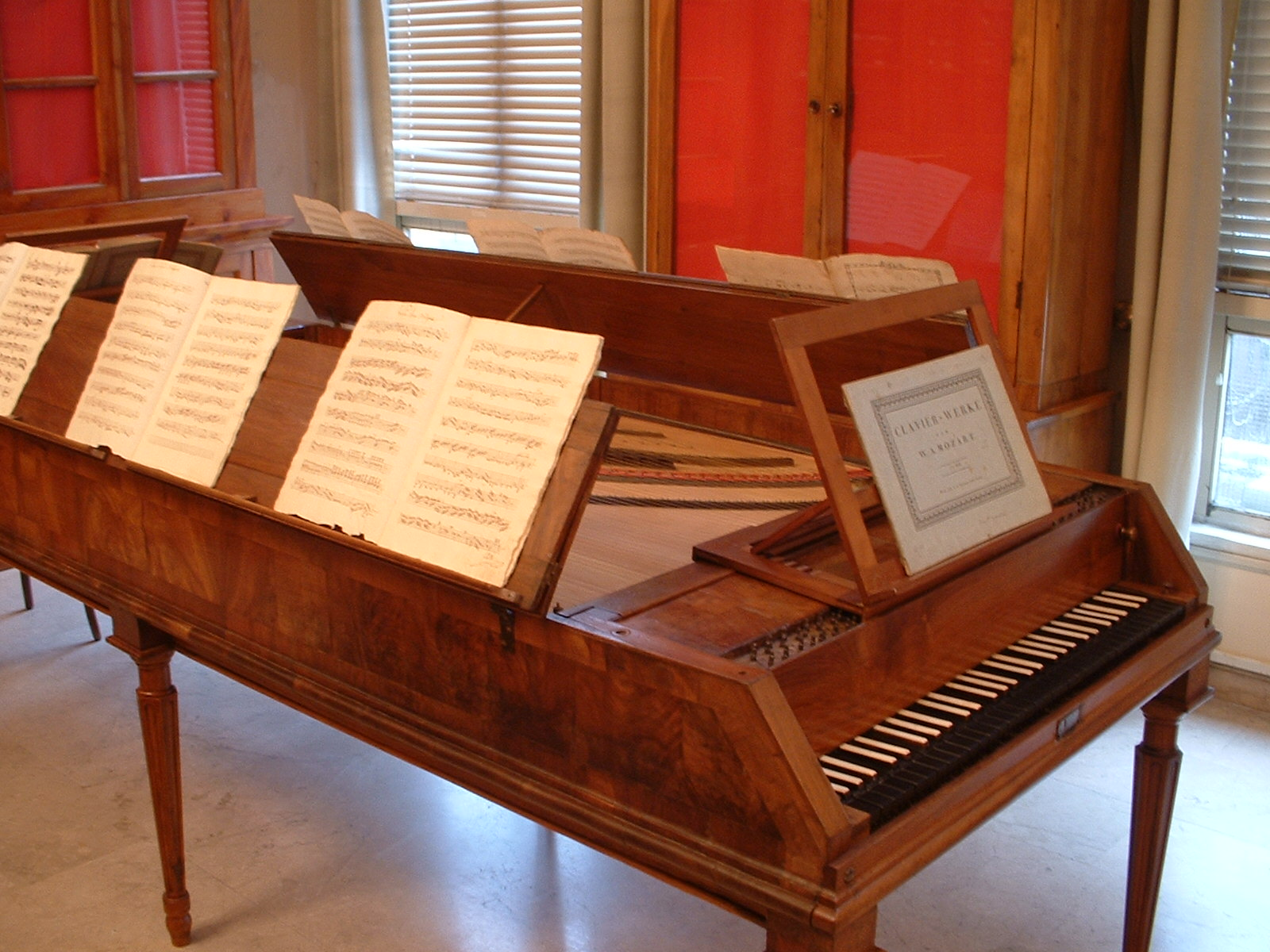
Un vis-à-vis de Johann Andreas Stein exposé à Vérone

La figure marquante à Augsbourg est celle de Johann Andreas Stein (1728-1792), dont on retient surtout le rôle en tant que promoteur du piano-forte de type viennois et les relations avec la famille Mozart. Il s'intéresse à tous les instruments à claviers (orgue, clavecin, clavicorde, piano-forte). En ce qui concerne le clavecin — il en construit vingt-et-un entre 1750 et 1777 —, il n'en reste aucun. Dans la famille des cordes pincées subsistent cependant deux instruments imposants et étonnants (vis-à-vis), combinant un clavecin et un piano-forte se faisant face et imbriqués le long de leurs éclisses courbes. Le plus ancien (1777) possède un clavier côté piano-forte et trois claviers côté clavecin (l'un d'entre eux peut actionner le mécanisme du piano) ; l'étendue est de cinq octaves, la disposition 1 × 16', 2 × 8', 1 × 4' avec dogleg pour l'un des 8' et le très rare jeu d'arpichordum. Le second est plus simple, avec seulement deux claviers pour la partie clavecin. Le vis-à-vis ne possède aucune décoration particulière, ni même rosace. La menuiserie est des plus dépouillées et le bois laissé au naturel.

### XVIIIesiècle- Grande-Bretagne
Pendant le premier quart du XVIIIe siècle, la production de grands clavecins est limitée et les instruments conservés aujourd'hui sont donc peu nombreux — sept clavecins à un ou deux claviers, tous de facteurs différents (soit : Joseph Tisseran, Thomas Barton, Benjamin Slade, Thomas Hancock, William Smith, Francis Coston et Thomas Hitchcock). On voit apparaître le premier instrument à deux claviers (Joseph Tisseran, 1710) et l'étendue atteint les cinq octaves.
La facture conserve les traits principaux du siècle précédent, en particulier la caisse en noyer (massif ou plaqué sur chêne), le module assez court et la courbure de l'éclisse très prononcée, les parois d'épaisseur moyenne avec échine plus épaisse, le jeu de nasal et le rang de sautereaux en dogleg, les registres actionnés par des tirettes à bouton en bronze traversant la barre de nom, les moulures rapportées, le piètement assez simple, la décoration peinte plutôt rare, qu'elle concerne la caisse ou la table d'harmonie. Un élément distinctif de la facture anglaise, particulièrement au XVIIIe siècle, est le soin apporté au travail des pièces de serrurerie apparentes en bronze telles que charnières, crochets, boutons de registre, etc..
Un nom est important, celui d'Hermann Tabel, émigré des Pays-Bas établi à Londres. Son existence est très mal connue, mais selon une tradition douteuse il aurait été formé auprès du dernier des Couchet. Il ne reste qu'un seul clavecin de sa facture (1721, deux claviers, d'attribution d'ailleurs incertaine) mais il a pour apprentis successifs, à quelque dix ans d'intervalle, les deux meilleurs facteurs qui domineront de très loin toute la production britannique jusqu'à la fin du siècle : c'est la période d'apogée du clavecin dans ce pays. Ces deux personnalités ont des parcours respectifs très parallèles.

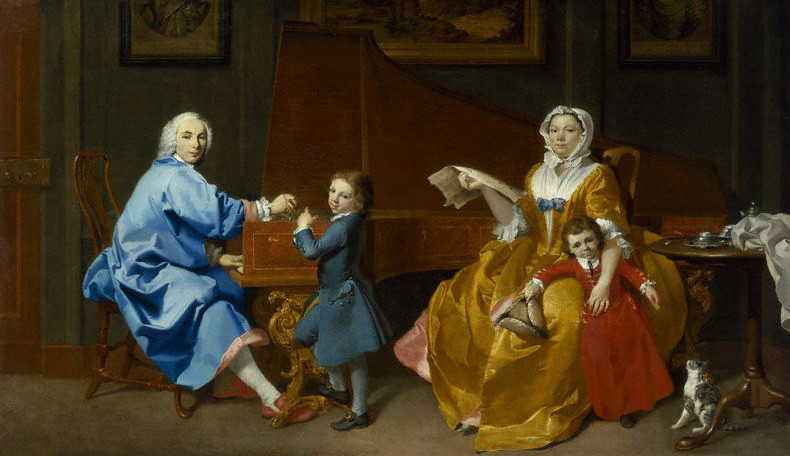
Le facteur anglais Burkat Shudi, en famille, accorde un clavecin
Tableau de Marcus Tuscher, vers 1742
Londres, National Portrait Gallery.

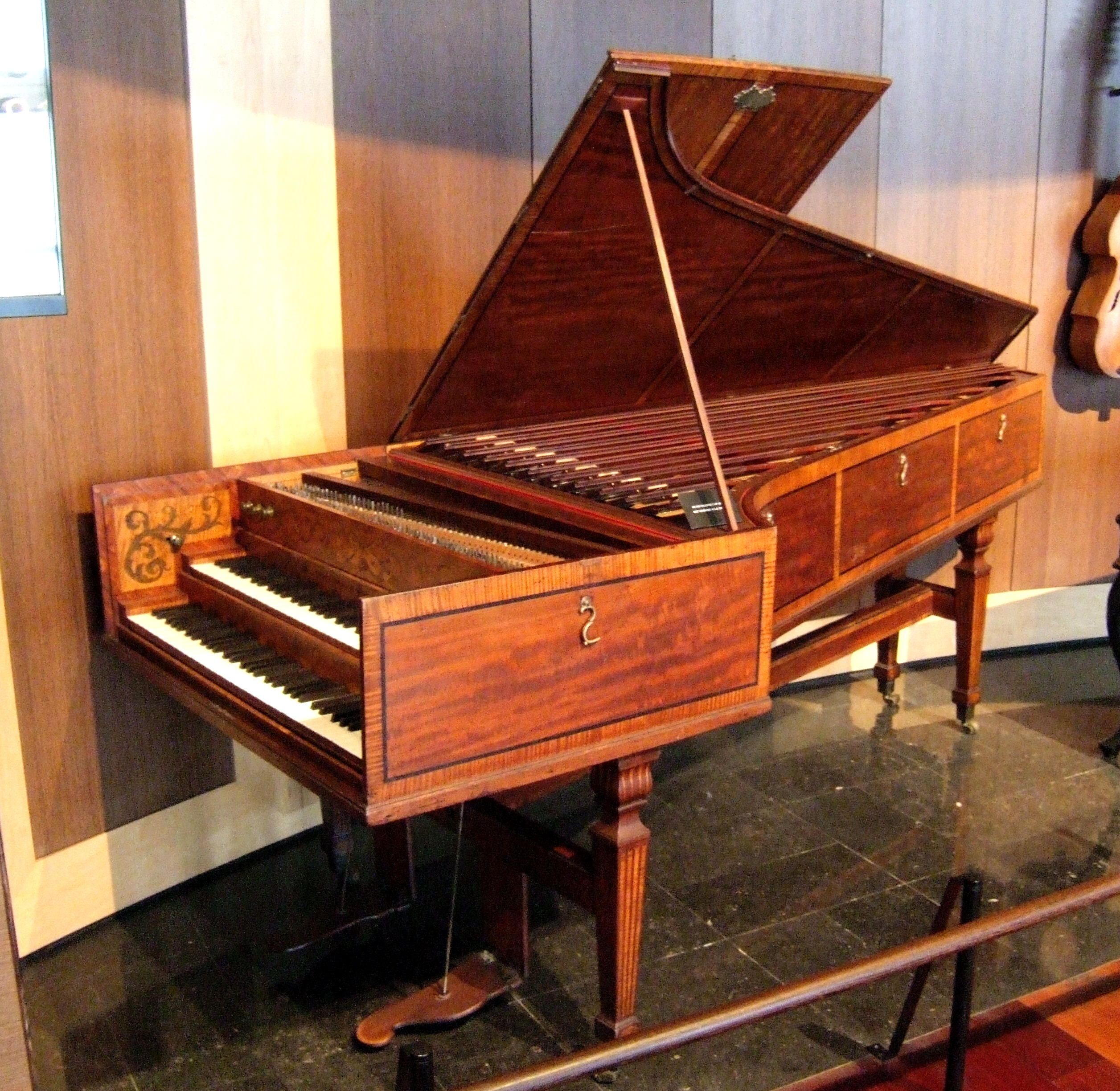
Clavecin de Burkat Shudi (1773) muni du Venetian swell
Bruxelles, Musée des Instruments de Musique.

Burkat Shudi (menuisier de formation, né en Suisse) travaille auprès de Tabel dans les années 1720 avant de s'établir à son compte en 1728. Son premier clavecin est daté de 1729. Son entreprise devient très florissante : les instruments sont datés et numérotés en séquence, et le dernier est le no 1155 en 1793. Il en reste aujourd'hui une cinquantaine. Il s'associe plus tard (en 1770) avec son gendre John Broadwood et l'atelier se tourne à la fin du siècle vers la construction de pianos-forte. Ami de Haendel, Shudi compte parmi ses clients le Prince de Galles, l'impératrice Marie-Thérèse d'Autriche, le roi de Prusse Frédéric II, Joseph Haydn… Il fait breveter en 1769 un dispositif expressif, le Venetian swell, sorte de couvercle intérieur à persiennes orientables commandées par une pédale et qui permet des effets de crescendo-decrescendo (photo ci-contre).
Jacob Kirkman, ébéniste de formation et originaire d'Alsace, est apprenti de Tabel dans les années 1730 ; après la mort de celui-ci en 1738, il épouse sa veuve et reprend son atelier. Il augmente la production de façon inégalée : il reste environ 110 clavecins Kirkman produits entre 1744 et 1800 (ou 1809), et l'on estime le nombre total produit à plus du double de celui de Shudi, soit largement plus de 2 000. Il s'associe en 1772 avec son neveu Abraham et la firme a entre autres clients les rois George II et George III.

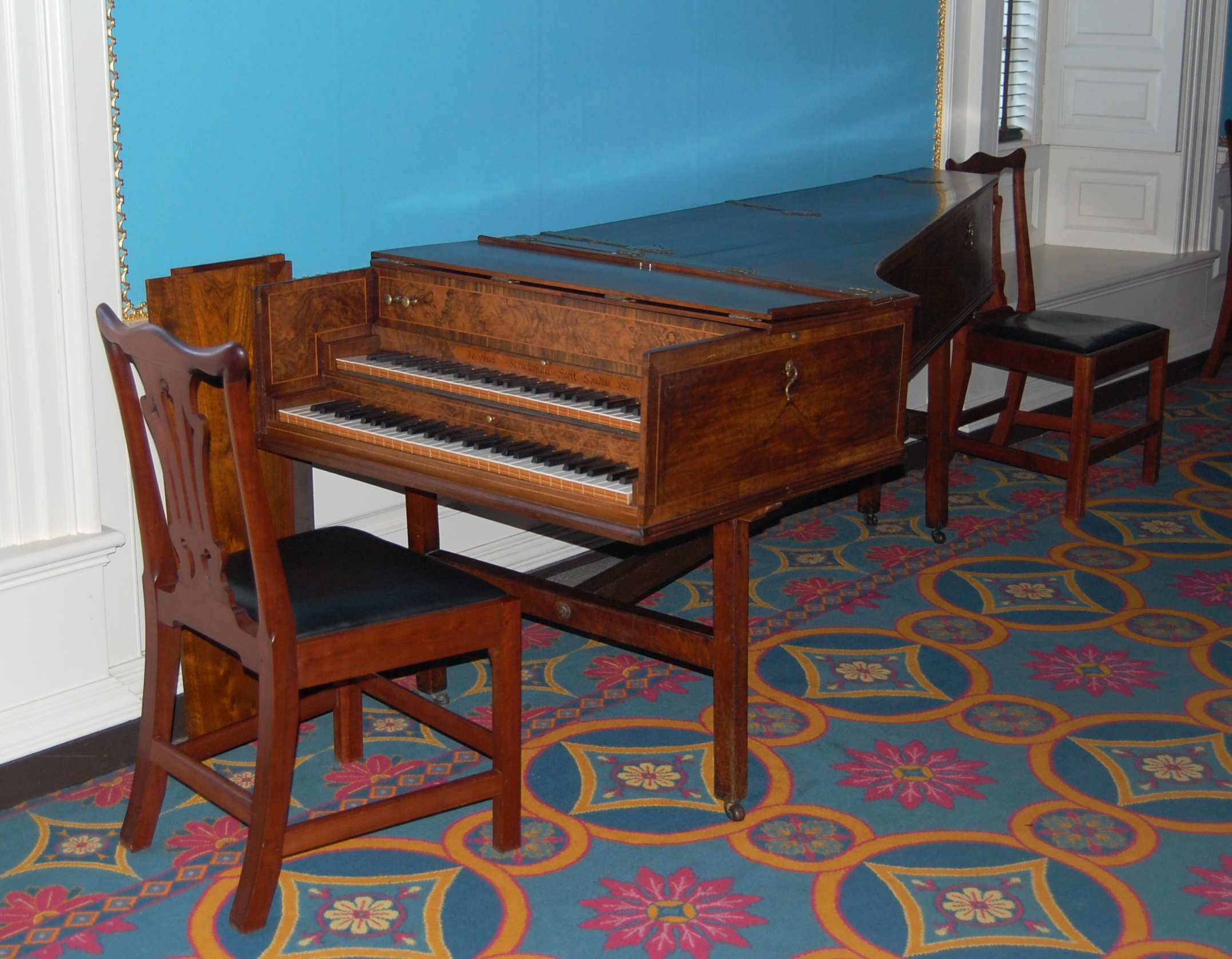
Clavecin de Jacob Kirckman, Londres 1758
Williamsburg (Virginie), palais du Gouverneur.

Shudi et Kirkman se partagent le quasi-monopole des clavecins à Londres à partir de 1740, ne laissant à leurs concurrents que la facture de petits instruments. Ceux qu'ils construisent sont de caractéristiques très comparables et définissent l'archétype du clavecin britannique du XVIIIe siècle décliné en trois modèles : simple clavier 2 × 8', simple clavier 2 × 8', 1 × 4' et double clavier 2 × 8' (dogleg), 1 × 4', nasal, parfois avec jeu de luth. Les doubles claviers représentent environ la moitié de la production, et de nombreux instruments possèdent le mécanisme dit machine-stop (date de mise au point et inventeur inconnus) permettant d'actionner par pédale de rapides changements de registration.

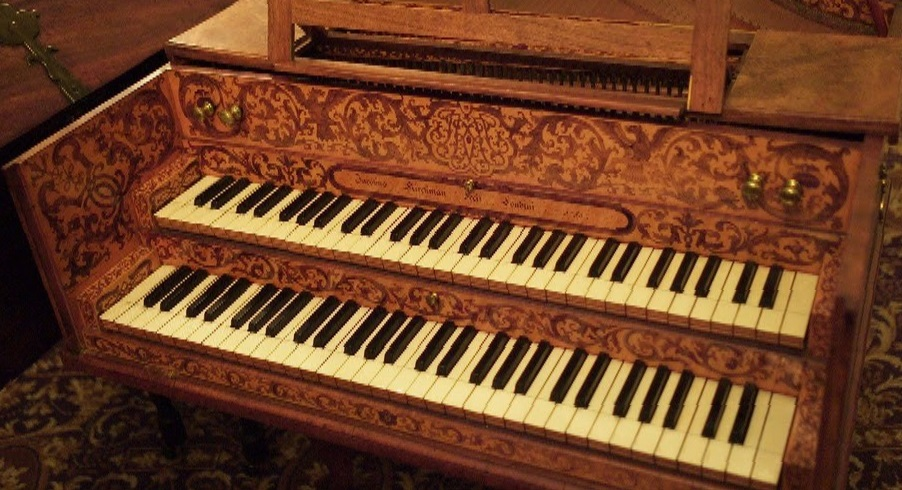
Jacob Kirkman, 1755
St Cecilia's Hall, Édimbourg.

 La caisse est en chêne avec placage de noyer — plus tardivement d'acajou — en panneaux soulignés par des filets de bois contrastant. L'échine est en général laissée brute sauf cas très rare. Certains modèles présentent une marqueterie d'un raffinement exceptionnel, tel le clavecin de 1755 par Kirkman exposé au St Cecilia's Hall de l'Université d'Édimbourg (photo à gauche) ou d'autres (1756, 1761). Le couvercle s'articule grâce à des charnières en bronze très ouvragées.
La table d'harmonie n'est pas décorée ; elle est ornée d'une rosace en étain doré chez Kirkman (pas de rosace chez Shudi).
Les touches naturelles sont plaquées d'ivoire, les chromatiques en ébène ou palissandre, aspect que reprendra le clavier du piano (sur certains instruments, les feintes sont décorées d'un filet central longitudinal en ivoire). Les registres sont commandés par des tirettes à bouton rond en laiton traversant la barre de nom, voire par des pédales.

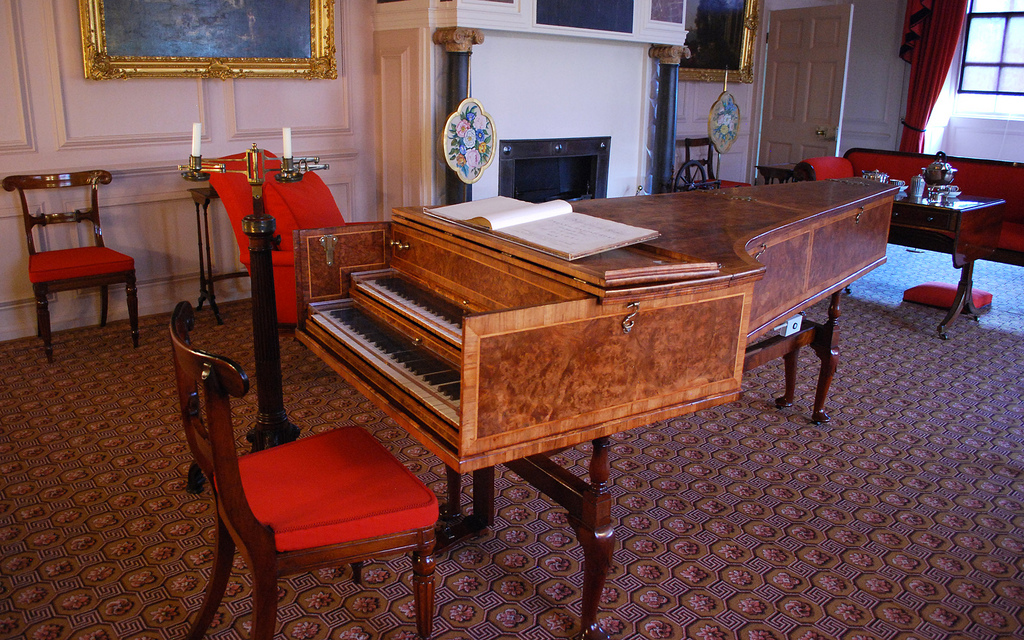
Clavecin de Burkat Shudi (1740)
Noter le piétement de style Jacendale
Londres, Kew Gardens

Le piètement est composé invariablement de quatre pieds réunis par des entretoises horizontales, démontable pour le transport. Les pieds peuvent être de différentes formes, suivant avec retard les styles de mobilier en vogue : de section carrée, droits ou effilés de haut en bas, tournés ou d'une combinaison étrange (et d'aspect assez peu convaincant) de balustres tournés au-dessus des entretoises horizontales et de pieds « cabriole » au-dessous, composant le style dit Jacendale, contraction de Jacobean et Chippendale (photo ci-contre). La structure interne est inspirée du modèle flamand avec ajout de renforts longitudinaux, trait spécifique à la facture anglaise.
La qualité sonore est considérée comme exceptionnelle ; elle le serait même un peu trop, détournant l'auditeur de la musique elle-même au profit de l'étonnement et de l'admiration pour cette sonorité. Ainsi Charles Burney écrit en 1771 :

« To persons accustomed to English harpsichords all the keyed instruments on the continent appear to great disadvantage. (...) I found three English harpsichords in the three principal cities of Italy which are regarded by the Italians as so many phenomena.
(Pour ceux qui sont accoutumés aux clavecins anglais, tous les instruments à clavier sur le continent leur semblent bien inférieurs. (...) J'ai trouvé trois clavecins anglais dans les trois principales villes d'Italie, lesquels sont considérés par les Italiens comme autant de phénomènes.) »

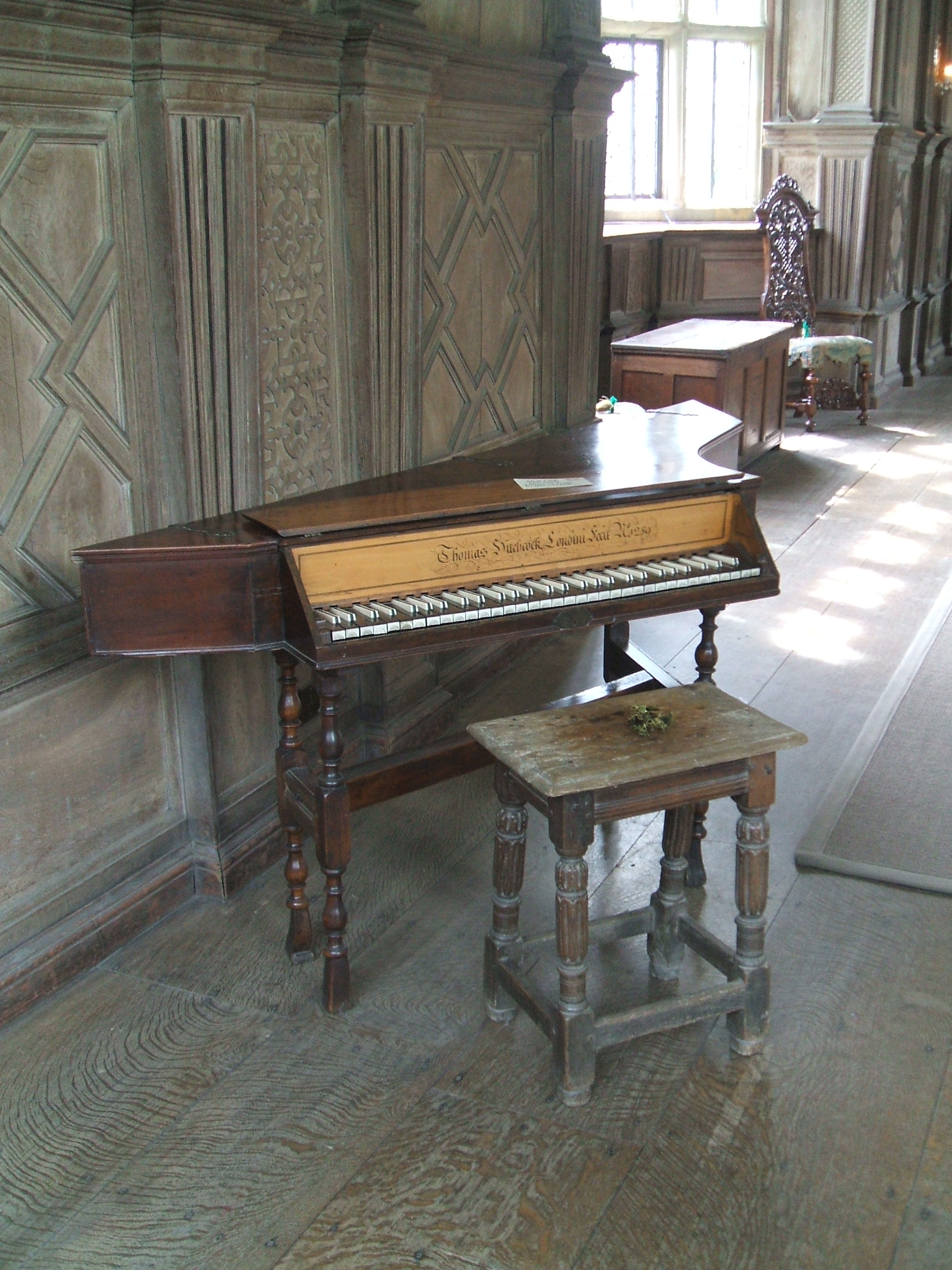
Épinette de Thomas Hitchcock
Haddon Hall (Derbyshire).

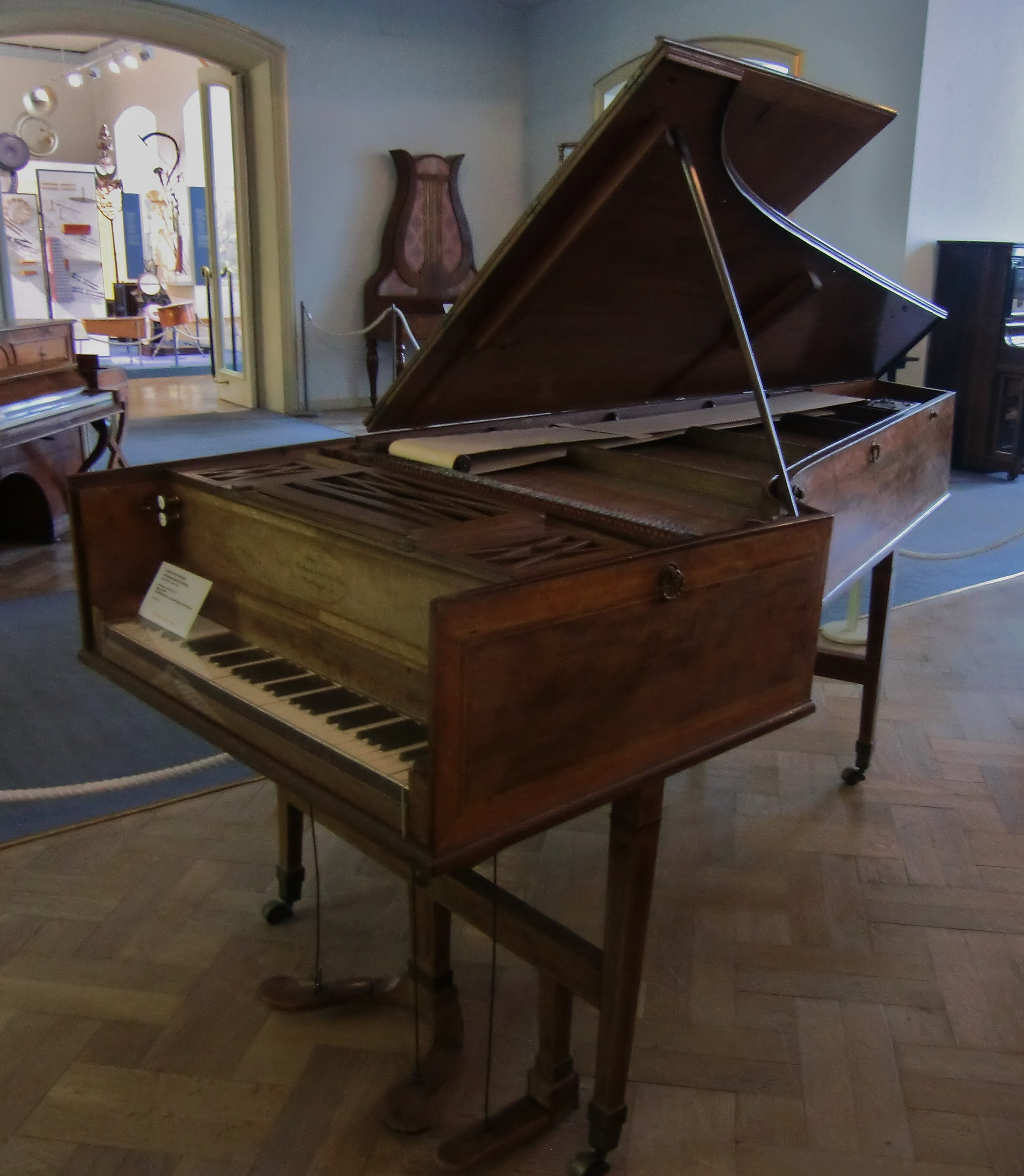
Clavecin-piano de Merlin (1780) - remarquer le dispositif enregistreur
Munich, Deutsches Museum.

Cet avis est partagé, plus récemment, par Frank Hubbard, grand admirateur de la facture française du XVIIIe siècle :

« Although these almost mass-produced harpsichords did not have as musical a disposition as their French contemporaries, it is possible that they represent the culmination of the harpsichord maker's art. For sheer magnificence of tone, reedy trebles and sonorous basses, no other harpsichords ever matched them.
(Bien que ces clavecins qui sont presque produits en série n'aient pas une disposition aussi musicale que leurs contemporains français, il est bien possible qu'ils représentent le nec-plus-ultra de la facture instrumentale. L'extrême magnificence de leur sonorité, leurs aigus flûtés et leurs basses sonores n'ont jamais été égalés par un autre clavecin.) »

Cependant, ces instruments arrivent sur le marché dans une période de décadence européenne du clavecin, trop tard pour susciter des compositions exploitant leurs caractéristiques : les pièces des plus grands compositeurs — Couperin, Bach, Haendel, Rameau, Scarlatti — sont antérieures de plus de vingt ans à l'apogée de la facture britannique.
À partir de 1767, Kirkman et Shudi ont à Londres une certaine concurrence de la part d'une entreprise commerciale, diffusant des clavecins construits sous sa marque par des facteurs moins connus : James Longman fonde une société d'édition musicale dont l'activité s'étend ensuite à la diffusion d'instruments, dont le clavecin. Il s'associe avec Francis Broderip en 1775. La firme Longman & Broderip finit par faire faillite en 1798 ; il reste trente-six instruments — clavecins ou épinettes — qui portent sa marque.

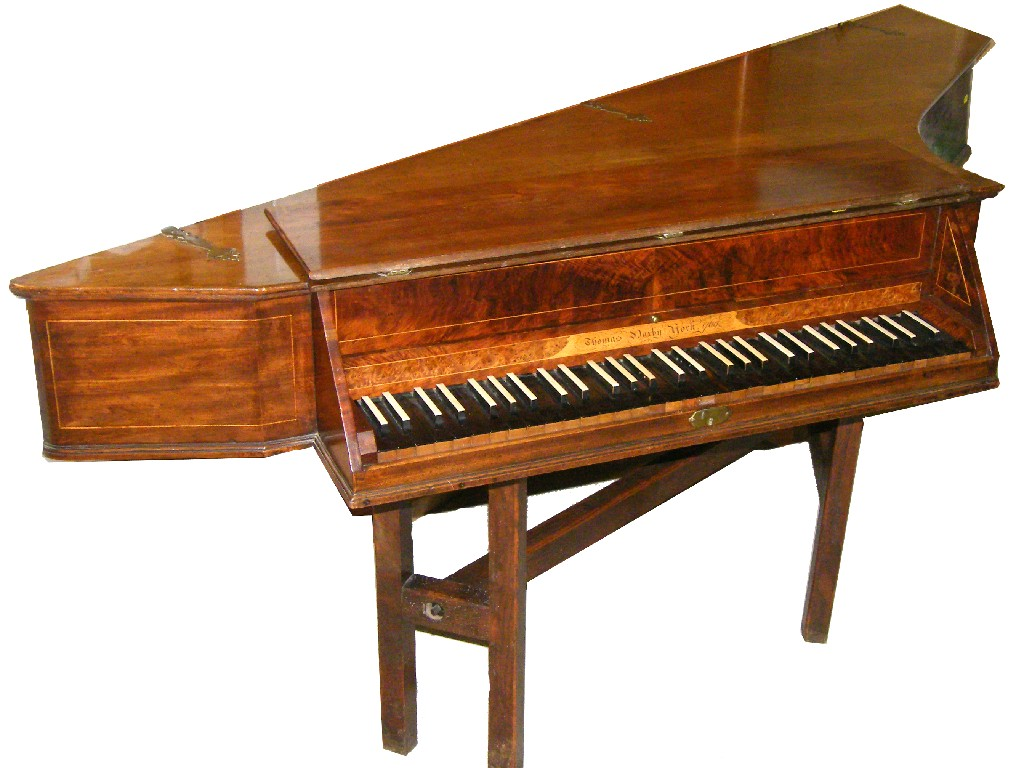
Épinette de Thomas Haxby

Une petite production existe au-dehors de Londres, notamment à York où travaille Thomas Haxby, dont l'activité couvre aussi d'autres types de produits (orgues, pianos, violons, cithares…).
Pendant tout le siècle, il y a une importante production d'épinettes courbes (bentside spinet). Ces dernières sont l'équivalent des pianos droits actuels : elles sont moins onéreuses, plus accessibles à la classe moyenne tout en offrant la même étendue (cinq octaves) que les grands instruments. Leur style est assez uniforme avec leur caisse d'ébénisterie sans décoration peinte. Quelques familles de facteurs s'en font une spécialité, tels les Hitchcock, les Harris…
Vers la fin du siècle, quelques facteurs réalisent des instruments hybrides combinant le mécanisme d'un clavecin et d'un piano dans une caisse de clavecin. Le plus connu est l'œuvre d'un immigré établi à Londres, Jean-Joseph Merlin (1735-1803), génie inventif aussi dans d'autres domaines. Daté de 1780 et exposé à Munich, au Deutsches Museum, le clavecin a une disposition 1 × 16' + 1 × 8' + 1 × 4' ; le mécanisme de piano est inversé (marteaux frappant la corde par au-dessus) ; des pédales permettent d'actionner le jeu de 16' et la partie piano. En outre, un dispositif permet d'enregistrer sur rouleau de papier la trace des pièces jouées.

## À l'écart des principaux centres

### Espagne
L'Espagne présente un cas très particulier. La construction de clavecins et autres instruments à clavier semble remonter aussi loin que le XVe siècle dans ce pays, mais, comme le remarque Beryl Kenyon de Pascual, « les clavecins espagnols sont depuis toujours un mystère. ». Ils sont pourtant cités dans les principaux traités de l'époque, tels ceux de Juan Bermudo ou Tomas de Santa Maria.
Il y a tout d'abord un problème de terminologie, le mot clavicimbalo est parfois utilisé, et dans ce cas toujours pour désigner le grand clavecin. Cependant le mot clavicordio est générique, pouvant indiquer n'importe quel instrument à cordes et clavier (lorsque nécessaire, le clavicorde était désigné manicordio) ; cette ambiguïté rappelle celle des mots « virginal » en Angleterre et « épinette » en France au XVIIe siècle. Le terme clave devient plus usité vers la fin du XVIIIe siècle concurremment à clavicimbalo et clavecin.

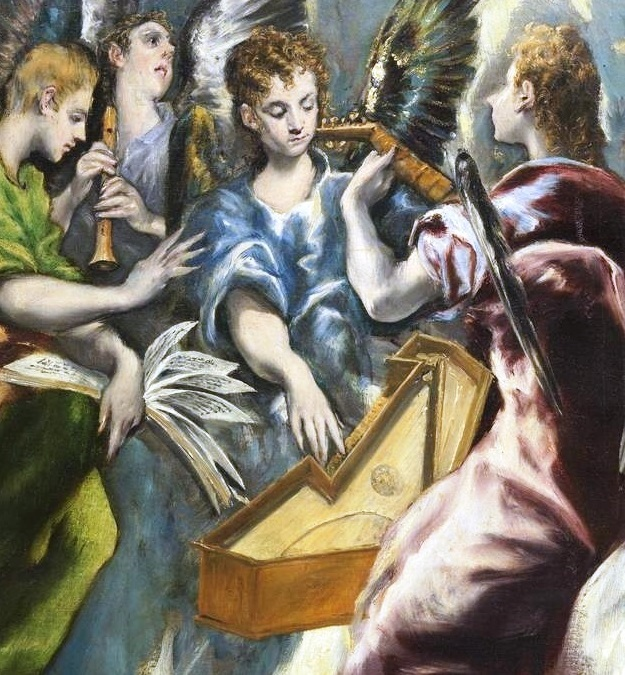
Détail du tableau L'annonciation de El Greco, 1596-1600 (Musée du Prado, Madrid) - le virginal heptagonal est de la forme pratiquée à Milan par Annibale dei Rossi

En second lieu, le nombre d'instruments construits a toujours été limité : ceux qui existent encore sont très rares et apparemment aucun n'est antérieur au XVIIIe siècle. Contrairement à d'autres pays européens et sauf exception, la noblesse espagnole ne s'intéresse guère à la musique et, de ce fait, n'investit pas beaucoup dans cette activité jugée indigne de son rang. Aux XVIe et XVIIe siècles, l'Espagne importe également des instruments d'Italie et de Flandre, pays au moins partiellement soumis à l'Espagne.
Aux XVe et XVIe, les documents permettent de connaître les noms des facteurs Juce Albariel (Saragosse, fl 1469), Maestro Enrique (Séville, fl 1470), Mohama Mofferiz (dit « le Maure de Saragosse », fl 1483-1545), Pedro Bayle (Saragosse, fl 1505)… Ils sont facteurs de clavecins et d'orgues, et le claviorganum, assez rare en d'autres pays, semble avoir connu ici une diffusion moins confidentielle.
Au XVIIe siècle sont attestés les noms de Pedro Luis de Berganos (fl 1629), Bartolomeu Angel Risueno (fl 1664), Domingo de Carvaleda (mort en 1684) et de l'Italien Bartolomé Jovernadi au service du roi Philippe IV vers 1635, inventeur d'un cimbalo perfetto dont on sait peu de choses. Un religieux, Pablo Nassare, décrit les sortes de clavecins construits à cette époque en Espagne : grands clavecins possédant de un à trois rangs de cordes, épinettes de 8 ou 4 pieds, tout en remarquant le faible nombre de facteurs en Espagne.
Le clavecin devient l'hôte privilégié des palais royaux au XVIIIe siècle grâce à la reine Maria Barbara que suit à Séville puis à Madrid son professeur de clavecin Domenico Scarlatti. Cette princesse, très bonne claveciniste, possède douze instruments à clavier répartis entre les palais de l'Escurial, d'Aranjuez et du Buen Retiro, parmi lesquels des pianos-forte, probablement de facture italienne (Cristofori ou Ferrini), auxquels elle préfère cependant ses clavecins ; parmi ceux-ci, des instruments italiens, espagnols et un flamand, probablement de Ruckers. Son inventaire après décès mentionne trois grands instruments espagnols à caisse de noyer, dont le plus imposant (cinq registres, quatre jeux de cordes, étendue de 56 touches) est dû au facteur de la Cour Diego Fernandez (1703-1775), assisté dans sa conception par le castrat Farinelli alors établi auprès du roi Philippe V et qui en hérite à cette occasion. La caisse en noyer, rarissime dans les pays méditerranéens, est traçable en Espagne depuis le temps de Mofferiz, concurremment avec les caisses en cèdre ou cyprès et celles en peuplier. Les claviers peuvent comporter de 56 à 61 touches, les marches en ébène et les feintes couvertes d'os ou de nacre. Il semble que les facteurs espagnols de l'époque subissent l'influence combinée des Italiens et des Flamands.

### Portugal

Clavecin de Joachim José Antunes, Lisbonne 1758 - Museu da Música.

Les clavecins de facture portugaise sont rares et ne remontent pas au-delà du XVIIIe siècle ; les noms de facteurs connus sont également très peu nombreux. Parmi ceux-ci, les plus fameux sont ceux de Joachim José Antunes (fl. 1785) et Manuel Antunes (fl. 1789), deux facteurs probablement de la même famille. On note aussi ceux de Jozé Calisto et de Manuel Anjos de Beja.
Les clavecins encore existants datent de la fin du siècle ; dotés d'un seul clavier avec disposition de 2 × 8', ils traduisent une forte influence italienne avec quelques caractéristiques nordiques. Un trait typique est leur piètement constitué de quatre planches verticales au profil galbé avec évidemment central en forme de cœur, reliées deux par deux par une simple entretoise.

### Irlande
Concentrée à Dublin, la facture irlandaise se distingue de l'anglaise par un certain nombre de traits qui lui sont spécifiques : les clavecins connus sont tous à un seul clavier, le clavicythérium y est proportionnellement très présent (quatre sur les neuf instruments conservés), l’usage des genouillères est préféré à celui des pédales pour actionner les registres, machine stop et dispositif expressif à persiennes vénitiennes, l’étendue du clavier de fa/sol à sol, particulière à l'Irlande.
Les facteurs connus par leurs instruments sont :
- Ferdinand Weber (1715-1784), Allemand installé à Dublin en 1739 (quatre clavecins, une épinette, deux clavicythériums) ;
- Henry Rother et Robert Woffington (un clavicythérium chacun, le second étant également un claviorganum).

Le clavicythérium de Weber de 1764 et celui de Rother ont une forme dite « pyramidale » : l’instrument a une symétrie verticale, ce qui s’obtient soit grâce à des cordes disposées en diagonale, soit par un système d’abrégé comparable à celui de l’orgue permettant de grouper les cordes graves au centre et les aiguës sur les côtés.

### Amérique du Nord
Les plus fortunés des habitants des colonies anglaises du Nouveau Monde faisaient venir leurs instruments de Londres. Cependant au XVIIIe siècle une production locale se fit jour, sous l'impulsion d'immigrés européens (anglais mais aussi allemands et autres) ainsi que de certains natifs se lançant sans réglementation contraignante dans cette production et ce commerce.
Les instruments construits sur le sol américain — avant ou après l'Indépendance des États-Unis — sont principalement des épinettes courbes et se distinguent fort peu des instruments importés d'Angleterre.
La première épinette, par l'Allemand émigré Johann Gottlob Klemm (1690-1762), un élève de Johann Gottfried Silbermann, date de 1739. Un facteur assez prolifique fut John Harris, d'origine anglaise.
Seuls deux clavecins américains sont conservés : le premier est de l'Allemand David Tannenberg (1725-1804), élève de Klemm et principalement facteur d'orgues ; le second (double clavier avec cinq octaves, probablement disposé 2 × 8', 1 × 4' avec luth, nasal et machine stop) est de Trute et Wiedberg. Il se distingue des instruments anglais par sa caisse en acajou, un bois d'ailleurs assez peu adapté à cet usage.

### Autriche
Si quelques artisans sont actifs à Salzbourg, à Linz, à Prague ou au Tyrol dès le XVIIe siècle, la plupart des facteurs travaillent à Vienne, capitale de l'Empire. La construction de clavecins y est en fait une activité secondaire, comme dans les autres pays germaniques : ils s'occupent surtout de facture d'orgue et/ou de clavicordes.

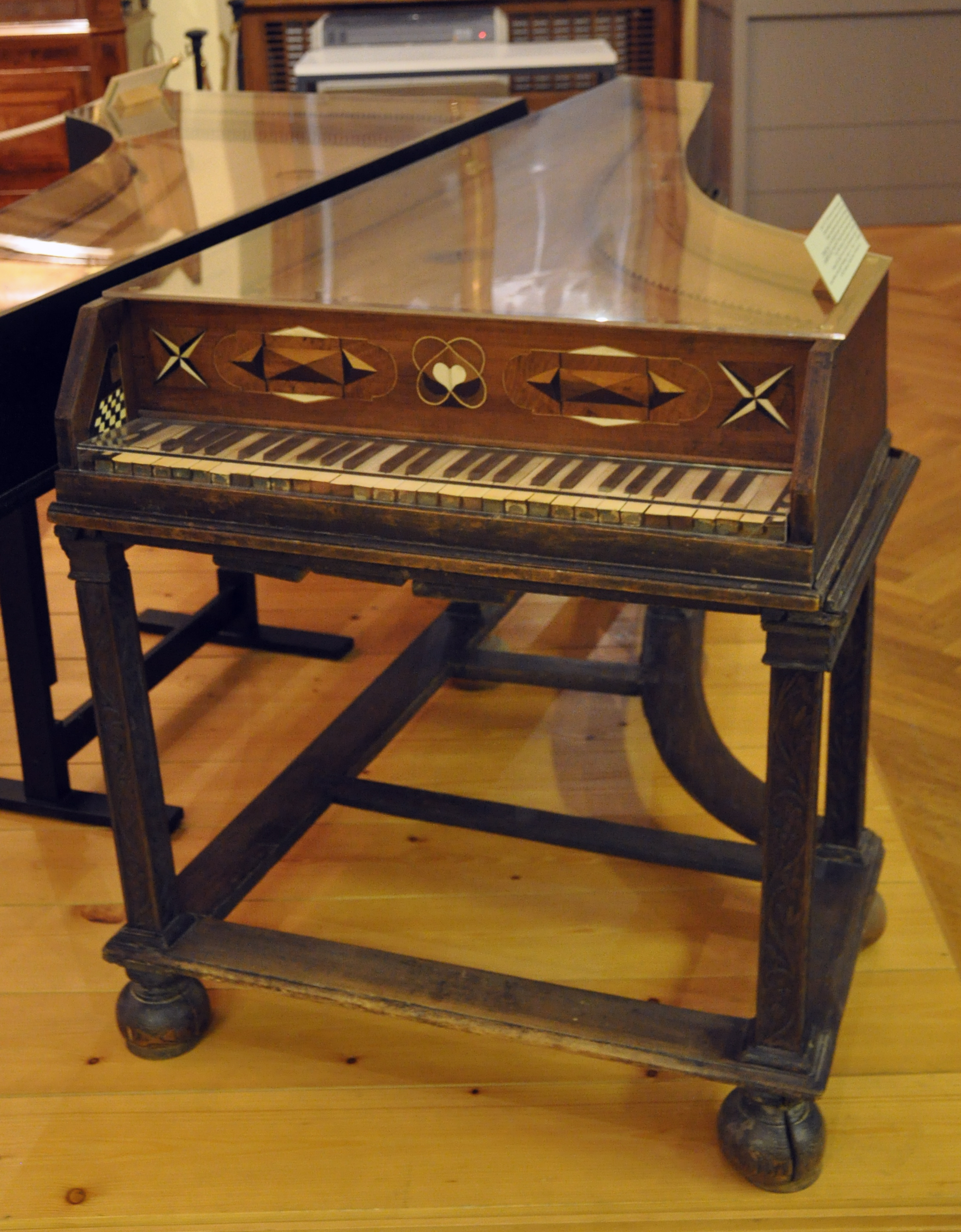
Clavecin anonyme (1696) transformé en pianoforte, Vienne, Kunsthistorisches Museum.

Les instruments conservés — soit huit grands clavecins et trois épinettes, dont certains anonymes — évoquent les instruments de l'Allemagne méridionale ; ils partagent avec ceux de l'Italie toute proche un aspect généralement conservateur, loin des innovations techniques des pays plus au Nord de l'Europe. Ils forment également un ensemble très homogène quant aux aspects structurels et décoratifs.
Les caisses sont en noyer d'épaisseur réduite, le bois ciré non peint ; seule la boîte à clavier donne lieu à décoration de marqueterie en matériaux contrastants ; les joues, d'épaisseur renforcée, sont découpées en oblique et affectent donc une forme triangulaire et non la forme rectangulaire habituelle ; l'éclisse courbe est fortement incurvée, et l'on trouve indifféremment des queues en pointe ou arrondies.

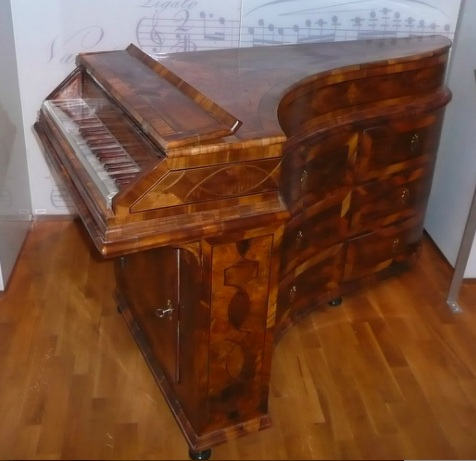
Clavecin anonyme
Prague, Národní muzeum.

Deux clavecins, l'anonyme de Prague (vers 1680 - 1700) et celui de Johann Christoph Pantzner (1747), possèdent un piètement en forme de commode (sic) avec tiroirs dont la base épouse la forme de l'instrument. Les claviers, toujours uniques (disposition 2 × 8' pour les clavecins), sont avec les marches en os ou ivoire, les feintes en bois noirci. Les instruments les plus récents ont un clavier chromatique mais les plus anciens présentent une particularité qui semble propre à l'Autriche : l'octave courte comprenant non seulement des feintes, mais aussi des marches brisées (en deux ou en trois sections repérées par un motif visuel). Ainsi le do apparent étant accordé fa, la même touche, ré apparent, comprend trois sections accordées sol, la et si bémol, et le mi apparent en comprend deux accordées do et si (avec feintes brisées vers les aigus). Le module des cordes est court, voire très court, et les registres sont épais, à l'italienne, sans levier pour les actionner.
La structure générale de ces instruments sera reprise sans changement dans les pianos-forte de fabrication viennoise — d'ailleurs certains d'eux sont transformés en pianos dès la fin du XVIIIe siècle.
On ne sait à peu près rien sur la production du XVIe siècle au XVIIIe siècle dans les pays ayant appartenu aux Habsbourg qui relèvent aujourd'hui de la Hongrie, la Tchéquie ou la Pologne.

### Suisse

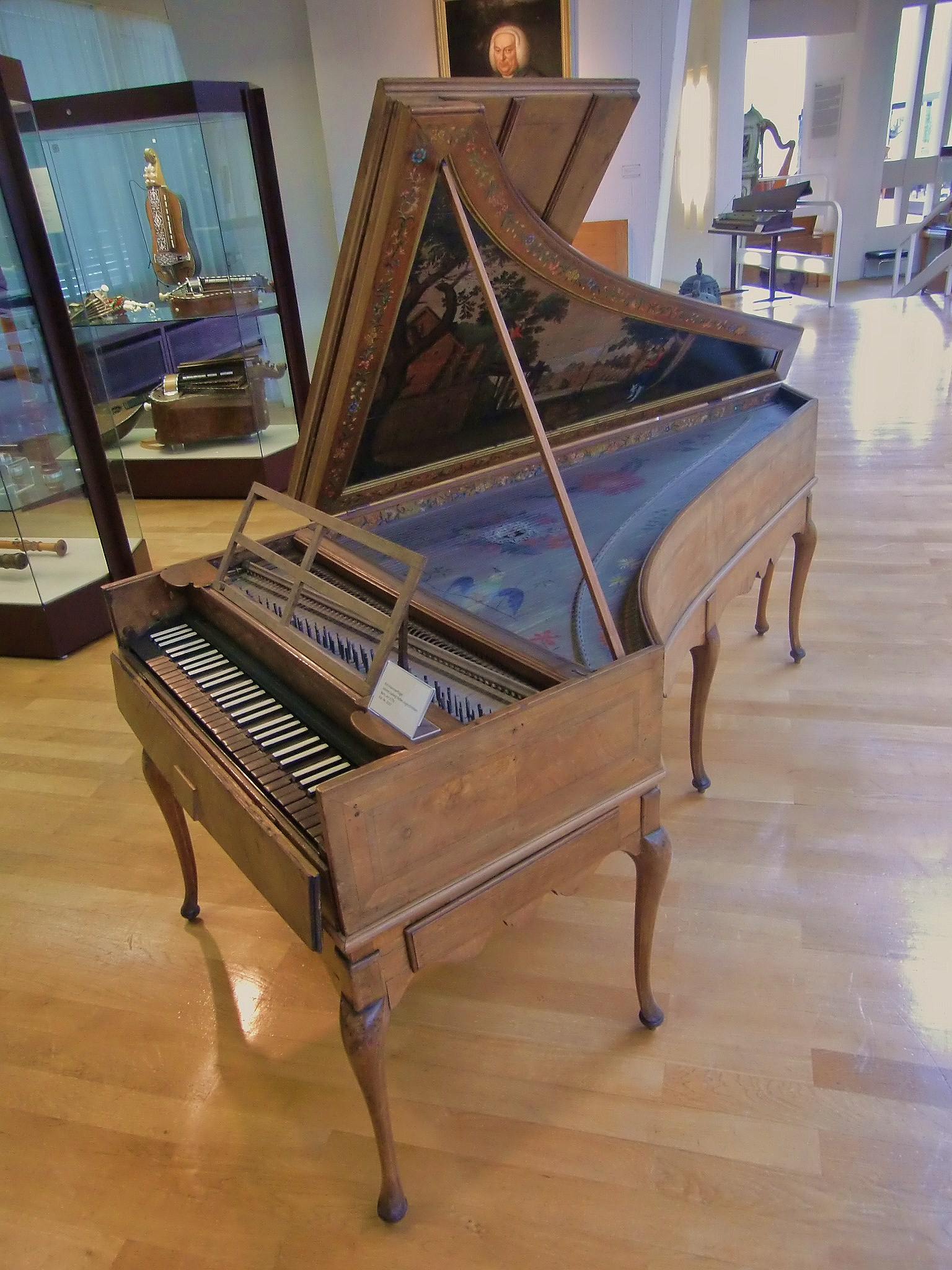
Clavecin-piano Hellen
(Berne, avant 1779)
Berlin, Musikinstrumentenmuseum.

En Suisse, la facture de clavecins est une activité marginale : une douzaine de facteurs sont actifs au XVIIIe siècle, se consacrant généralement aussi à la facture d'orgues et d'autres instruments : la plupart d'entre eux sont allemands de naissance ou d'origine ; la production se concentre essentiellement à Bâle, Berne et Zurich. Les quelques instruments encore existants (trois épinettes, un clavecin, un combiné clavecin-piano attribué à Johann Ludwig Hellen, un ottavino) ne témoignent pas d'une tradition helvétique marquée, mais de l'influence allemande.

### Scandinavie

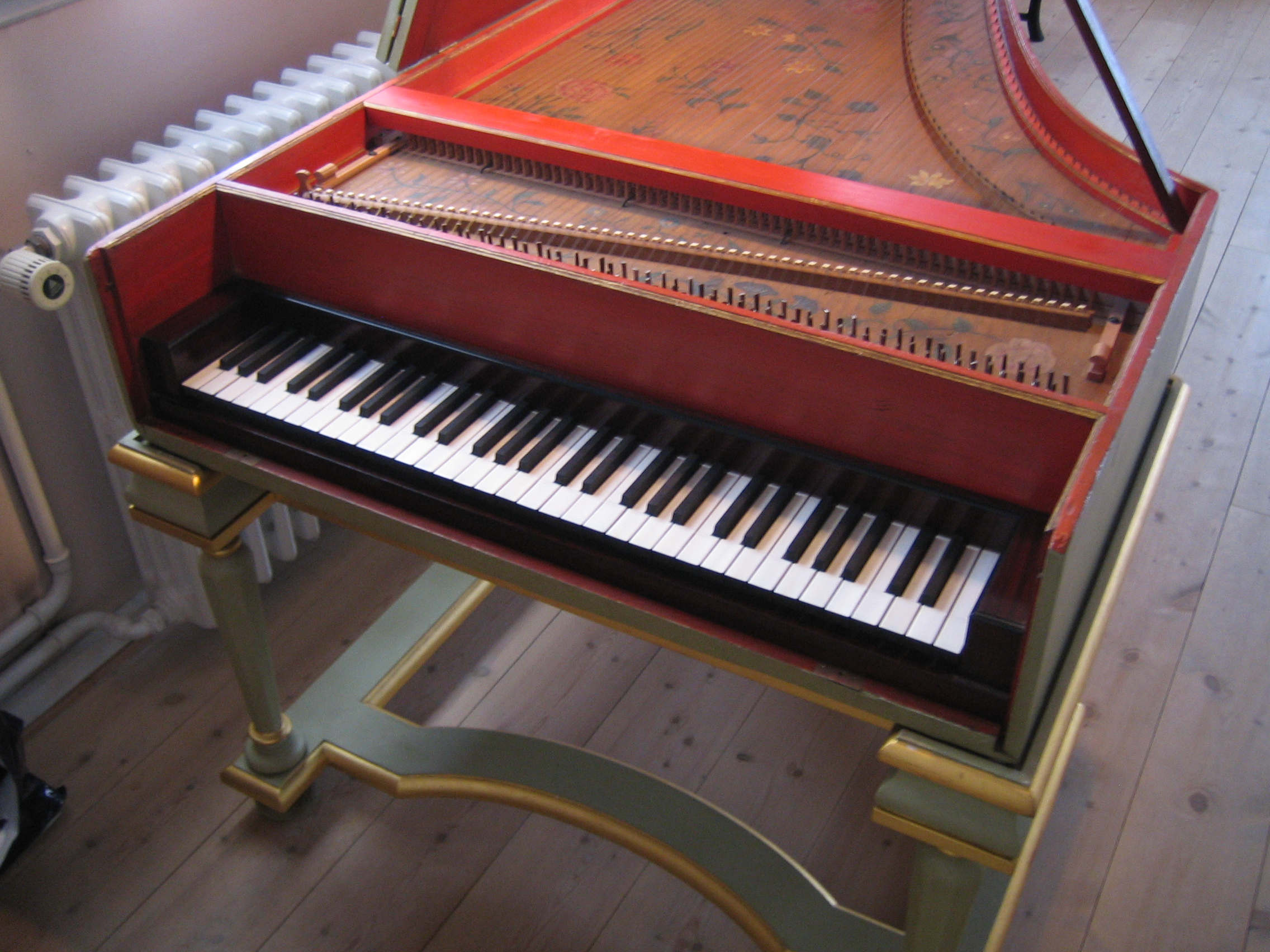
Clavecin Moshack (1770)
Nykøbing Falster, Falster Minder Museum.

Les pays scandinaves suivent peu ou prou l'exemple de la facture hambourgeoise.
Au Danemark exercent quelques rares facteurs parmi lesquels on note Moritz Georg Moshack (1730 - vers 1772), de Copenhague, qui laisse un seul clavecin à clavier unique de 1770, disposé 2 × 8'.
Le reste de la production se concentre pratiquement à Stockholm, ville ou avait travaillé Girolamo Zenti au XVIIe siècle. Quelques instruments sont conservés et perpétuent les noms des facteurs Lars Kinström (1710-1763), Philip Jacob Specken (vers 1685 - 1762), Gottlieb Rosenau (vers 1720 - vers 1790)… Le plus original est Johann Broman (vers 1717 - 1772), qui laisse deux instruments conservés au Musikmuseet de Stockholm. Celui de 1756 est le plus long clavecin jamais construit (3,60 m) — il se distingue aussi par sa disposition 3 × 8', 1 × 4', nasal rappelant les instruments des Hass de Hambourg, le grain de sa table d'harmonie faisant un angle avec l'échine, son clavier supérieur divisé en deux parties couplables séparément avec le principal. La décoration évoque les modèles hambourgeois.

## XIXesiècle
Les derniers clavecins d'un facteur historique sont construits en Angleterre au début du XIXe siècle : le dernier Kirkman aurait été construit en 1809, mais le dernier survivant de sa production date de 1800. Par ailleurs, la facture ne disparaît pas totalement même si les exemples encore existants d'instruments postérieurs à 1800 sont très rares, notamment neuf virginals en forme de piano droit construits en différentes villes d'Italie du Nord (le dernier à Brescia par un certain G. Borghetti (prénom et tout autre détail inconnus) date de 1844). Quelques passionnés, très isolés, continuent néanmoins à restaurer les anciens instruments (Charles Fleury, Louis Tomasini).
Mais dès le début du siècle, le clavecin est un objet du passé, souvent relégué quand il n'est pas tout simplement détruit. En France, les soixante-et-un clavecins et sept épinettes confisqués aux émigrés et dévolus au Conservatoire de Paris, et dont certains ont servi à la célébration de l'Empire, sont brûlés pour chauffer les salles de classe lors d'un hiver 1816 particulièrement rigoureux, comme le rapporte en 1890 J.B. Weckerlin, bibliothécaire du Conservatoire. D'autres pays sont plus conservateurs, notamment l'Angleterre où subsistent aujourd'hui de très nombreux instruments anciens.
Le clavecin ne cesse pourtant pas d'être utilisé, à l'opéra pour le continuo ou chez les particuliers. On sait par exemple que Giuseppe Verdi, né en 1813, joua tout d'abord d'un virginal polygonal. Dans les concerts publics, le clavecin cède très généralement la place au piano des romantiques bien que quelques rares passionnés continuent à l'utiliser, amateurs éclairés tels le prince Edmond de Polignac ou musiciens professionnels comme Ignaz Moscheles, Charles Salaman, Ernst Pauer.
D'ailleurs, le goût pour la musique ancienne apparaît et s'accroît avec les publications de Jean-Baptiste Laurens (Couperin, 1841), de la Bach Gesellschaft (à partir de 1851), de Friedrich Chrysander (Haendel, à partir de 1859), d'Aristide Farrenc (Rameau, 1861), etc.

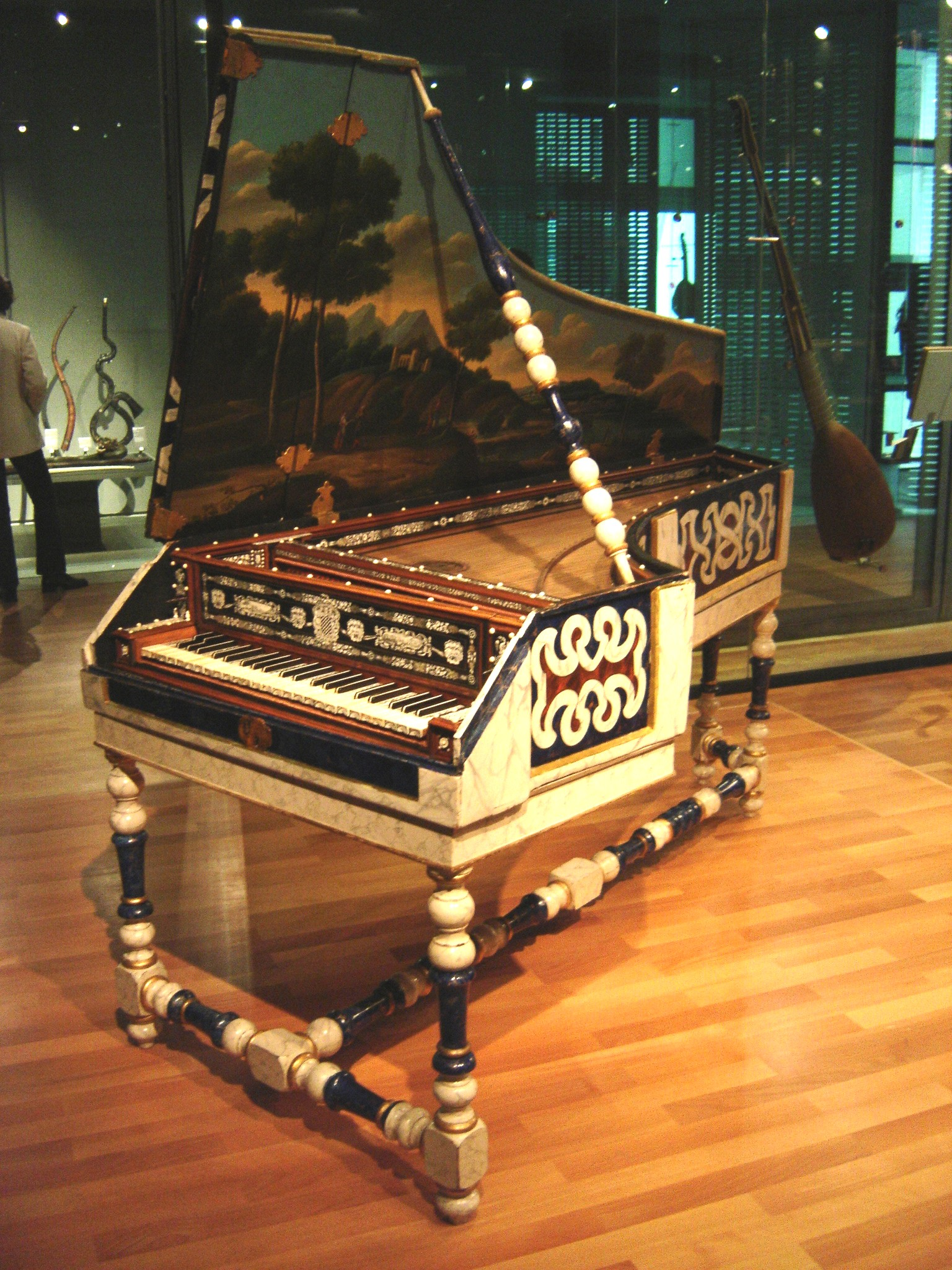
Ce clavecin (1681 par Pietro Faby) du Musée de la musique à Paris a été donné en 1860 par le collectionneur Alexandre-Charles Sauvageot (1781-1860)

Les clavecins sont parfois appréciés comme objets d'antiquité propres à décorer les logements de la bourgeoisie industrielle et commerçante, ou par de riches amateurs de beaux instruments : le XIXe siècle et le début du XXe siècle sont ainsi l'époque ou se constituent les plus grandes collections comprenant clavecins et autres instruments ou objets du passé ; par legs, donations ou ventes, elles vont constituer le noyau de départ des grands musées nationaux. Ainsi, entre autres, de Carl Engel et George Donaldson en Angleterre, Alexandre-Charles Sauvageot et Louis Clapisson en France, Paul de Wit, Johann Christoph Neupert et Wilhelm Heyer en Allemagne, François-Joseph Fétis, Abel Régibo, Victor-Charles Mahillon ou César Snoeck en Belgique, Carl Claudius au Danemark, Morris Steinert, Mary Elizabeth Adams Brown ou Belle Skinner aux États-Unis…

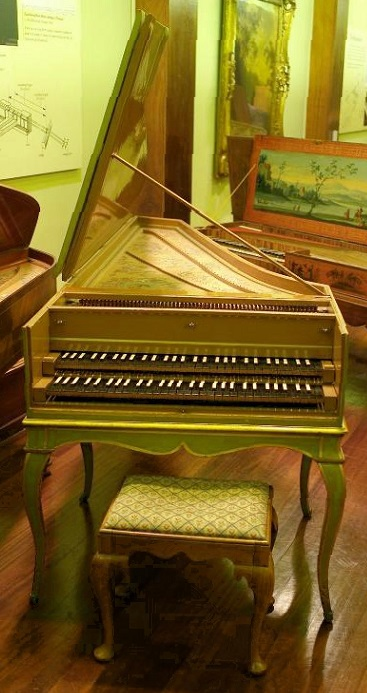
Clavecin par Pascal-Joseph Taskin (Paris, 1769) restauré par Louis Tomasini, St Cecilia's Hall, Édimbourg.

À Paris, deux techniciens du piano intéressés par les instruments anciens restaurent des clavecins : Charles Fleury opère ainsi sur un Pascal Taskin de 1786 et un Hass de 1734 ; Louis Tomasini fait de même sur plusieurs autres (notamment le clavecin à pédale de 1786 par Joachim Swanen et celui de 1769 par Pascal Taskin qui lui est confié par Émile-Alexandre Taskin, un descendant du célèbre facteur) et il en construit même, copiés de modèles français du XVIIIe siècle.
À la faveur de cet engouement, l'époque voit aussi se développer l'activité frauduleuse d'un antiquaire florentin qui y voit la possibilité de gains importants par le commerce puis la falsification et la contrefaçon d'instruments : Leopoldo Franciolini devient le plus célèbre et le plus nuisible des escrocs de l'histoire du clavecin. Son action est préjudiciable à plus d'un titre, car il floue ses clients et brouille, en son temps, énormément de pistes concernant cette histoire. Non content de fabriquer de faux « anciens » instruments, il utilise pour ce faire des éléments pris sur des pièces authentiques qu'il démembre, change les inscriptions des noms de facteurs pour leur substituer des noms plus prestigieux ou inventés, modifie sans vergogne des instruments pour leur donner des caractéristiques différentes : selon E. Kottick, un nombre prépondérant d'instruments italiens à deux voire trois claviers résultent de l'adjonction de claviers supplémentaires par Franciolini. Il lui arrive même de redécorer des instruments authentiques pour leur donner l'aspect de ses propres fabrications, afin d'étayer leur prétendue authenticité.
En Angleterre, pendant les années 1880 et 1890, des conférences-concerts sont données par Alfred Hipkins, sur les clavecins de sa collection (Kirkman et Shudi).
L'Exposition Universelle de Paris en 1889 marque le début d'un vrai retour du clavecin sur la scène musicale. Cette année-là, le public peut voir et entendre trois instruments, construits par Louis Tomasini et les firmes françaises de pianos Pleyel et Érard, copies plus ou moins fidèles du Taskin de 1769 récemment restauré par le premier (ces trois instruments sont aujourd'hui conservés au Musikinstrumenten Museum de Berlin). Louis Diémer les utilise pour plusieurs concerts. En fait, malgré leur apparence traditionnelle, seul le clavecin de Tomasini s'inspire avec précision du modèle du XVIIIe siècle. Ceux d'Érard et, plus encore, de Pleyel s'en éloignent notamment par leur structure plus massive, l'absence de fond, une table d'harmonie sensiblement plus épaisse, la présence d'un pédalier en lyre (Pleyel), etc.

Les trois clavecins présentés à l'Exposition Universelle de Paris en 1889
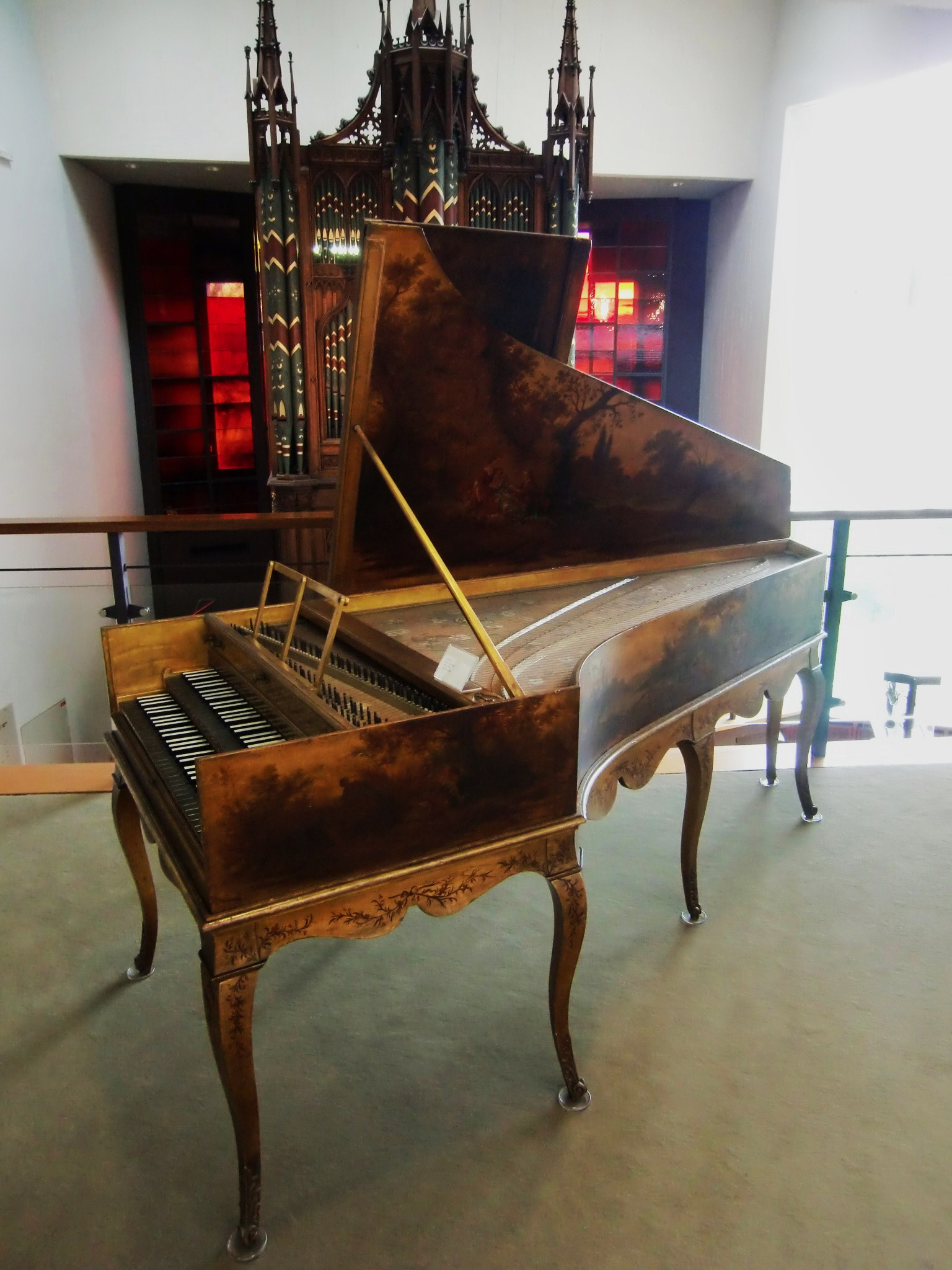
Le clavecin Louis Tomasini Musikinstrumenten Museum, Berlin
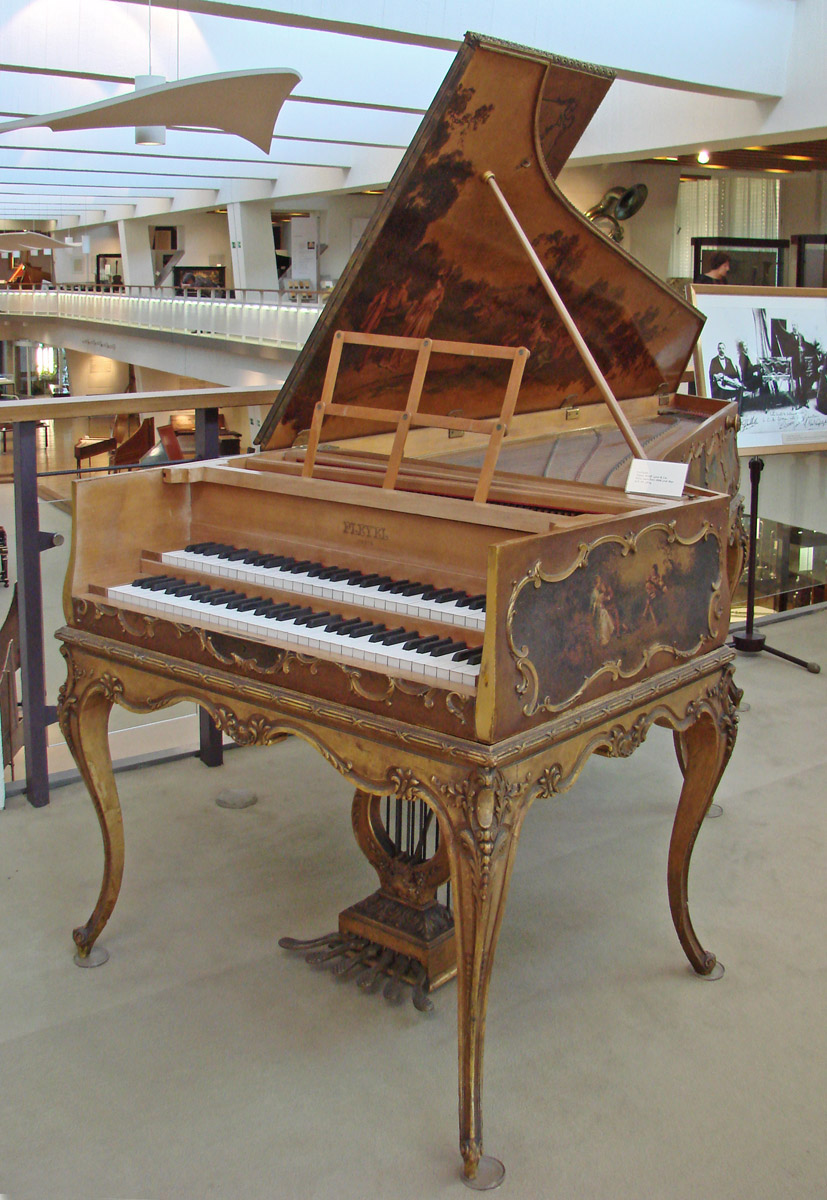
Le clavecin Pleyel Musikinstrumenten Museum, Berlin
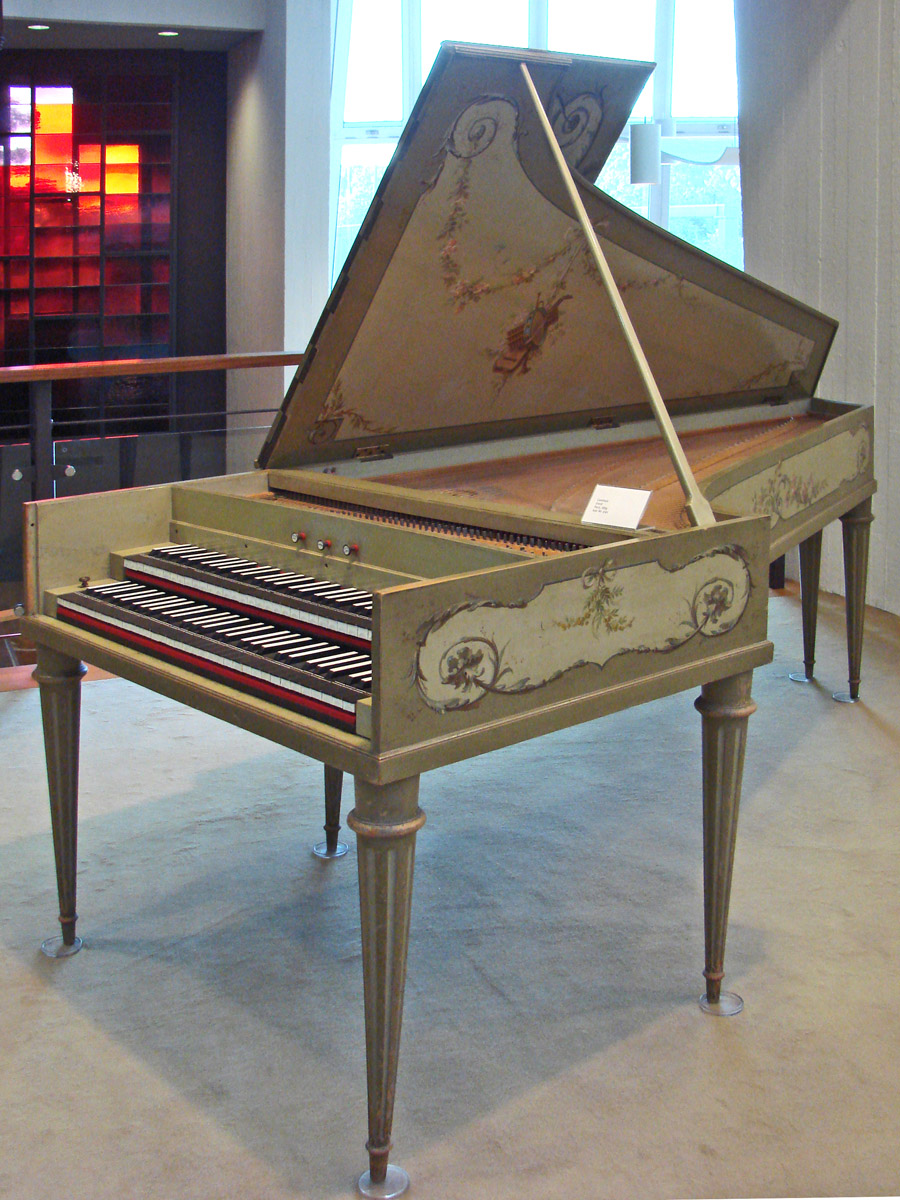
Le clavecin Érard Musikinstrumenten Museum, Berlin

Le succès aidant, les facteurs de pianos décident de poursuivre l'expérience — tout au moins pendant quelques années pour Érard. Les quelques clavecins construits avant la fin du siècle adoptent des éléments repris du piano tel le pédalier en forme de lyre commandant la registration, déjà utilisé par Pleyel et apparu sur le modèle exposé par Érard lors de l'Exposition internationale de Bruxelles en 1897.

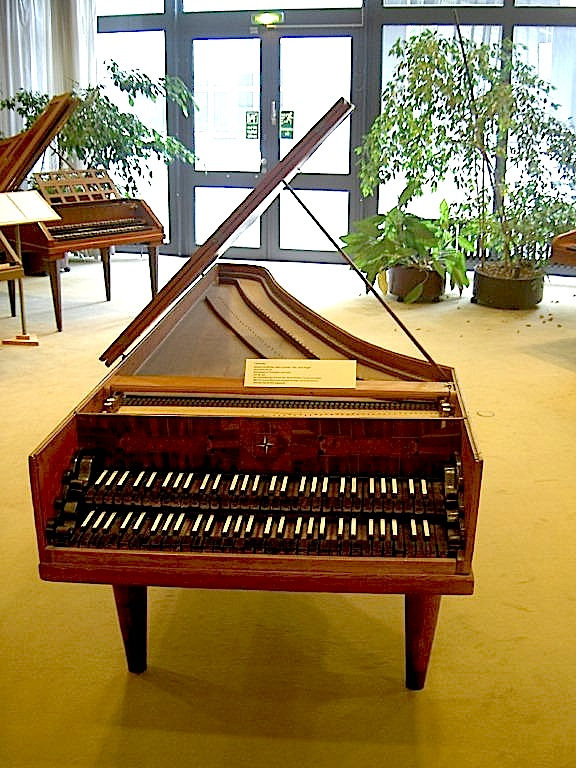
Le clavecin dit Bachflügel
Musikinstrumenten Museum, Berlin.

En 1890, à l'instigation du biographe et spécialiste de J.S. Bach, Philipp Spitta, un grand clavecin allemand datant du XVIIIe siècle entre, sous le N° de catalogue 316, dans la collection de la Berliner Hochschule für Musik qui l'acquiert de Paul de Wit pour 10.000 marks, un montant considérable. Sa disposition, fort peu traditionnelle, est de 1 × 16', 1 × 8' au clavier inférieur et 1 × 8', 1 × 4' au supérieur, et il passe — de façon non documentée — pour avoir appartenu à J.S. Bach. Oskar Fleischer confirme que ce Bachflügel a bien été propriété du compositeur, ajoutant que son facteur était Gottfried Silbermann et qu'il a été hérité de son père par Wilhelm Friedemann Bach. Partiellement partagées en 1922 par Curt Sachs (qui doute notamment de l'attribution à Silbermann), mises en doute dès 1924 par Georg Kinsky, ces conclusions seront démenties bien plus tard, en 1955, par le restaurateur du musée, Friedrich Ernst dans son ouvrage Der Flügel Johann Sebastian Bach, ; le jeu de 16 pieds et la légendaire Bachdisposition allaient cependant être durablement considérés comme des éléments presque incontournables du clavecin moderne. Une première « copie », en fait une adaptation plus ou moins inspirée par cet instrument mythique est réalisée en 1899 par Wilhelm Hirl et sera suivie de plusieurs autres. On estime aujourd'hui que ce clavecin, attribué au facteur Johann Heinrich Harrass, a été construit vers 1700, n'a jamais appartenu à Bach et que sa disposition actuelle n'est pas originale. Cet instrument n'est plus jouable, et non susceptible de nouvelle restauration. Son importance artistique et historique, totalement surestimée par les experts, en fait de façon paradoxale un instrument mythique. Il restera, avec le clavecin Pleyel de 1889, à la base du renouveau du clavecin au XXe siècle pendant plus de cinquante ans : selon Martin Elste,
« Die Spielmöglichkeit dieses Clavecins der Maison Pleyel sollten in Verbindung mit der "Bach-Disposition" des "Bach-Flügels" die neue Klangwelt des alten Instrumententyps ausmachen. » (Les possibilités de registration de ce clavecin de la Maison Pleyel devaient, jointes à la "Bach-Disposition" du clavecin dit "Bach-Flügel", déterminer le nouvel univers sonore de l'ancien instrument)
En 1896, Arnold Dolmetsch, établi en Angleterre et qui a déjà restauré des instruments anciens et construit un clavicorde, est sollicité pour construire un clavecin à l'ancienne ; c'est le Green harpsichord (conservé au Horniman Museum de Londres), d'inspiration italienne assez lointaine, joué avec succès lors de représentations de Don Giovanni puis de The Fairy Queen.
À la fin du siècle, résultat de ces différentes initiatives, la renaissance du clavecin est chose acquise. Le mouvement va désormais se poursuivre et s'amplifier.

## XXesiècle

### Renaissance du clavecin

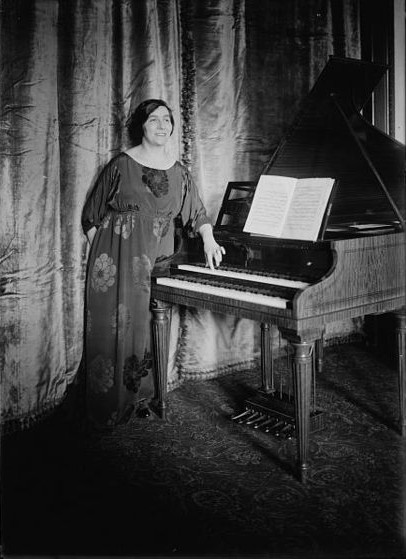
Wanda Landowska et le clavecin Pleyel.

Arrivée à Paris au début du XXe siècle après des études à Varsovie et à Berlin, la pianiste virtuose polonaise Wanda Landowska découvre le clavecin et se passionne pour cet instrument. Spécialiste de la musique de Johann Sebastian Bach (son interprétation de Bach au clavecin est hautement considérée par Albert Schweitzer), elle commence en 1903 à en interpréter quelques pièces au clavecin pendant ses concerts. En 1904 a lieu à la Hochschule für Musik (École supérieure de musique) de Berlin son premier concert entièrement sur clavecin, sur un instrument Pleyel, avec registration au pédalier, mais sans jeu de 16 pieds. Elle finit par se consacrer exclusivement au clavecin et obtient des succès mémorables, contribuant à le populariser auprès d'un public qui redécouvre — sous une forme modernisée — cet instrument alors encore largement oublié.
Contribue aussi à cette redécouverte la fondation à Munich, en 1905, par Ernst Bodenstein de la Deutsche Vereinigung für alte Musik, équivalent allemand de la Société des instruments anciens de Louis Diémer.
Retourné aux États-Unis en 1904 avec sa troisième épouse, Mabel (il y a effectué une première tournée de concerts de musique ancienne en 1902 avec la seconde, Elodie), Arnold Dolmetsch est embauché en 1905 par Chickering & Sons (en), facteurs de pianos à Boston, pour y concevoir et démarrer la fabrication de clavecins. Il y introduit le jeu de 16 pieds (mais non la Bachdisposition) avec chevalet superposé à celui du jeu de 8 pieds et cordes filées. Les plectres sont en cuir durci, et toute la registration est commandée par pédales, de même que l'accouplement des deux claviers. Ces instruments sont beaucoup plus éloignés des modèles anciens que le Green harpsichord de 1896, mais Dolmetsch en dit lui-même :

« I understood that copying other people's work, the best training for a beginner, should only be a step to higher achievements. The masters did not copy one another.
(Je compris que copier l'ouvrage de quelqu'un d'autre, qui est la meilleure chose pour un débutant, ne devait être qu'une étape vers de plus grandes réalisations. Les maîtres ne se copiaient pas entre eux.) »

En Allemagne, des facteurs de pianos démarrent la fabrication de clavecins vers 1907 : Neupert à Bamberg, Steingräber à Berlin, Mändler-Schramm à Munich.

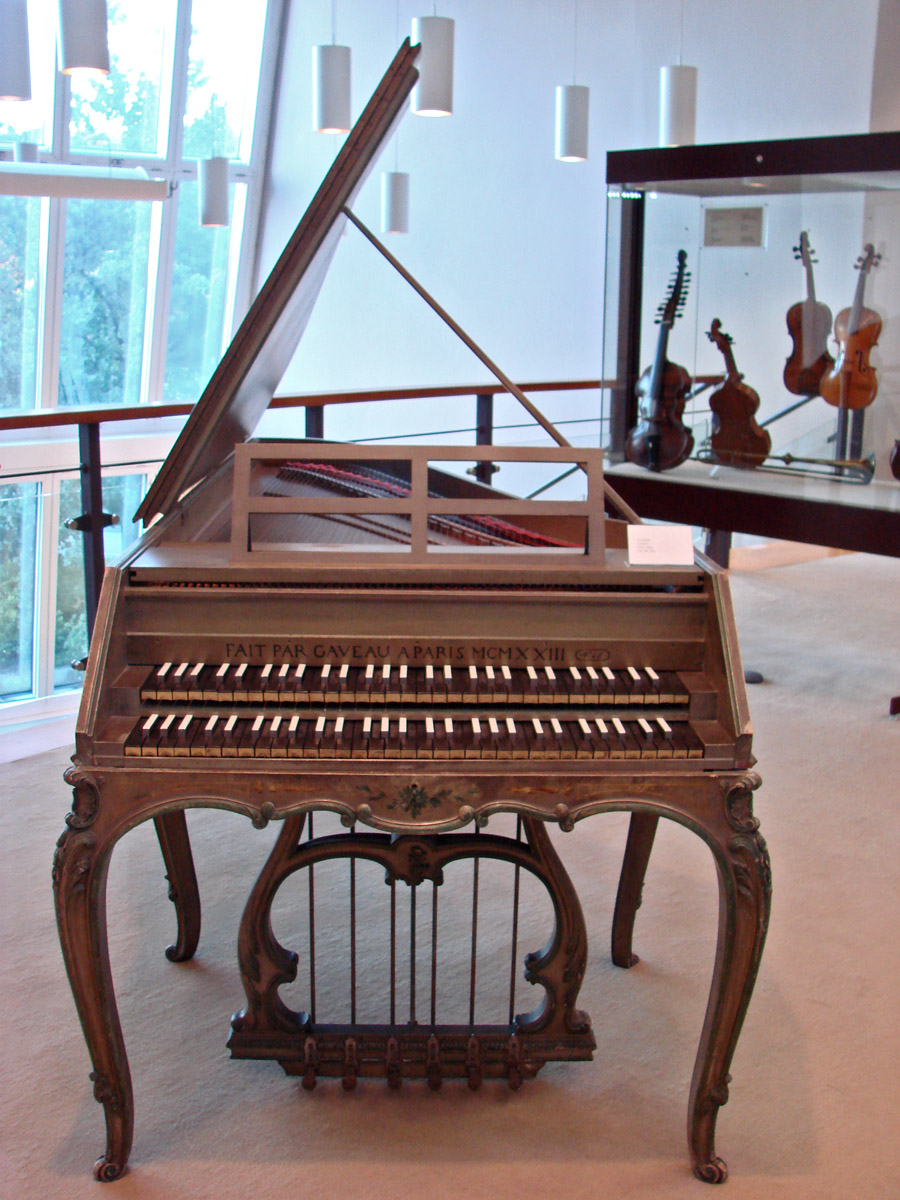
Clavecin Gaveau (1923)
Musikinstrumenten Museum, Berlin.

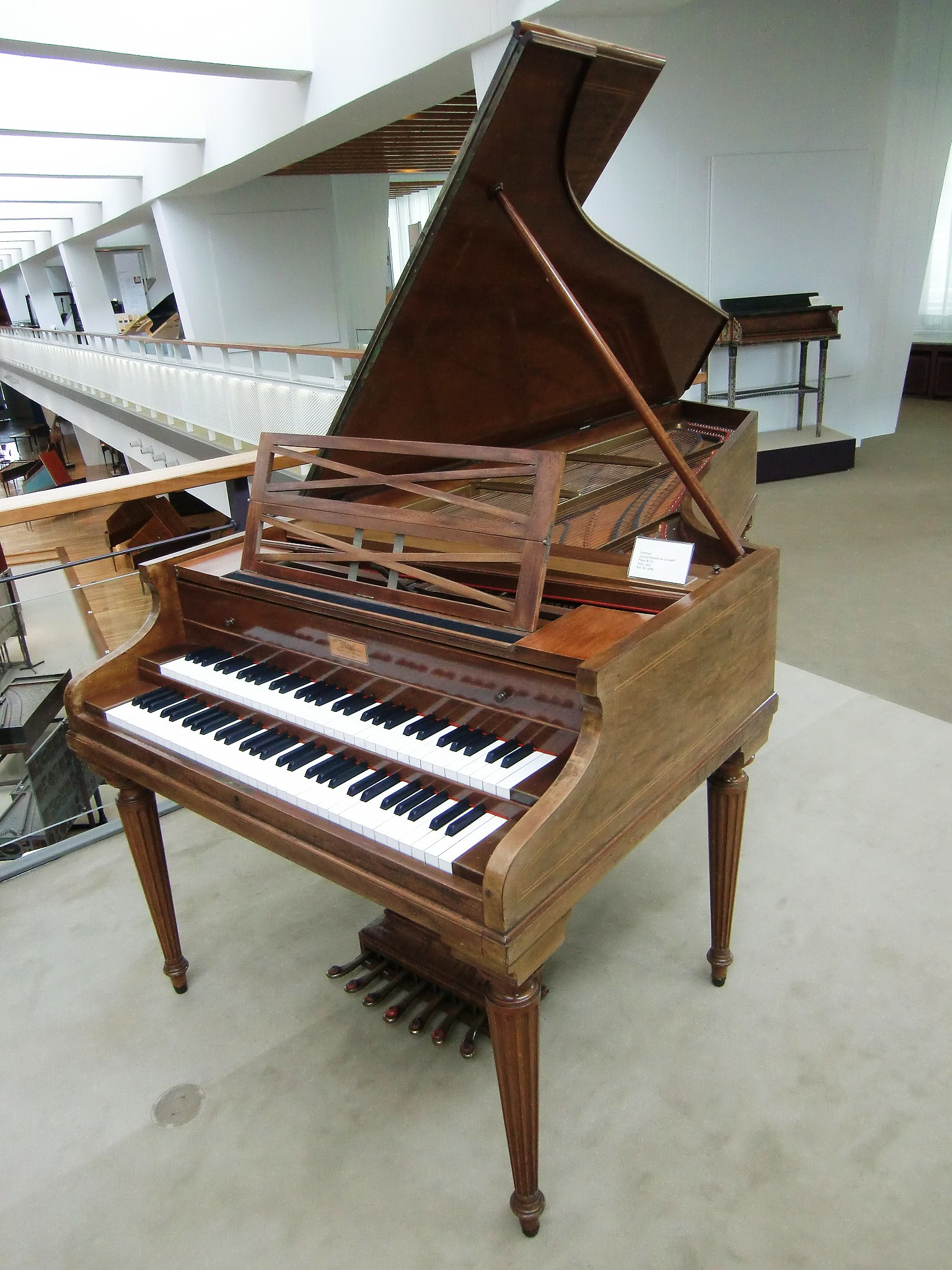
Clavecin Pleyel (1927)
« Grand Modèle de Concert »
Musikinstrumenten Museum, Berlin.

La collaboration de Dolmetsch avec Chickering dure jusqu'en 1910, date à laquelle Chickering abandonne cette activité par suite de crise économique, après quoi il retourne en Europe, pour s'associer avec le facteur français de pianos Gaveau jusqu'en 1914 : il y reproduit pour l'essentiel les modèles développés chez Chickering.
Dès avant la Première Guerre mondiale, le nom de Wanda Landowska est associé à celui de Pleyel ; c'est avec un de ces instruments qu'elle donne ses concerts, y compris en 1908-1909 pendant une tournée en Russie. C'est par leur collaboration étroite qu'est conçu et mis au point en 1912 le fameux « Grand modèle de concert » qu'elle utilisera tout au long de sa carrière, construit pour avoir une sonorité importante et une solidité adaptée aux nombreux transports nécessités par ses concerts. L'imposant instrument, désormais bien éloigné des modèles anciens, possède le jeu de 16 pieds mais pas la Bachdisposition qui reste plutôt une spécialité allemande, ni le cadre métallique qu'il recevra plus tard, en 1923. Le clavecin Pleyel possède deux claviers couplables, une disposition comportant registres de 16, 8 et 4 pieds au clavier inférieur, 8 pieds avec nasal et jeu de luth au clavier supérieur, un pédalier comportant sept pédales ; son modèle s'impose quelque temps en Allemagne, avant que les facteurs ne reviennent à la Bachdisposition ou, pour de plus simples instruments, à la Ruckersdisposition, soit 2 × 8' / 1 × 4'.
En 1913, Landowska ouvre en tant que professeur la première classe de clavecin de la Hochschule für Musik de Berlin (une première dans le monde) — elle y enseigne jusqu'en 1919.
Après la fin de la guerre, Arnold Dolmetsch établit définitivement son propre atelier en Angleterre à Haslemere dans le Surrey. Ses activités y sont multiples, facteur, restaurateur d'instruments anciens, expert, professeur, interprète ; il forme de nombreux élèves anglais ou américains. Une célèbre rivale de Landowska, la flamboyante Violet Gordon-Woodhouse, fait partie de son proche entourage et se fait remarquer en tant qu'excellente claveciniste autant que par sa vie scandaleuse (elle fait ménage à cinq avec son mari et trois autres hommes). En 1920, elle réalise le premier enregistrement commercial de pièces de clavecin. Son activité musicale reste cantonnée en Angleterre, où elle remporte les plus grands succès. Dolmetsch continue ses recherches d'amélioration du mécanisme ou de la structure : nouveau système d'échappement du plectre, étouffoirs manœuvrables par pédale, système de vibrato essayant de reproduire la Bebung du clavicorde, cadre métallique… Ces expériences restent sans lendemain.
À la fin des années 1920 se créent en Allemagne de nouvelles firmes : Ammer à Eisenberg, Wittmayer à Wolfratshausen. Les Allemands dominent le marché mondial par la production en série de leurs instruments, très comparables d'une marque à l'autre. Leurs Serien Instrumente atteignent des niveaux de production encore jamais atteints et ne doivent pas grand-chose à la facture traditionnelle. Ils investissent en grand nombre les salles de concert, les conservatoires, formant à leur esthétique la technique des interprètes et le goût du public.

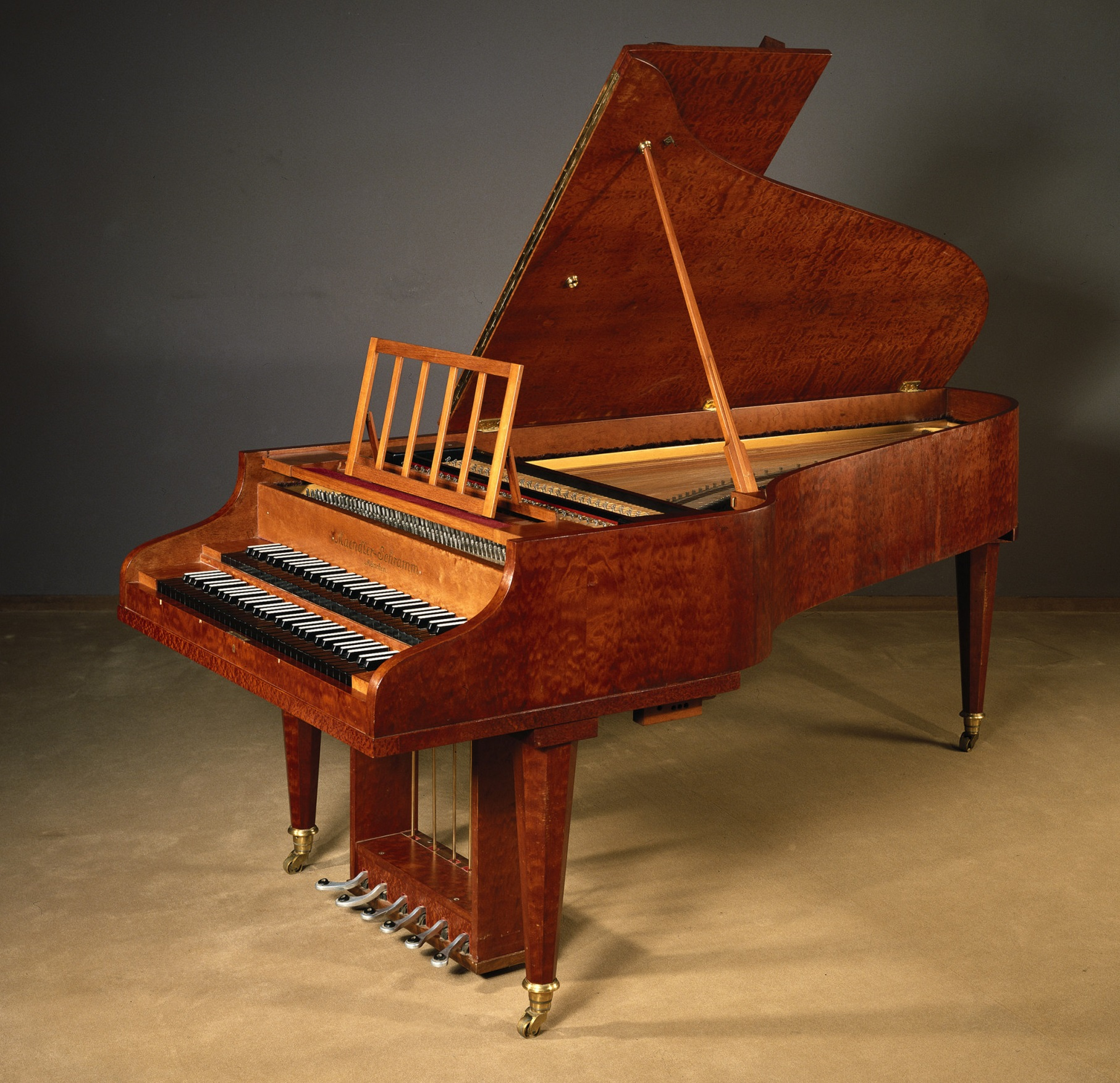
Clavecin Mändler-Schramm de 1932, Berlin, Musikinstrumentenmuseum

Les années 1930 voient la création de nouveaux ateliers, notamment en Angleterre (Alec Hodsdon, Thomas Goff, Robert Goble) et aux États-Unis (John Challis, Claude Jean Chiasson, Julius Wahl), ainsi que la réinvention du clavecin à pédale (Ammer, Neupert, Mändler-Schramm en Allemagne, Hodsdon en Angleterre).
La Seconde Guerre mondiale interrompt pratiquement toute l'activité de facture dans les pays belligérants, qui sont aussi les plus impliqués dans le renouveau du clavecin. Les ateliers sont détruits ou désertés, les stocks de bois vieillis et sélectionnés disparaissent également.
La guerre terminée, plusieurs facteurs reprennent leur activité, dans des conditions plus ou moins difficiles, tels Pleyel et Neupert. De nouveaux noms apparaissent, parfois après un apprentissage chez les plus anciens.
La diffusion des clavecins Pleyel restera très marginale par rapport aux pianos de la même marque, de l'ordre de deux instruments par an,. Pleyel finit par abandonner cette activité.
Les facteurs allemands de Serieninstrumente au contraire domineront de très loin, jusque dans les années 1970, toute la production mondiale en termes de quantité, sur des modèles standardisés fabriqués en série. Leurs catalogues offrent une gamme d'instruments « modernes » très comparables d'une marque à l'autre, dont les modèles portent en général les noms de musiciens ou facteurs célèbres : Scarlatti, Schütz, Couperin, Vivaldi, Cristofori, etc. À ce propos, Wolfgang Zuckermann remarque non sans indignation (ni un certain humour) que ces noms ne correspondent à rien de sérieux : « The Ammer model Scarlatti is a one manual harpsichord with compass AA-f3. Now Scarlatti is one of the few composers whose music demands two keyboards and a compass FF-g3 » (« Le modèle Scarlatti de chez Ammer est un instrument à un seul clavier, d'étendue la0-fa5, alors que Scarlatti est un des rares compositeurs dont la musique nécessite deux claviers et une étendue fa0-sol5 »), etc. Le modèle « Bach » est, invariablement, le plus élaboré, avec ses deux claviers à cinq octaves de fa à fa, sa disposition 1 × 16', 2 × 8', 1 × 4' : on trouve un modèle « Bach » en haut de gamme chez Ammer, Neupert, Sassmann, Sperrhake et Wittmayer.

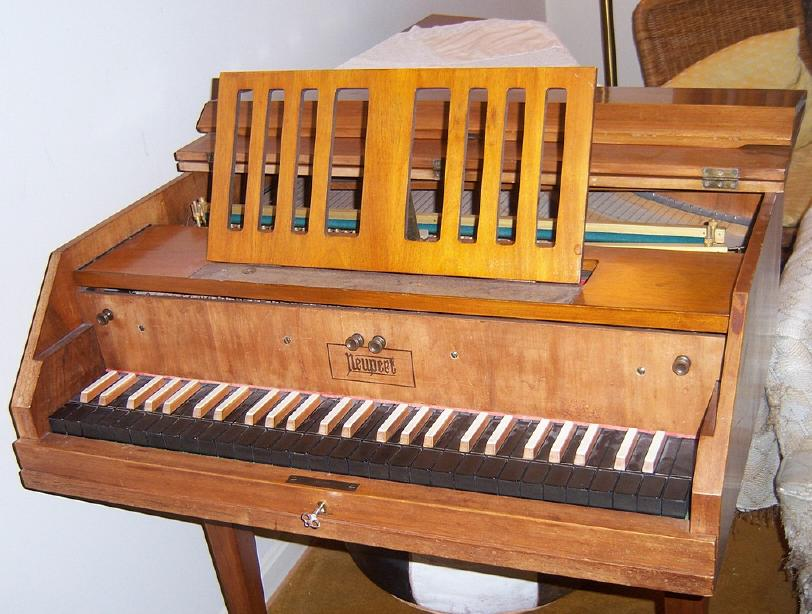
Clavecin Neupert des années 1950.

Neupert, pour sa part, devient l'une des marques les plus diffusées, avec une production annuelle (clavecins, épinettes, clavicordes) estimée, en 1969, à 400 par an.
Kurt Sperrhake, facteur de pianos qui avait aussi diffusé des clavecins Ammer avant la guerre, commence à fabriquer les siens à partir de 1948. Sa firme connaît un développement inégalé, employant environ 60 salariés et produisant environ 600 instruments par an.
Kurt Wittmayer, ancien employé de Neupert, ouvre son propre atelier en 1950. Avec Neupert et Sperrhake, il est l'un des « trois grands », produisant environ 400 instruments par an.
Martin Sassmann, également issu de chez Neupert, se met à son compte en 1955. En 1969, employant une vingtaine d'employés, sa production annuelle est de l'ordre de 120 instruments.
En Angleterre, de façon très isolée, Hugh Gough — qui a fréquenté Arnold Dolmetsch dans les années 1930 — commence en 1946 à construire des instruments de tous types : clavecins, clavicordes, virginals et épinettes, fortepianos… Il procède aussi à de nombreuses restaurations. Il finit par émigrer aux États-Unis et abandonne le clavecin pour se consacrer exclusivement au luth et au clavicorde. Des ateliers sont créés par William de Blaise en 1952, John Morley en 1955.
Aux États-Unis, deux amis étudiants en littérature, Frank Hubbard et William Dowd, renoncent à leur orientation d'origine pour se consacrer à leur passion commune, la fabrication d'instruments à l'ancienne. Ils fondent ensemble leur atelier, Hubbard & Dowd, à Boston dans le Massachusetts en 1949. Frank Hubbard s'est formé chez Dolmetsch et Hugh Gough ; il passe beaucoup de temps à visiter les musées et collections pour y examiner les clavecins historiques, fait de nombreux relevés de leurs caractéristiques et écrira le tout premier traité sur la facture historique, ouvrage qui fait encore autorité : Three centuries of harpsichord making. William Dowd a travaillé auprès de John Challis. Hubbard et Dowd sont les premiers facteurs du XXe siècle à tenter de façon sérieuse et systématique de créer leurs instruments en suivant complètement les principes de la facture historique.
En Allemagne, dès 1956, Rainer Schütze présente à Cassel la copie d'un instrument de l'école des Ruckers, très éloigné des Serieninstrumente universellement produits et vendus dans le pays. Il est parmi les premiers à abandonner le jeu de seize pieds, qui est pourtant encore largement réclamé par les clavecinistes. Mais dans les années 1960, il commence à être apprécié des tenants du retour à la tradition, tel Gustav Leonhardt.
En France, il faut attendre les années 1960 pour voir ouvrir à Paris le premier atelier de facture de clavecins depuis l'époque de Louis XVI, par Claude Mercier-Ythier, qui s'est formé chez Wittmayer.

### Le clavecin «moderne»

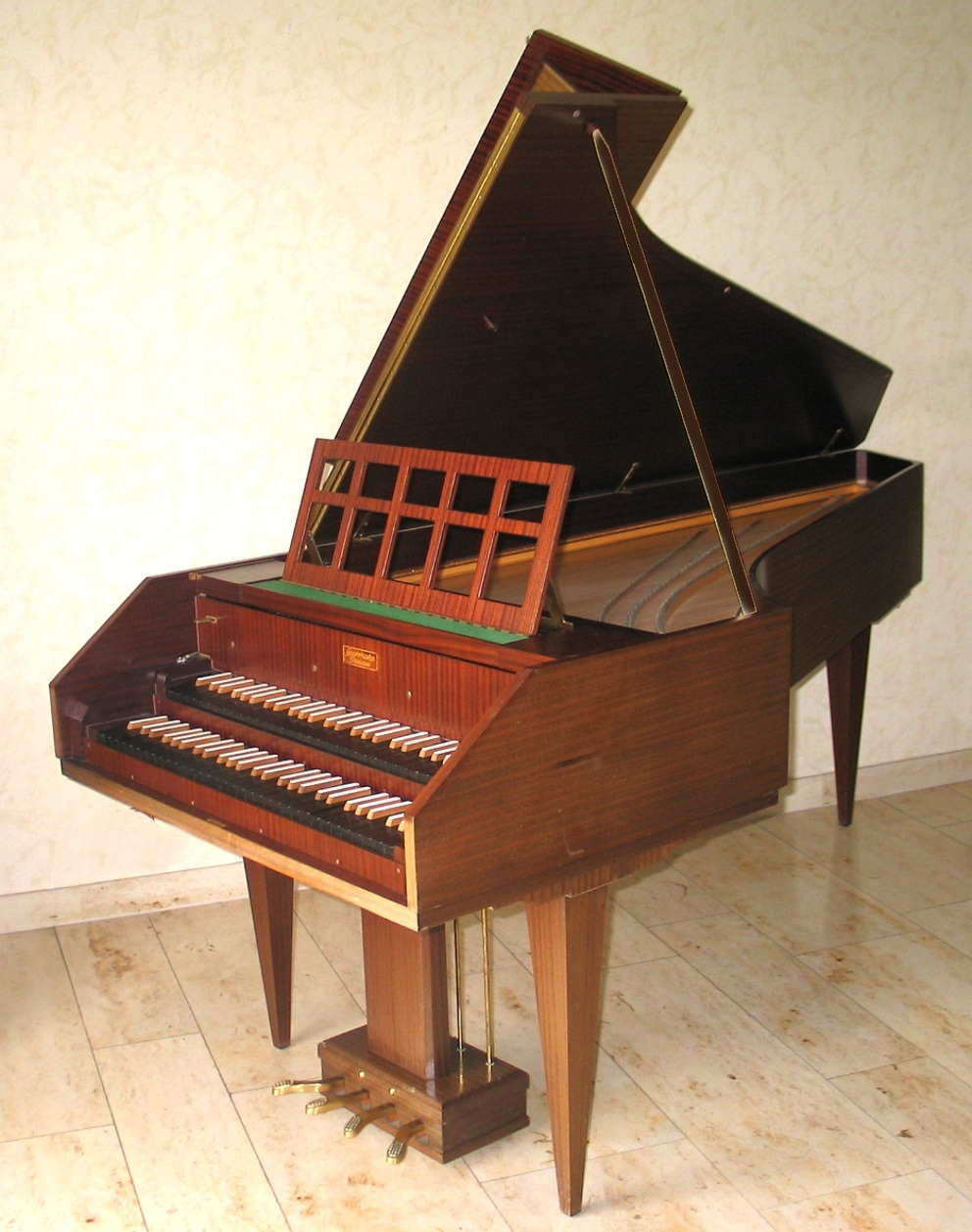
Clavecin « moderne » de marque Sperrhake, fin des années 1970.

La tradition de la facture classique s'est perdue depuis le XVIIIe siècle. De façon logique, ce sont des facteurs de pianos qui se tournent vers la construction de clavecins. De même que leurs lointains prédécesseurs ont créé le piano-forte en montant une mécanique nouvelle dans une caisse de clavecin, ils recréent le clavecin moderne en installant des sautereaux dans une structure de piano, résultat ultime des perfectionnements apportés au piano-forte, sans vraiment considérer que ces perfectionnements ne présentent pas d'avantages dans le cas de cordes pincées. Ils ne peuvent d'ailleurs guère comparer leurs instruments avec ceux du passé, qui, pour la plupart et faute de maintenance depuis des décennies, sont injouables. Il importe maintenant de pallier les imperfections et les faiblesses de ces instruments réputés instables, de conception technique dépassée, en se fixant comme but d'en reproduire fidèlement la sonorité, ou plus exactement une sonorité idéale telle qu'on se l'imagine. Hanns Neupert affirme ainsi :

« Il est donc faux, par exemple, d'exiger d'un clavecin nouvellement construit qu'il possède la même sonorité qu'un vieux Ruckers, car ce vieux Ruckers, dans son jeune temps, résonnait différemment d'aujourd'hui. L'exigence correcte d'un facteur actuel est de construire un clavecin qui corresponde à ce qu'était l'instrument de Ruckers au temps de son apogée sonore.
(Es ist daher falsch, beispielweise zu verlangen, dass ein neugebautes Cembalo den gleichen Klang besitzen solle wie ein altes Ruckerscembalo, denn das Ruckerscembalo hat in seiner Jugendzeit ganz anders geklungen als heute. Die richtige Forderung an den Konstrukteur lautet, ein Cembalo zu bauen, das dem Ruckersinstrument zur Zeit seiner klanglichen Blüte entspricht.) »

Les mêmes principaux buts sont partagés par les facteurs : stabilité de l'accordage, recherche d'une puissance sonore comparable à celle du piano, multiplication des plans sonores, facilité et rapidité des registrations, construction utilisant des matériaux et procédés modernes susceptibles de production en série, construction d'instruments polyvalents propres à interpréter la musique ancienne comme la musique contemporaine.
Hanns Neupert est l'avocat convaincu et passionné de ces conceptions :

« Mais en faveur de sa réhabilitation [i.e. du cadre métallique], il faut dire qu'il y a quarante ans le clavecin de concert était, dans une certaine mesure, l'unité de choc dans la lutte contre le piano de concert. Aujourd'hui, alors que la renaissance du clavecin est effective, on peut bien le dénigrer et le rejeter, forts d'une meilleure connaissance, mais je ne pense pas qu'on pouvait l'éviter à cette époque, car la considération et le succès allaient alors à l'instrument le plus puissant : il n'était pas encore question de revenir à des orchestres à la sonorité plus modeste et plus adaptée, et presque toute la vie musicale se concentrait dans les grandes salles de concert.
(Aber zur seiner Ehrenrettung muss gesagt werden, daß das Konzertcembalo vierzig Jahre lang gewissermassen der Stoßtrupp im Kampf mit dem Konzert flügel war. Man kann es heute, wo die Cembalobewegung festen Fuß gefaßt hat, leicht mit Undank und Besserwissen beiseite stellen, aber ich glaube nicht, daß es zu jener zeit entbehrlich war, als das lauteste Instrument noch die meiste Aussicht und erfolg hatte, als auch von einer Ruckbildung des Orchesterklanges und der Orchesterbesetzung noch nichts zu spüren war und als sich fast das ganze Musikleben im Konzertsaale abspielte.) »

« Il [i.e. le claveciniste] a donc besoin d'un instrument qui réunisse les possibilités de différents modèles, et qui soit utilisable pour la restitution d'une simple musique de virginal, pour le rendu des descriptions ornementées de la musique de clavecin française, ou enfin pour l'interprétation convenable du contrepoint des œuvres de Bach.
(Er braucht daher ein Instrument, das die Eigenschaften verschiedener Modelle in sich vereinigt, das für die Wiedergabe einfacher Virginalmusik ebenso verwendbar ist wie für die ausgeklügelte Ausmalung französicher Clavecinmusik und schließlich für den stilgemässen Aufbau Bach'scher Werke.) »

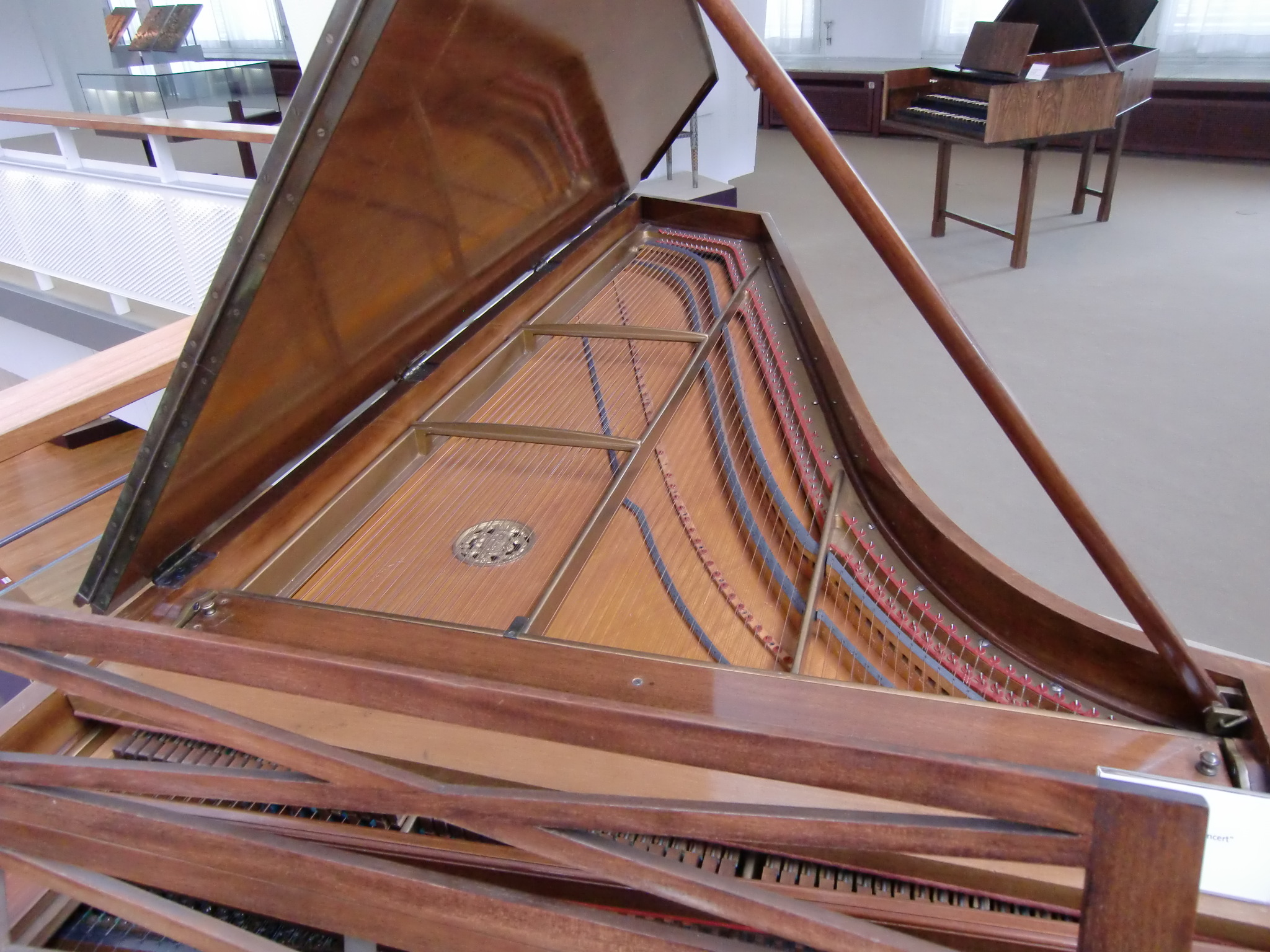
« Grand Modèle de Concert » (Pleyel, 1927)
Détail de la table d'harmonie cernée par un cadre en fonte.

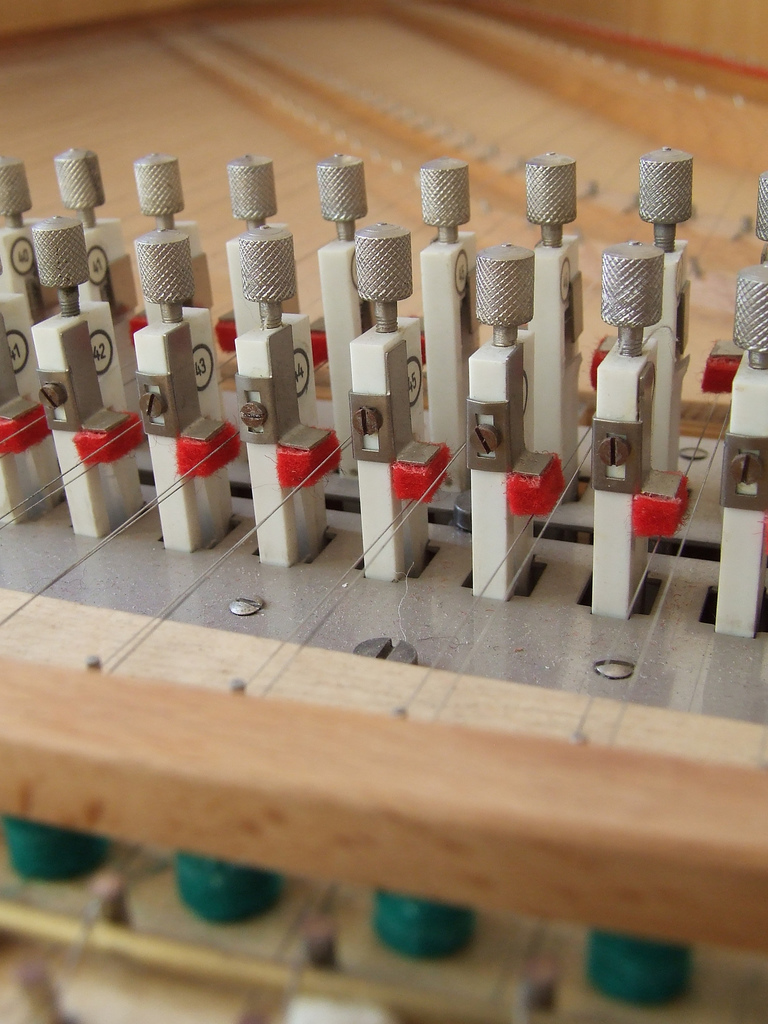
Clavecin moderne de marque Lindholm
Remarquer les registres en métal, les vis de réglage de hauteur des étouffoirs et, en haut des sautereaux en plastique, les vis de réglage de projection des plectres.

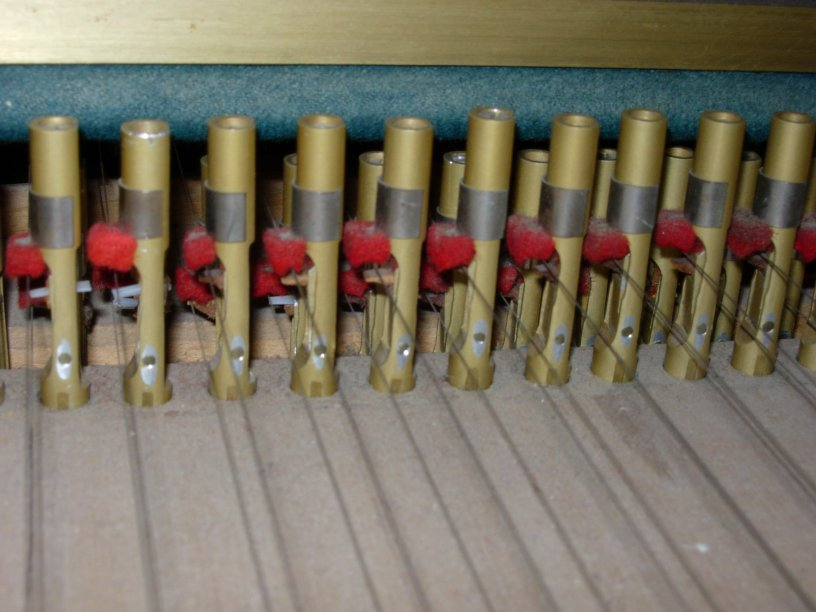
Sautereaux cylindriques de marque Neupert (type « OK »)
Remarquer les bagues de réglage de hauteur des étouffoirs.

La poursuite de ces buts commande les évolutions, expérimentales ou plus durables, apportées au clavecin « moderne ». Certaines sont le fait d'un seul facteur et très éphémères (Dolmetsch, Mändler). D'autres, après un certain succès, subissent ensuite la critique et sont progressivement abandonnées : c'est le cas du cadre métallique introduit par Pleyel, copié puis abandonné et critiqué par les Allemands. D'ailleurs, l'accord est loin de se faire sur ces évolutions : en 1949, Norbert Dufourcq estime qu'« on a eu tort de laisser ouvert le fond de l'instrument », précisant que « l'ensemble de la table d'harmonie […] se trouve maintenant cerné par un cadre de fonte, dont certains discutent d'ailleurs le bien-fondé puisqu'il agit sur la sonorité de l'instrument », et cependant ajoutant aussitôt : « À vrai dire, seul le cadre permet de tendre suffisamment les cordes dont on dispose actuellement, pour assurer au clavecin le diapason moderne. »
Ces évolutions touchent la totalité de l'instrument :
- la caisse moderne est épaisse et ouverte vers le bas, renforcée par une structure interne massive (voire par un cadre métallique), d'aspect plus ramassée — son but est d'assurer une parfaite et très stable tension des cordes, non de participer à la sonorité ; ainsi Hanns Neupert estime que :

« Certes, elle [la structure massive] est plus lourde que la structure traditionnelle, mais c'est aussi son seul inconvénient ; car elle n'exerce aucune influence sur la sonorité, puisque la charpente est une partie morte, non vibrante, du corps de l'instrument.
(Gewiß, sie [die moderne Rastenbauart] ist schwerer als die historische Bauweise, das ist aber auch ihr einziger Nachteil; denn einen klanglichen Einfluß übt sie nicht aus, das die Rast zu den toten, nichtschwingenden Teilen des Instrumentenkörpers gehört.) »

- cette pesante caisse inactive est en contreplaqué, avec placage de bois clair, lourde d'aspect, sans fantaisie ni élégance[Z 13],[note 28]. Le pupitre y est intégré. C'est l'opposé total de la caisse traditionnelle, espace clos de construction légère ou très légère avec des parois beaucoup plus minces, servant de caisse de résonance — en fait, un objet de lutherie et, très souvent, décoratif, qui ne possède pas de pupitre attaché ;
- les cordes modernes sont de module assez long, parfois plus de 40 cm[Z 14] ; elles ne suivent donc pas la juste proportion (pythagoricienne) et, pour compenser leur forte tension, doivent être lourdement filées vers les graves, particulièrement pour le jeu de 16 pieds, qui partage souvent le chevalet du jeu de 8 pieds. Au contraire, les cordes traditionnelles, qui ont un module plus court, généralement moins de 35 cm[Z 14], permettent la juste proportion vers les aigus, et sont fines et sous faible tension ; le jeu de 16 pieds est rare et lorsqu'il existe, possède un chevalet indépendant ;
- les claviers modernes sont des claviers de piano, aux touches longues et lourdes, abondamment feutrées ; les claviers traditionnels avec leurs touches plus courtes, très légères, peu feutrées, sont au contraire adaptés au jeu beaucoup plus délicat du claveciniste : il n'est pas utile de frapper fort puisque cela n'a pas d'incidence sur le volume sonore ; la légèreté et une extrême réactivité sont en revanche des atouts pour l'exécution des nombreux ornements de la musique baroque ;
- il est peu de facteurs modernes qui n'aient inventé leur propre sautereau, supposé meilleur que les autres[note 29]. On varie les matières : métal, plastique, Plexiglas…, de même que pour les registres. On tente de nouvelles formes (sautereau cylindrique de type « OK » chez Neupert) ; les plectres sont dans la grande majorité des cas en cuir durci, de section épaisse et carrée, pour affronter les cordes lourdes et fortement tendues ; les languettes ont la même variété, parfois moulées d'une seule pièce avec leur bec[note 30]. Pour le ressort, on préfère le métal ou le plastique à la soie de sanglier. On multiplie les vis de réglage : de hauteur du sautereau, de projection du bec, de réglage de l'étouffoir. D'ailleurs celui-ci peut être séparé du sautereau, à la mode pianistique. On invente des dispositifs de maintien plus souvent sources de maintenance difficile que d'efficacité réelle[note 31], alors que les sautereaux historiques en bois se distinguent par la simplicité de leur conception, la facilité de leur réglage et de leur entretien, l'homogénéité de leur structure, toutes traditions confondues ;
- le clavecin moderne possède une table d'harmonie assez épaisse (plus de 5 à 6 mm[Z 15]) avec un barrage important — les barres croisent souvent les chevalets ; la table d'harmonie n'est pas décorée, mais souvent vernie. La table d'harmonie traditionnelle ne dépasse presque jamais 3 mm d'épaisseur, elle possède un barrage minimal (maximum de quatre petites barres, ne croisant jamais les chevalets) ; elle est souvent ornée d'une décoration florale ;
- la registration moderne privilégie la Bachdisposition : 1 × 8' + 1 × 16' au clavier inférieur, 1 × 8' + 1 × 4' au supérieur ; cette disposition n'existe pratiquement pas en facture traditionnelle, le jeu de 16' y est rare, et le jeu de 4' est toujours affecté au clavier inférieur.
- les changements de registre et couplages de claviers se font par des pédales regroupées dans une « lyre » comme pour le piano à queue, alors que dans les clavecins anciens ces changements (d'ailleurs peu pratiqués pendant l'exécution d'une même pièce) se font par des leviers ou tirettes situés non loin des claviers, quelquefois par genouillères (instruments français de la fin du XVIIIe siècle) ; des pédales n'apparaissent que sur les clavecins anglais tardifs et se présentent d'ailleurs de manière différente.

Selon Wolfgang Zuckermann, qui a assuré pendant plusieurs années la maintenance de ces instruments modernes, la complexité de leur conception rend leur entretien et leur réglage très délicats, et il est presque impossible de faire fonctionner correctement certains d'entre eux. Il signale par ailleurs que leur son est généralement décevant. « On peut se demander », remarque Claude Mercier-Ythier, « pourquoi Wanda Landowska continuait à utiliser un clavecin Pleyel malgré sa conviction que rien n'égalait les instruments anciens pour rejouer les œuvres de l'époque. »
Beaucoup considèrent que le clavecin moderne, dans ses nombreuses déclinaisons, est un instrument différent de l'ancien, n'ayant de commun avec lui que le nom. De fait, il n'est plus guère utilisé que pour l'exécution des œuvres du XXe siècle qui lui sont expressément destinées. Depuis quelques années, toutefois, il bénéficie d'un regain d'intérêt de la part de certains interprètes de la jeune génération (tels Francesco Mazzoli, Christopher D. Lewis).

### Intervention de l'électronique

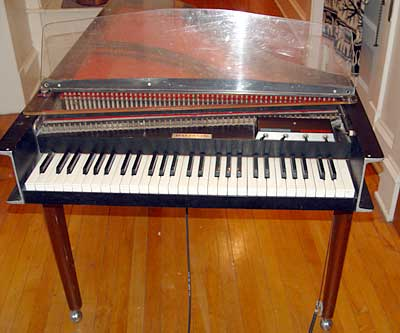
Le modèle Combo de Baldwin

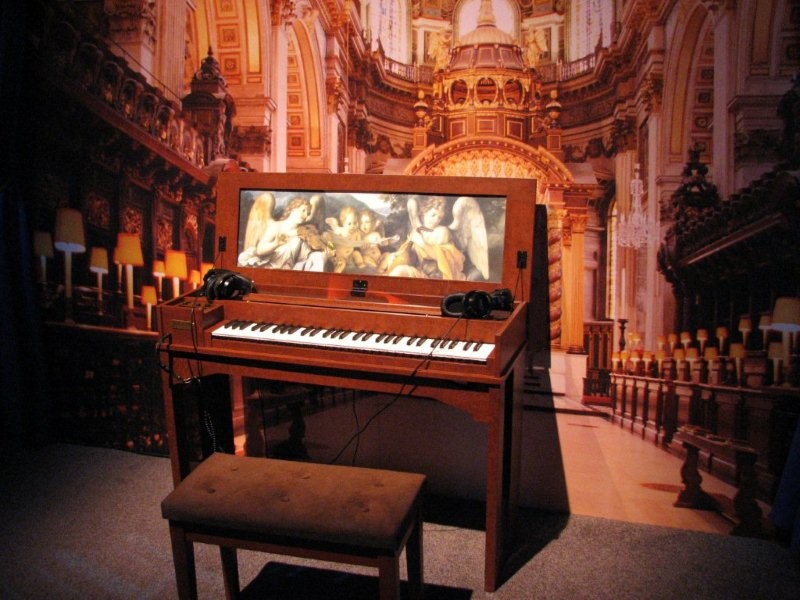
Clavecin électronique Roland C-30.

Pour augmenter la puissance sonore du clavecin, quelques facteurs imaginent de faire appel à l'amplification électronique.
En 1936, Hanns Neupert met au point, avec l'aide du professeur Friedrich Trautwein, un « clavecin électrifié » (elektrifiziertes Cembalo) pour une représentation d’Herakles (version germanisée de l'Hercules de Haendel) sur la scène Dietrich-Eckart du stade olympique de Berlin,.
Plus tard, Rolf Drescher (un agent de Steinway à Berlin) modifie deux clavecins de Kurt Wittmayer en y intégrant un système d'amplification complet. Les haut-parleurs sont installés au niveau de la table d'harmonie, l'électronique logée dans la caisse, des capteurs électroniques au-dessus des cordes. Ces instruments sont utilisés lors de concerts dirigés par Herbert von Karajan au Carnegie Hall de New York ; mais l'expérience s'interrompt aussitôt.
La société américaine Baldwin produit dans les années 1960-1970 le Combo, un « clavecin électronique » qui s'éloigne résolument des instruments traditionnels. Il peut certes encore être désigné comme clavecin puisque le son émane de cordes pincées à l'aide de sautereaux mais ceci sans utiliser la table d'harmonie, en matière inerte (isorel) dépourvue de chevalet ; au lieu de cela, le son est capté électroniquement avant d'être amplifié et de subir un traitement du signal commandé à l'aide d'une petite pédale : le son émis évoque beaucoup plus la guitare électrique que le clavecin ; Wolfgang Zuckermann le considère comme terne (« dull ») et, au total, sans intérêt. L'aspect extérieur de l'instrument, évidemment plus apprécié dans les milieux du jazz et du rock que dans celui de la musique ancienne, est lui-même fort éloigné de la tradition avec ses dimensions réduites, ses montants massifs en aluminium extrudé, son clavier de synthétiseur, son couvercle et son pupitre en Plexiglas.
Des instruments entièrement électroniques tentent également de reproduire le son (voire le toucher) du clavecin ; mais les modèles diffusés par Allen ou Roland sont évidemment à classer parmi les synthétiseurs, non dans les cordophones, même si les résultats sonores sont parfois convaincants.

### Le clavecin en kit

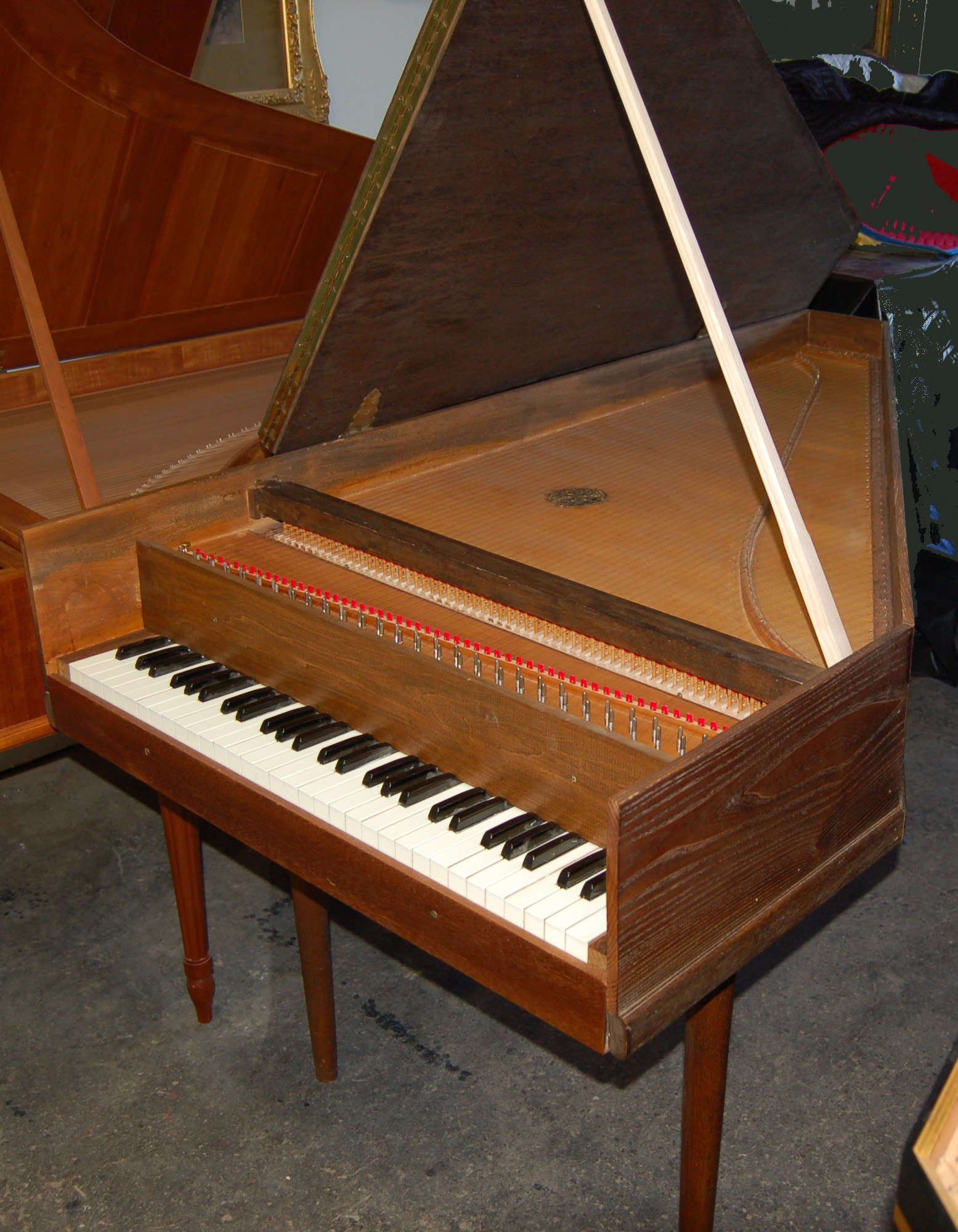
Clavecin dit « Z-Box » de Zuckermann
Noter l'éclisse rectiligne.

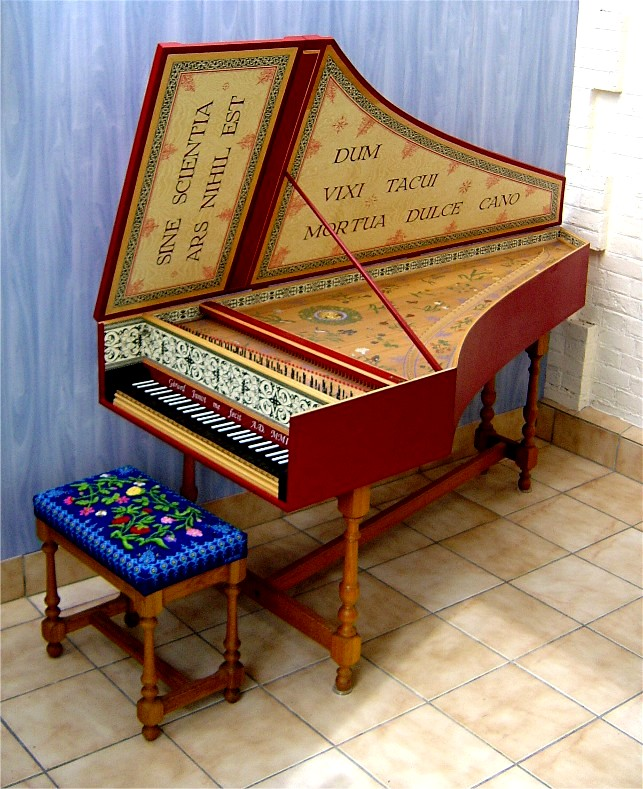
Clavecin de style flamand construit à partir d'un kit Zuckermann.

L'idée de fournir l'ensemble des éléments nécessaires à la construction d'un clavecin (le « kit ») en laissant le client assurer lui-même la construction de l'instrument et sa décoration revient à Wolfgang Zuckermann en 1960. Allemand d'origine né en 1922, il s'installe aux États-Unis en 1938, y devient technicien dans la maintenance des pianos et a l'occasion d'entretenir des clavecins. En 1954, il construit un instrument très simplifié ; c'est le début d'une vraie réussite commerciale, qui débouche sur l'idée du clavecin en kit. Il s'agit de décharger le facteur des tâches d'entretien courant de ses instruments en donnant au client la compétence nécessaire pour les effectuer de façon indépendante. Zuckermann remarque en effet qu'à la suite du succès inattendu rencontré par les instruments qu'il produit, il doit consacrer une part de plus en plus importante de son activité à cette maintenance, au risque qu'elle finisse par occuper tout son temps.
Le premier kit diffusé est un très grand succès ; l'instrument, assez rudimentaire avec son éclisse « courbe » rectiligne et ses dimensions peu traditionnelles, permet à de nombreux amateurs de posséder à moindre prix un instrument jusqu'alors souvent inaccessible financièrement. Ce premier clavecin, vendu 150 dollars au lieu de 800 pour l'instrument terminé, reçoit le diminutif de 5' Z-box.
L'exemple de Zuckermann est suivi quelque temps plus tard par Hubbard, et les kits diffusés, de qualité sans cesse croissante, se fondent désormais sur des modèles et selon des principes traditionnels. En France, la maison d'édition Heugel confie à Hubert Bédard la conception de kits dont elle assure la diffusion pendant quelques années. Marc Ducornet, ancien agent de Zuckermann en France, puis lié à son successeur D. Jacques Way, continue cette activité aujourd'hui de façon indépendante,.
Après un recul important pour raisons économiques dans les années 1980, le marché du kit a tout d'abord retrouvé un certain dynamisme, mais à partir des années 1990, ce marché décline à nouveau, par suite d'une demande en régression. Plusieurs dizaines de milliers d’instruments ont pu être construits selon ce principe (W. Zuckermann estimait déjà leur nombre à 20 000 environ lors de la publication de son livre en 1969).
Outre les amateurs, nombre de facteurs professionnels travaillent aussi à partir de kits, pouvant ainsi focaliser leur travail sur le soin apporté aux éléments sonores (table d’harmonie avec son barrage), à la qualité du mécanisme voire à la décoration.

### La facture à l'ancienne
Vers la fin des années 1960 s'opère un changement significatif en faveur de la facture à l'ancienne, selon les principes et méthodes de la facture traditionnelle. En 1965, lors d'un congrès, Hanns Neupert défend encore sa conception de l'instrument moderne, et chiffres à l'appui, suggère qu'avec un chiffre d'affaires annuel de 5 000 000 de deutschemarks réalisé par les quatre principaux industriels allemands (c'est-à-dire Neupert, Sassmann, Sperrhake et Wittmayer), « on n'est peut-être pas sur la mauvaise voie ». Selon Derek Adlam, le festival de Bruges marque le changement entre les saisons 1965, dominée par les facteurs de Serieninstrumente allemands, et 1968, où s'affirme la tendance du retour à la tradition. Lors du 4e Festival de Bruges en 1974, où sont exposés 80 instruments, plus aucun des 29 exposants ne propose le jeu de 16 pieds. Le mouvement, impulsé par des facteurs tels que Hugh Gough, Frank Hubbard, William Dowd, Martin Skowroneck, est relayé par des interprètes, au premier rang desquels se situe Gustav Leonhardt. Il accompagne l'émergence de ceux qu'on appelle — tout d'abord avec dérision — les « baroqueux ». Ceux-ci vont progressivement imposer leur mainmise presque exclusive sur le répertoire baroque, au détriment des musiciens formés à l'école du romantisme et du symphonisme.

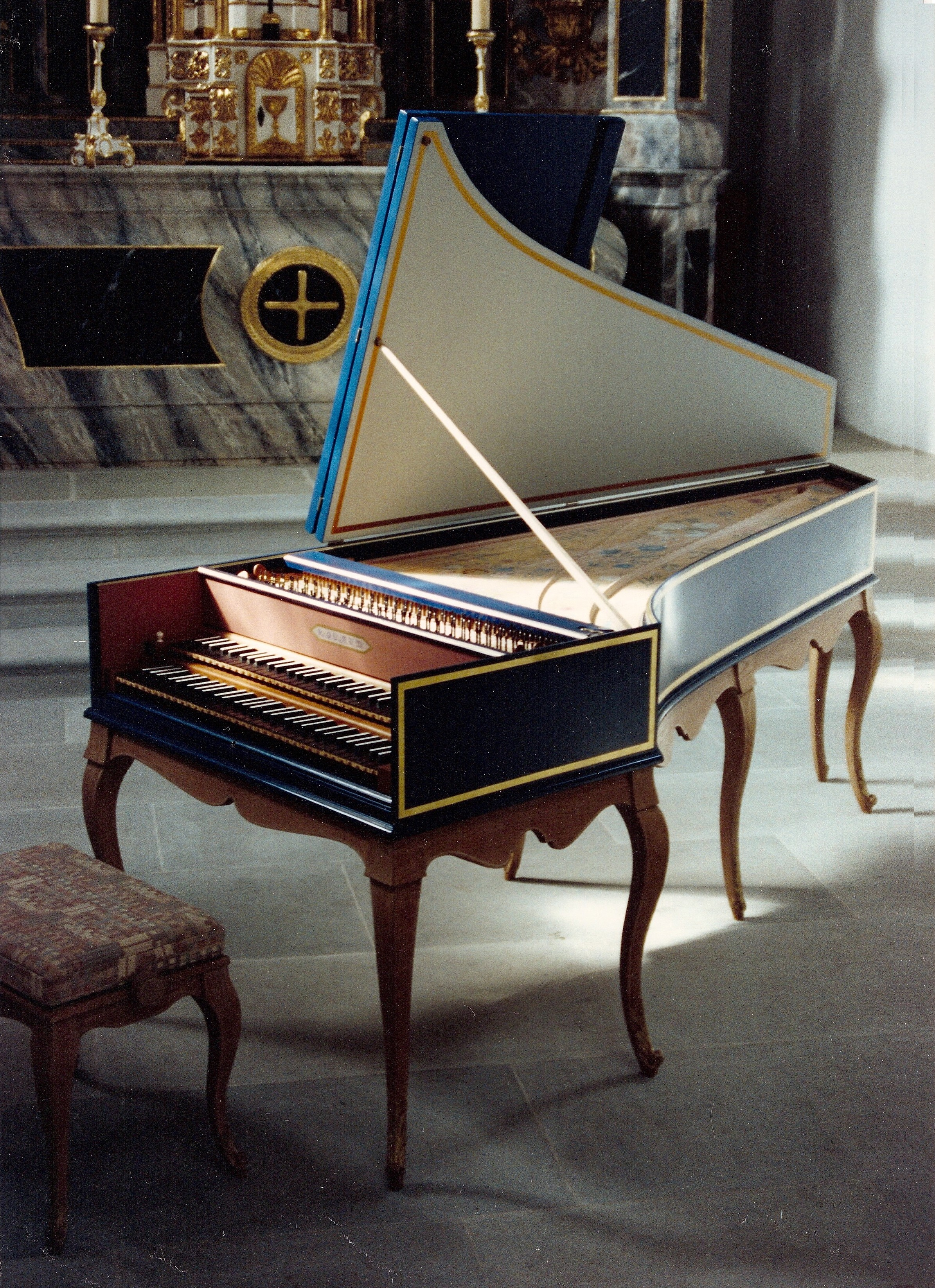
Clavecin de style français (Jean-Paul Rouaud d'après Nicolas Dumont 1707).

Le retour à une facture plus traditionnelle permet à de nombreux artisans, avec un outillage simplifié et peu coûteux, de pénétrer le marché. Leurs instruments sont parfois plus coûteux que les produits de série, mais correspondent mieux à l'esthétique musicale recherchée.
La plupart des facteurs contemporains ne s’inscrivent pas dans une tradition locale ni même nationale, construisant les instruments à la commande en fonction des exigences du répertoire (virginal avec octave courte pour William Byrd, clavecin italien disposé 2 × 8’ pour Frescobaldi, grand français à deux claviers pour François Couperin, etc.). Les artistes ne pouvant disposer de plusieurs instruments en utilisent souvent un à deux claviers et cinq octaves inspiré des grands facteurs du XVIIIe siècle (Taskin, Dulcken, Vater…), même si le concept d’instrument à tout faire a beaucoup perdu de sa pertinence avec l’étude des sources historiques concernant l’interprétation.
Lors de l'étude, l'expertise ou la restauration d'instruments historiques, des plans et des nomenclatures sont relevés ; certains sont disponibles auprès des grands musées, permettant aux facteurs de produire des copies aussi fidèles que possible des modèles les plus fameux ; les plus appréciés sont les instruments flamands (« à grand ravalement »), français et italiens, puis les allemands, mais assez peu les anglais, probablement désavantagés par le coût de leur ébénisterie raffinée et par le manque d’un répertoire spécifique,.
Plusieurs niveaux de fidélité existent, allant de la copie stricte de modèles historiques (et sous la réserve que ceux-ci ne sont peut-être plus dans leur état d'origine), à la construction « selon des principes et méthodes traditionnels » faisant la part d'une certaine modernité en reproduisant des modèles du passé tout en leur adaptant, par exemple, des sautereaux en plastique moulés, des becs en Delrin, des claviers complètement chromatiques, une étendue accrue.